# Aufklärung

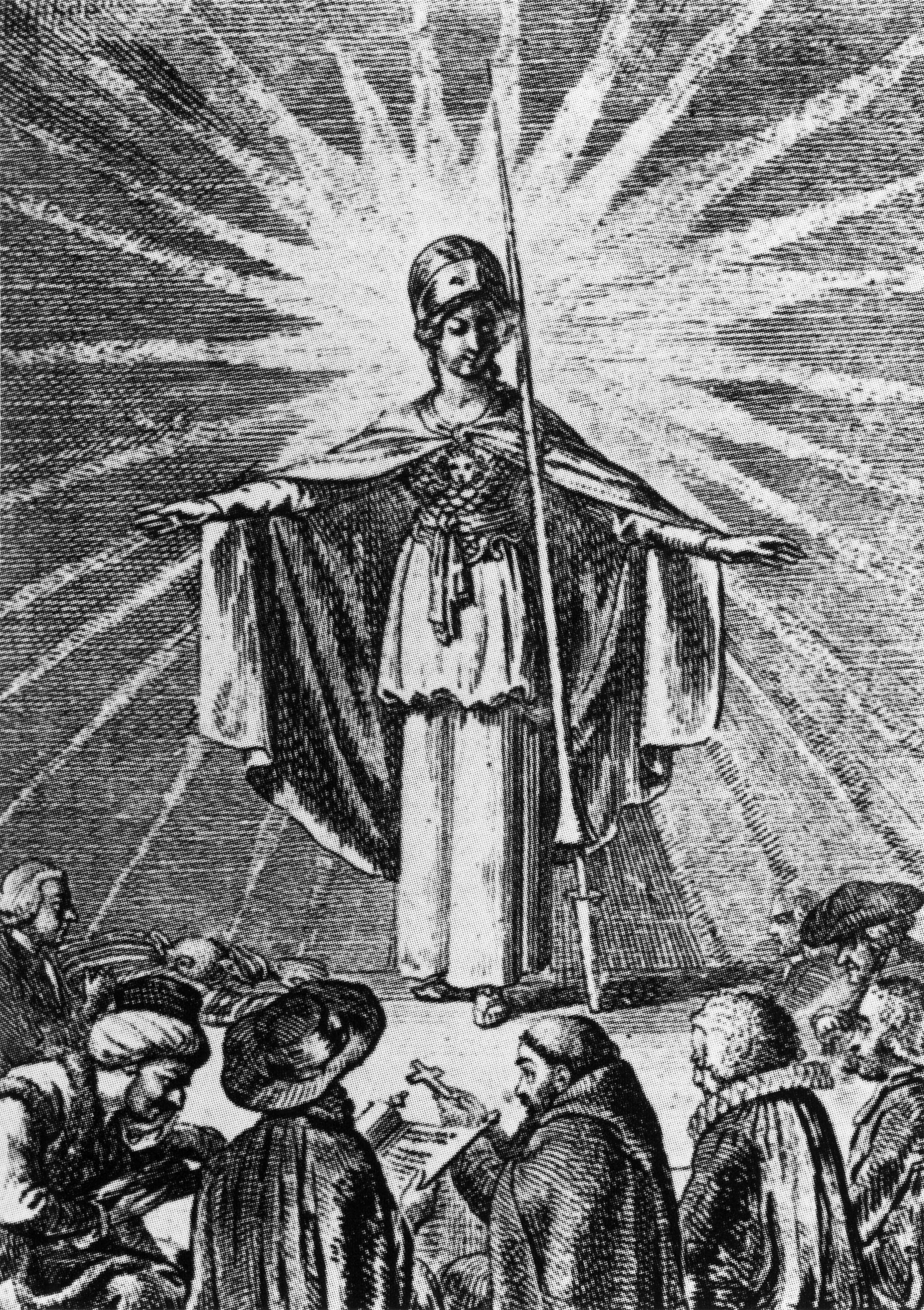
Minerva, die römische Göttin der Weisheit, spendet das Licht der Erkenntnis, wodurch die Religionen der Welt zusammenfinden (Daniel Chodowiecki, 1791)

Der Begriff Aufklärung bezeichnet die um das Jahr 1700 einsetzende Entwicklung, durch rationales Denken alle den Fortschritt behindernden Strukturen zu überwinden. Es galt, Akzeptanz für neu erlangtes Wissen zu schaffen – etwa für jenes, das im Zuge der naturwissenschaftlichen Revolution im 16. und 17. Jahrhundert gewonnen worden war. Seit etwa 1780 bezeichnet der Terminus auch diese geistige und soziale Reformbewegung, ihre Vertreter und das zurückliegende Zeitalter der Aufklärung (Aufklärungszeitalter, Aufklärungszeit) in der Geschichte Europas und Nordamerikas. Es wird meist auf etwa 1650 bis 1800 datiert. Aufklärung und Barock, die oft als Gegensätze gesehen werden, entwickelten sich über Jahrzehnte gleichzeitig im gleichen geografischen Raum.
Als wichtige Kennzeichen der Aufklärung gelten die Berufung auf die Vernunft als universelle Urteilsinstanz, mit der man sich von althergebrachten, starren und überholten Vorstellungen und Ideologien gegen den Widerstand von Tradition und Gewohnheitsrecht befreien will. Dazu gehörte im Zeitalter der Aufklärung der Kampf gegen Vorurteile und die Hinwendung zu den Naturwissenschaften, das Plädoyer für religiöse Toleranz und die Orientierung am Naturrecht. Als eines der Hauptwerke der Aufklärung galt die von den Enzyklopädisten Denis Diderot und D’Alembert herausgegebene 36-bändige Encyclopédie ou Dictionnaire raisonné des sciences, des arts et des métiers.
Gesellschaftspolitisch zielte die Aufklärung auf mehr persönliche Handlungsfreiheit (Emanzipation), Bildung, Bürgerrechte, allgemeine Menschenrechte und das Gemeinwohl als Staatspflicht. Insbesondere Olympe de Gouges setzte sich für die Frauenrechte ein. Condorcet wollte das allgemeine Wahlrecht auch den Frauen gewähren. Viele Vordenker der Aufklärung waren fortschrittsoptimistisch und nahmen an, eine vernunftorientierte Gesellschaft werde die Hauptprobleme menschlichen Zusammenlebens schrittweise lösen. Dazu vertrauten sie auf eine kritische Öffentlichkeit.
Aufklärerische Impulse beeinflussten Literatur, Schöne Künste und Politik, etwa die Amerikanische Revolution von 1776 und die Französische Revolution von 1789. Sie trugen zu einem andauernden Rationalisierungsprozess von Politik und Gesellschaft bei, so dass die Aufklärung zu einem Kennzeichen der Moderne wurde.
Kritik an dem „Vernunftglauben“ entstand seit etwa 1750 unter den Aufklärern selbst, dann im Sturm und Drang und in der Romantik, aber auch im Skeptizismus und dem sich zu Beginn des 19. Jahrhunderts formierenden politischen Konservatismus. Seit 1945 wird die europäische Aufklärung angesichts ihrer Spätfolgen auch als unabgeschlossenes und ambivalentes Projekt gedeutet, etwa in der Frankfurter Schule; in jüngerer Zeit wird Aufklärung überdies als unvollendeter gesellschaftlicher Emanzipationsprozess gewertet, der auch im 21. Jahrhundert der Fortführung bedürfe, so etwa von der Giordano-Bruno-Stiftung. Analoge Emanzipationsprozesse, ihr Fehlen oder ihre Notwendigkeit werden auch bei anderen Kulturen diskutiert. Die Denkannahmen der Aufklärung stehen im Zentrum der Kritik der Theoretiker der Postmoderne, während die meisten Geistes- und Sozialwissenschaftler sich weiterhin in der Moderne verwurzelt sehen und sich positiv auf die Gedanken der Aufklärung beziehen. Sie stellen die Allgemeine Erklärung der Menschenrechte der Vereinten Nationen vom Dezember 1948 in die Tradition der Aufklärung.

## Begriff

### Herkunft
Der Begriff Aufklärung ist eng verbunden mit der frühmodernen Verurteilung des Mittelalters als einer Epoche der Dunkelheit und des finsteren Aberglaubens, die im Vergleich zur Antike als rückständig galt. Die Neuzeit sollte der Dunkelheit des Mittelalters das Licht der Erkenntnis entgegensetzen. Die Lichtmetaphorik konnte von der Antike übernommen werden: Vom Licht der Erkenntnis wurde in der griechischen Philosophie (zuerst von Parmenides), in der spätantiken Gnostik sowie in der Bibel gesprochen. Der Ausdruck ist zugleich mit einer Bemühung um Klarheit der Begriffe (clare et distincte) als Maßstab der Wahrheit verbunden – etwa bei René Descartes, Gottfried Wilhelm Leibniz und Johann Heinrich Lambert.
Der Gebrauch des englischen Verbs „to enlighten“ und des Partizips „enlightened“ war seit dem 17. Jahrhundert üblich. Sie bedeuten „Verständnis schaffen“ und „aufgeklärt“ im Sinne von „über eine Sache erhellend informiert“. Das Substantiv „Enlightenment“ wurde erst im 20. Jahrhundert als Epochenbegriff gängig. Der deutsche Ausdruck Aufklärung wurde um 1770 üblich. Immanuel Kants berühmte Beantwortung der Frage: Was ist Aufklärung? (Dezember 1784) reagierte auf einen Aufruf der Berliner Monatsschrift zur Klärung eines Begriffs. Auch hier ging der Epochenbegriff aus dem bis dahin unauffälligen Sprechen von „aufklären“ im Sinne von „sich über einen Sachverhalt Klarheit verschaffen“ hervor. Nach Kant ist Aufklärung „der Ausgang des Menschen aus seiner selbstverschuldeten Unmündigkeit“ (wobei er Unmündigkeit als „Unvermögen, sich seines Verstandes ohne Leitung eines anderen zu bedienen“ versteht), also die Entwicklung zu einer mündigen Persönlichkeit, zugleich erklärte er „sapere aude“ („wage es, weise zu sein!“) zum Wahlspruch der Aufklärung.

### Epochenbildung
Die Aufklärungsdiskussion nahm Vorstellungen des Renaissance-Humanismus, unter anderem diejenigen des Gelehrten Erasmus von Rotterdam, und der Reformation seit dem frühen 15. Jahrhundert auf, die das Mittelalter als vergangene Epoche definierten und von der Gegenwart eine Neuausrichtung in Form einer Wiederbelebung der Antike forderten, um dem Mittelalter zu entrinnen. Aus diesem Grund ist die Antike als Legitimationsinstanz in den philosophischen und literarischen Schriften der Aufklärungszeit omnipräsent. Der Lichtmetaphorik bezüglich des „finsteren“ Mittelalters entsprach nun kontrastierend ein „helleres“ Zeitalter.
Die Aufklärung in Frankreich war zunächst eine im Wesentlichen ästhetisch-literarische Bewegung. Charles Perrault stellte erstmals die kulturellen Leistungen zur Zeit Ludwig XIV. über die der Antike, deren Vorrang vor allem von Nicolas Boileau vertreten wurde. In dieser Querelle des Anciens et des Modernes, dem Streit der „Alten und der Neuen“ zwischen 1688 und 1696 diskutierte man, ob die Moderne nicht eine ganz eigene Kultur hervorbringe – eine Zivilisation, die dem Mittelalter und der Antike überlegen sei. Doch auch in den 1730er und 1740er Jahren bekämpfte die Aufklärung noch traditionelle und scholastische Gegenströmungen, nun aber im Bewusstsein, mit der gesamten Vergangenheit zu brechen und sich von vorherigen Autoritäten zu lösen.
Als entscheidender Anstoß kann die frühmoderne naturwissenschaftliche Revolution bestimmt werden, die das Wissen der Antike und des Mittelalters korrigierte, erweiterte und Theorie und Methodik verbesserte. Deren Höhepunkt und (wenigstens vorläufiger) Abschluss wird oft in Isaac Newtons Hauptwerk Philosophiae Naturalis Principia Mathematica (1687) gesehen.
Jean-Baptiste Dubos sprach 1732 erstmals von einem Siècle des Lumières („Jahrhundert der Lichter“). Jean-Jacques Rousseau und Jean-Baptiste le Rond d’Alembert (1751 in seiner Einleitung zur Encyclopédie) griffen den Ausdruck auf. Die Vertreter dieser neuen Denkweise wurden Les Lumières genannt.
Eine „Epoche“ der Aufklärung blieb wegen fließender Übergänge in vielen Bereichen schwer abgrenzbar. Die historischen Eckdaten der Epoche sind je nach Fachgebiet verschieden. Ein relativ eng gefasster Begriff von Aufklärung besteht in der Germanistik, die Johann Christoph Gottsched und Gotthold Ephraim Lessing als die zentralen Vertreter der Epoche begreift und diese vom Barock und dem 17. Jahrhundert absetzt. Forscher wie Werner Krauss stellten der Hauptphase eine Frühaufklärung voran, die ins 17. Jahrhundert zurückreicht, und setzten eine Spätaufklärung vor 1800 an. Jürgen Osterhammel datiert das Zeitalter der Aufklärung zwischen 1680 und 1830. Die Musikgeschichte verzeichnet hingegen erst um 1730 eine Abkehr von der Barockmusik, besonders von der Gattung der Fuge. Ähnlich ergebnislos wurde diskutiert, ob die „Empfindsamkeit“ eine emotionale Seite der Aufklärung sei oder eine Gegenströmung. Die Forschung vermeidet Konflikte um die epochale Zuordnung solcher Begriffe, indem sie von der „frühen Neuzeit“ oder dem „18. Jahrhundert“ spricht.

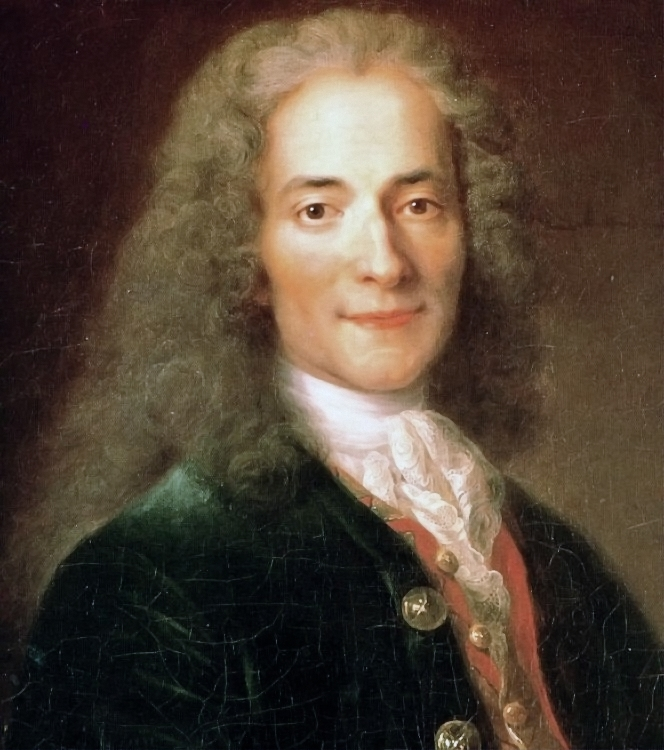
Voltaire (Porträt von Nicolas de Largillière)

Nur der Politikwissenschaft dient Zeitalter der Aufklärung heute als relativ klar umrissener Epochenbegriff. Gemeint ist die Zeit der Vorbereitung des modernen Verfassungsstaats und der modernen Regierungsorganisation in Europa und Nordamerika von etwa 1650 bis etwa 1800, in der die Impulse der Aufklärung in politisches Handeln umgesetzt wurden. Dies geschah unter Berufung auf entsprechende Naturrecht- und Staatstheorien: in England beispielsweise von Thomas Hobbes und John Locke, in Frankreich von Charles de Secondat, Baron de Montesquieu, Voltaire und Jean-Jacques Rousseau, in Deutschland von Samuel von Pufendorf, Christian Wolff, Christian Thomasius und Immanuel Kant, in den USA von Thomas Jefferson und James Madison. Aber auch die moralphilosophischen und Wohlfahrtstheorien von Francis Hutcheson und Adam Smith spielten für die Entwicklung des Denkens der Aufklärung eine wichtige Rolle.
Angestoßen und begünstigt durch die frühneuzeitlichen Transformationsprozesse auf wirtschaftlicher, gesellschaftskultureller und machtpolitischer Ebene fanden die Lehren der Aufklärung nicht nur in bürgerlichen Interessengemeinschaften und Vereinigungen, sondern auch an diversen Fürstenhöfen Verbreitung, sofern die dort Herrschenden aufklärerischem Gedankengut gegenüber aufgeschlossen waren. Von solchen Vorstellungen inspiriert und teils geleitet waren in England die Glorious Revolution von 1689, der aufgeklärte Absolutismus etwa in Preußen und Österreich, die Entstehung der Vereinigten Staaten von Amerika und die Französische Revolution, aber auch die Reformen der Zarin Katharina II.
Die weitere Verbreitung aufklärerischer Staatsideen auch jenseits ihres geschichtlichen Entstehungszusammenhangs ist für die Ausgestaltung der modernen Staatenwelt anhaltend bedeutsam geblieben. Dies zeigt sich sowohl bei der Errichtung demokratischer Systeme auf einzelstaatlicher und zwischenstaatlicher Ebene, so in der Europäischen Union und in den Vereinten Nationen, als auch zum Beispiel in der Forderung nach weltweiter Garantie der Menschenrechte.
In der internationalen Forschung ist ein Interesse an „Diskursen der Aufklärung“ in der frühen Neuzeit (ca. 1500 bis 1800) verbreitet. In jüngster Zeit wurde das 17. Jahrhundert als Phase eigenständiger radikaler und subversiver Denkbewegungen entdeckt. Als Kernphase der Aufklärung gilt aber weiterhin der Zeitraum von 1750 bis 1780.
Eine rückblickende Kontroverse, wie diese Epoche zu verstehen sei, fand zwischen 1780 und 1800 statt. Grundgedanken wie die Gleichheit und Brüderlichkeit aller Menschen, wie sie in die Verfassung der Vereinigten Staaten einflossen, wurden von einzelnen Aufklärern wie Edmund Burke oder Moses Mendelssohn kritisch betrachtet. Margaret C. Jacob, Jonathan Israel und Martin Mulsow unterscheiden in der Aufklärungsepoche eine moderate, reformerische Hauptströmung von einer revolutionären, säkularistischen Nebenströmung, genannt Radikalaufklärung.

### Weitere als „Aufklärung“ bezeichnete Strömungen
Im 19. Jahrhundert wurde der Begriff der Aufklärung auch auf die klassische Epoche im antiken Griechenland übertragen. Man sprach von einer „ersten“ Aufklärung und bezog sich dabei einerseits auf das methodisch-kritische Fragen des platonischen Sokrates und seine Wendung gegen sophistische Lehren, andererseits auf sophistische Denker wie Protagoras.
Mitunter ist auch von einer „römischen Aufklärung“ die Rede, die in der rationalen und ansatzweise universalistischen, die Stände versöhnenden „Regelungskultur“ des Rechts ihren Ausdruck gefunden habe, welche auf jede religiöse Legitimität verzichtet.
Von einer „islamischen Aufklärung“ spricht man sowohl bezugnehmend auf das von der Spätantike beeinflusste Werk des Averroes im 12. Jahrhundert als auch auf philosophische Strömungen in der islamischen Welt des 18. Jahrhunderts.
Als „jüdische Aufklärung“ wird die Haskala bezeichnet, die sich – entstanden im Kontext der Berliner Aufklärung – seit etwa 1770 von Preußen aus nach Osteuropa verbreitete.
Michael Hampe sieht in der Gegenwart eine „Dritte Aufklärung“ nach der altgriechischen und derjenigen im 18. Jahrhundert, beschrieben in seinem gleichnamigen Buch. Ziel der bisherigen Aufklärungen sei ursprünglich vor allem die Abschaffung von Grausamkeiten gewesen; jetzt gehe es mehr um die Aufdeckung von Illusionen, Wahrheitsfindung in der weltweiten Meinungsinflation und -manipulation und die Bekämpfung von Unterdrückung und Ungerechtigkeiten. Es brauche Bildungsprozesse und den Mut, Evidenzen und Gründe einzufordern. Aufgeklärte Lebensformen seien immer bedroht.

## Politische und Bildungsvoraussetzungen

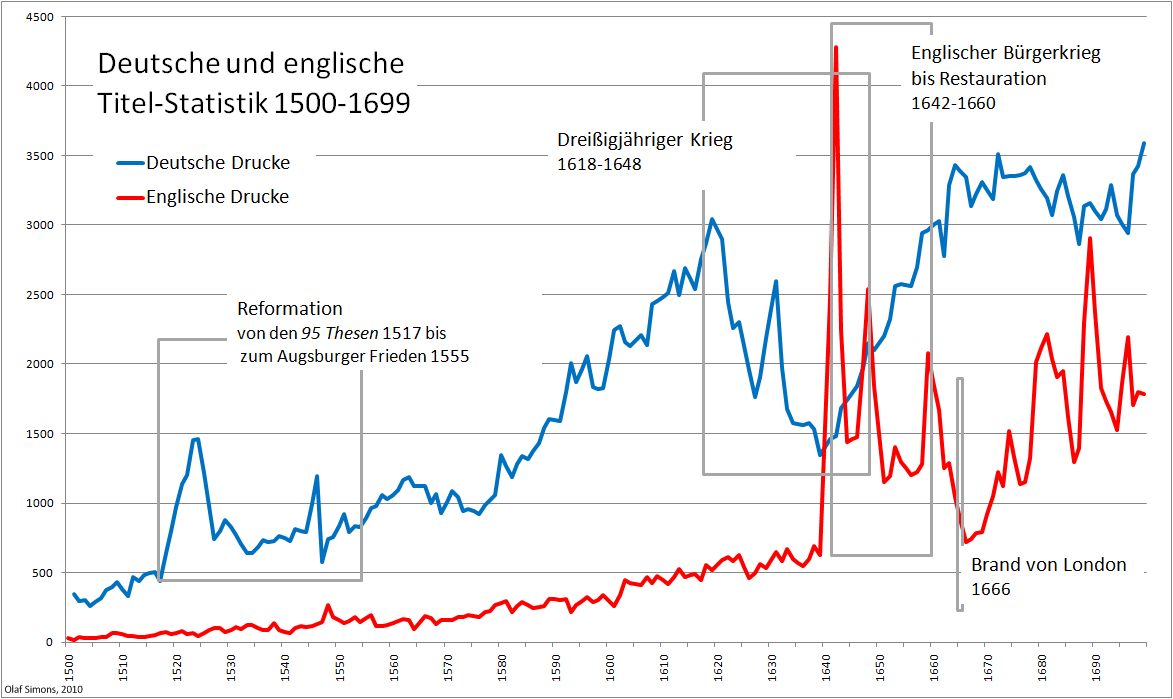
Deutsche und englische Titel-Statistik, 1500–1699. Die Ausschläge folgen historischen Ereignissen.

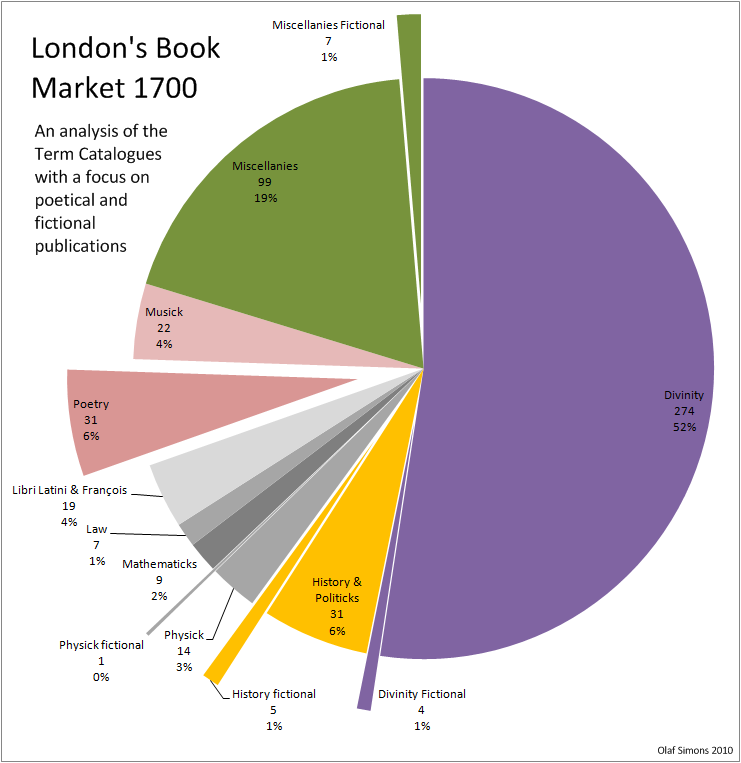
Londons Buchangebot im Jahr 1700 nach den Angaben der Term Catalogues (die „Reprinted“ section ist hier aufgelöst, im heutigen Sinne literarische Titel sind herausgezogen, noch fehlt ihnen die einheitliche Kategorie).

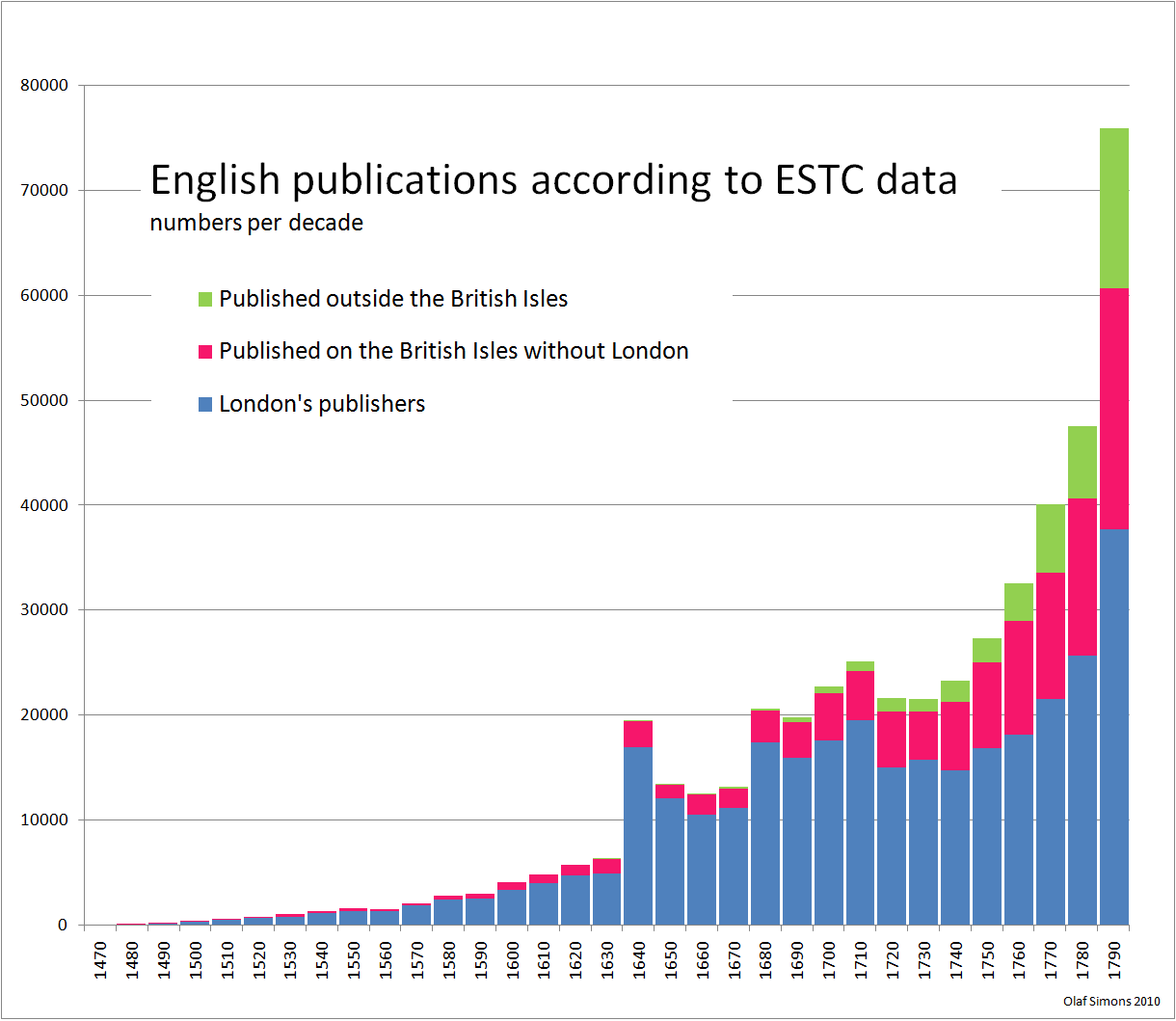
Die englische Buchproduktion explodiert in den 1760er Jahren.

Größere technologische und politische Umwälzungen unterscheiden die Frühe Neuzeit vom Mittelalter und vom 19. Jahrhundert. Der Buchdruck brachte ab etwa 1500 eine neue, zunächst zwar begrenzte, doch nicht mehr an die Gelehrsamkeit der Klöster gebundene Öffentlichkeit hervor. Der Entdeckung Amerikas im Jahr 1492 folgte eine Neuorganisation des europäischen Mächtegewichts. Die Reformation veränderte ab 1520 Europas Bündniskonstellationen und das Verhältnis des Staates zu seinen Bürgern. Der Merkantilismus förderte Handel und Verkehr mit teils marktkonformen, teils dirigistischen Maßnahmen. An der Schwelle zum 19. Jahrhundert entstand ein neuer Typus des Nationalstaats, der die Säkularisation durchsetzte, moderne Bildungssysteme etablierte und die Industrialisierung vorantrieb.
Beim Begriff der Aufklärung geht es auch um die Prozesse zwischen diesen frühneuzeitlichen Eckpunkten. Man versucht die fortschrittlichen Faktoren zu definieren, die in das 19. Jahrhundert führten. Widerstände gegen diesen Fortschritt werden anti-aufklärerischen Kräften oder unreflektierten Traditionen zugeordnet. Die Epochendefinition rückt vor allem publizistisch tätige Gruppen in den gesellschaftlichen Fokus, die zunächst selten einen bürgerlichen Hintergrund aufwiesen, sondern weitaus häufiger der Geistlichkeit oder Aristokratie angehörten: Wissenschaftler, Journalisten, Autoren, sogar Regenten, die Traditionen der Kritik unterzogen, indem sie sich auf die Vernunftperspektive beriefen.
Bestrebungen, das Wissen der Zeit mit neuen Bildungssystemen, neuer Pädagogik, durch Bücher und Journale in der Bevölkerung zu verbreiten, ergänzten die primär wissenschaftlichen Diskussionsfelder der Aufklärungsepoche. Die damaligen öffentlichen Diskussionen politischer und gesellschaftlicher Prozesse spielen eine zentrale Rolle in der aktuellen Definition der Aufklärung. Die Verbreitung der Lesefähigkeit bot dafür eine wichtige Voraussetzung. Die Reformation brachte in den protestantischen Ländern einen Schub mit Aufrufen, eine persönliche Beziehung zur Bibel herzustellen, und mit einer eigenen Kultur der Streitschriften. In katholischen Gebieten gewann Erbauungsliteratur einen vergleichbaren Markt. In West- und Mitteleuropa wurde die Alphabetisierung durch die Einführung der Schul- bzw. Unterrichtspflicht gefördert, die in großen Teilen Deutschlands bis 1717 erfolgte. Auch die Zirkulation von Zeitungen als den gängigsten modernen Lektüreartikeln trug dazu bei. Zwischen den Wissenschaften und dem niederen Markt der Volksbücher entstand ein breites Angebot an „schöner Literatur“ (belles lettres), die sich primär durch Eleganz definierte und in den Städten das bürgerliche Publikum erreichte, besonders die Altersgruppe zwischen 20 und 40 und Frauen. Ab 1660 stellten sich auch die Wissenschaften auf das breitere Interesse ein. Die Grenze zwischen dem akademischen und dem öffentlich verfügbaren Wissen weichte auf: Die Publikation in den Landessprachen wurde zuerst in Frankreich (hier betreut durch die Académie française) die Regel. In England gewann das Englische mit London als Druckort mit kommerziell orientiertem Buchmarkt Bedeutung. In den Niederlanden wurde ab 1660 auf Französisch für den gesamten europäischen Markt gedruckt, da hier der Druck nicht der Vorzensur unterworfen war.
In Deutschland stellten sich die Wissenschaften relativ langsam vom Lateinischen auf die Landessprache um. In Leipzig versuchte Christian Thomasius als Erster, deutsche Vorlesungen einzurichten, und begründete dies 1687 mit der Notwendigkeit, die Franzosen nachzuahmen; doch im 18. Jahrhundert distanzierte sich eine zunehmend nationale Strömung von Frankreich als einem nun abschätzig betrachteten Modelieferanten. Ab 1720 nutzten Aufklärer in Deutschland die Landessprache gezielt, um Modernisierungsprozesse außerhalb der universitären Gelehrsamkeit voranzutreiben. Doch blieb (Neu-)Latein vor allem in katholischen Ländern eine wichtige Wissenschaftssprache, da sie den internationalen Austausch erleichterte.
Noch stockender verliefen die Entwicklungen in Nord- und Osteuropa. Der deutsche Buchmarkt war in Skandinavien neben dem französischen präsent; ein eigener skandinavischer Markt hatte hier erschwerte Startbedingungen. In Osteuropa richtete sich der Adel westeuropäisch aus; Frankreich blieb hier Orientierungspunkt. Eine kommerzielle bürgerliche Kultur der Bildung bauten Osteuropas Nationen erst in den Nationalisierungsprozessen des 19. Jahrhunderts auf. Aufklärerische Potentiale gelangten hier über die aristokratische Oberschicht kaum hinaus.
Eine historisch-kritische Bibelrezeption setzte 1678 mit der Histoire critique du Vieux Testament von Richard Simon ein. Dieses Werk wurde beschlagnahmt und verbrannt, erzielte aber nachhaltige Wirkung. Über 1700 hinaus blieb die Theologie das zentrale Diskussionsfeld, wie sich schon an der Buchproduktion zeigte. Im Lauf des 18. Jahrhunderts etablierten die Naturwissenschaften Erkenntnisse im Gegensatz zur Bibel. Obskurantismus und Szientismus standen sich nun als Pole polemischer Kritik gegenüber. Die Belletristik schuf einen neuen Bereich breiter Lektüre, in dem sich die Bevölkerung mit persönlichen Leitbildern ausstattete. Die Geschichtsschreibung wurde der neue Ort gesellschaftsweiter Kontroversen um die historische Selbstverortung. In den 1760er Jahren wuchs die Produktion historischer und belletristischer Schriften enorm und drängte die Theologie an den Rand.
Um 1800 wurde die gesamte Bildung schrittweise in Europa reformiert und auf die modernen öffentlichen Debatten ausgerichtet. Die alte Teilung der Universitäten in die vier Fakultäten Theologie, Jurisprudenz, Medizin und Philosophie wich der Aufteilung in Naturwissenschaften und Technik, je einen Bereich der Sozialwissenschaften und der Geisteswissenschaften. Die letzten beiden Bereiche wurden dabei für die Debatten zuständig, die in den modernen Gesellschaften öffentlich geführt werden.

## Gesellschaft
Während im Jahrhundert nach der Reformation vor allem in radikalen reformatorischen Kreisen die chiliastischen Strömungen des Mittelalters wieder auflebten und auch im Dreißigjährigen Krieg Weltuntergangsszenarien grassierten, kam es nach dem Abklingen der Religionskriege und ihrer Grausamkeiten und mit der verbesserten wirtschaftlichen Entwicklung in der Periode des Absolutismus seit etwa 1670 zu einer optimistischeren Grundstimmung, einer Bevölkerungsvermehrung und unter dem Einfluss der Wissenschaften auch zu einem besseren Verständnis der Position des Menschen im Kosmos. Diese Entwicklung spiegelt sich vor allem in den Theorien über die Natur des Menschen. In den Zukunftsszenarien der 1770er-Jahre geht die Menschheit fortan der Tugend entgegen.

### Moral

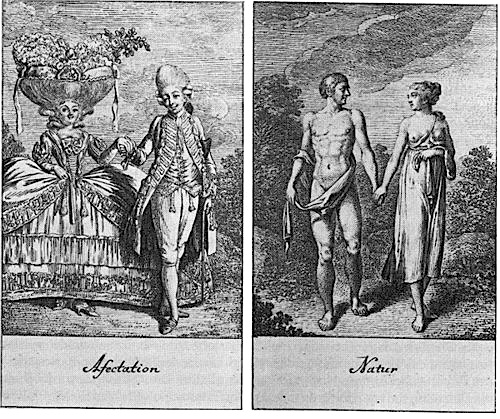
Die ältere „Afectation“ und die jüngere „Natur“ aus der Sicht Chodowieckis (1778)

Die Leser, für die Thomas Hobbes 1651 seinen Leviathan verfasste, gingen offenkundig noch davon aus, dass die Natur des Menschen verderbt sei und dass nur die Angst vor Strafe die Menschheit davon abhalte, sich selbst zu zerfleischen. Dagegen glaubte der Leser, an den sich Shaftesbury 1696 mit seinem Inquiry Concerning Virtue or Merit richtete, dass der Mensch von Natur aus das größte Glück empfinde, wenn er in Harmonie mit seiner Umwelt lebe. Bernard Mandeville attackierte Shaftesbury in den erweiterten Fassungen seiner Fable of the Bees 1714 und 1723: Das stimme wohl, denn die meisten Menschen hielten sich in ihrem Innersten für tugendsam und zeigten sogar ein schlechtes Gewissen, wenn niemand ihre Untugend bemerke. Doch sage das nichts über die Natur des Menschen aus, sondern allenfalls über die Erziehung, die ihn solche Tugenden verinnerlichen lasse. In der Folge stabilisiere die Gesellschaft sich selbst, indem sie Menschen, bei denen die Erziehung glückt, mit verantwortlichen Positionen ködere und belohne.
Die Lehren Pufendorfs waren über Gershom Carmichael nach Schottland gelangt. Sein Schüler Francis Hutcheson knüpfte eng an Shaftesbury an und entwickelte mit dem „Moral Sense“ eine Moralpsychologie. Zugleich war er Mitbegründer der Schottischen Schule. In seiner Nachfolge bewegten sich auch Adam Ferguson, David Hume und Adam Smith mit ihren moralphilosophischen Arbeiten. Gegen den Skeptizismus Humes stellte Thomas Reid den „Common Sense“, vertrat aber in der Moralphilosophie ebenfalls einen psychologischen Standpunkt.
Das Verhalten änderte sich zwischen den 1690er- und den 1740er-Jahren. In Romanen des frühen 18. Jahrhunderts wird es noch als Tugend aufgefasst, wenn eine Heldin „Verschlagenheit“ beweist: die Kunst, ihre Affekte in Zaum zu halten und sich beim Verfolgen geheimer Pläne nichts anmerken zu lassen. Christian Thomasius theoretisiert in den 1690er Jahren, dass tugendsame und tugendlose Menschen sich derselben Taktiken der Verstellung bedienten – die einen zu guten und die anderen zu bösen Zwecken. Mitte des 18. Jahrhunderts kommen demgegenüber Dramen auf den Markt, deren Heldinnen erröten, wenn sie ein Geheimnis vor ihren Eltern oder Geschwistern hegen sollen.
In den 1770er Jahren kommen mit Romanen wie Henry Mackenzies Man of Feeling (1771) selbst Männer in Mode, die innerlich zerbrechen, wenn sie nicht mit der Welt in Einklang leben. Für andere Menschen zu leben, bereitet den neuen tugendsamen Helden Mitte des 18. Jahrhunderts das intimste Glück. Sie machen einander Geständnisse, wo ihre Vorgänger im frühen 18. Jahrhundert noch ihre Reputation voreinander verteidigen. Die Helden der Jahrhundertmitte sind von Natur aus zart besaitet, schwach, auf die Hilfe anderer angewiesen – und erhalten diese Hilfe, da sie einander offenherzig begegnen. Durch permanente Enthüllungen begegnet die Kunst des Schriftstellers, Schauspielers oder Malers dem traditionellen Vorwurf der Täuschung, am radikalsten in Rousseaus vor 1770 entstandener Autobiographie (Les Confessions). Dass Denis Diderot in seiner Satire Rameaus Neffe (etwa 1760–1775) einen zugleich sensiblen und zutiefst verwerflichen Helden erfindet, ist eine Provokation und lässt sich nicht mehr veröffentlichen. – Die Helden des frühen 18. Jahrhunderts zeigten dagegen Stärke, wenn es darum ging, die eigene Reputation offensiv und rücksichtslos öffentlich in Szene zu setzen. Auch die Aufwertung der Faustfigur von einem Verbrecher, den man insgeheim bewundert, zu einem aufklärerischen Vorbild, vollzieht sich in dieser Zeit.
Im hohen Drama erscheint die sinnliche Liebe schon seit 1700 nicht mehr nur als selbstsüchtige Leidenschaft, wie in Antoine Houdar de la Mottes Ballett Le Triomphe des Arts (1700), in dem Pygmalions entfesseltes Begehren auch die Seefahrt und die Landwirtschaft beflügelt. Allmählich wird das Begehren auch in der niederen Komödie zur bürgerlichen Liebe aufgewertet: Die Titelfigur der überaus erfolgreichen Opera buffa La serva padrona (1733) von Giovanni Battista Pergolesi wird noch durch pure Verschlagenheit zur Hausherrin, während die Heldin von Mozarts La finta giardiniera (1775) sich nur aus Liebe verstellt, was durch den deutschen Titel Die Gärtnerin aus Liebe noch zusätzlich betont wurde. In Deutschland schrieb Theodor Gottlieb Hippel, ein Freund Immanuel Kants (1792 und 1793) das satirische Traktat Über die Ehe, in der er die Liebesheirat gegen die Vernunftheirat verteidigte.
Frauen- und Männerrollen werden zwischen 1650 und 1800 neu definiert. Um 1800 sind Kastraten, Hosenrollen und Travestien von der Bühne verbannt, um zwei „natürliche“ Geschlechter auftreten zu lassen, deren weiblicher Part passiv ist. Dass eine Frau ihre Reputation öffentlich verteidigt, nötigenfalls indem sie publiziert, um ihre Tugend in ein besseres Licht zu stellen, ist im 17. Jahrhundert statthaft. In Romanen fallen bis in das frühe 18. Jahrhundert Heldinnen auf, die sich gegen ihre Eltern stellen und sich, physisch angegriffen, mit Waffengewalt verteidigen. Das zwischen 1660 und 1720 moderne galante Verhalten gesteht es Frauen und Männern zu, einander im Gespräch gleichrangig zu begegnen. Mit den 1720er Jahren, in der Mode der Empfindsamkeit, wird vor allem ein Frauenbild modern, in dem die Frau als das schwache Geschlecht auf den Schutz der Gesellschaft angewiesen ist. Die publizistische Betätigung, die für Frauen wie Madeleine de Scudéry (1607–1701), Aphra Behn (1640–1689), Marie-Catherine d’Aulnoy (1650–1705), Anne-Marguerite Petit DuNoyer (1663–1719), Delarivier Manley (1663–1724) legitim war, wird im 18. Jahrhundert neuen Regeln öffentlichen Anstands unterworfen, die von der Frau natürliche Bescheidenheit und Zurückhaltung verlangen.
Hinter den Verhaltensangeboten der Romane und Dramen stehen die erwähnten gesellschaftlichen Veränderungen: Öffentliche Hinrichtungen als Demonstrationen herrschaftlicher Gewalt geraten im Verlauf des 18. Jahrhunderts als Verstoß gegen die Menschlichkeit und als Beleidigung des Mitgefühls in Verruf. Erziehungsratgeber ändern sich. Eine neue Pädagogik richtet sich im 18. Jahrhundert darauf aus, den Menschen zum moralischen Empfinden zu erziehen. Pädagogische Reformwerke überschwemmen in der zweiten Hälfte des 18. Jahrhunderts den Markt.
Markant ändern sich nach etwa 1740 die Darstellungen des Privaten. Selbst Adlige lassen sich mit Kindern im Arm und dem Ausdruck der Zärtlichkeit und des Vertrauens porträtieren. Von natürlichen Gefühlen geprägte Bindungen sollten herrschen, wo früher ein schickliches Benehmen demonstriert wurde.

### Akademien und gelehrte Gesellschaften
Eigene Gesellschaften werden im 17. und 18. Jahrhundert innerhalb der westlichen Gesellschaften gegründet, mit dem Ziel, erzieherisch auf die Moral und das Bewusstsein einzuwirken: Öffentlich agierende Gesellschaften wie die 1691 in London gegründete Society for the Reformation of Manners und sich der Öffentlichkeit entziehende wie der Illuminatenorden oder die Freimaurerlogen, die gegenüber den religiösen Glaubensangeboten neue, dem Deismus nahestehende philosophischere unterbreiten. Außerdem trafen sich die Aufklärer in Literarischen Salons, die zumeist von gebildeten Frauen geleitet wurden.
Die Sozialisierung wird neuen Idealen unterworfen, die Suche nach einer Gemeinschaft von Gleichgesinnten, in der Seelenverwandtschaften ausgelebt werden, greift aus dem Bereich freikirchlicher religiöser, auf das religiöse Empfinden ausgerichteter Gruppierungen auf die breite bürgerliche Gesellschaft über. Sich mit Gleichgesinnten fest zu assoziieren, wird ein neues Ziel bürgerlicher Individualisierung in den damit zunehmend unüberschaubaren Gesellschaften, in denen Individuen ab dem 19. Jahrhundert deutlich von Orientierungslosigkeit bedroht sind: Der Einzelne muss im Zustand der Aufklärung in den 1770er Jahren und 1780er Jahren zunehmend suchen, um noch Menschen zu finden, mit denen er fühlen kann.

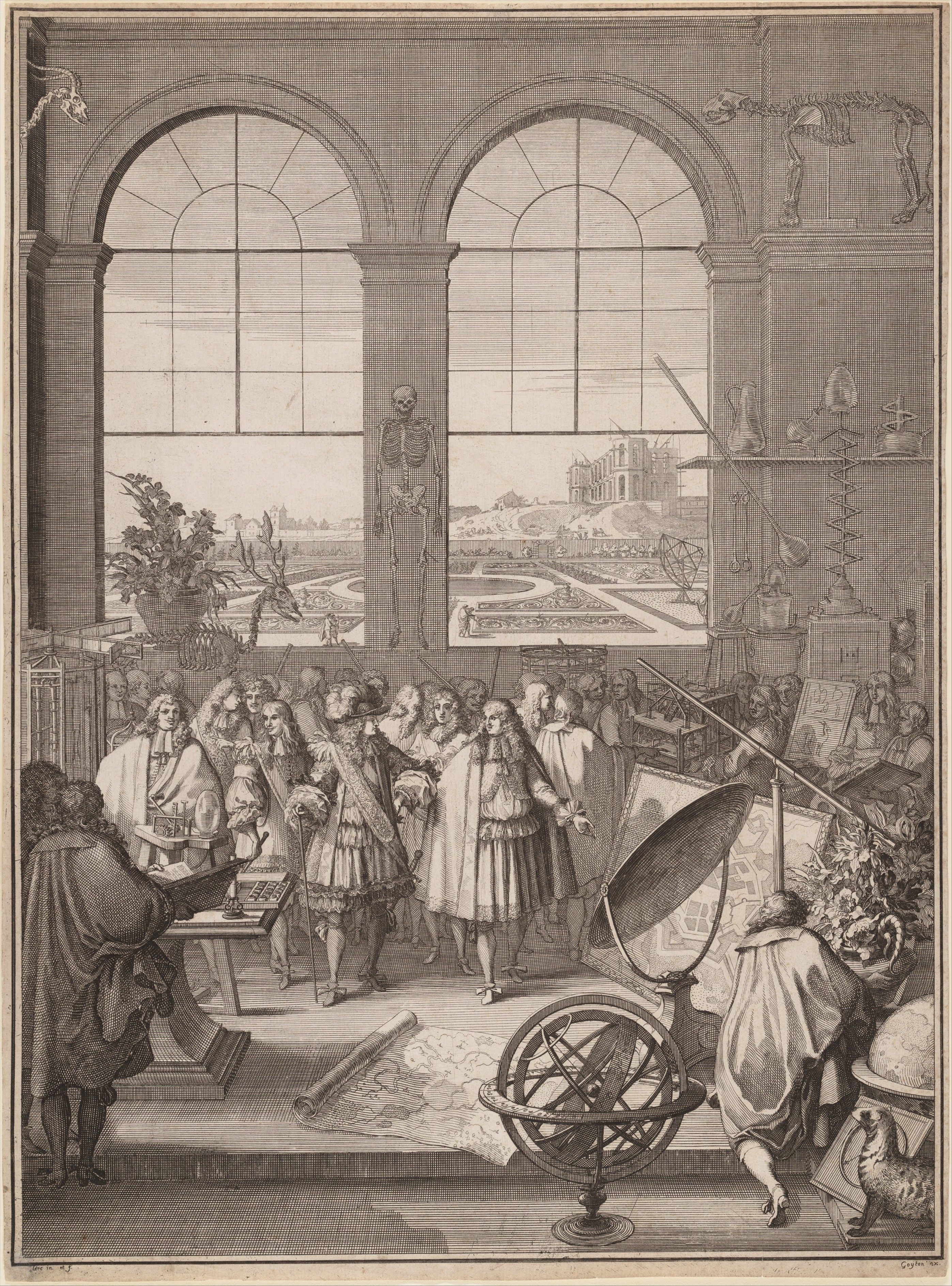
Ludwig XIV. besucht die Académie des sciences 1671

Im späten 17. Jahrhundert kam es mit königlicher Unterstützung zur Gründung wissenschaftlicher Gesellschaften: 1660 wurde die Royal Society in London gegründet, 1666 die Académie des sciences in Paris.
Nach Voltaires Bekunden zeichnete sich speziell Ludwig XIV. bei der Förderung der materiellen Unabhängigkeit frühaufklärerischer Literaten aus:

„Der König wartete nicht, bis man ihn lobte, sondern trug überzeugt, daß er solches Lob verdiente, seinen Ministern Lyonne und Colbert auf, ihm einige Franzosen und Ausländer zu nennen, die sich in der Literatur ausgezeichnet hatten und denen er deshalb seine Großzügigkeit zukommen lassen wollte.“

Mit staatlicher Unterstützung formierten sich gelehrte Gesellschaften und Akademien als Einrichtungen, in denen Vertreter eines neuen Gelehrtentypus in wechselseitigem Austausch auf methodischer Grundlage nach Erkenntniserweiterung strebten. Vorreiter der Akademie-Gründungen in Deutschland war Gottfried Wilhelm Leibniz, dem 1700 mit kurfürstlicher Förderung die Schaffung einer wissenschaftlichen Akademie in Berlin gelang. Zu deren Zielen gehörte die Sammlung naturwissenschaftlicher Erkenntnisse für praktische Zwecke, Impulse für Staat, Wirtschaft und Kultur sollten erarbeitet, die Sprach- und Geisteswissenschaften gefördert werden.
Bezeichnend für das Selbstverständnis vieler frühaufklärerischer Gelehrter war eine kosmopolitische Ausrichtung, wonach die ganze Welt als Heimat und alle Menschen als Brüder angesehen wurden. Reisen und Reiseberichte erlaubten Vergleiche der politischen Verhältnisse und Lebensumstände und forderten eine Abkehr von der Ethnozentrik. Der Schweizer Gelehrte Leonhard Euler zum Beispiel war erst an der Russischen Akademie der Wissenschaften in Sankt Petersburg, dann an der Berliner Akademie, blieb beiden verbunden und wurde als technischer Beamter und Wissenschaftler lange Zeit von beiden Regierungen weiter bezahlt.
Eine andere Form gelehrter Gesellschaften stellten die von Gottsched initiierten, hauptsächlich literarisch motivierten „Deutschen Gesellschaften“ dar. Ihnen gehörten vorwiegend Pfarrer, Lehrer und Professoren aus dem gebildeten städtischen Bürgertum an, auch Studenten und einige Adlige. In diesen Gesellschaften galten für den Diskussionsstil bestimmte Regeln, wonach zum Beispiel niemand dem anderen ins Wort fallen oder vom Thema abschweifen durfte.

„Jeder konnte nacheinander zu Wort kommen, sollte seine Kritik bescheiden und kurz vortragen und dabei jedes anzügliche Wort wie jede satirische Bemerkung vermeiden. Eine ‚gesittete‘ Diskussion bestimmte also die Runde.“

### Freimaurerlogen und Geheimgesellschaften

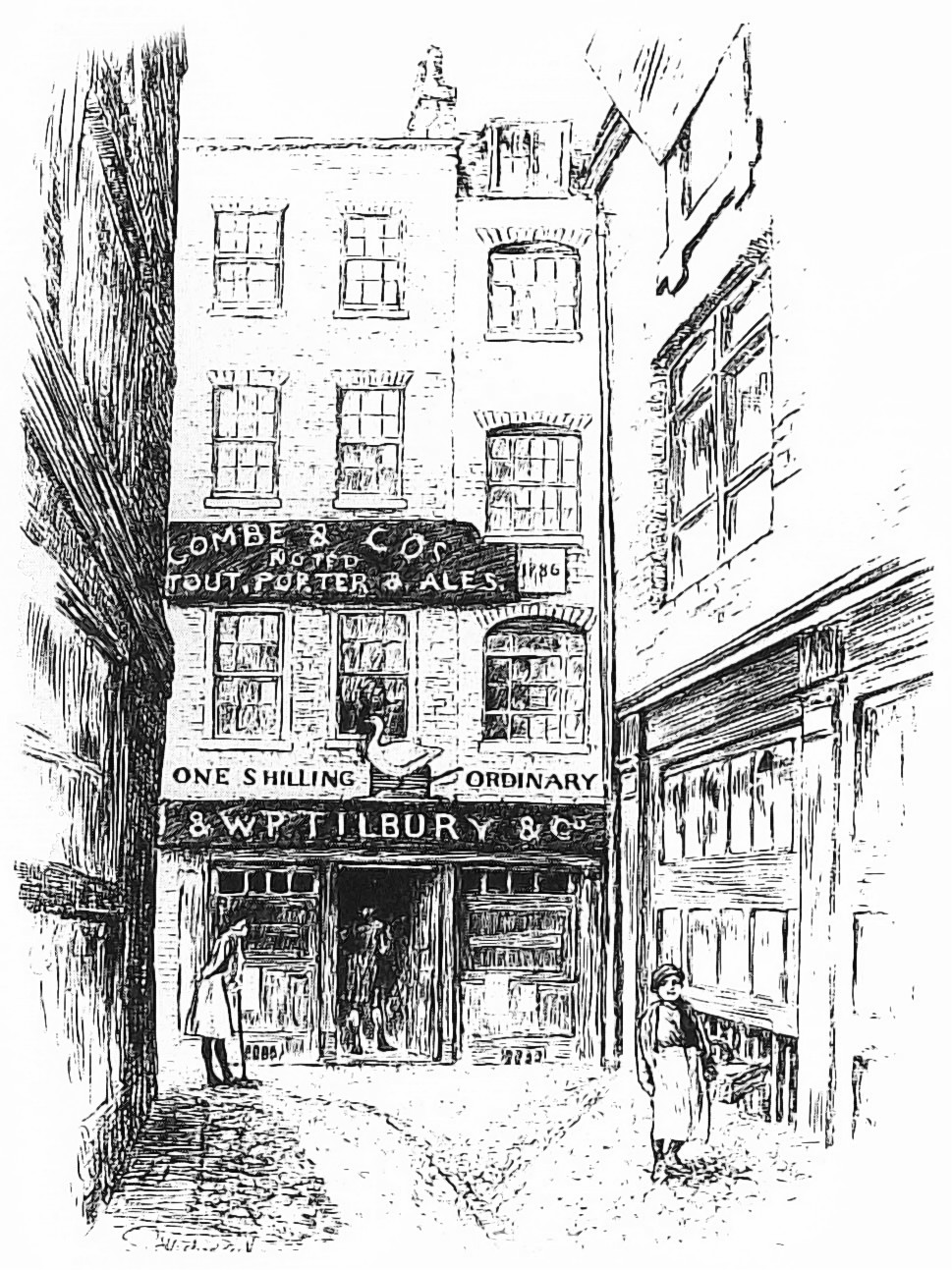
„Goose and Gridiron“
Gründungsort der Ersten
Freimaurer-Großloge 1717

Frühe Sammelpunkte für aufklärerisch Gesinnte waren neben Akademien und gelehrten Gesellschaften auch Organisationsformen, die sich abseits der das öffentliche Leben dominierenden Wirkungsbereiche von Fürstenhof und Kirche in Freimaurerlogen und Geheimgesellschaften organisierten. Ursprünglich in der Tradition der englischen mittelalterlichen Werkmaurerei und der von den Bauhütten beim Kathedralbau entwickelten Bräuche stehend, kamen als neuzeitliche Freimaurer nun Vertreter der gebildeten bürgerlichen Schichten und von Teilen des Adels in den Logen zusammen, um sich unter Einhaltung spezifischer Gemeinschaftsriten zu Staatsbürgern heranzubilden, die ihr Denken und Handeln in selbstbestimmter Weise an den Geboten einer aufgeklärten Vernunft ausrichteten. Von England ausgehend verbreitete sich die Freimaurer-Bewegung seit Anfang des 18. Jahrhunderts über ganz Europa.
Im von der Öffentlichkeit abgeschirmten Raum der Logen galt die Gleichheit der Mitglieder, die einander Bruder oder Freunde nannten und in diesem Rahmen Standesunterschiede und konfessionelle Trennungen aufhoben. Das galt für Katholiken, Lutheraner und Calvinisten wie für Juden. „Die Sozietäten waren so frei von konfessionellem Geist, dass sie sich gleicherweise in katholischen wie protestantischen Territorien ausbreiten konnten.“
Geheimbünde in diversen Ausprägungen hatten nach dem Zeugnis des Freiherrn Knigge Ende des 18. Jahrhunderts großen Zulauf. Knigge selbst gehörte dem von Adam Weishaupt 1776 gegründeten Illuminatenorden an, der zu Beginn der 1780er Jahre sich über Bayern hinaus in Nord- und Westdeutschland ausbreitete. Zu den Illuminaten stießen vielfach unzufriedene Freimaurer, auch Prominente wie z. B. Goethe, Herder und Herzog Karl August. Bereits 1784/1785 ereilten die Illuminaten aber Verbotsedikte des bayerischen Kurfürsten Karl Theodor, der beschlagnahmte Papiere Weishaupts publik machte und die darin propagierte radikale Aufklärung als staatsgefährdend betrachtete. So wurde der Illuminatenorden von der konservativen Reaktion später auch zum Entstehungsherd und Auslöser der Französischen Revolution gemacht.

### Wirtschaftsbürgertum
Aufklärerisches Staatsdenken und eine aktive, teils dirigistische Wirtschaftspolitik von Staats wegen entwickelten sich parallel; in England gingen die Anfänge der Industriellen Revolution Hand in Hand mit den theoretischen und praktischen Neuerungen der politischen Verfassung. Kaufleute, Bankiers und Unternehmer blieben einerseits zwar eingebunden in die für sie jeweils maßgeblichen Wirtschaftsstrukturen ihres Landes. Mit ihrer Offenheit für Impulse von außen, ihrer auf nützliche Neuerungen und Gewinnmöglichkeiten gerichteten Wissbegierde und ihrem der Lebenswirklichkeit verbundenen Pragmatismus waren sie einstweilen „unauffällige Vertreter einer Welt im Umbruch.“
Zwar stellten Beamte, Universitätsprofessoren und die durch die Aufklärung häufig zu „Volkslehrern“ sich entwickelnden Pfarrleute und Prediger die Wortführer des aufgeklärten städtischen Bürgertums. Daneben und mit ihnen zunehmend durch Eheschließung verbunden, bezogen aber auch Kaufleute und Handwerksvertreter als traditionelle städtische Eliten aus der Aufklärung neue Reputation, da ihnen die Nützlichkeit für das Gemeinwesen nicht abzusprechen war, nun aber auch das ihnen zugeordnete Motiv des schnöden geldlichen Gewinnstrebens – im Zeichen einer weniger religiös geprägten Betrachtung ökonomischer Sachverhalte – sie nicht mehr aus der „guten Gesellschaft“ ausgrenzte. Das Bürgertum bildete fortan eine erweiterte Wertegemeinschaft, die Meinungsführerschaft in einer zunehmend gebildeten und reformorientierten Öffentlichkeit beanspruchte.

### Salonkultur und Lesezirkel

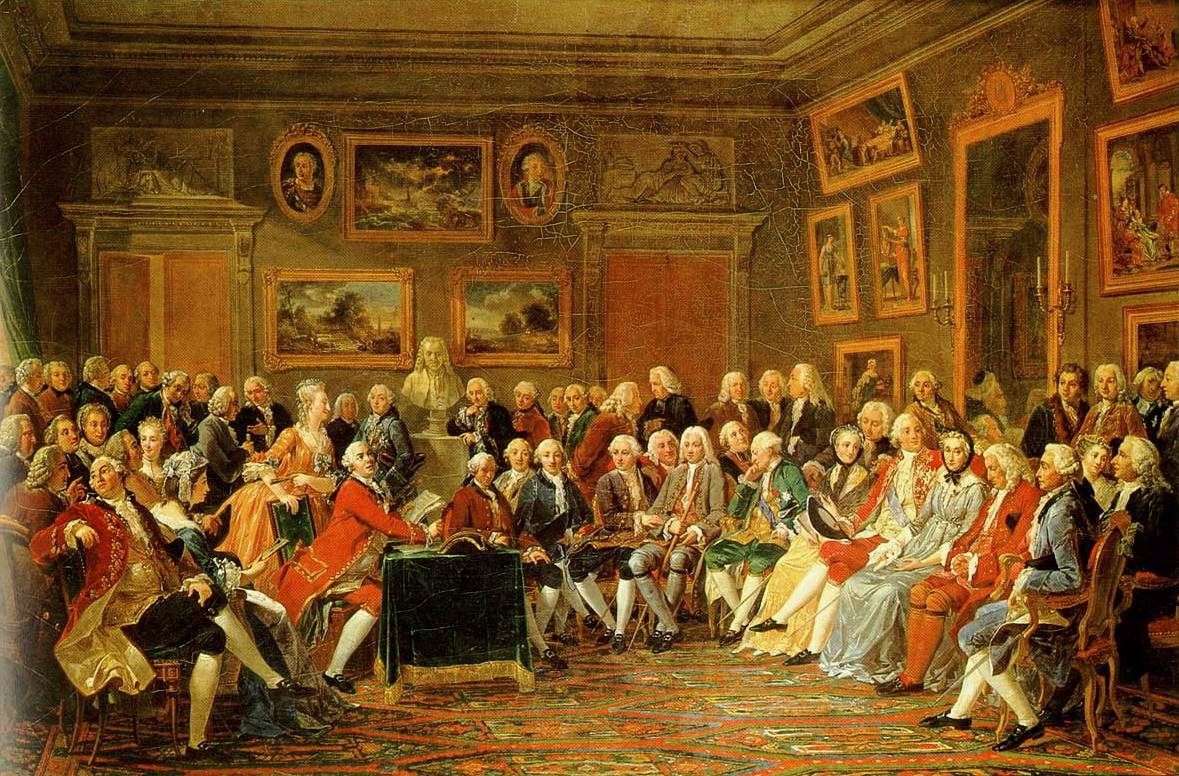
Der literarische Salon von Madame Geoffrin (1755)

Ständige Orte des geselligen Beisammenseins von Gelehrten und Gebildeten, des Gedankenaustauschs und engagierter Dispute im Zeichen aufklärerischen Denkens waren die zumeist von Frauen unterhaltenen Salons mit berühmten Beispielen in Paris und Berlin. Während Freimaurer und Lesegesellschaften Frauen ausdrücklich ausschlossen, konnten sie im Rahmen der von ihnen geführten Salons an den gelehrten Erörterungen ihrer Gäste sowohl teilhaben als auch eigene Impulse setzen, beginnend bei der durch Einladung bestimmten Zusammensetzung ihrer Gäste-Runden. Ein Beteiligter erinnerte sich wie folgt an den von Mademoiselle Lespinasse zusammengestellten Kreis:

„Sie hatte sie hier und da in der Gesellschaft aufgelesen, dabei aber so gut ausgewählt, daß sie sich, wenn sie zugegen waren, wie die Saiten eines von geschickter Hand gestimmten Instruments im Gleichklang befanden. Den Vergleich weiterführend möchte ich sagen, daß sie dieses Instrument mit einer ans Geniale grenzenden Kunstfertigkeit spielte. Sie schien zu wissen, welchen Ton die Saite, die sie als nächstes anschlagen würde, von sich geben wird; ich meine, unsere Denkweisen und Charaktere waren ihr so wohlbekannt, daß sie nur ein Wort zu sagen brauchte, um sie ins Spiel zu bringen. Nirgends war das Gespräch lebhafter, glanzvoller und vortrefflicher geordnet als bei ihr.“

Die verschiedenen Salons ergänzten sich zum Teil in Konkurrenz zueinander. Bei der Neugründung eines Pariser Salons durch Madame Necker kam nur mehr der Freitag für eine wöchentliche Zusammenkunft der gewünschten Gäste in Frage. An anderen Tagen der Woche waren sie bereits an andere Salons gebunden. Edward Gibbon, der 1763 mit Empfehlungsschreiben aus London die Pariser Salons besuchte, war an vier Wochentagen regelmäßig Gast bei solchen Gesprächsrunden, die er teils als anregend, aber teils auch als befremdlich erlebte, wenn z. B. von der „Tyrannei der Madame Geoffrin“ oder vom „unduldsamen Eifer der Philosophen und Enzyklopädisten“ die Rede ist.

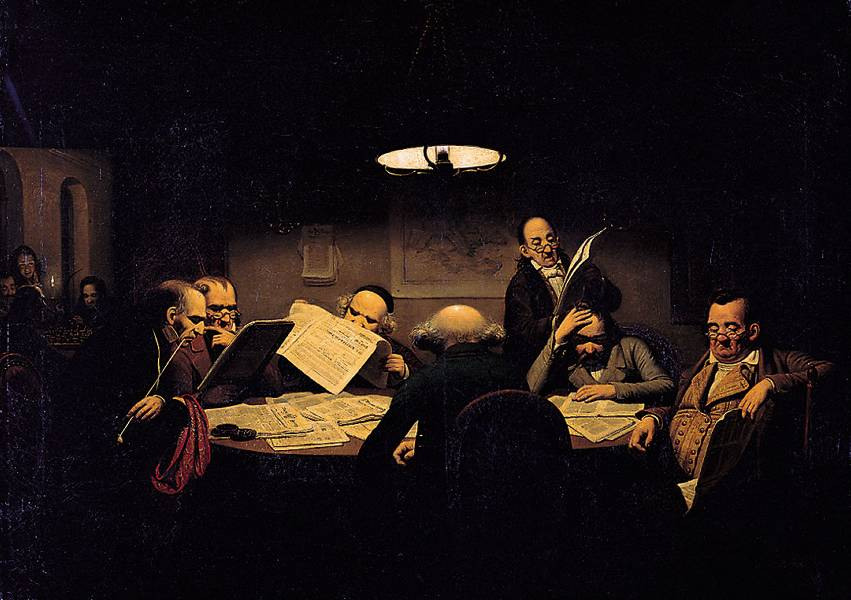
Johann Peter Hasenclever: Das Lesekabinett, 1843

Als in Deutschland verbreitetste Aufklärungsgesellschaften anzusehen sind die am Ende des 18. Jahrhunderts auf eine Gesamtzahl von 430 geschätzten Lesegesellschaften. Da Bücher relativ teuer und öffentliche Bibliotheken noch rar waren, schlossen Interessierte sich zu Sammelabonnements zusammen und bildeten Lesezirkel, in denen Bücher und Zeitschriften reihum gelesen wurden. In Lesekabinetten gab es nicht nur der Bibliothekslektüre vorbehaltene Räume, sondern auch separate Räumlichkeiten, die dem Gedankenaustausch und der Diskussion über das Gelesene dienten.
Nach englischem Vorbild wurden literarische Kleinformen wie Essay und Traktat zu Hauptverbreitungsformen des aufklärerischen Denkens und neuer philosophischer Anschauungen. Ihr vorwiegender Erscheinungsort waren zu abonnierende Periodika, die zu einer „Leserevolution“ in Deutschland seit Mitte des 18. Jahrhunderts wesentlich beitrugen.
Nicht in allen Ländern bildete sich eine Salonkultur. In Schweden führte die Abschaffung der Zensur und die weitgehende Meinungsfreiheit seit 1766 zu einer weiten Verbreitung von Druckerzeugnissen, die sich an der politischen Diskussion beteiligten.
Hervorragende Beispiele für in der Frühaufklärung aktive Frauen in Deutschland sind Friederike Caroline Neuber, die Begründerin des modernen Theaters, Christiana Mariana von Ziegler als Autorin im Umfeld der Gottscheds in Leipzig und Luise Adelgunde Gottsched als Ehefrau und aktive Mitarbeiterin des Verlegers, deren Wirken die Moral und Philosophie der Aufklärung weithin bekannt machte. In späteren Jahren waren Frauen immer stärker von der vollen Teilnahme am Aufklärungsdiskurs ausgeschlossen.

### Neue Öffentlichkeit und politische Vereinigungen
Der Parallelaufschwung von Publikationsaktivitäten und Lesernachfrage brachte eine neue Öffentlichkeitsstruktur hervor. Die aufklärerische Schriftkultur sollte die Menschen zur Kritikfähigkeit und zu sozialer Verantwortung anhalten. Rede- und Pressefreiheit erschienen zunehmend als grundlegendes Menschenrecht. Publizität betrachtete man nun als unerlässlich für die Förderung vernunftgeleiteten Denkens. Als rechtmäßig war nur mehr das anzusehen, was sich auch öffentlich als vertretbar erwies. Mit den Worten Kants:

„Alle auf das Recht anderer Menschen bezogenen Handlungen, deren Maxime sich nicht mit Publizität verträgt, sind unrecht.“

Seit Mitte des 18. Jahrhunderts wandten sich Teile des Bildungsbürgertums über die eigenen Kreise hinaus der Volksaufklärung zu. Ging es anfänglich vorwiegend um die Weitergabe naturwissenschaftlicher Erkenntnisse zu praktischen Zwecken an die Landbevölkerung, so zielte man in der Folge auch auf moralische, weltanschaulich-religiöse und politische Aufklärung. Neben den Bauern wurden auch Dienstboten, Hebammen, Wundärzte, Seeleute und Soldaten in die Volksaufklärung einbezogen.

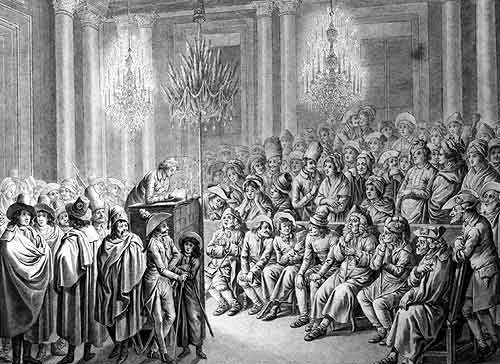
Versammlung des Mainzer Jakobinerklubs im ehemaligen kurfürstlichen Schloss

Zu den Trägern der Volksaufklärung gehörten patriotisch-gemeinnützige Gesellschaften, für die ein nach außen drängender Reformwille bezeichnend war. Wie die Freimaurer-Bewegung verbreitete sich dieser Gesellschaftstyp von England aus auch im deutschsprachigen Raum. Im Mittelpunkt stand in diesen Vereinigungen nicht gelehrtes Wissen, sondern die Verbreitung gemeinnützig-praktischen Wissens. Den größten Mitgliederanteil stellten die staatlichen Verwaltungsbeamten. Auch hier traten Standesunterschiede in den Hintergrund: Ausschlaggebend bei der Entscheidungsfindung war nicht die gesellschaftliche Stellung der Beteiligten, sondern das bessere Argument.
Während die gemeinnützig-patriotischen Gesellschaften in Deutschland sich hauptsächlich der Sache eines reformorientierten, aufgeklärten Absolutismus verschrieben, schlugen die von den einschneidenden Vorgängen der Französischen Revolution erfassten Volksgesellschaften, etwa die Mainzer „Gesellschaft der Freunde der Freiheit und Gleichheit“ einen radikalpolitischen Aufklärungskurs ein. Ziel war hier die Vorbereitung einer bürgerlichen Demokratie im Zeichen von Freiheit, Gleichheit und Brüderlichkeit. Die Mitglieder leisteten einen öffentlichen Eid, „frei zu leben oder zu sterben“. Dieser wie auch anderen ähnlichen Gesellschaften war jedoch nur ein kurzes Dasein beschieden: Nach der Gründung im Oktober 1792 kam im März 1793 bereits das Ende. Die Terrorphase der Französischen Republik wurde danach für Jahrzehnte als Menetekel gegen den Demokratiebegriff verwendet.

### Gefühlskult
Tendenzen zur Destruktion der eigenen Ideale trägt die Aufklärung bereits in sich, wie es neben den selbstkritischen Satiren auch die vernunftfeindliche Empfindsamkeit zeigt. Dass die Vernunft der französischen Klassik vielmehr in zahlreichen Normierungen und Regulierungen bestanden habe, wurde Michel Foucault (1926–1984) nicht müde zu erklären. Dieser Verhaltensdruck brauchte seine Ventile: Ab dem späten 17. Jahrhundert breitete sich ein Menschenbild aus, das die Bedeutung vernunftgesteuerten Handelns einschränkte: Shaftesburys einen Moral Sense, einen „Sinn für das Moralische“ entfaltendes Individuum basierte bereits auf der Annahme, dass dieses letztlich von Gefühlen, nicht von Strategien und rationalen Erwägungen und damit von Vernunft bestimmt sei. Die Menschenbilder, die von Autoren wie Jean-Jacques Rousseau in den 1760er Jahren diskutiert wurden, sind von Idealvorstellungen eines natürlichen Verhaltens bestimmt, das sich gegen die Hofsitten richtet.
In den 1760er Jahren und 1770er Jahren gewann die Empfindsamkeitsdebatte radikale Ausläufer, die das Projekt der Aufklärung grundsätzlich in Frage stellten: Statt höfischer Öffentlichkeit wurde etwa der Rückzug ins Private auf die Spitze getrieben. Zum einen kamen radikal tugendsame Helden auf, die vereinsamen, statt dank ihrer Tugend Gemeinschaft zu stiften. Zum anderen kamen Helden in Mode, die gegen jedes zarte Gefühl rebellieren und ihre herrische Individualität zum neuen Maßstab machen. Mit den Begriffen Sturm und Drang im Deutschen und Romantik in der internationalen Diskussion wird ein Umbruch markiert, der keinen klaren Anfangspunkt hat und mit dem Wandel von der Nachahmungs- zur Ausdrucksästhetik zusammenhängt. Nicht mehr Gegenstände sollten nachgeahmt werden, sondern die Fülle der Empfindungen, die bei ihrem Anblick entstehen, wie es etwa Johann Jakob Engel formulierte (Anfangsgründe einer Theorie der Dichtungsarten, 1783). Doch schon in Romanen wie Les Aventures de***, ou les Effets surprenans de la sympathie (1712–1714) lassen sich Anfänge jener Ausdrucksästhetik entdecken, die sich am Ende des Jahrhunderts als Gegenströmung zur Aufklärung artikulierte.

## Religion

### Individuum, Staat, Kirche und religiöse Toleranz

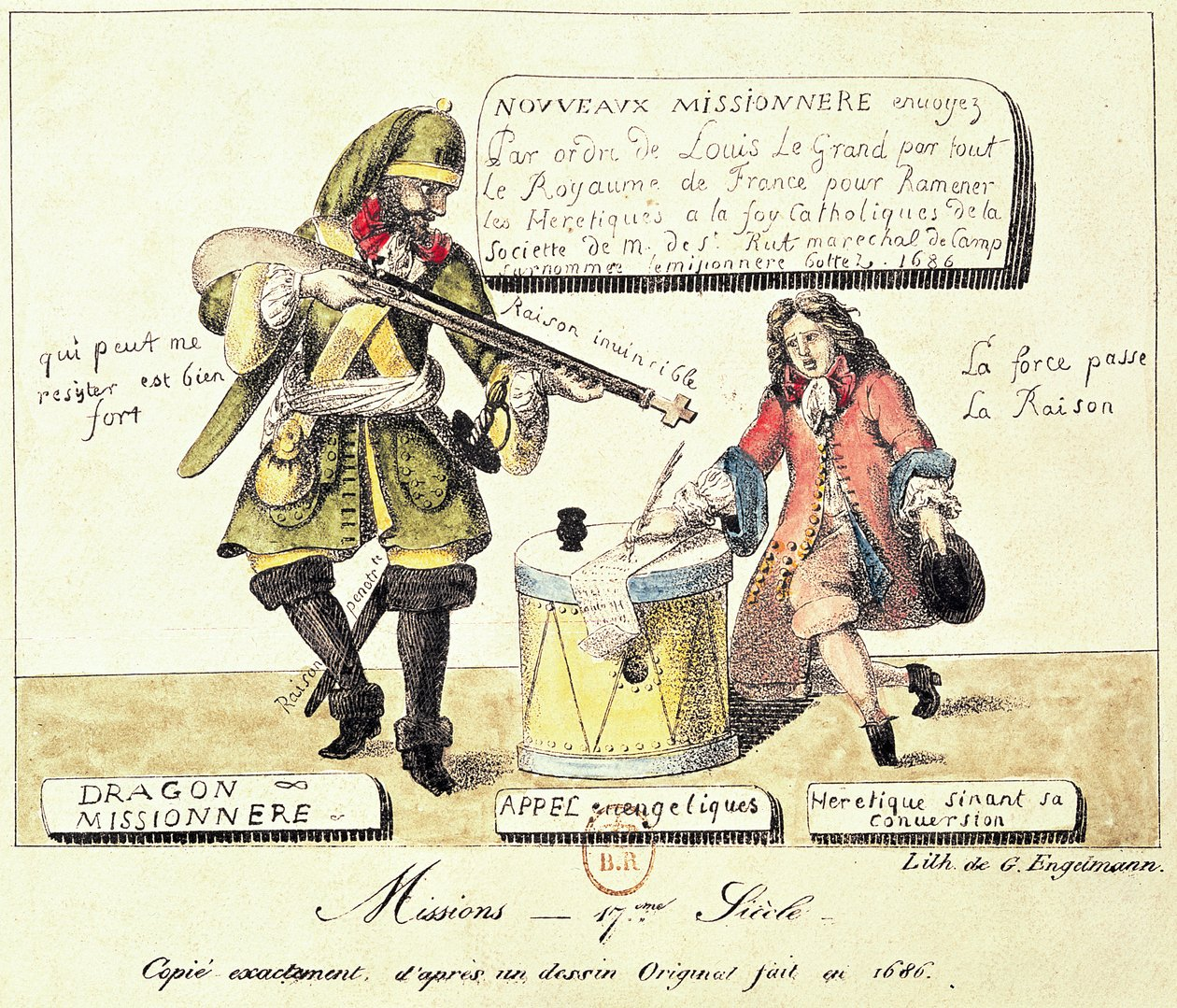
Kopie einer Karikatur von 1686: Der französische Staat betätigt sich mit Waffengewalt als Missionar im eigenen Land.

Die Reformation löste in den von ihr betroffenen Gebieten Mittel-, West- und Nordeuropas neue theologische und politische Debatten aus, an denen sich große Bevölkerungsteile beteiligten (→ Aufklärungstheologie). Die aus der Reformation hervorgegangenen Konfessionen grenzten sich gegeneinander ab, distanzierten sich aber auch gemeinsam von der Wissenschaftstradition der Scholastik. In Syllogismen über die Folgen von Definitionen nachzudenken und gestützt auf Autoritäten, besonders Aristoteles, zu argumentieren wurde zum Zeichen einer mittelalterlichen Wissenschaftlichkeit. Traditionsbrüche legitimierten sich anfangs fast durchweg als Versuche, zum Urchristentum zurückzukehren oder die gegenwärtige Religionsausübung danach zu reformieren. Das Individuum wurde in diesen Debatten persönlich angesprochen und zur Stellungnahme aufgefordert. Da die Obrigkeiten die konfessionelle Bindung der Bevölkerung nicht allein bestimmen konnten und Gebietsgrenzen sich später veränderten, entstanden konfessionelle Minderheiten. Die Frage ihrer Loyalität gegenüber dem Staat und der Religion, die er privilegierte, wurde juristisch und staatstheoretisch interessant.
In lutherischen Gebieten übernahm der jeweilige Landesherr die Leitung der Landeskirchen. Die reformierte Kirche betonte die grundsätzliche Gleichheit aller Gläubigen und baute neue kirchliche Strukturen auf, teils im Einvernehmen mit der Obrigkeit (so etwa in Genf oder Schottland), teils in Opposition zur katholischen oder lutherischen Herrschaft.
Im zunehmend absolutistisch regierten Frankreich eskalierte der Konflikt zwischen dem katholischen Königshaus und der calvinistischen Minderheit, den Hugenotten, in den Religionskriegen des 16. Jahrhunderts. Nach der Aufkündigung des Ediktes von Nantes 1685 kam es zu einer Massenauswanderung der Hugenotten.
Die Niederlande hatten sich calvinistisch orientiert und republikanisch verfasst. Sie gerieten mit der Dordrechter Synode von 1618/19 in eine Zerreißprobe über die Frage weiterer Teilungen unter den reformierten Protestanten. Danach kam es zu einer fortschreitenden stillschweigenden Liberalisierung. Ab den 1640er Jahren wurden die Niederlande zum ersten Zufluchtsort für französische Hugenotten und verschiedenste Sekten und entwickelten einen gewissen Pluralismus.
In England trennte der König die Church of England zunächst aus politisch-dynastischen Motiven von Rom. Die theologische Reformation unter calvinistischen Vorzeichen folgte. Daher behielt diese Kirche trotz evangelischer Lehre einige katholische Formen und Riten bei. Der König hatte als ihr Oberhaupt einen besonders starken Einfluss auf deren Ausrichtung. Freikirchliche und reformierte Kreise gerieten deshalb in Konflikt mit Landeskirche und Staat zugleich und wurden verfolgt. Daraufhin wanderten viele Angehörige dieser religiösen Minderheiten nach Nordamerika aus. 1641/42 begann der englische Bürgerkrieg, der 1649 mit der ersten Hinrichtung eines Königs – Karl I. – endete. Mit dem Commonwealth of England folgte eine Militärdiktatur, an deren Ende (1660) das Parlament die Monarchie wiederherstellte (→ Karl II.).
Im Kontext dieser politischen Ereignisse fand die zentrale philosophisch-politische Debatte um das zukünftige Verhältnis zwischen Parlament, von ihm ausgehender Regierung, König, Kirche und Bürger statt. Die staatspolitischen Vorschläge von Thomas Hobbes 1651 und John Locke 1688/1689 wurden Meilensteine der Aufklärungsdiskussion. Die Problemlösungen wurden zuletzt nicht mehr in der Theologie, sondern der Philosophie und der von ihr inspirierten Rechtsdiskussion entschieden. Die Theologie verlor auch in den Niederlanden an Macht, wo man sich auf die Liberalisierung einließ, und in Frankreich, wo die Krone als bestimmende Instanz gewann.
Im christlich-orthodoxen Kulturraum Osteuropas dagegen wurde die Aufklärung zunächst vorwiegend vom Adel rezipiert.

### Heterodoxien und die philosophische Kontroverse

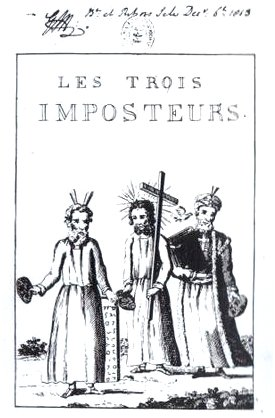
Frontispiz einer anonymen Ausgabe von Les trois Imposteurs aus dem 18. Jahrhundert

Die Kontroversen um die Auslegungen der Bibel bereicherten die philosophischen Debatten des 17. und 18. Jahrhunderts – vor allem in den Niederlanden, wo der Pluralismus konkurrierender Auslegungen auf engstem Raum gedieh. Die neuen theologischen Positionen warfen samt und sonders erkenntnistheoretische Fragen auf: Wie beweist man religiöse Positionen? Worauf kann sich das Individuum bei seiner persönlichen Antwort auf eine theologische Frage berufen? Detailfragen boten den Naturwissenschaften interessante Prämissen. Calvinisten und Lutheraner entzweiten sich mit Blick auf die Determination und die Frage des Freien Willens: Hatte Gott zu Beginn der Schöpfung als allmächtiger Gott den gesamten Lauf des Universums festgelegt, dann bestand theoretisch für das Individuum kein Raum, etwas zu denken oder zu entscheiden, was Gott nicht schon eben so festgelegt hatte. In der modernen naturwissenschaftlichen Forschung ist Determination eine interessante Prämisse: Gott könnte tatsächlich der Welt Naturgesetze gegeben haben, nach denen alle weiteren Geschehnisse zwangsläufig aufeinanderfolgen. Die Forschung kann sich dem Projekt widmen, diese Gesetze zu erfassen. Mit dem Zweifel der Antitrinitarier an der Dreifaltigkeit Gottes ging es – wieder philosophisch betrachtet – um mehr: um die Frage nach einem universellen Gottesbild, auf das sich eventuell alle Religionen einigen könnten, um die Möglichkeit eines Deismus, einer Vorstellung eines Gottes, die diesem keine menschlichen Züge mehr gibt, ihn eher philosophisch definiert.
Mit der Vielzahl der Strömungen und den Kontroversen der Reformation endete im 17. Jahrhundert zunehmend die Hoffnung, eine einzelne Konfession als die wahre Religion erweisen zu können. Skeptizismus rechtfertigte sich heimlich in Untergrundschriften mit Blick auf die Vielzahl der Positionen. Baruch de Spinoza vertrat in seinem Tractatus theologico-politicus von 1670 die These, Judentum und Christentum seien lediglich vergängliche Phänomene ohne absolute Gültigkeit. John Toland prägte den Begriff Pantheismus. Er behauptete 1696, die Bibel sei zum Teil eine menschliche Fälschung. Der anonyme französischsprachige, religionskritische Traité des trois imposteurs: Moïse, Jésus-Christ, Mahomet (deutsch: „Traktat über die drei Betrüger: Moses, Jesus Christus, Mohammed“) oder L’Esprit de Spinoza (deutsch: „Der Geist Spinozas“) wurde erstmals 1719 gedruckt. Das religionskritische Werk De tribus impostoribus („Über die drei Betrüger“) ist nicht mehr erhalten oder hat nie existiert. Gegenpositionen vertraten die als Bischöfe kirchlich gebundenen Philosophen Joseph Butler und George Berkeley.
Die zentralen Positionen, die im Laufe des 17. Jahrhunderts von „aufgeklärten“ Philosophen gegen Alleingültigkeitsansprüche einzelner Religionen in Anschlag gebracht werden, befinden sich in der theologischen Kontroverse: In der Reformation begegneten sich die Konfessionen wechselseitig mit Betrugsvorwürfen. Mit Blick auf außereuropäische Religionen teilten die Konfessionen die Anschauung, dass hier Religionen und Kulte auf dem Betrug von Priesterkasten basierten. Autoren wie Pierre Daniel Huet, katholischer Bischof von Avranches, stehen für die Aufklärung in der religiösen Debatte mit Versuchen, die Kulte der Antike zu enträtseln und dem aufgeklärten Leser verständlicher zu machen, wie sie funktionierten. Dass man in diesen Kulten hermetische Lehren vertrat, sollte sicherstellen, dass Priester ihr Wissen (oder ihren Betrug) nur in Initiationsriten weitergaben. Auf Priesterbetrug seien viele der Kulte gegründet gewesen, die nach der Sintflut eingerichtet wurden, um die Bevölkerung unwissend und in Ehrfurcht zu halten – so der aufklärerische, den Betrug entlarvende Gedanke.
Im späten 17. Jahrhundert wendet sich die um aufgeklärte Diskussionen ringende neue theologische Debatte unter der Hand gegen das Christentum als schlicht auf dem Glauben basierender Religion. Die Diskussion, dass das Christentum selbst Traditionen verhaftet ist und auf antiken Kulten fußt, bereitet sich in einer neuen kirchengeschichtlichen Forschung vor. Die neue Auseinandersetzung mit Religion führt im 18. Jahrhundert zu zunehmend freien Konkurrenzprojekten: Zum philosophischen Deismus als Vernunftoption, zur Gründung von Geheimgesellschaften, die neue Zeremonien ausgestalten und sich dabei Vergangenheiten in antiken Kulten geben. Der Markt ketzerischer Positionen erzeugte einen fruchtbaren Grund, auf dem die Grenzen tolerierten Nachdenkens kreativ und subversiv ausgeweitet wurden. Europa öffnete sich im selben Moment der Geschichte als fremdem Raum genauso wie der außereuropäischen kulturellen Vielfalt. Antike Kulte wurden nicht nur in ihren geheimen Grundlagen entlarvt, sie wurden im selben Moment rekonstruiert. Die Geschichte der Häresien wurde am Ende von Gottfried Arnolds ab 1699 in einer revolutionären Unparteyischen Kirchen- und Ketzer-Historie neu beleuchtet. Seltene Sekten und exotische Religionen gewannen ein Liebhaberinteresse, das von der zunehmenden Relativierung aller Standpunkte lebte. Reisende, die die Niederlande besuchten, sahen bei den interessantesten Sekten vorbei, in der Hoffnung, curieuse Besonderheiten in Riten geboten zu erhalten. Reisende, die in den 1770er Jahren den Pazifik und Nordamerika kennenlernten, begannen hier nach interessanten Glaubensvorstellungen zu suchen.

### Judentum, Islam, Hinduismus und Konfuzianismus
Bereits im 12. Jahrhundert gab es im Islam die Tendenz, den Einfluss der Theologie zu begrenzen und – unter Bezugnahme auf den Koran selbst – das Studium der Philosophie zur Pflicht der Gebildeten zu erklären. Dafür steht vor allem das durch die Aristoteles-Rezeption geprägte Werk des Averroes, das oft als Eckpfeiler einer frühen arabischen oder islamischen Aufklärung gilt.

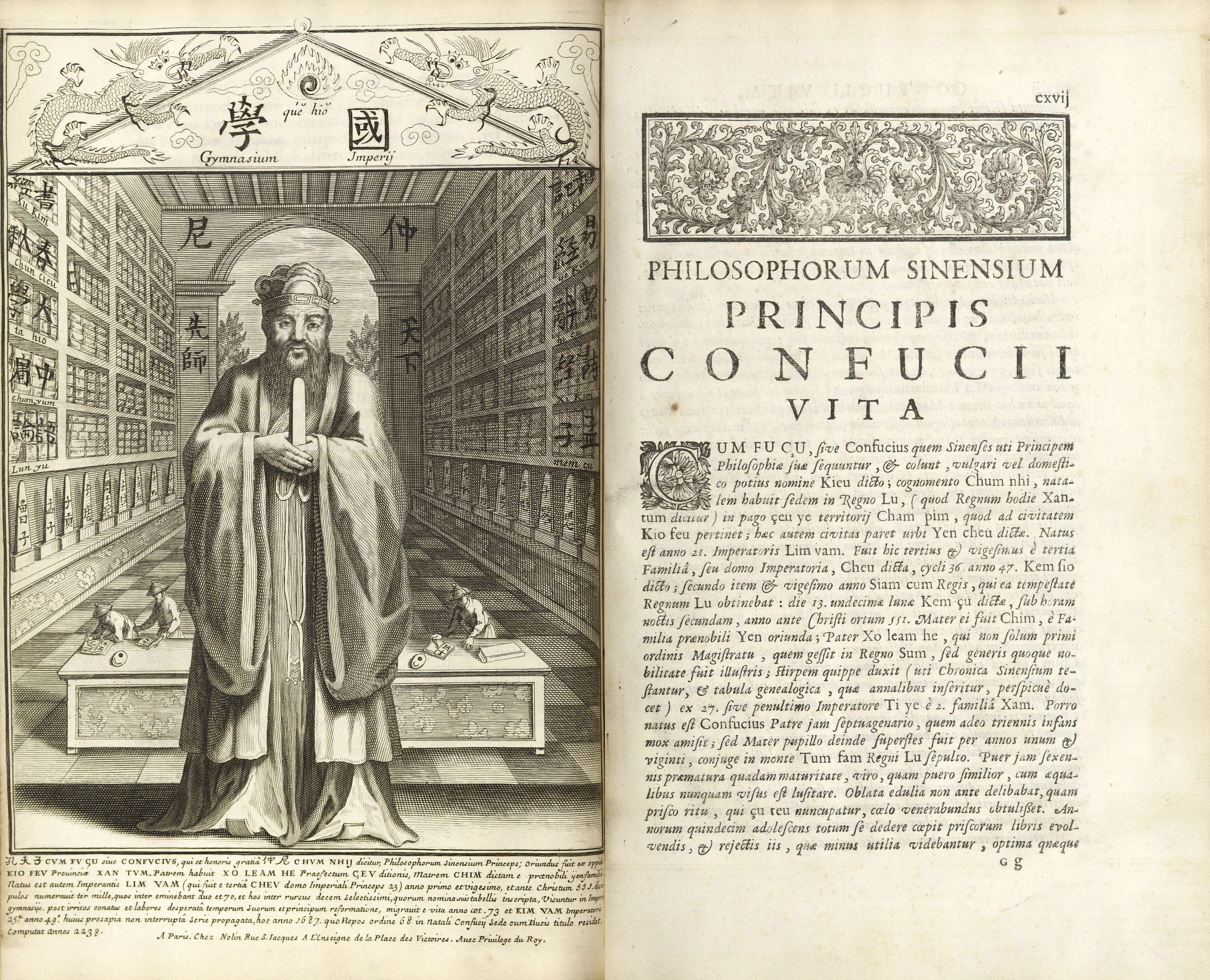
Jesuitische Ausgabe der konfuzianischen Philosophie von 1687: China etablierte nach der Sintflut einen bewundernswerten philosophischen Religionsersatz.

Das Verhältnis des Christentums zu den Weltreligionen entspannte sich im 18. Jahrhundert zunehmend. Meilensteine waren hier die Bemühungen der Jesuiten, ab den 1660er Jahren China zu missionieren. Sie erhielten dazu am chinesischen Hof die Möglichkeit, falls sie den Riten des Konfuzianismus tolerant begegnen. Im Ritenstreit halten ihnen konkurrierende Orden Ende des 17., Anfang des 18. Jahrhunderts vor, in China Vielgötterei zu betreiben. In ihren eigenen Publikationen hatten die Jesuiten dafür plädiert, den Konfuzianismus nicht als Religion, sondern als aufgeklärte Staatsphilosophie zu lesen. Gottfried Wilhelm Leibniz übersetzte jesuitische Schriften dieser Tendenz. Christian Wolff riskierte 1723 seine Position, nachdem er in einer Vorlesung über Chinesen die Auffassung vertreten hatte, auch Heiden könnten tugendhaft sein. Die Frage der Toleranz und des Verhältnisses zwischen Philosophie und Religion gewann mit der kulturellen Konfrontation neue Extrempositionen.
Der Islam wurde seit dem Mittelalter als Feind der Christenheit gehandelt. Nach der Zurückschlagung der Türken vor Wien 1683 setzte um 1700 eine öffentliche Mode islamischer Kultur ein. Die Übersetzung der Geschichten aus Tausendundeiner Nacht (1704 ff.) erzeugte in Westeuropa die Sensation, Moslems könnten am Ende den Christen kulturell unterlegen, jedoch möglicherweise in ihrer Moral viel reiner und unschuldiger sein. Montesquieus Lettres Persanes (1721) spielten dieses Moment der Islam-Würdigung in einer Kritik an der Zivilisation des Westens und des Christentums aus: Ein persischer Beobachter betrachtet hier Europa aus der überlegenen Perspektive seiner Kultur und Religion. Eine Entwicklungslinie verläuft von Pierre Daniel Huets Erklärungen antiker und fremder Religionen bis zu Fiktionen der 1770er Jahre, die wie Gotthold Ephraim Lessings Nathan der Weise (1779) den Gedanken interreligiöser Achtung auf die Bühnen brachten und öffentlich diskutierten.
Es gab eine negative Kritik an der islamischen Kultur, die mit dem Satz „Der Islam kennt keine Aufklärung“ begründet wurde. Eine gegenteilige Hypothese geht davon aus, dass eine spezifische Aufklärungstradition in der islamischen Kulturgeschichte des 18. Jahrhunderts verborgen ist und diese durch die Rezeption der „europäischen“ Aufklärung durch muslimische Intellektuelle des 19. Jahrhunderts gleichzeitig bestätigt und verschüttet worden ist. Allerdings ist es schwierig für die Wissenschaftler, diese Hypothese zu bestätigen, da die Analyse eines asiatischen Kontextes (z. B. Islam) durch einen europäischen Terminus (z. B. Aufklärung) problematisch ist.
Im Hinduismus gab es eine ähnliche Diskussion wie im Islam. In dem Aufsatz, der von Paul Hacker zuerst 1957 veröffentlicht wurde, behandelte er das Thema „Inklusivismus“ in seinem Verhältnis zur Toleranz im Hinduismus, die ihren Ursprung in dem europäischen Deismus des 18. Jahrhunderts wegen dessen aufklärerischer Tendenz hatte. Der Begriff „Toleranz“ ist nach Wilhelm Halbfass als eine neuzeitliche europäische Idee oder Ideologie zu verstehen. Dies muss man berücksichtigen, wenn man den Begriff auf außereuropäische Traditionen bzw. auf Perioden vor der Neuzeit anwendet. D. h., die Diskussion, ob es Aufklärung im Hinduismus gab oder nicht, kann nicht genau überprüft werden, weil die Kriterien für die Diskussion unklar sind.
Das europäische Judentum schaltete sich in den 1770er Jahren in die neue Diskussion ein. Der hebräische Begriff Haskala bezeichnete von da an die neuen jüdischen Emanzipationsbestrebungen in West- und Mitteleuropa sowie in Osteuropa. Der Kreis um Moses Mendelssohn, Marcus Herz und David Friedländer bemühte sich um eine Trennung von Religion und Staat und zugleich um eine Integration der jüdischen Bürger in die deutsche Gesellschaft. Dieses Denken gab einen wesentlichen Impuls für die Judenemanzipation in Preußen. Dies war ein Grund, der die Haskala in West- und Mitteleuropa als erfolgreich gelten ließ, in Osteuropa scheiterte sie jedoch am Widerstand orthodox-jüdischer Kreise.

### Theodizee und Deismus
Für die Philosophen, die sich im 18. Jahrhundert als Aufklärer in die Diskussion um religiöse Vielfalt und Toleranz mischten, wurde der Gedanke bestimmend, dass es in allen Religionen und Konfessionen einen rationalen Kern des Glaubens gebe. In Form des sich ausbreitenden Deismus als Vernunftreligion wurde diese Option im 18. Jahrhundert mit zunehmender Offenheit diskutiert. In Verbindung damit ergab sich die Zusatzoption einer Gotteserkenntnis aus den modernen Wissenschaften heraus. Diese, so hieß es nun, setzen Gott als Schöpfer voraus und bestätigen seine Weisheit in den Naturgesetzen. Von der Welt als „Uhrwerk“ wurde hier in einer beliebten Metapher gesprochen, die Gott aus dem aktuellen Weltgeschehen herausdrängt und damit Berichte von Wundern diskreditiert: Die deistische naturwissenschaftliche Option ist, dass Gott die Welt mit allen Naturgesetzen geschaffen habe und nun ihrer gesetzlichen Bewegung überlasse. Neben das Bild von Gott als handelndem Gegenüber traten abstraktere Bilder von Gott als Prinzip und von Gott als nicht mehr in die Welt eingreifender, sie den Menschen überlassender Instanz.
Die gesamte Diskussion ist im Rückblick eng gebunden an eine Diskussion der Scholastik – und erwies sich gerade deshalb als Diskussion, der das Christentum kaum kritisch begegnen konnte. Definierte man Gott über die Idee seiner Vollkommenheit, so konnte man aus dieser Idee beweisen, dass es ihn geben musste: Nur ein existierender Gott sei vollkommen. Die Idee, dass die von Gott geschaffene Welt perfekt sein müsse, entfaltete sich als neues attraktives Argument in dieser Debatte im späten 17. Jahrhundert: Sie findet sich bei Anthony Ashley Cooper, dem dritten Earl of Shaftesbury, verknüpft mit dem Gedanken, dass alle Lebewesen in der Natur in perfekt organisierten Gleichgewichten zusammenleben. Gottfried Wilhelm Leibniz verband das Postulat in seinen Essais de théodicée mit Folgepostulaten wie demjenigen, dass es unendlich viele bewohnte Welten geben müsse: Die Welt, auf der wir leben, sei offenkundig nicht vollkommen, im Universum müsse es darum weitere bewohnte Welten geben, die gemeinsam das perfekte Universum Gottes bildeten. Shaftesbury verteidigte demgegenüber die bestehende Welt als perfekt und postulierte, dass dem Menschen letztlich lediglich das Wissen und die Perspektive fehlen würden, diese Perfektion zu erkennen. Man erfasse sie in der Regel allenfalls mit einer Ahnung, die einem ein Gefühl für die Harmonie der Schöpfung gebe. Mit der Theodizee-Debatte verband sich im Laufe des 18. Jahrhunderts die spezifisch aufklärerische Fortschrittsdebatte um die Idee, die Welt erreiche erst im komplizierten Prozess der Aufklärung die Vollkommenheit, die Gott ermöglichte. Konkret wurde die Diskussion mit dem Erdbeben von Lissabon 1755, als Voltaire ein pessimistisches Gedicht über die Katastrophe von Lissabon verfasste und Rousseau ihn in einem Brief darauf hinwies, dass die Schäden nicht der Natur, sondern der Lebensweise des Menschen und seiner Art, eine Stadt zu bauen, anzulasten seien. Weder die Welt noch der Mensch seien von Natur aus böse. In Deutschland wurden die unveröffentlichten Papieren mit der deistischen Religionskritik des Hermann Samuel Reimarus posthum von Gotthold Ephraim Lessing veröffentlicht, was einen Skandal hervorrief.
Der Deismus geriet in der Zeit der Romantik in den Ruf, eine kalte rationale Konstruktion zu sein, die dem Menschen keine religiöse Heimat geben könne. Er führte auf der anderen Seite im 19. Jahrhundert zu Versuchen, Religion gänzlich zu ersetzen, wie sie vor allem im Materialismus und im Positivismus im 19. Jahrhundert hervortreten.

## Staatstheorie und politische Praxis
Die Kontroversen um Staat, Religion und individuelle Freiheit der Religionsausübung, die sich mit der Neuordnung Europas im Anschluss an die Reformation, den Dreißigjährigen Krieg und die englischen Revolutionen von 1641/42 und 1688/89 ergaben, führten in eine gesamteuropäische Staats- und Rechtsdiskussion. Die Frage ist hier: woher nimmt der Staat das Recht zu Entscheidungen, von denen das Individuum in seiner Freiheit des Denkens und Glaubens betroffen ist? Wie ist der optimale Staat beschaffen – ein Staat, der seinen Bürgern in Kriegen Schutz bietet und der seine Bürger vor Krieg im Inneren bewahrt? Die diesbezüglichen Debatten wurden vor dem Hintergrund aktueller Konfrontationen geführt, aber auch vor dem Hintergrund eines Sittenwandels, den gerade die Aufklärer forderten. Vorstellungen davon, wie die Obrigkeit ihr Recht ausübt, Vorstellungen vom Sinn und Zweck von Bestrafungen und ihrer angemessenen Durchführung gerieten dabei in eine fundamentale Kritik.

### Naturrecht und Rechtsbegründung

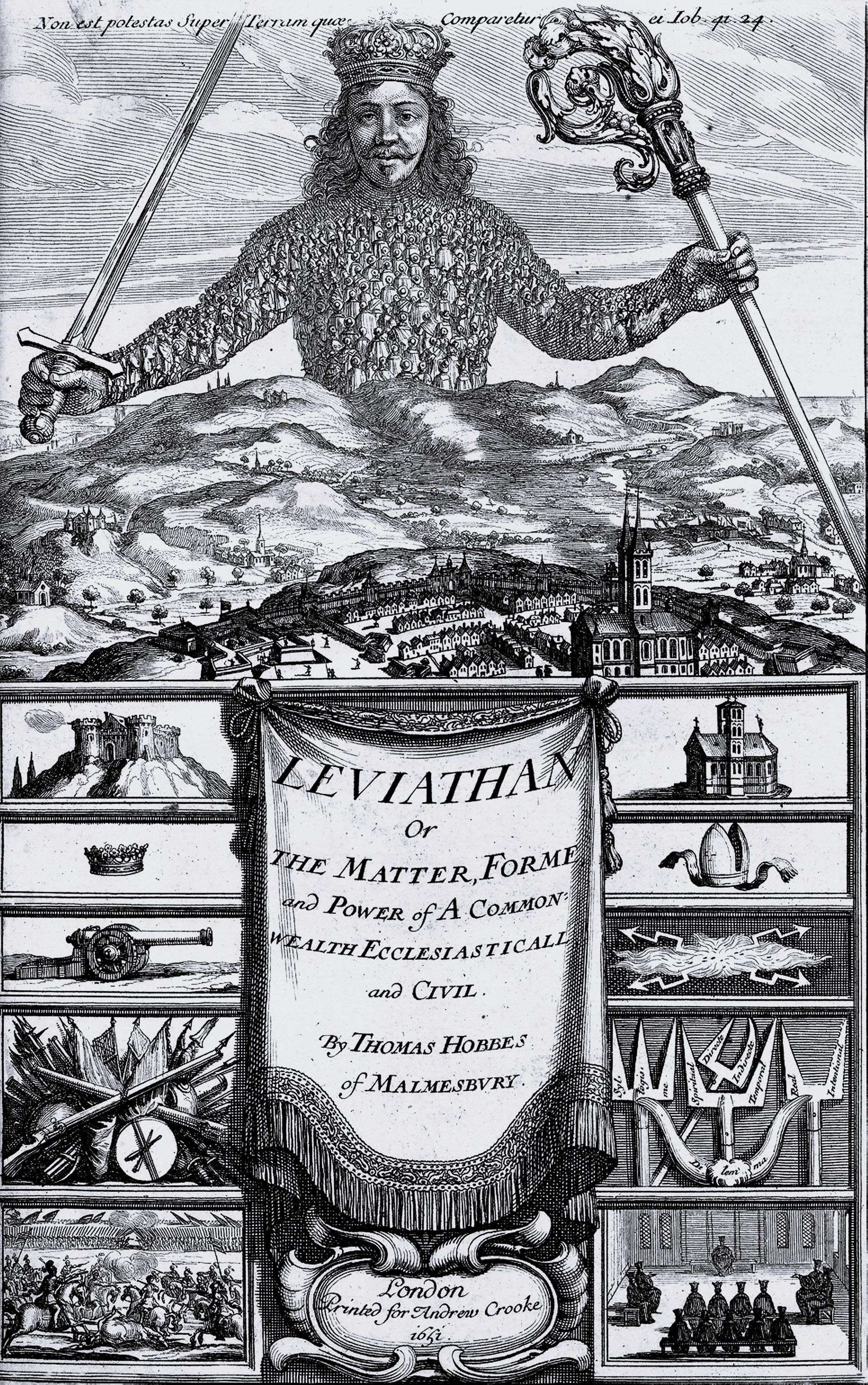
Titelblatt von Hobbes’ Leviathan. Der Körper des Souveräns besteht aus den Menschen, die in den Gesellschaftsvertrag eingewilligt haben. In seinen Händen Schwert und Hirtenstab, die Zeichen für weltliche und geistliche Macht. Überschrieben aus dem Buch Hiob: „keine Macht auf Erden ist mit der seinen vergleichbar“.

Die zentrale von der Aufklärung diskutierte Rechtsposition brachte 1651 Thomas Hobbes mit der Veröffentlichung seines Leviathans auf den Punkt. In England hatte das Parlament soeben den König – Karl I. – hinrichten lassen. Die Nation versank in einen „Krieg aller gegen alle“, in dem es am Ende nur noch um das Überleben des Einzelnen ging. Der „Naturzustand“ war, so Hobbes, erreicht, der Zustand, in den der Mensch gerät, wenn er nicht den Gesetzen eines zivilisierten Zusammenlebens unterworfen wird.
Die Antwort auf den Naturzustand musste demnach die Unterwerfung des Menschen unter Macht ausübende Institutionen sein. Von diesen sei die „absolute“ Monarchie die wirksamste. Der Regent, der alle Macht in seiner Person gebündelt verteidigt, verteidigt gleichzeitig mit der Entschlossenheit, mit der er sein Leben verteidigt, den Staat und seine Macht in ihm. Er deklassiert im selben Moment alle anderen zum Besten aller. Sie können unter seiner Macht nicht mehr wie Tiere aufeinander losgehen.
Hobbes argumentierte nicht als Anhänger einer Konfession, sondern allein vernunftorientiert mit einer Philosophie des in der Konsequenz weitgehend atheistischen Materialismus. Der Mensch verteidige sein Leben als Materie. Die Existenzverteidigung sei moralisch weder gut noch schlecht, sondern die Folge des Bewusstseins, das das Individuum von der eigenen Existenz als seinem ersten und letzten Besitz hat. Der Staat dürfe daher den Menschen nicht ihr Leben abverlangen, da er zu ihrem Schutz da sei. Hobbes’ Position zog damit den Angriff von allen Seiten auf sich, regte in der Sache aber auch eine vielfältige Beschäftigung an. Man kann sein Buch als Meilenstein der Aufklärung ansehen: Es führt alle beobachtbaren Phänomene auf Gründe zurück, die jedem Leser plausibel sein sollen, der die grundlegenden Prämissen akzeptiert.
In der Kontroverse, in die Hobbes hineingeriet, wurde sein Menschenbild von einer neuen Richtung der Aufklärung angegriffen. John Locke leitete den für ihn zentralen Begriff der Gleichheit der Menschen im von ihm gedachten ursprünglich staatsfreien Naturzustand aus der biblischen Offenbarung ab und untersuchte die Konsequenzen, die sich daraus für Staat und Gesellschaft ergeben. Im Gegensatz zu Hobbes Annahme eines bedingungslosen Glücksstrebens der Einzelnen werden nach Locke die individuellen Rechte auf Freiheit und Eigentum durch die Freiheits- und Eigentumsrechte der anderen eingeschränkt. Niemand soll einem anderen an seinem Leben, seiner Gesundheit, seiner Freiheit oder seinem Besitz Schaden zufügen. Nur der werde glücklich, der sein Leben anderen widmen könne, deren Liebe erfahre, in Harmonie mit der Gesellschaft lebe, so Shaftesbury. Die von Hobbes entwickelte Idee des Gesellschaftsvertrags zwischen den Bürgern, die ihre Souveränität abtreten, und dem Staat, der unbeschränkte Gewalt ausüben kann, wird von Locke zur Idee eines Vertrags zwischen den freien bürgerlichen Eigentümern weiterentwickelt, die einen Teil ihrer Gewalt auf den Staat übertragen, um den Krieg aller gegen alle zu vermeiden. Die Gemeinschaft wird so zum Schiedsrichter nach festgesetzten Regeln. Diese Tätigkeit wird ausgeübt durch Männer, die von der Gemeinschaft mit Autorität zur Vollziehung dieser Regeln ausgestattet wurden. Der Staat kann daher die Bürger auch mit dem Tod bestrafen, aber die Bürger sind berechtigt, Widerstand zu leisten, wenn der Staat ihre Rechte nicht sichern kann.
John Locke leitete das Widerstandsrecht aus den politischen Ereignissen von 1688/89 ab: Die Glorious Revolution habe den historischen Beweis geliefert, dass ein Machtwechsel möglich sei, ohne einen Bürgerkrieg auszulösen. Moderne Nationen benötigten deshalb staatliche Strukturen, die einen solchen friedlichen Machtwechsel ermöglichten und den Bürgern Partizipationsmöglichkeiten böten. Diese Ideen zum Gesellschaftsvertrag wurden u. a. von Jean-Jacques Rousseau zum Konzept der Volkssouveränität fortentwickelt: Vom Gesellschaftsvertrag oder Prinzipien des Staatsrechtes (1762).
Während Hobbes’ Theorie primär auf der körperlichen Schutzbedürftigkeit der Menschen beruhte, welche durch den Staat gewährleistet werden müsse, vollzog sich bis hin zu Locke eine Entwicklung, die die Vielfalt der durch den Markt zu koordinierenden Interessen der Menschen betont, die aufgrund von Knappheit oder Ungleichheit in Konkurrenz treten können. Während der eigene Körper von Hobbes als unverletzliches Eigentum definiert wird, setzt Locke das Eigentum ganz allgemein als unverletzlich an. Darin deutet sich der rasche Wandel vom Absolutismus zu einer vom Besitzindividualismus geprägten liberalen Marktgesellschaft an.
Die Debatte der 1690er Jahre floss in die weitgehend von Thomas Jefferson mit Rückgriff auf Locke, Montesquieu und Paine 1776 formulierte Unabhängigkeitserklärung der Vereinigten Staaten ein, die erstmals ausdrücklich Menschenrechte mit einbezog, und 1787 auch in die Verfassung der Vereinigten Staaten. Die Französische Revolution nahm die Lösungsangebote 1789 auf. Eine Erklärung der Menschen- und Bürgerrechte ging hier 1791 in die Präambel der neuen Verfassung ein. Die Säkularisation, die im 19. Jahrhundert in Mittel- und Nordeuropa um sich griff, berief sich letztlich auf Debatten des späten 17. und frühen 18. Jahrhunderts.
Die Errungenschaft der von Hobbes in Gang gesetzten Debatte ist in langer Perspektive erstens die Neudefinition des Menschen als eines von Natur aus mit Rechten ausgestatteten Wesens. Zweitens wurde hier die Rechtsdebatte darauf verpflichtet, sich auf logische und vernünftige Erwägungen zurückzubeziehen. Ein Meilenstein der juristischen Debatte wurden in diesem Zusammenhang Samuel von Pufendorfs in der Nachfolge des frühen Naturrechtlers Hugo Grotius verfasste Schrift De iure naturae et gentium libri octo von 1672. Auf Deutsch erschien sie unter dem Titel Acht Bücher von Natur und Völkerrecht 1711. Der moderne Verfassungsstaat hat hier Wurzeln wie die Idee einer internationalen zwischenstaatlichen Verständigung. Modelle einer Europäischen Union werden in Europa 1712 erstmals öffentlich diskutiert. Modelle eines „Weltbürgerrecht“ sind seit Kants Schrift Zum ewigen Frieden von 1795 Teil der Aufklärungsdiskussion.
Mit der zunehmenden Abschwächung und teilweisen Ablösung des politischen Denkens in und von den herkömmlichen religiösen Mustern, oft verbunden mit einer Rückbesinnung auf überlieferte Modellvorstellungen aus der griechisch-römischen Antike, entstand eine Reihe nachhaltig einflussreicher Staatstheorien, die über die Aufklärung hinaus bis in die Gegenwart hinein maßgeblich die politische Theorie und Praxis beeinflussten. Die nachfolgende Darstellung ist deshalb weder allein auf einzelne Aufklärer gerichtet, noch besteht sie aus bloßen historisch-chronologischen Sequenzen, sondern gliedert den Stoff nicht zuletzt systematisch.

### Staatsraison und Völkerrecht

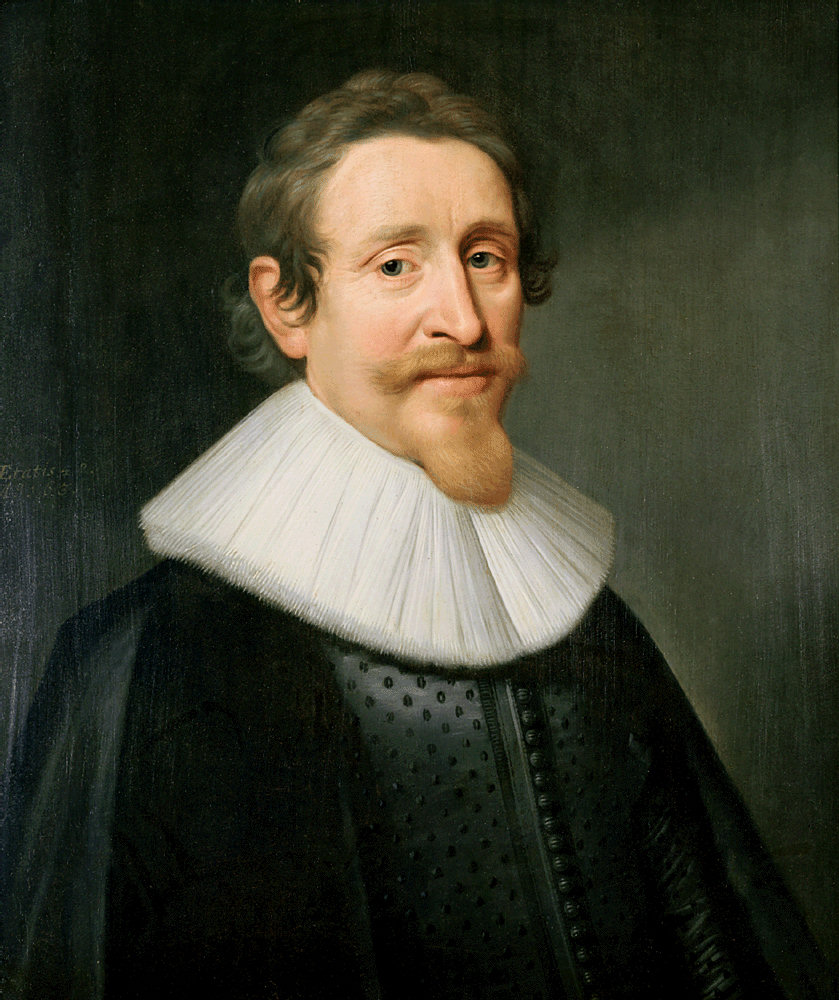
Hugo Grotius – Porträt von Michiel Jansz van Mierevelt, 1631

Dem Zeitalter der Aufklärung vorgelagert ist die Entstehung jener beiden in Spannung zueinander stehenden politischen Begriffe und Prinzipien, die ungeachtet aller seither eingetretenen gesellschaftsgeschichtlichen Umwälzungen und inmitten einer fortgeschrittenen Globalisierung fortwirken: als überdauernde Konstante einerseits die Staatsraison und in erneuerter Aktualität das Völkerrecht. Die Lehre von den Staatsinteressen, „d. h. der Autonomie politischer Entscheidungen gegenüber den Geboten der Moral, der Religion und des Rechts“, geht auf Niccolò Machiavelli zurück und auf die von ihm reflektierten chaotischen Machtverhältnisse und Desorganisationserscheinungen in Italien am Übergang vom 15. zum 16. Jahrhundert. Zwecks Machterhaltung nach innen und zur Existenzsicherung des Staatswesens nach außen dürfe, ja müsse der Fürst (oder leitende Staatsmann) Moral und Recht bei Bedarf außer Acht lassen. Der Machiavelli nahestehende Historiker Francesco Guicciardini gebrauchte dafür den Begriff der ragion di stato (Staatsraison).
Das Prinzip der Staatsraison konnte u. a. dazu dienen, den Souveränitätsanspruch des Fürsten zu begründen: sein ungeteiltes und beständiges Gewaltmonopol, seine Hoheit über Gesetze, Kriegserklärungen und Friedensschlüsse, die Ausschaltung aller regionalen oder ständischen Interessenvertretungen zwecks Herstellung eines herrschaftsdienlichen Untertanenverbands. Doch auch jenseits spezifisch frühneuzeitlicher Konstellationen wurde und wird die Staatsraison bei Bedarf von Interessierten bemüht – auch z. B. im Gewand des „Gemeinwohls“, der „öffentlichen Interessen“ oder der „Notwendigkeit“ –, um bestehende Rechtsverhältnisse und Rechtsnormen aufzulockern oder auszuhebeln.
Auf überstaatlicher Ebene angesiedelt und das Prinzip der Staatsraison einschränkend bzw. ihm widerstreitend ist das Völkerrecht, wenn es zur Anwendung kommt. Das Völkerrechtskonzept wurde – ebenfalls in einer durch die historischen Umstände des niederländischen Freiheitskampfes gegen die spanische Krone geförderten Lage – von dem Holländer Hugo Grotius zuerst entworfen und vor allem durch sein Werk De iure belli et pacis verbreitet. Als Zeitgenosse auch des Dreißigjährigen Krieges trat Grotius für die persönliche Freiheit des religiösen Bekenntnisses ein und reklamierte für das Individuum einen „rechtlich gesicherten Platz innerhalb der großen Gemeinschaft eigenständiger Staaten“. Kriege aus beliebig gesuchtem Anlass wurden von Grotius geächtet. Doch auch die Neutralität verbietet sich aus seiner Sicht, wenn es gilt, Staatenverbrechen entgegenzutreten: „Der Staat als Verbrecher, als Bandit, als Räuber – das ist die Herausforderung des Grotius für den souveränen Staat, der bisher nur seiner Staatsraison folgte.“ Das Völkerrecht wurde in Preußen von Christian Wolff weiterentwickelt.

### Gesellschaftsvertrag
Die gegenüber religiös begründeten Dogmen zunehmend kritisch eingestellten Vertreter der Aufklärung gingen im staatstheoretischen Rahmen über das bis dahin von den christlichen Monarchen als Legitimationsgrundlage hauptsächlich in Anspruch genommene Gottesgnadentum hinweg. Nunmehr als Rechtfertigung ausgedient hatten die auch frühneuzeitlichen Herrschern noch bequemen Bibel-Aussagen des Apostels Paulus im Römerbrief:

„Jeder leiste den Trägern der staatlichen Gewalt den schuldigen Gehorsam. Denn es gibt keine staatliche Gewalt, die nicht von Gott stammt; jede ist von Gott eingesetzt… Deshalb ist es notwendig, Gehorsam zu leisten, nicht allein aus Furcht vor der Strafe, sondern vor allem um des Gewissens willen.“

Eine dem Vernunftprinzip der Aufklärung verpflichtete Legitimation staatlicher Gewalt bedurfte fortan anderer Grundlagen. Eine solche entstand aus der Vorstellung eines Gesellschaftsvertrags: Alle Bürger eines Gemeinwesens bzw. die Staatsangehörigen wurden als Mitglieder einer durch vertraglichen Zusammenschluss gebildeten Gemeinschaft angesehen. Sie waren dadurch an die politischen Konsequenzen individuell gebunden, die sich aus dem Vertragsinhalt ergaben. Dieses neue Instrument der Herrschaftslegitimation, der fiktive Gesellschaftsvertrag, sollte in der Folge als theoretische Basis für ganz unterschiedlichen Formen des Staatsaufbaus dienen.

### Parlamentarische Gesetzgebung
Anders als Grotius, der seine Völkerrechtslehre auf ein toleranzbasiertes Glaubensfundament gegründet hatte, entwickelte der auch als „Vater des Atheismus in England“ apostrophierte Thomas Hobbes seine Staatslehre vor dem Hintergrund einer Neugründung der philosophischen Disziplinen durch mathematische Methoden, Messung und empirische Demonstration. Das neue Denken in naturwissenschaftlichen Bahnen sollte nun auch für Ethik und Politik fruchtbar gemacht werden.
Als erster einer Reihe von Staatstheoretikern entwickelt Hobbes die Vorstellung eines anfänglichen Naturzustands von menschlicher Gesellschaft. In seinem Modell des Naturzustands steht jedes Individuum allen Mitmenschen feindlich gegenüber (homo homini lupus) und hat einen dauernden Kampf um die eigene Sicherheit und Selbstbehauptung zu führen. Abhilfe aus diesem Dilemma kann nur die völlige Unterwerfung aller Individuen unter die Allgewalt des Staates bieten, der dadurch zum Garanten der Sicherheit aller wird und den Kriegszustand der Individuen untereinander (bellum omnium contra omnes) beendet. Indem die Menschen ihrem Sicherheitsbedürfnis bedingungslos folgen (Hobbes war Zeitgenosse des englischen Bürgerkriegs und der Hinrichtung Karls I.), verzichten sie auf jedes Eigenrecht als Bürger und statten den Herrscher mit unbeschränkter, absoluter Machtvollkommenheit aus.
Eine davon grundlegend abweichende Lehre vertritt der die politischen Umwälzungen Englands in der zweiten Hälfte des 17. Jahrhunderts ebenfalls gespannt verfolgende John Locke. Für ihn, den Anwalt religiöser Toleranz und besitzbürgerlicher Interessen, gibt es schon im Naturzustand menschlichen Daseins ein Anrecht des Individuums auf Eigentumserwerb durch Arbeit. Sein die staatliche Ordnung begründender Gesellschaftsvertrag dient außer dem Schutz von Leib und Leben der Bürger auch der Wahrung ihrer Eigentumsrechte, die vom Parlament auch der monarchischen Spitze gegenüber vertreten werden. Gegen eine Tyrannei der Krone und gegen deren willkürlichen Zugriff auf Hab und Gut vermögender Bürger reklamiert Locke das Steuerbewilligungsrecht des Parlaments und im äußersten Fall ein Widerstandsrecht.
Als Bestandteil des ursprünglichen Gesellschaftsvertrags betrachtet Locke die Verpflichtung auf das Mehrheitsprinzip, da der Gesamtkörper nun einmal in die Richtung der größeren Kraft bewegt werden müsse. Speziell das Parlament stellt einen wichtigen Anwendungsbereich des Mehrheitsprinzips dar, da es als Gesetzgebungsorgan auf Entscheidungsfähigkeit gegründet sein muss. Zwischen dem Parlament als Legislativorgan und der allein für die ausführende Gewalt (Exekutive) zuständigen Krone sieht Locke eine ausbalancierte Gewaltenteilung vor.

### Gewaltenteilung und Rechtsstaat

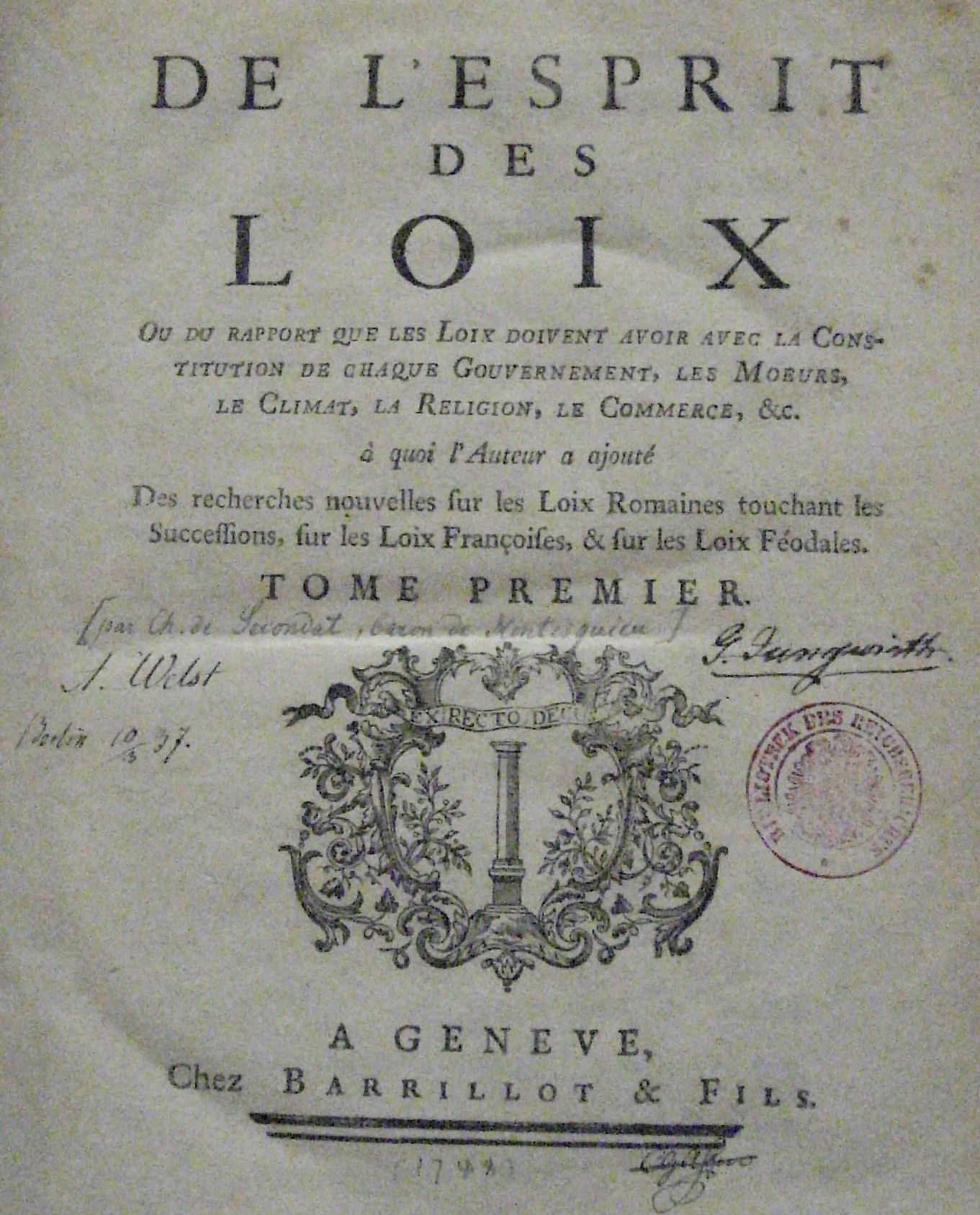
Titelblatt der Erstausgabe von De L'esprit des Loix

Wie Locke war nach ihm auch der französische Adelsspross Montesquieu, der neben den französischen politischen Gegebenheiten seiner Zeit bei einem längeren England-Aufenthalt auch die britischen Verhältnisse gründlich studierte, Anhänger einer konstitutionellen Monarchie. Dem Modell einer Machtbeschränkung durch Gewaltenteilung (Le pouvoir arrête le pouvoir) zog er mit der Judikative die dritte tragende Säule ein.
Nach rechtswissenschaftlichen Studien in Bordeaux und Paris war Montesquieu für einige Jahre am Gerichtshof (Parlement) von Bordeaux im Amt und in dieser Funktion auch mit der kritischen Prüfung und Registrierung königlicher Erlasse befasst. Ausgeprägter Abstand zu dem im Niedergang befindlichen französischen Absolutismus spricht auch aus seinem 1721 veröffentlichten Werk, den Persischen Briefen (Lettres persanes), in denen die französische Monarchie nicht besser beurteilt wird als die auf literarischer Basis zum Vergleich herangezogene osmanische Despotie. Montesquieus auf diese Weise angelegter soziologisch-kultureller Relativismus mündet in die aufklärerische Formel:

„Wir können Gott als einen Monarchen betrachten, der mehrere Nationen in seinem Reich hat; sie kommen alle, ihm ihren Tribut zu bringen, und jede spricht zu ihm in ihrer Sprache.“

Auch in seinem epochemachenden staatstheoretischen Standardwerk Vom Geist der Gesetze (De l’esprit des lois) stellt Montesquieu eine Fülle von Vergleichen zwischen Europa und dem Orient an, und zwar bezogen auf die Ebene damals geltender sowie ehedem erlassener Gesetze. Freiheit im politischen Sinne wird aus seiner Sicht nicht durch Volksentscheide bewirkt, sondern gründet in der Sicherheit durch generelle Gesetze. Deren Geltung ist durch eine nach allen Seiten unabhängige Rechtsprechung zu gewährleisten, die allein an die Gesetze gebunden ist.

### Menschenrechte und Volkssouveränität
Gewisse unveräußerliche und schützenswerte Rechte der menschlichen Individuen im staatlichen Rahmen haben Vordenker aufklärerischen staatstheoretischen Denkens wie Grotius, Locke oder Montesquieu mit je unterschiedlichem Akzent in ihren Gesellschafts- und Herrschaftsmodellen bereits berücksichtigt. Als allgemeine Menschenrechte sind solche Vorstellungen in erweiterter Form eingegangen in die amerikanische Unabhängigkeitserklärung 1776, in die Erklärung der Menschen- und Bürgerrechte durch die Französische Nationalversammlung 1789 und schließlich in die Menschenrechtsdeklaration der Vereinten Nationen 1948.

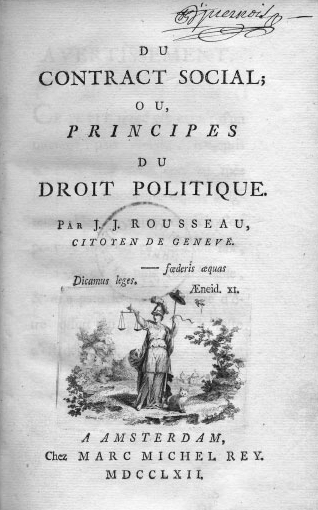
Titelblatt der Erstausgabe Amsterdam, 1762

Eine radikale Abkehr von jeglicher mit Elementen monarchischer Gewalt verbundenen staatlichen Souveränität vollzog der in Genf beheimatete und langzeitig in Frankreich lebende Kulturkritiker Jean-Jacques Rousseau. In seiner Vorstellung von einem Naturzustand der Menschheit lebten die Individuen in selbstgenügsamer Zufriedenheit nebeneinander und begegneten sich hauptsächlich im Begattungsakt. Mit einsetzender Arbeitsteilung und der Bildung von Eigentum aber wurde die natürliche Eigenliebe der Menschen (amour de soi) zur gesellschaftsschädigenden und zerstörerischen Selbstsucht (amour-propre). Rousseaus Gesellschaftsvertrag (Du Contrat Social ou Principes du Droit Politique) dient dem Zweck der Selbstvervollkommnung einer vom Naturzustand unwiderruflich abgeirrten Menschheit.
Das aus dem Contrat Social hervorgehende einigende Band ist der allgemeine Wille (Volonté générale), in dem sich die positiven Strebungen aller dem Gemeinwesen angehörigen Individuen vereinigen. Die Ermittlung des allgemeinen Willens geschieht in Abstimmungen, bei denen sich die Sonderinteressen gegeneinander aufheben und das Allgemeininteresse zum Vorschein kommt. Rousseau legt zugrunde, dass das Volk hinreichend informiert und aufgeklärt ist, das Ganze im Blick zu haben, wiewohl er auch anmerkt: „Es bedürfte göttlicher Wesen, um den Menschen Gesetze zu geben.“
Im allgemeinen Willen konstituiert sich die unteilbare und unveräußerliche Souveränität des Volkes. Parlamente, Parteien und Interessengruppierungen lehnt Rousseau ebenso ab wie Grundrechte oder eine verbindliche Staatsverfassung. Gegen den festgestellten allgemeinen Willen gibt es für Rousseau keinerlei individuelles Vorbehalts- oder Widerstandsrecht. Da in ihm die individuelle Freiheit mit der Freiheit aller verbunden ist, bedeutet die gegebenenfalls zu erzwingende Befolgung der volonté générale die Lenkung eine Widerständigen zu seinem eigenen Besten. Dies gilt auch im Hinblick auf eine allgemein verpflichtende zivile Religion und Gottesverehrung abseits der etablierten Konfessionen und Kirchen: Wer sich dem verweigert, verdient laut Rousseau den Tod.

### Strafjustiz

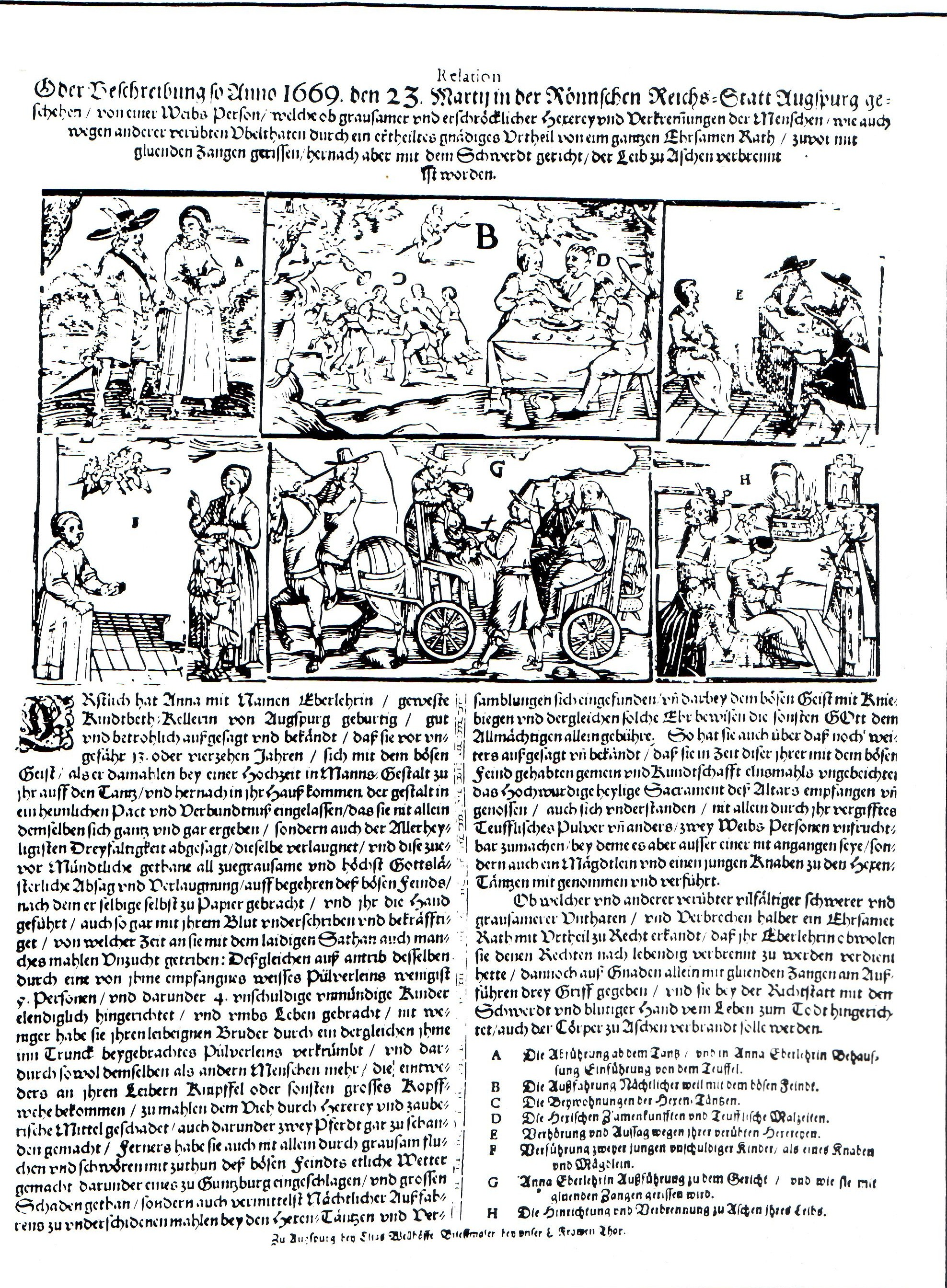
Hexenflugschrift Augsburg 1669

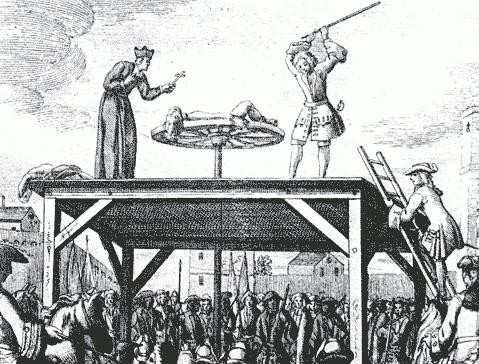
Öffentliche Hinrichtung Louis Dominique Cartouches 1721

Der Bruch zwischen Hobbes auf der einen Seite und Locke und Shaftesbury auf der anderen Seite wurde vor allem im Blick auf das grundlegende Menschenbild inszeniert. Das von Locke und Shaftesbury vertretene geht vom Menschen als einem Wesen aus, das mit der Menschheit und Gottes Kosmos von Natur aus in Einklang leben will. Die neue Frage ist damit, wie man dem Menschen dazu verhilft seine Natur zum Besten der Menschheit ausleben zu können. Locke und Shaftesbury appellieren dabei an das Empfinden ihrer Leser, an das Grauen, das sie alle vor Gewalt und menschlichem Leid empfänden.
Auf der Ebene der Rechtsdiskussion verläuft zeitgleich eine Auseinandersetzung um die als mittelalterlich empfundenen Formen der Bestrafung, die bis in das ausgehende 18. Jahrhundert in ganz Europa Anwendung fanden. Gestraft wird öffentlich, zur Abschreckung und zur Sühne der verletzten Ordnung bevorzugt am Leib des Straftäters. Dessen Zerstörung und Verstümmelung folgt der Zerstörung und Verstümmelung, die dieser der Ordnung zufügte. Der Friede wird in der adäquaten Bestrafung in einer öffentlichen Darbietung wiederhergestellt.
Neben den Bestrafungen werden die Gerichtsverfahren und die Strafgründe von den Aufklärern zunehmend kritisiert: Die Hexenverfolgungen sind vor allem ein Phänomen der Reformation. Sie fordern zwischen 1550 und 1650 in den protestantischen Gebieten die höchsten Opferzahlen. Die Prozesse, die hier geführt werden, gelten als höchst kritisierbar. Es ist in ihnen letztlich unklar, ob die Taten überhaupt begangen wurden – ob es überhaupt möglich ist, Bündnisse mit dem Teufel zu schließen und zu hexen. Die Erpressung von Geständnissen unter Folter und fragwürdige Rechtsproben in Form von Gottesurteilen, bei denen die untersuchten „Hexen“ sowohl als schuldig als auch als unschuldig sterben, werden zum Gegenstand aufklärerischer Kritik. Juristen wie Christian Thomasius, dessen erste Vorlesung in deutscher Sprache 1687 in Leipzig großes Aufsehen erregte und der damit Vorbild für seinen jüngeren Kollegen Christian Wolff in Halle (Saale) wurde, wenden sich im ausgehenden 17. Jahrhundert, nach Abebben der Verfolgungswelle, vehement gegen die Hexenverfolgungen als Form öffentlichen Aberglaubens. Francis Hutcheson nimmt entsprechende Positionen im englischsprachigen Raum ein. Dass Hexerei möglich ist, wird hier am Ende bezweifelt in Beweisführungen, die ultimativ die Kirche bedrohen, da mit ihnen jeder Glaube an göttliche Interventionen hinfällig wird.
Grausame öffentliche Bestrafungen geraten im 18. Jahrhundert in die Kritik. Die Zuschauer würden hier verrohen und gerade nicht zu den feineren zivilisierteren Gefühlen angeleitet, auf die friedliche Gesellschaften angewiesen seien. Verbrecher würden nicht dadurch gebessert, dass man sie verstümmele oder hinrichte. In den 1760er Jahren setzte mit Cesare Beccaria Dei delitti e delle pene (1764, deutsch: Von den Verbrechen und von den Strafen, 1778) die offene Diskussion der Todesstrafe als nicht mehr mit der Aufklärung vereinbare Strafform ein. Die Staaten des 19. Jahrhunderts entzogen Hinrichtungen im weiteren Verlauf der öffentlichen Wahrnehmung und begannen verstärkt auf Gefängnisstrafen als gängige Strafform zu setzen, die den Weg in die Gesellschaft zurück bahnen sollte. Resozialisierung wird seit dem 19. Jahrhundert als Errungenschaft der Aufklärung betrachtet und verstärkt als eine der Normen diskutiert, die rechtliche Fixierung und Stabilisierung finden.

### Utopien des Siegs der Tugend
Zur Radikalität der Aufklärung gehört das Vertrauen, das ihre Fürsprecher in die Folgen hatten, die ein höheres Maß an Einsicht und Wissen haben würde. Mustergültig deutlich wird dies in Utopien wie Louis-Sébastien Merciers L’An 2440 (1771), dem Buch, das die verschiedenen Konzepte der Aufklärung wie kaum ein anderes in einen harmonischen Zusammenhang brachte. Die ersehnte Epoche glückvollen menschlichen Zusammenlebens komme weder durch einen politischen Entwicklungsprozess noch durch einen revolutionären Prozess, sondern durch die Verbreitung besseren Wissens, welche die Menschen den Schritt zur Tugend tun lässt, wonach sich alle weiteren Interessenkonflikte von selbst auflösen.
Ein tugendhafter Regent definiert seine Macht neu und ist fortan schlicht der Erste seiner Bürger. Sein Volk nutzt die Presse vor allem, um sich selbst zu größerer Tugend zu erziehen. Bernard Mandeville behauptete 1705 und 1714 in seiner Fable of the Bees, dass ein zur Tugend gelangendes Gemeinwesen in Stagnation verfiele und seine Lebenskraft verlöre, und wurde dafür als Man-Devil, als Teufel in menschlicher Gestalt verfemt. Die Zukunftsvisionen der 1770er Jahre bauten auf Verbesserungen und ihnen folgend auf glücklichere Gemeinwesen. Die Skeptiker des frühen 18. Jahrhunderts waren in den Diskussionen des späten 18. Jahrhunderts kaum noch präsent. Vor allem Locke und Shaftesbury (der als Erster die These aufstellte, dass aus Verfeinerungen des Geschmacks und des Gefühls ein harmonisches Zusammenleben folgen würde) blieben mit ihren Theorien bis in die 1770er Jahre wichtig.
Leser der 1770er Jahre brechen an einer anderen Stelle mit den Modellen eines zukünftigen zivilisierten Zusammenlebens in aufgeklärten Staaten. Sie entwickeln ein Interesse an archaischer Größe und am Edlen, das sich bei unzivilisierten Wilden zeige. Die Aufklärung mit ihren Anforderungen des tugendhaften Zusammenlebens innerhalb streng reglementierter Gesellschaften wird als zunehmend beengend empfunden. Eine Zivilisations- und Kulturkritik entwickelt sich aus der Kultivierung der Empfindsamkeit, der es bereits darum ging, ein Zusammenleben zu organisieren, in dem jeder seine Natur zum Besten der Gesellschaft entfalte. Die These, dass die Natur des Menschen sich in komplexen Zivilisationen entfalte, wird in den 1770er Jahren und 1780er Jahren fragwürdig.

### Aufgeklärter Absolutismus
Entstehung und Entwicklung des aufklärerischen staatstheoretischen Denkens waren nicht losgelöst von zeitgenössischen Herrschaftsinteressen und Herrschaftsapparaten, sondern schlossen diese langstreckig mit ein. Auf die frühneuzeitlichen gesellschaftspolitischen und kulturellen Transformationsprozesse reagierten in je eigener Weise etwa Machiavelli in Norditalien, Grotius in Holland oder Hobbes und Locke in England. Aufgenommen und verbreitet wurden die neuen Lehren im Milieu von Gelehrten und Gebildeten, von einem zu wachsender Bedeutung und größerem Selbstbewusstsein gelangenden Bürgertum in Wirtschaft und Handel, von einem im Zuge der des Ausbaus der staatlichen Verwaltungsapparate erweiterten und gründlich ausgebildeten Beamtentums – teils mit Unterstützung von der Aufklärung zugeneigten Herrschern – sowie von lesefreudig aufgeschlossenen und am öffentlichen Leben interessierten weiteren Gesellschaftsmitgliedern.
Aufklärerische Staatstheorien und die sie unterstützenden gesellschaftlichen Kräfte haben in der westlichen Staatenwelt nicht zu einheitlichen, aber doch zu teilweise einschneidend veränderten Regierungs- und Herrschaftssystemen geführt. Wo Landesherren sich aufklärerischem Denken nicht verschlossen, wurden Reformprojekte angeschoben, nicht allein bei der Erhebung und Verwaltung von Steuern, sondern etwa auch im Schul- und Bildungswesen oder bei der Neugestaltung der Rechtsordnung. Die Entstehung einer staatlichen Rechtssphäre, die sich im Zeichen der Aufklärung zunehmend an naturrechtlichen Normen orientierte, begünstigte eine gewisse Verselbständigung der Verwaltung gegenüber der monarchischen Spitze. Sobald die Zentralregierung ein Mindestmaß an gesellschaftlicher Stabilität und Rechtssicherheit gewährleisten und die Bürger vor willkürlichen Übergriffen lokaler Feudalherren schützen konnte, entstand eine Sphäre bürgerlicher Autonomie, welche auch die Entwicklung der Gewerbe und damit das Steueraufkommen förderte. Gleichzeitig bremste die staatliche Zentralgewalt aus durchaus egoistischen Gründen die destruktiven Tendenzen des aufkommenden agrarischen Kapitalismus, der die traditionellen bäuerlichen Strukturen durch die Verwandlung der Allmende in privates Land bedrohte, worauf Karl Polanyi am Beispiel Englands hinweist.
Das Interesse der Fürsten an einer auf rationalen Grundlagen agierenden, effizienten Verwaltung beruhte vielfach auf dem wachsenden Finanzbedarf für den eigenen Machtausbau, für die Unterhaltung der Heere in Krieg und Frieden wie auch für die Bautätigkeit und prachtvolle Ausgestaltung des Hoflebens. Die Vermehrung einer für ihre Aufgaben ausgebildeten Beamtenschaft ist ein von England und Frankreich her angestoßenes gesamteuropäisches Phänomen. In solchen Beamten, heißt es bei Michel Vovelle 1998, „findet die Aufklärung vielfach motivierte Partner, die nicht nur vom Geist der Rationalisierung und Kontrolle, sondern auch der Erneuerung im Dienste der Monarchie wie des Gemeinwohls beseelt sind.“

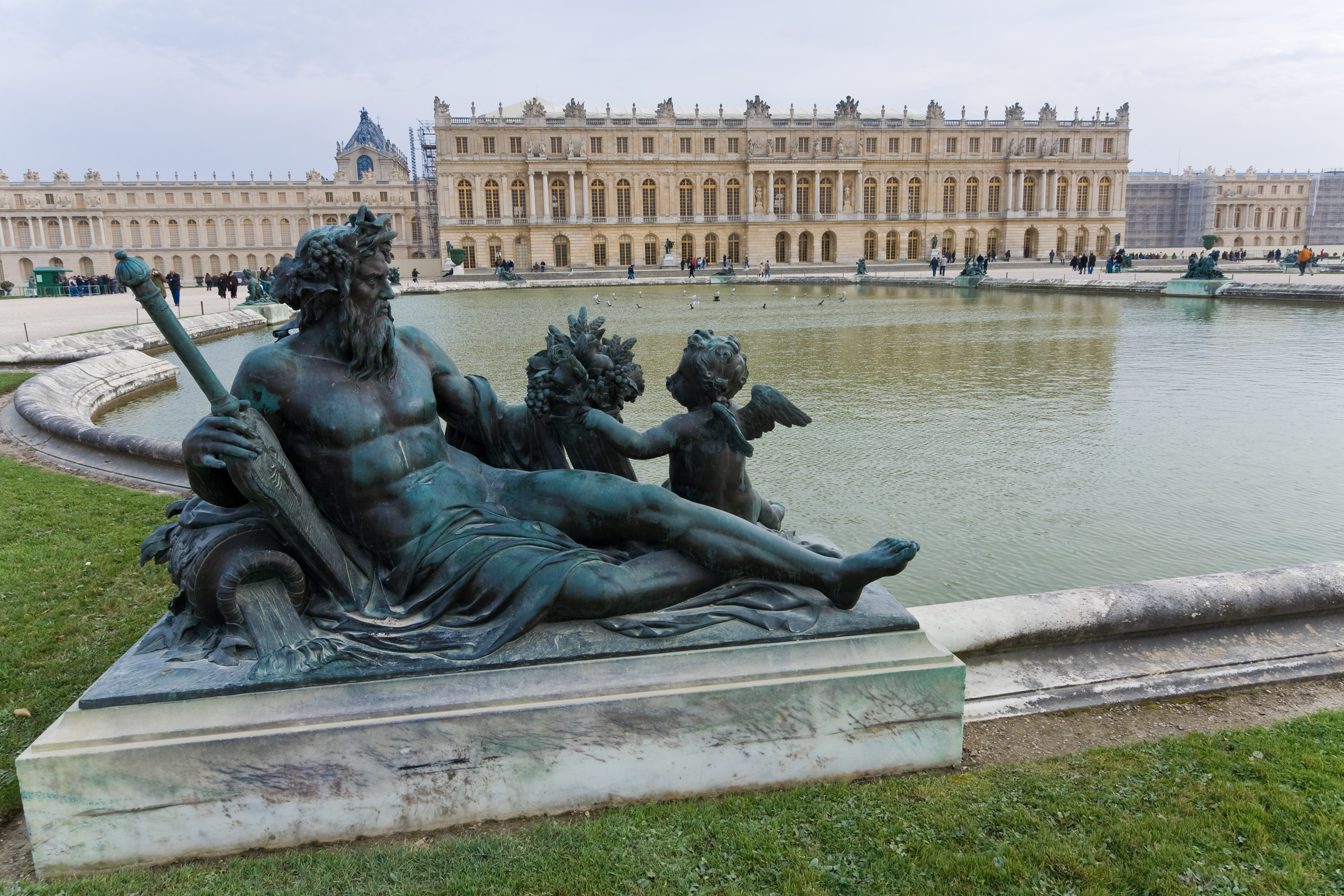
Blick über das Wasserparterre zur Gartenfassade des Schlosses Versailles

Aufnahme und Wirksamkeit der neuen staatstheoretischen Vorstellungen hingen von vielerlei regionalen und örtlichen Gegebenheiten ab. Sie hatten ihre Ausgangsorte und Zentren meist in den Residenzen und Großstädten, ließen aber weite Gebiete mit herkömmlichem Denken, Tun und Lassen unberührt, vor allem die ländlichen Bereiche.
So blieben die Versuche der namhaften Aufklärer, politische Staaten in ihren Verfassungen zu ändern, bis in die 1770er Jahre von Zurückhaltung gezeichnet. Man setzte auf Wandel. Auffällig sind in diesem Zusammenhang die Bemühungen bedeutender Autoren, mit der Politik in ein beratendes Gespräch zu kommen. Katharina II. von Russland korrespondierte mit Voltaire, Montesquieu und Cesare Beccaria. Die von ihr durchgeführten Reformen konzentrierten sich auf infrastrukturelle Maßnahmen und institutionelle Veränderungen im Bereich der höheren Bildung. Ein intensives Verhältnis riskierte Friedrich II. von Preußen zu Voltaire. Friedrich selbst publizierte im Sinn der neuen Zeit programmatisch 1740 seinen Anti-Machiavel. Zu den Reformen, die er unmittelbar nach dem Machtantritt in Angriff nahm, gehörte die effektive Abschaffung der Folter 1740 (gänzlich wurde sie 1754 verboten). Er erließ weitgehende Toleranzgesetze, die Hugenotten und Katholiken nach Preußen zogen. Brieflich hielt er dazu 1740 fest: „Alle Religionen seindt gleich und guht, wan nuhr die Leute, so sie profesieren [(öffentlich) bekennen], erliche Leute seindt, und wen Türken und Heiden kähmen und wolten das Land pöbplieren [bevölkern], so wollen wier sie Mosqueen und Kirchen bauen“. Die Zensur für nichtpolitische Zeitungsbeiträge wurde aufgehoben.

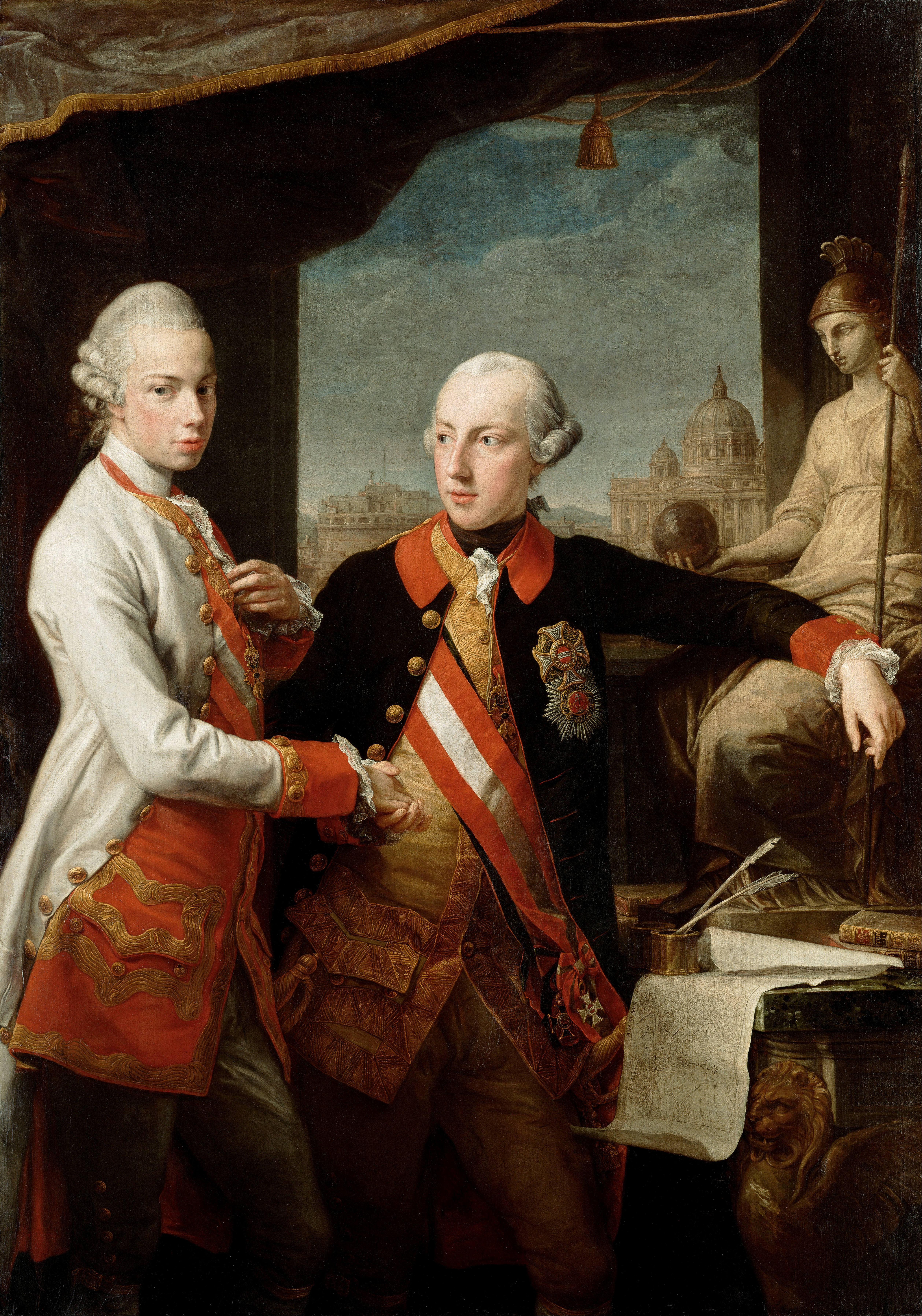
Kaiser Joseph II. und sein jüngerer Bruder, der spätere Kaiser Leopold II., Vertrauen unter Brüdern statt machiavellistische Rivalität

Auf Seiten der Habsburger ließ Joseph II., Kaiser von 1765 bis 1790, sich darauf ein, 1781 die Leibeigenschaft der Bauern aufzuheben, 1783 die Ehegesetzgebung zu reformieren und 1787 mit der Einführung des Josephinischen Strafgesetzes Verstümmelungsstrafen abzuschaffen und die Todesstrafe nur mehr im Standrecht, nicht im ordentlichen Strafverfahren zuzulassen (1803 wurde sie für wenige Delikte wieder eingeführt).
Doch selbst unter den Regenten, die der Aufklärung zugerechnet wurden, blieben die politischen Veränderungen rasch hinter den Erwartungen zurück. Die meisten Reformen geschahen dort, wo sie eine Steigerung des Staatseinkommens erwarten ließen, etwa durch Maßnahmen, die den Zuzug neuer Bürger und die Gründung neuer Manufakturen erleichterten. Strukturelle Reformen drängten dagegen vor allem die Rechte des Adels zugunsten der Rechte des Volkes zurück. Effektiv stärkte sich dabei in erster Linie in Preußen wie in Russland und den habsburgischen Stammlanden fast immer die Staatsmacht gegenüber den Bürgern und dem Adel. Die politische Presse blieb außerhalb Englands und der Niederlande der Überwachung und Kontrolle ausgesetzt. Die Eingriffe zugunsten der Staatsräson nahmen eher noch zu. Sie geschahen in aufgeklärten Monarchien unter der Annahme, dass die Zentralregierung hier allein mit Weitsicht abschätzte, wo das Interesse des Gemeinwohls lag.

## Wissenschaft

### Medizin und Naturphilosophie

Durchschnittliche Lebenserwartung in Breslau 1691, Vergleich mit Deutschland 1997

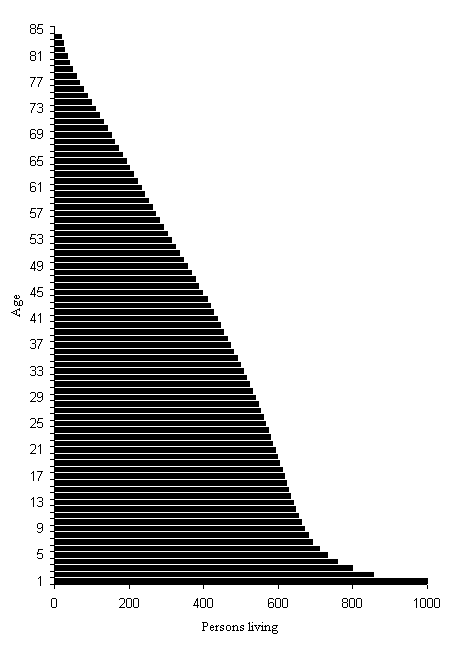
Breslaus Alterspyramide, 1691

Darstellungen des 20. Jahrhunderts nahmen die Aufklärung wiederholt als die große Phase der Naturwissenschaften wahr. Die Perspektive hierauf veränderte sich in den letzten Jahren. Die Naturwissenschaften gewannen keinen größeren Anteil am Buchmarkt und veränderten kaum die Lebensbedingungen im vorindustriellen Europa. Die frühe Neuzeit ist die Zeit der Kopernikanische Wende, doch lässt sich nicht behaupten, dass dem eine große allgemeine mentale Verunsicherung folgte. Atlanten des 18. Jahrhunderts präsentieren die Weltbilder harmonisch nebeneinander. Zur frühen Neuzeit gehört der Umgang mit der Welt als Globus, doch war man vor der Entdeckung Amerikas bereits davon ausgegangen, dass die Welt eine Kugel war. Die großen technologischen Erfindungen, auf denen die moderne Medizin beruht, insbesondere der Bau erster Mikroskope und der Vorstoß in den Mikrokosmos, lassen sich in das 17. Jahrhundert zurückverfolgen. Andererseits blieb die Medizin im Großen und Ganzen bei einer Kombination von Astrologie und aus der Antike bezogener Humoralpathologie stehen: Krankheiten entstanden durch Ungleichgewichte der vier Säfte. Zentrale Behandlungsoptionen waren der Aderlass, das Abführen schädlicher Stoffe, die Zuführung von Medikamenten, denen man zutraute, Hitze, Kälte, Wässerichkeit und „Melancholie“ im Körper zu regulieren. Anatomen untersuchten das Gehirn und das Nervensystem und vermuteten mit Descartes, dass es mechanisch funktionierte oder mit ihm folgenden Forschern, dass es den Flüssigkeitstransport regulierte. Erst mit den Experimenten Luigi Galvanis wurde klarer, dass elektrische Impulse von den Nerven weitergeleitet wurden. Es blieb offen, was Elektrizität war. Theorien vom Zusammenhang zwischen Körper und Seele durchzogen die konventionelle Medizin des 18. Jahrhunderts basierend auf der Theorie, dass die Säfteungleichgewichte und -Verunreinigungen vom Menschen selbst als Gemütszustände erfahren würden. Die Entdeckung der bakteriellen und viralen Krankheitserreger und die Anstrengungen, Krankheiten durch Hygiene zu verhindern, folgten im Großen und Ganzen erst im 19. Jahrhundert und führen zu drastischen Veränderungen der Medizin (als zunehmend experimenteller Wissenschaft) und der Lebensbedingungen. Die Bevölkerungszahlen explodierten im 19. Jahrhundert, nachdem man die Säuglingssterblichkeit durch Hygiene drastisch gesenkt hatte.
Die Lebenserwartung wurde von Edmond Halley erstmals 1692 korrekt statistisch erfasst und für die einzelnen Altersstufen berechnet: Für Neugeborene lag sie bis weit in das 18. Jahrhundert hinein bei 17 Jahren. Wer siebenjährig die Kinderkrankheiten hinter sich hatte, konnte mit einer Lebenserwartung von im Schnitt 50 Jahren rechnen, 40-Jährige rechneten mit weiteren 20 Jahren, 60-Jährige mit einem weiteren Jahrzehnt. Die großen Risiken lagen in der immensen Säuglingssterblichkeit.
Tatsächlich wird Forschung in den Naturwissenschaften bis in das 18. Jahrhundert hinein selbst in Kreisen der Aufklärung immer wieder belächelt: Man sucht hier Wunder der Natur in Experimenten, die keinen weiteren wirtschaftlichen Nutzen entfalten. Noch Utopien, die am Ende der Aufklärungsdebatte geschrieben wurden – Werke wie Louis-Sébastien Merciers L'An 2440 (1771) – messen den Naturwissenschaften im Blick auf die Zukunft kaum Bedeutung zu. Sie spielten nicht in einer Zukunft gänzlich anderer Technologien. Der Reiz des Nachdenkens liegt in der Zukunft, in der man endlich nach den Anforderungen der Ethik lebt.

### Naturwissenschaften

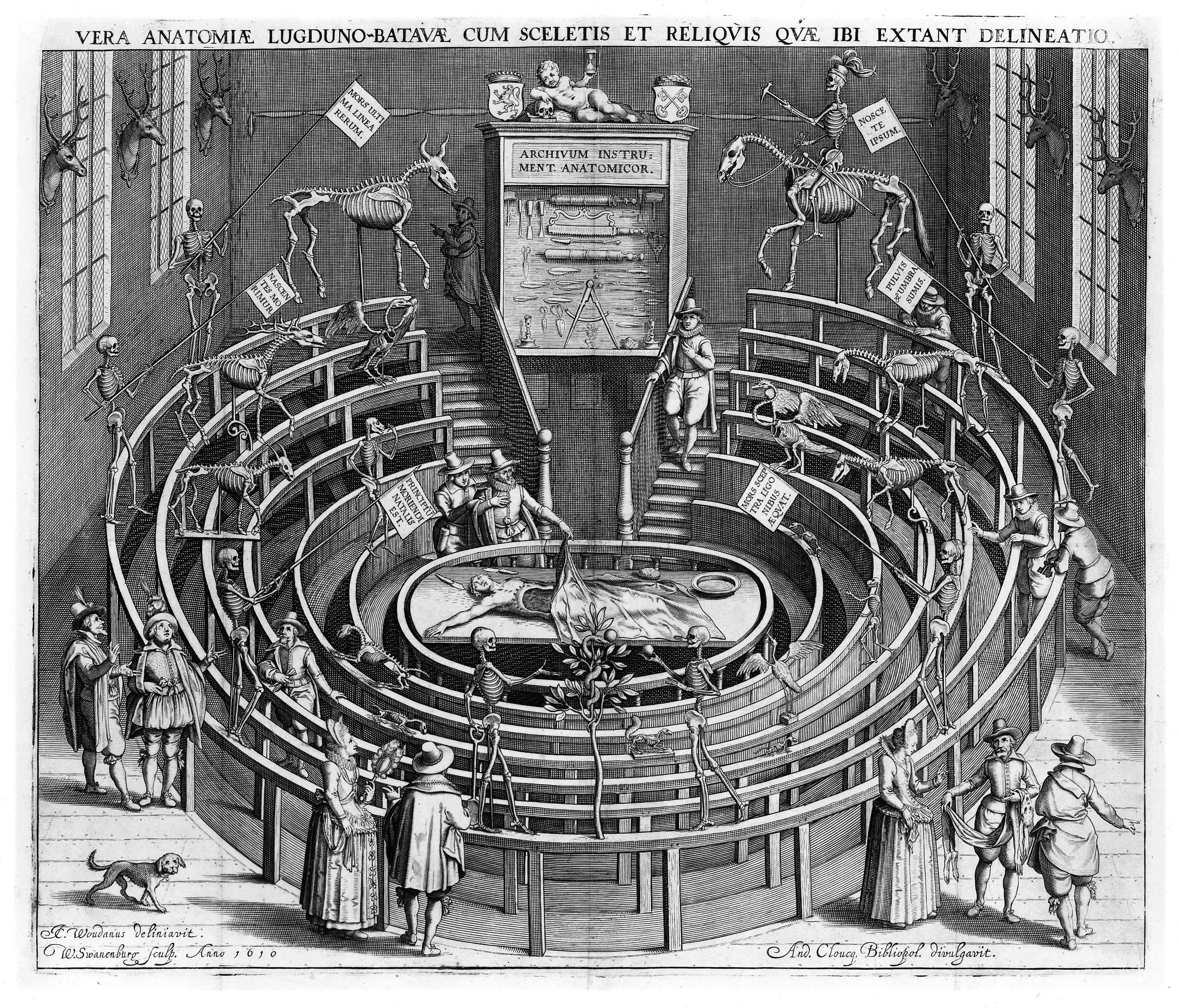
Das Anatomische Theater der Universität Leiden gefüllt mit Curiositäten und erbaulichen Mahnungen um 1610

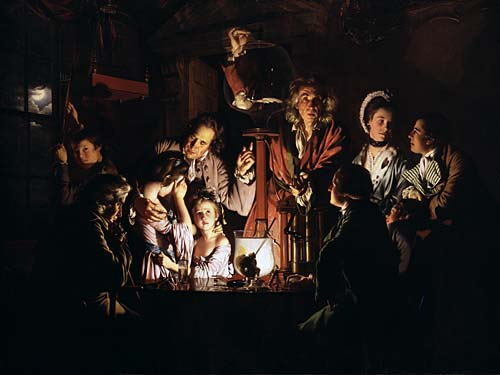
Experimentalwissenschaft im Privaten: Derbys Experiment mit dem Vogel in der Luftpumpe, 1767/1768

Der Raum der Naturwissenschaften im Alltag blieb bis in das späte 18. Jahrhundert hinein undefiniert. Kinder wurden im Lesen und Rechnen unterrichtet, an den Gymnasien in Latein und Altgriechisch. An den Universitäten stand die Entscheidung zwischen den drei berufsqualifizierenden Fakultäten der Theologie, der Jurisprudenz und der Medizin an. Die Naturwissenschaften wurden dagegen im philosophischen Grundstudium abgehandelt, das neben Basiswissen zur Planetenbewegung einen Unterricht in Geographie, Weltgeschichte und den Philologien (mit Spezialisierungen in Hebräisch, Altgriechisch und orientalischen Sprachen) anbot.
Die Naturwissenschaften gediehen in dieser Lage im ersten Schritt als Teilbereich philosophischer Erkenntnistheorie – als Naturerkenntnis – unter privaten Interessen und wurden nicht mehr durch die Inquisition behindert. So galten noch zur Zeit Isaac Newtons biblische Wahrheit und Naturerkenntnis als durchaus vereinbar miteinander, wenn man nur bereit war, einige Aussagen der Bibel als Metaphern zu verstehen. Umgekehrt milderte die Kirche ihre ablehnende Position zu vielen Fragen der Wissenschaften (wie zu den astronomischen Erkenntnissen Galileis und seiner Nachfolger). Philosophen wie René Descartes unterfütterten ihre Aussagen zunehmend mit Erkenntnissen der Naturwissenschaften. Die neuen Wissenschaften gediehen zweitens an wenigen planetarischen Observatorien und in alchemistischen Laboratorien, die von interessierten Landesherren finanziert wurden. Sie gediehen drittens in der Medizin in Anatomieklassen, die zunehmend an Universitäten eingerichtet wurden. Landesherren und Universitäten unterhielten „Wunderkammern“ mit unterschiedlicher Offenheit für Raritäten aus der Natur: Seltene Steine, Fossilien, ausgestopfte Tiere, aufsehenerregende „Monstrositäten“, Missgeburten wurden hier gesammelt. Menagerien sammelten in ähnlicher Absicht die Lebewesen. Systematische Forschung im modernen Sinne blieb unterentwickelt. Die öffentlichen Sammlungen standen oft unter einem Interesse an Wunderbefunden, die als göttliche Zeichen gewertet und geschätzt wurden.
Eine Koppelung zwischen naturwissenschaftlicher Erkenntnis und der Arbeit am technologischen Fortschritt bestand nicht. Naturwissenschaftliche Akademien, die ein staatliches Interesse in die Forschung in Gang setzten, wurden erst im 17. Jahrhundert gebildet. 1635 wurde die Académie française gegründet. Ihr naturwissenschaftliches Projekt erhielt sie 1666 mit der Académie des sciences, sechs Jahre nachdem in London die Royal Society ihre Arbeit aufgenommen hatte, die rasch zur führenden europäischen Institution frühneuzeitlicher naturwissenschaftlicher Forschung aufstieg. Das korrespondierende deutsche Akademieprojekt entwickelte sich aus der 1652 in Schweinfurt gegründete Academia Naturae Curiosorum, deren Namen noch auf das Interesse am Wunderbaren verweist. Die Preußische Akademie der Wissenschaften nahm ihre Arbeit 1700 auf, die Russische Akademie der Wissenschaften 1724 in Sankt Petersburg.
Mit den naturwissenschaftlichen Akademien gewann der internationale Austausch von Befunden und deren Publikation neue Organisationsformen – die Berechnung der Lebenserwartung durch Edmond Halley 1692/93 etwa demonstriert die Wirkungsweise: Das Datenmaterial hatte Caspar Neumann, ein Stadtpfarrer in Breslau, aus Sterberegistern erhoben und Gottfried Wilhelm Leibniz übersandt, der es an die Akademie in London schickte, die wiederum wusste, wer die Daten auswerten konnte. Die Publikation der Daten fand in den Philosophical Transactions, dem von der Royal Society seit 1665 herausgegebenen wissenschaftlichen Journal statt. Mit den Journalen, die seit 1664 von Forschergruppen und Akademien herausgegeben wurden, fanden die bislang dezentral publizierten und nicht konsequent bewerteten Befunde ihr zukunftsweisendes Publikationsmedium. Das Journal des sçavans machte hier 1665 den Anfang (siehe Liste frühmoderner Zeitschriften mit einer Chronologie der Journalgründungen). Die ersten Journale wiesen erhebliche Sektionen für die Publikation naturwissenschaftlicher Befunde und ihre Diskussion auf. Fachzeitschriften übernahmen das Feld, als im 18. Jahrhundert die allgemeinen wissenschaftlichen Zeitschriften sich vermehrt auf den Bereich historischer Schriften ausrichteten. In den Spezialzeitschriften kam im 18. Jahrhundert die Professionalisierung der Naturwissenschaften voran. Einzelne Zeitschriften wie die Breslauischen Sammlungen nutzten das Periodikum als Medium, um laufende Forschung in Beobachtungsserien zu präsentieren. Mit den konsequenten Auswertungen naturwissenschaftlicher Befunde ebbte das Interesse an „Curiositäten“ ab. Für die wissenschaftliche Auswertung interessanter waren Observationen des Normalen, aus denen sich Naturgesetze und statistische Korrelationen ableiten ließen.
In größerer Breite blieben die Naturwissenschaften bis in die 1770er Jahre hinein ein Feld privater Interessen. Forscher wie Antoine Laurent de Lavoisier mussten sich privat finanzieren. In der zweiten Hälfte des 18. Jahrhunderts entwickelte sich hier eine eigene Mode, spektakuläre Experimente, insbesondere mit Elektrizität, in Privatkreisen als aufsehenerregende gesellschaftliche Unterhaltung zu inszenieren. Erst die staatlichen Interessen, die sich in den 1770er und 1780er Jahren an Erfindungen mehrten, mit denen sich ihre Territorien wirtschaftlich entwickeln ließen, veränderten die Position der Naturwissenschaften. In den Naturwissenschaften selbst bereitet sich der Schritt ab Mitte des 17. Jahrhunderts vor. Die Suche nach Curiosa, nach den Zeichen von Wundern wird in Kreisen der hier Forschenden im späten 17. Jahrhundert zunehmend suspekt. Interessanter als Werke, die von Gott oder vom Teufel zeugen könnten, werden Beobachtungen, die sich in Experimenten wiederholen lassen. Aus ihnen lassen sich Naturgesetze ableiten, die sich am Ende für neue Erfindungen nutzen lassen.
Am Ende der Phase der Aufklärung wurde zunehmend deutlich, dass die Naturwissenschaften und eine intellektuelle Religion nicht einfach widerspruchsfrei koexistieren konnten; beide mussten sich künftig in Abgrenzung voneinander definieren.

### Erkenntnistheorie
Im Rückblick entfalteten die Naturwissenschaften der frühen Neuzeit ihren größten Einfluss auf dem Gebiet der Erkenntnistheorie. So ergaben sich die Voraussetzungen zu einer tiefgreifenden Umstrukturierung der Wissenschaften. Die zwei gegnerischen Lager, die die heutige Philosophiegeschichte zwischen Rationalisten und Empiristen aufmacht, sind eher eine rückwirkende Projektion, bei der der Konflikt, der im 19. Jahrhundert zwischen dem deutschen Idealismus und dem englischen Empirismus beziehungsweise dem neuen Materialismus ausgetragen wird, eine Vorgeschichte erhält.
René Descartes und Gottfried Wilhelm Leibniz nehmen in dieser Debatte Positionen zugunsten einer Naturwissenschaft ein, in der das Schließen in Syllogismen legitim bleibt. Aus der Definition Gottes über seine Vollkommenheit werden weitere Schlüsse über die Welt als seine Schöpfung gezogen. Das Verfahren basiert auf einem immensen Vertrauen auf die Vernunft, die in der Logik ihren härtesten Kern findet. Namentlich die englischen Empiristen von John Locke bis zu David Hume distanzierten sich von dieser Grundlage der Erkenntnistheorie. Mit ihren Untersuchungen über den menschlichen Verstand schufen sie eine neue Position in der philosophischen Literatur. Ihr Gegenmodell besagte, dass nichts Gegenstand menschlichen Denkens werden könne, was nicht vorher wahrgenommen worden sei. Die Wissenschaften werden damit auf Beobachtung gestützt, ihre Schlüsse darauf verpflichtet, nichts weiter zu tun, als den Beobachtungen gerecht zu werden. Isaac Newton wird im Verlauf dieser Debatte als derjenige Forscher gefeiert, der aus den bestehenden Daten mit der größten Tragweite auf die Naturgesetze schloss. Ihm gelang die Begründung der naturwissenschaftlichen Optik und mit der Gravitationstheorie jene Theorie, die die von Johannes Kepler formulierten Gesetze erklärte. Alexander Pope würdigte Newton am Ende 1727 mit der Metaphorik der neuen Epoche:

„Nature and nature's laws lay hid in night;

God said ‚Let Newton be‘ and all was light.“

Rationalisten und Empiristen vereint im Rückblick die Entscheidung, Wissen von der Bibel und allen schriftlichen Überlieferungen loszulösen und einem ausschließlich vernunftbasierten Diskurs auszusetzen. Dem liegt die Theorie zugrunde, dass es keinen Konflikt zwischen einer auf Sinnesdaten gestützten Erkenntnis und vernünftigem Nachdenken geben könne. Versuche, das rationale, vernünftige Nachdenken und eine auf Sinnesdaten gestützte Forschung erkenntnistheoretisch zu harmonisieren, durchlaufen das 18. Jahrhundert. Kants Formel: „Gedanken ohne Inhalt sind leer, Anschauungen ohne Begriffe sind blind.“ (KrV B 75) ist charakteristisch für diese Versuche. Der erkenntnistheoretische Beitrag der Aufklärungsdebatte gewann mit der Wende ins 19. Jahrhundert und der Säkularisation an Bedeutung. Nationalstaaten, die die Naturwissenschaften zu den modernen Wissenschaften par excellence erhoben, trennten sich am Ende endgültig vom alten Wissenschaftsgefüge, in dem die Theologie die oberste Autorität war.

### Ökonomie und neue Fakultäten

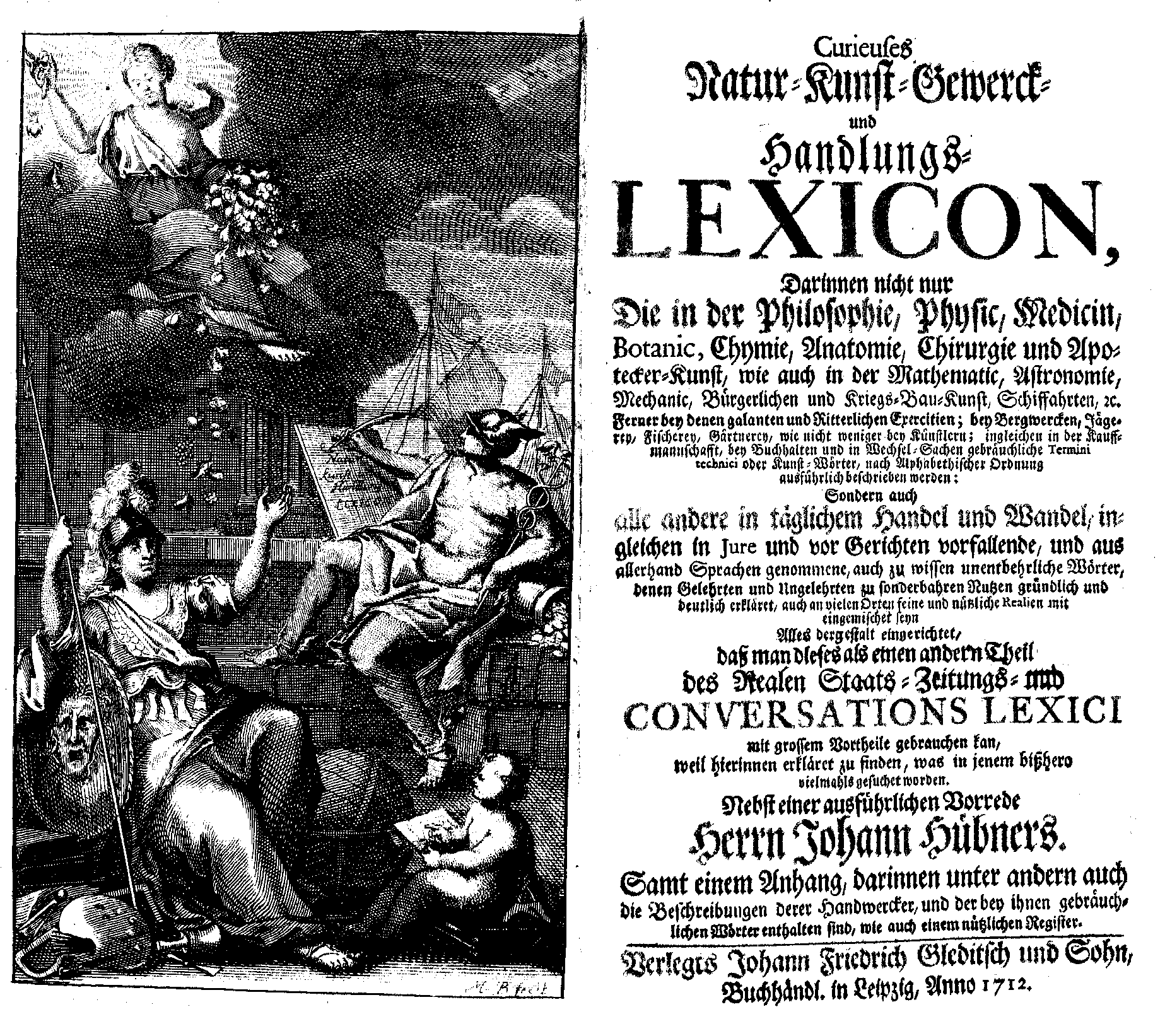
Das moderne Konversationslexikon konzentriert sich auf das Wissen zur gegenwärtigen Welt, Kupfer mit Aufklärungsemblematik

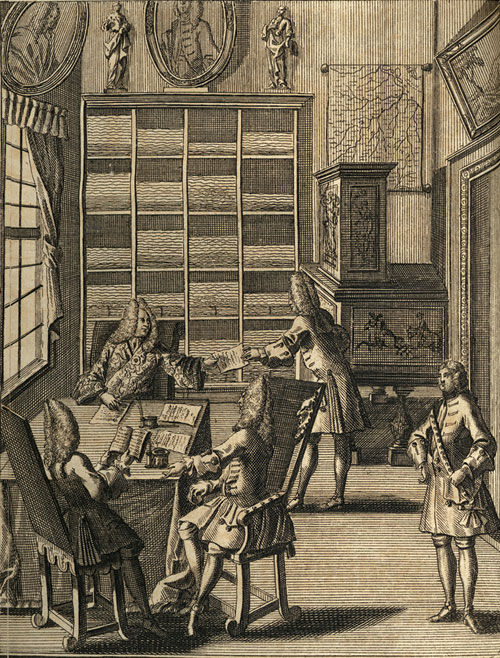
Moderne Bürokratie und Verwaltung. Illustration zu J. B. v. Rohrs Nöthiger und nützlicher Vorrath, 1719

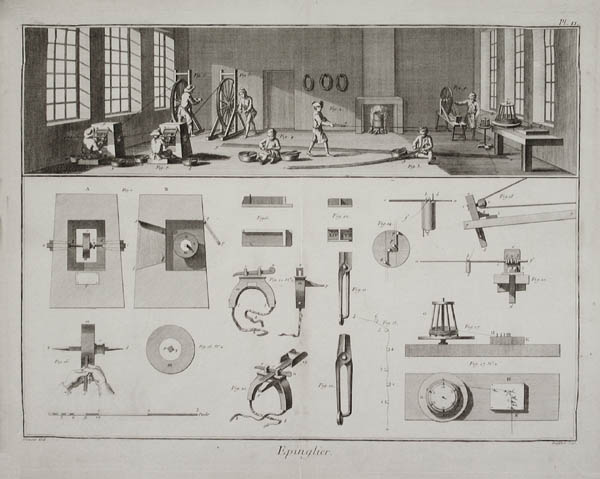
Kupfer zur Nadelfabrikation (unter Kinderarbeit) aus Diderot's Encyclopédie, 1762

Zwei Entwicklungen sprengten in der zweiten Hälfte des 18. Jahrhunderts das Gefüge der Wissenschaften mit seinen vier Fakultäten. Erstens mussten moderne praktische Wissenschaften rund um die Ökonomie in den Lehrbetrieb integriert werden. Zweitens gewann die Öffentlichkeit in der Belletristik mit den 1750er Jahren einen neuen zentralen Debattengegenstand auf den sich die Geisteswissenschaften am Ende neu ausrichteten.
Die erste Entwicklung ließ sich zu Beginn des 18. Jahrhunderts mitsamt ihren Konsequenzen absehen: Das Wissen hatte sich flexibilisiert, es lag jetzt mit einem unüberschaubaren Forschungsstand vor statt in systematisch gefügten Büchern, die die Welt abbildeten. Als publizierbare Marktware fand das Wissen Interesse weit außerhalb der universitären Wissenschaften. Die neuen Leser gerieten ohne Schulung in scholastischer Wissensgliederung an die Bücher und verlangten den direkten Zugriff auf Informationen. Johann Hübner beschrieb die Revolution in der Vorrede des Curieusen Natur-Kunst-Gewerck- und Handlungslexicons, das 1712 genau dies anbot: das moderne praktische Wissen aus Naturwissenschaften, Technik („Kunst“) und Wirtschaft („Handlung“):

„Vor Alters waren nur wenige Wissenschafften, und die waren auch nicht sonderlich ausgeführet: Es studirten auch wenige Leute, die begnügten sich, wenn sie eine oder die andere Disciplin ex professo verstunden; und die übrigen alle begehrten den Gelehrten nicht ins Handwerck zu fallen. […] Aber seit ohngefehr fünfftzig Jahren, ist erstlich die Anzahl der Wissenschaften gar sehr vermehret worden, daß man die Professiones auf Universitäten zum wenigsten dupliren müste, wenn eine iedwede Disciplin besonders solte dociret werden. […] daß man die alten Physici, Mathematici, und Historici, wenn sie heute wieder auffstünden […] nur vor schlechte Anfänger, paßiren würde. […] Daher es auch kommen ist, daß viel geringe Wissenschafften, die man sonst den Mechanicis überlassen hat, nunmehro von Literatis getrieben werden. Und endlich führet das ietzige Seculum eine solche Curiosität bey sich, daß ein iedweder alles; oder doch zum wenigsten von allem etwas wissen will. So viel Lehr-begierige Leute nun konten zu ihrem Zwecke nicht gelangen, so lange die Lateinische Sprache das MONOPOLIUM hatte, daß sie allein mit gelehrigen Sachen handeln durffte. […] Es haben demnach die Deutschen, nach dem Exempel anderer Nationen nicht geruhet, biß nunmehro fast alle Wissenschafften in die Mutter-Sprache dieser cultivirten Nation sind übersetzet worden. Darnach war ihnen die Systematische Methode viel zu weitläufftig, zu langweilig und zu verdrießlich: sonderlich um dieselbe Zeit, da man den Kern der wahren Weißheit nicht zu kosten kriegte, wenn man nicht vorhero die Metaphysischen Schalen, darinnen sie verborgen lag, mit Kopff-brechender Arbeit auffgemacht hatte. Es wurde aber auch diese Seite endlich zerrissen.“

Der Lexikonmarkt explodierte wie derjenige der Journale seit den 1660er Jahren. Nicht Großprojekte kamen hier auf den Markt, sondern vor allem Bücher zum Nachschlagen im Alltag. Die erste Generation dieser Werke sammelte bloß. Die zweite setzte mit Pierre Bayles Dictionnaire historique et critique in den 1690er Jahren ein: Es musste zum einen darum gehen, das historische Wissen kritisch zu bereinigen. Zum anderen schlug die Stunde für Werke, die sich dem praktischen Leben zuwandten und alltagstaugliche Informationen aufboten: das Wissen, über das Zeitungsleser verfügen mussten. „Universal-Lexica“ folgten ab den 1730er Jahren. Das große Projekt modernen Wissens der Aufklärung entstand mit der Encyclopédie ou Dictionnaire raisonné des sciences, des arts et des métiers, organisiert von Denis Diderot, Jean Baptiste le Rond d’Alembert unter der Mitarbeit von 142 Autoren und Kupferstechern, die den Stand der Technik festhielten.
Auf dem Buchmarkt hatten Autoren wie – in Deutschland – Julius Bernhard von Rohr und Paul Jacob Marperger den Schritt in die Wissenschaft getan, die sich der Zivilisation der Moderne in ihren Technologien und praktischen Organisationsformen zuwandte. Marperger veröffentlichte Handbücher zum bargeldlosen Zahlungsverkehr, den Handelsmessen, der Kunst der privaten Keller und Küchenführung. Rohr publizierte eine Compendieuse Haushaltungs-Bibliothek (1716), eine Einleitung zur Staatsklugheit (1718) einen Nöthigen und nützlichen Vorrath von allerhand auserlesenen Contracten, Verträgen, Recessen, Bestallungen […] und andern dergleichen Concepten, Die sowol bey der Hauß-Wirthschafft Ueberhaupt Als insonderheit bey dem Acker-Bau, der Vieh-Zucht, Jagd- und Forst-Sachen, Wasser und Fischereyen, Bierbrauen, Weinbau, Bergwercken […] vorzufallen pflegen (1719). Das Faszinierende an diesen Büchern wie an den Anleitungen aller Handwerke, die auf den Markt kamen, war die neue Offenheit für das Alltagswissen. Die Herausgeber der Deutschen Acta Eruditorum fragten nach dem Nutzen des modernen Nutzbaren, galanten und curiösen Frauenzimmer-Lexicons, das 1715 auf den Markt kam, und das erfasste, was jeder wissen konnte, der in einem Haus wohnte.
In einem ersten Schritt drang die Wissenschaft in den Alltag vor, im zweiten setzten Mitte des 18. Jahrhunderts Publikationen mit gezielten Verbesserungsvorschlägen ein. Was mit den alten Wissenschaften zuvor geschehen war, dass sie einen aktuellen Forschungsstand hervorbrachten, geschah Mitte des 18. Jahrhunderts mit allen Lebensbereichen, in die die Wissenschaften eindrangen: Sie wurden Gegenstand neuer Fachdebatten. Die Ökonomie, die Haushaltungskunst kam aus dem Alltag und wuchs zur Kunst, moderne Wirtschaftssysteme zu betreiben. Erste Ideen stammen von den Physiokraten, die den Ursprung allen Wertes in der Landwirtschaft sahen. Diese Theorie wurde von Richard Cantillon formuliert und von Francois Quesnay mit dem Tableau économique ausgebaut. Theorie und Praxis wurden eng aneinander gebunden, etwa bei Anne Robert Jacques Turgot. In den 1770er Jahren begründete Adam Smith mit seinem Buch An Inquiry into the Nature and Causes of the Wealth of Nations die Klassische Nationalökonomie. An Smith anknüpfend entwickelte Jean-Baptiste Say das Saysches Theorem, das erste Prinzip, das einen funktionalen Zusammenhang zwischen den volkswirtschaftlichen Größen Angebot und Nachfrage herstellte.
Moderne Universitäten erhielten die Strukturen, in denen Wissen zur Entwicklung von Nationen gebildet und unterrichtet werden konnte. Der Boden für die Industrialisierung wurde hier ab den 1770er Jahren vorbereitet.

### Industriell angewandte Forschung

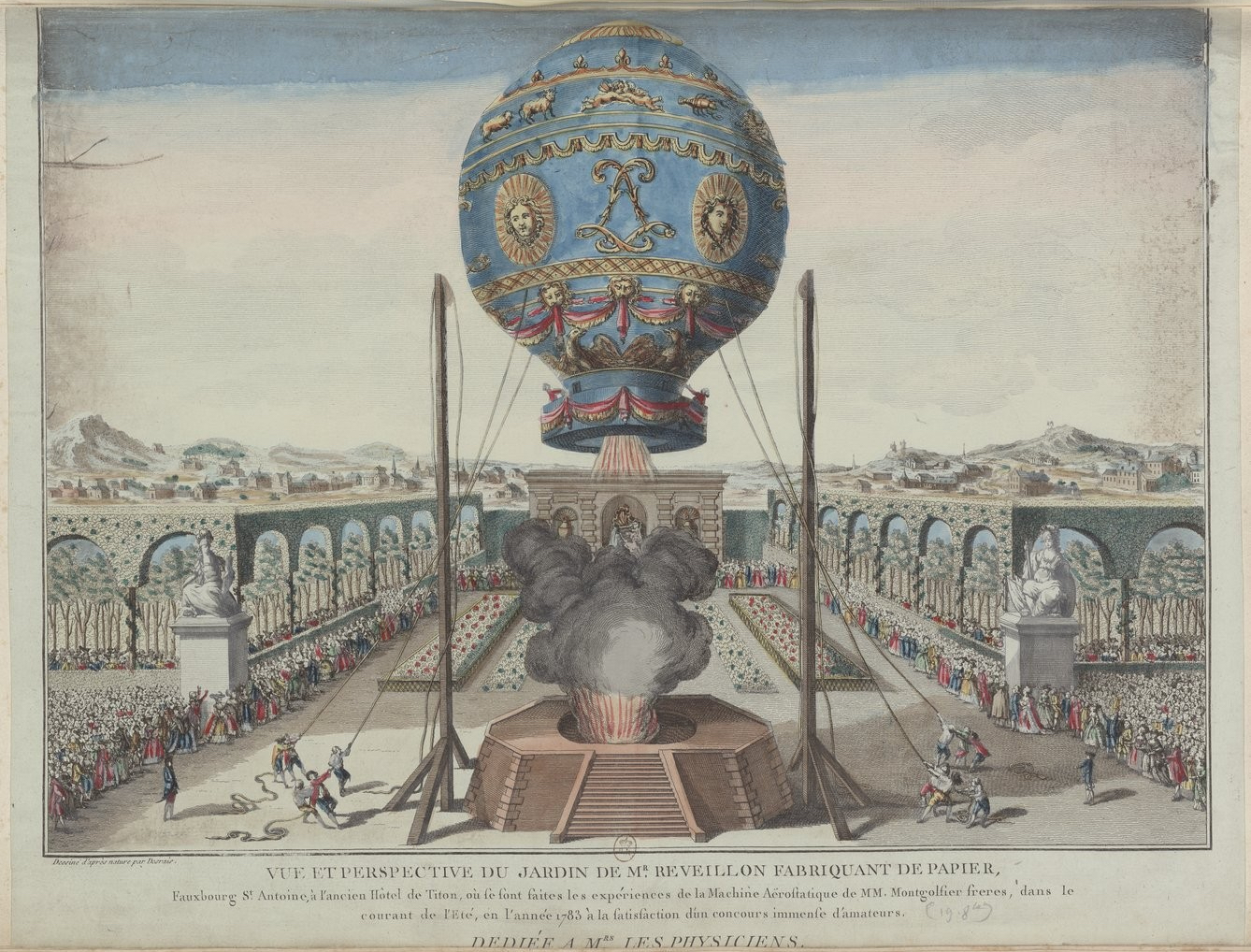
Montgolfière am 19. Oktober 1783

Einzelne Schritte, naturwissenschaftliche Forschung im Sinne eines Fortschrittsprojekts zu nutzen und zu fördern, lassen sich in das 17. Jahrhundert zurückverfolgen. Die Royal Society publizierte Forschungsaufrufe wie die an Seeleute gerichtete Aufforderung, Beobachtungen zu sammeln, die die wissenschaftliche Institution auswerten würde. Das britische Parlament eröffnete 1714 mit dem Longitude Act einen Wettbewerb, der das Problem der Längengradbestimmung lösen sollte. Auch hier sprach zukunftsweisend ein wirtschaftliches Interesse an einer Verbesserung der Navigation für eine naturwissenschaftlich-technische Forschung.
Klarer wurde der Nutzen naturwissenschaftlicher Forschung erst in den 1760er Jahren, als man erkannte, dass mit den neuen wissenschaftlichen Bestrebungen die Wirtschaftskraft des eigenen Landes gefördert werden konnte. Eine systematische Erforschung und Erprobung von Technologien, die sich industriell nutzen ließen, setzte ein. Für die Epochenchronologie ist symptomatisch, dass Thomas Newcomen zwar 1712 eine erste Dampfmaschine in Betrieb brachte, die das Wasser aus den immer tiefer abgeteuften Bergwerksschächten abpumpen konnte, dass diese Erfindung jedoch keine Nutzung der Dampfkraft als Antriebskraft für andere Maschinen nach sich zog, da genügend Arbeitskräfte zur Verfügung standen. Der Wirkungsgrad der von Newcomen konstruierten Maschine betrug 0,5 Prozent. Erst 1764 erhielt James Watt den Auftrag, eine solche Dampfmaschine zu verbessern; ihm gelang dabei bis 1769 eine Reduktion des Energiebedarfs um 60 Prozent. An seiner Maschine entstand wenig später europaweit Interesse, da es möglich erschien, sie nicht nur für stationäre Pumpen zu nutzen. 1783 wurde das erste Dampfschiff erprobt. Die erste, zunächst noch mit Muskelkraft angetriebene Spinnmaschine wurde 1764 in Betrieb genommen, der industrielle Einsatz erfolgte hier 1769. Den ersten vollmechanischen Webstuhl patentierte Edmond Cartwright 1785; seit 1788 wurde er mit Dampf angetrieben. Doch blieb die menschliche Antriebskraft in der Textilindustrie – meist wurden hierfür Frauen und Kinder eingesetzt – aus Kostengründen weit verbreitet. Der erste bemannte Heißluftballon wurde 1783 von den Brüdern Montgolfier vorgeführt. Der erste gusseiserne Pflug kam 1785 in die Produktion, ein Indikator für die beginnende Mechanisierung der Landwirtschaft.
Allerdings wurden die technischen Innovationen dieser Zeit noch nicht von Wissenschaftlern hervorgebracht. Meist waren es Autodidakten, Handwerker oder Unternehmer, die mit neuen Techniken experimentierten und sie für die Arbeit nutzbar machten. Erst um 1770 kam eine Diskussion über den Zusammenhang zwischen neuen Wissenschaften und technischem Fortschritt auf, mit welcher sich wachsende öffentliche Hoffnungen auf ein von Naturwissenschaften bestimmtes Zeitalter verbanden.

### Geschichtswissenschaft

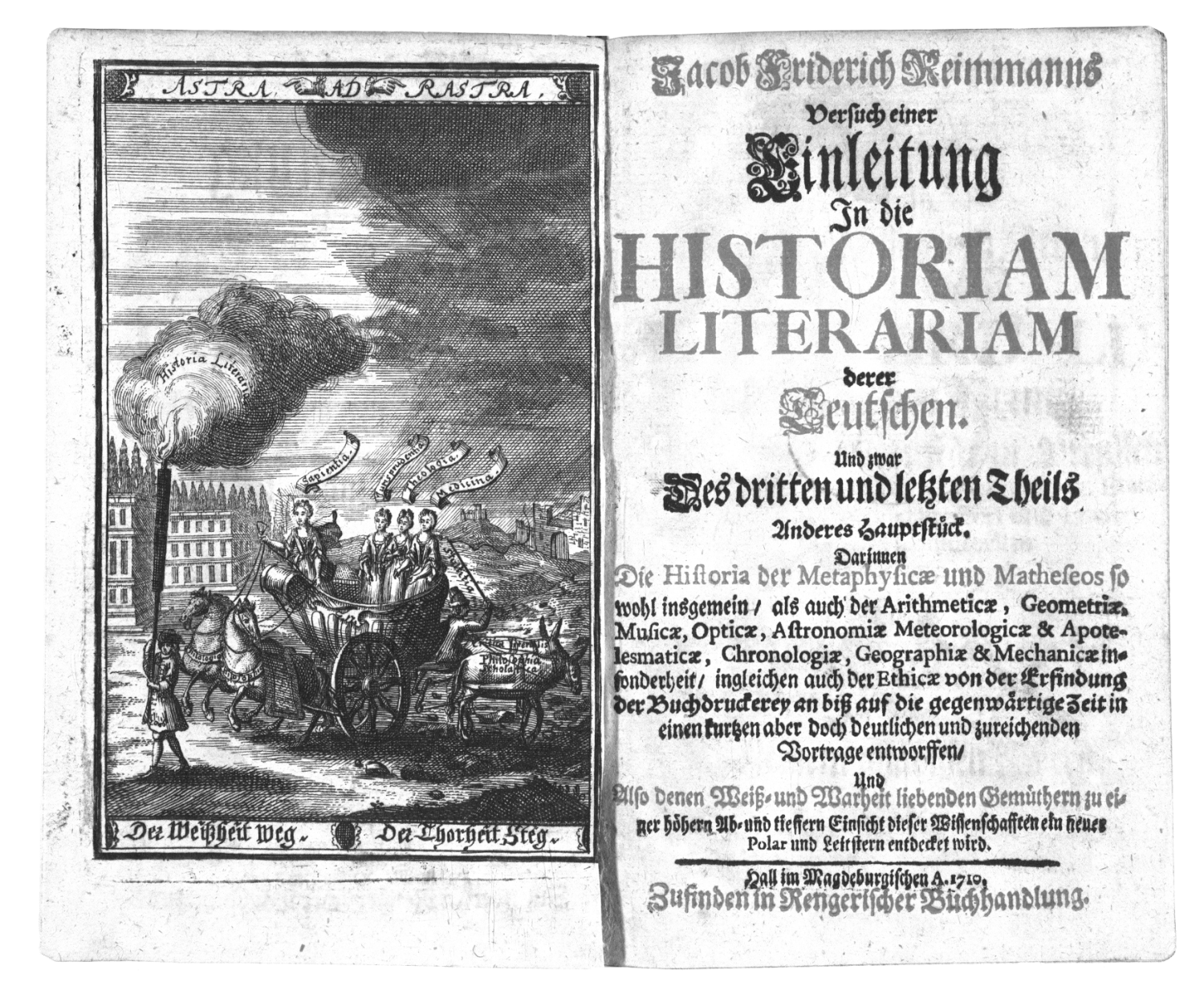
Polemisches Kupfer von 1710: Die Wissenschaften der Theologie, Jurisprudenz und Medizin haben die Wahl, der Torheit der Scholastik in eine düstere Zeit zu folgen oder der Wissenschaftsgeschichte, der Historia Literaria, die das Licht der Erkenntnis verbreitet.

Aus der Sicht des 17. und 18. Jahrhunderts erschien die Geschichte als das Feld der großen wissenschaftlichen Neuerungen. Das hat nur zum Teil mit neuen historischen Erkenntnissen zu tun – die Geschichtswissenschaft blieb konservativ in ihrer Ausrichtung auf überliefertes Textwissen. Es hat mehr mit dem Geschichtsbegriff zu tun, der umfassender war. Die gesamte Forschung entwickelte sich, so die Wahrnehmung vieler Forscher um 1700 mit dem Buchdruck zu einer historischen Auseinandersetzung. Unser Weltverständnis wandelte sich vom glaubensgestützten zu einem neuen historischen flexiblen, so die verbreitete Wahrnehmung.

#### Biblisch orientierte Zeitrechnung
In den Eckdaten blieb die Geschichtswissenschaft der frühen Neuzeit dem Wissen der Bibel verpflichtet. Die Weltschöpfung wurde von Philosophen wie John Locke im Konsens aller Theologie wie mit dem Lesern der aktuellen alltäglichen Kalender auf das Jahr 3950 v. Chr. angesetzt. Die Sintflut sollte im Jahr 2501 v. Chr. stattgefunden haben. Alle gegenwärtige menschliche Kultur musste danach entstanden sein. Noahs Söhne besiedelten die Welt, sie und ihre Kinder gründeten die bestehenden Nationen.
Werner Krauss notierte 1978 die Gründe, aus denen heraus gerade die europäischen Aufklärer die kurze biblische Historie für attraktiv erachteten. Man mied mit dieser Geschichte mythische Epochen. Es war gerade vernunftbasiert, wenn in ihr Adam noch am ersten Tag seiner Existenz die menschliche Sprache erfand und sich die Erde in einem konzertierten Zivilisationsprojekt sofort Untertan machte. Wenn einzelne Eternalisten unter den Philosophen davon ausgingen, dass die Erde ewig bestand, so konnten sie nicht erklären, warum der Globus nicht von menschlichen Bauwerken aus ewigen Zeiten überzogen war. Alle Aufklärer gingen davon aus, dass der Mensch als vernunftbegabtes Lebewesen jede Erfindung jederzeit machen könne. John Locke erklärte, dass Erfindungen nichts anderes als Zusammensetzungen von sinnlichen Wahrnehmungen seien. Von der Zukunft erwarteten die meisten Aufklärer unter derselben Prämisse keine bedeutenderen Erfindungen mehr. In den 1730er Jahren konnte man feststellen, dass man seit den 1670er Jahren nichts technisch Revolutionäres mehr erfunden hatte. Das legte nahe, dass sich von nun an allenfalls Perückenmoden und politische Allianzen noch ändern würden.
Kritik am biblischen Geschichtswissen blieb rar und punktuell. Man zweifelte um 1700 daran, dass die ganze Welt an der babylonischen Sprachverwirrung – kurz nach der Sintflut – teil hatte. Namentlich für die nordeuropäischen Sprachen schien das ein schlechtes Erklärungsmodell. Einzelne Forscher vermuteten alternativ, dass sich im Deutschen, Niederländischen oder Schwedischen die alte adamitische Sprache bewahrt hatte, deren erste Vertreter nicht mehr in Babel anwesend waren. Brüchig wurde der biblische historische Rahmen in Europa erst Ende des 18. Jahrhunderts.

#### Fachzeitschriften

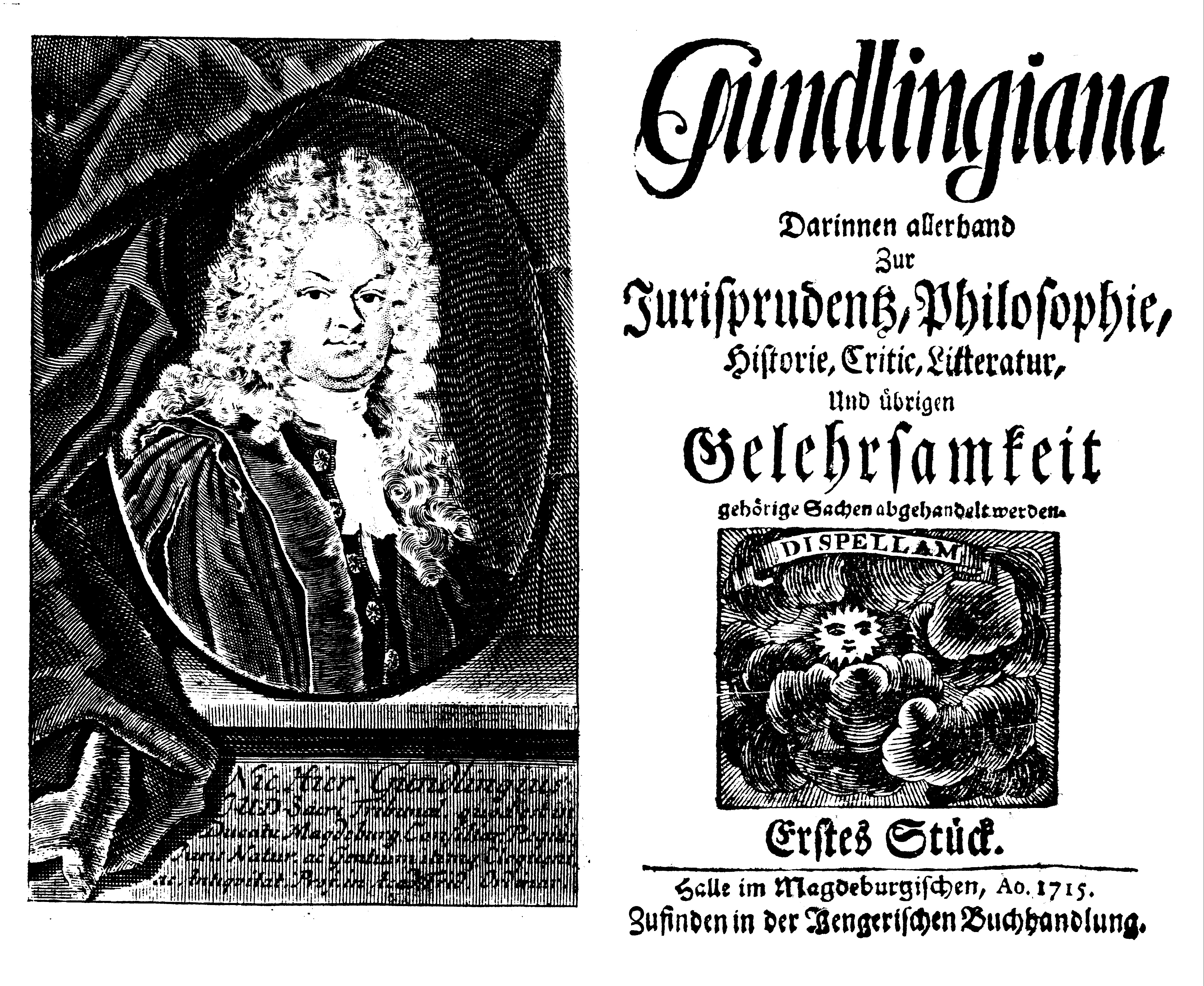
Wissenschaftliche Zeitschrift als Marktbeobachtung und frühmoderner Blog, erste Nr. der Gundlingiana (1715), Titel mit „Dispellam-“ (ich vertreibe die Finsternis) Aufklärungsemblem

Die große Errungenschaft war für Wissenschaftler des 17. und 18. Jahrhunderts die Umwandlung der Forschung in eine diskursive historische. Die erste Nummer der Deutschen Acta Eruditorum (wörtlich „Deutsche Leistungen der Gebildeten“), einer Zeitschrift, die wissenschaftliche Publikationen aus allen Fachbereichen rezensierte, eröffnete 1712 mit dem Rückblick auf diese wissenschaftliche Revolution:

„ES haben die Studien, wie alle Dinge in der Welt, die in der menschlichen Willkühr allein beruhen, ihre Mode. Solches wäre leicht durch alle Secula [Jahrhunderte] zu erweisen, wenn es unser Zweck litte diese Materie weitläuffig vorzustellen. Wenn wir aber keinen gar zu alten Beweis suchen wollen, so wird fast iederman wissen, wie sehr man sich vor einiger Zeit auf Universitäten geweigert, der neuen Philosophie Platz zu geben, welches hauptsächlich daher gekommen, weil die Aristotelische und Scholastische durchgehends Mode war. Bey unsern Zeiten will es fast schwer werden, einer Disciplin die Herrschafft zuzueignen, nachdem man anietzo alle nützliche Wissenschafften so ziemlich treibet […]. Doch scheinet es, als wenn vor allen die Historie noch einiges Übergewichte gewonnen, welches die so häuffigen Historischen Schrifften bestätigen. Und zu dieser Classe sind unstreitig auch die sogenannten Journale zu rechnen, worinnen man mit Auszügen aus allerhand Büchern und überhaupt mit Nachrichten von der Litteratur [dem Feld der Wissenschaften] versehen wird.“

Der Geschichtsbegriff der frühen Neuzeit ist breiter als der des 19. Jahrhunderts. Jede Form der Berichterstattung ist hier Geschichte. Journale, in denen wissenschaftliche Bücher rezensiert werden, sind Wissenschaftsgeschichtsschreibung, Historia Literaria im Wortsinn des 17. und 18. Jahrhunderts. Die Historia Literaria selbst ist dabei die neue zentrale Wissenschaft, da alle Wissenschaften nun im Blick auf neue Erkenntnisse gegenüber alten historisch betrieben werden.
Die große Revolution des Wissenschaftsbetriebs, auf die man um 1700 zurücksah, setzte mit dem Buchdruck ein. Gedruckte Bücher waren, anders als Handschriften, öffentlich. Forscher konnten sich auf sie unter der Prämisse beziehen, dass jeder Forscher Angaben zu gedruckten Büchern überprüfen konnte. Man konnte diese Bücher frei erwerben, sie gingen als identische Kopien an Bibliotheken in aller Welt. Mit dem gedruckten Buch entstand die Vorstellung der „res publica literaria“, der Republik der Gelehrsamkeit, die die Wissenschaften verfolgt und sich über sie austauscht. In den 1560er Jahren erschienen die ersten Kataloge der laufend gedruckten Bücher. Wissenschaftler mussten von nun an den gesamten Markt verfolgen und neue Publikationen gegenüber bestehenden rechtfertigen. Ein wachsender brieflicher Informationsaustausch durchzog die res publica literaria. Man versuchte, unter der Hand zu erfahren, wie Korrespondenzpartner öffentlich kursierende Bücher einschätzten. Die wissenschaftlichen Akademien, die ab den 1630er Jahren gegründet wurden, gaben diesem Austausch institutionelle Zentren.
Die Einrichtung wissenschaftlicher Journale in den 1660er Jahren brachte das bis heute zentrale Medium des wissenschaftlichen Publizierens auf den Markt. Mit den neuen Zeitschriften, die Bücher rezensierten, entstand ein kontinuierlicher sekundärer Diskurs, „Sekundärliteratur“, die sich mit den Wissenschaften fortlaufend kritisch auseinandersetzte. Dieser Markt explodierte ab den 1690er Jahren mit dem Aufkommen neuer sehr subjektiver Journale, in denen einzelne Gelehrte ihre persönliche Perspektive zu Wissen der Wissenschaften laufend aktuell anboten und dabei Publikumsbindungen schufen. (Journale des frühen 18. Jahrhunderts wie die von Nicolaus Hieronymus Gundling herausgegebenen Gundlingiana entwickelten sich ähnlich wie die Blogs im Internet in einem zweiten Schub persönlich betriebener Medien).
Ab 1716 ließ sich der Markt der Journale nicht mehr überschauen. Die Wissenschaften hatten in ihrer ganzen Breite den Schritt zur Auseinandersetzung mit dem aktuellen Forschungsstand getan. Wissen wurde nicht länger als geordnet wie der Kosmos Gottes erfahren – man arbeitete nicht länger an großen systematischen Werken. Wissen erschien vielmehr kurzlebig und Moden unterworfen. Im Verlauf des 18. Jahrhunderts änderte sich diese Wahrnehmung schrittweise: Die zukunftweisende Erkenntnis war, dass Wissen nicht Moden folgte, sondern einem geheimen Fortschrittsprojekt.

#### Pyrrhonismus
Der große Unterschied zwischen der Geschichtsschreibung der frühen Neuzeit und der ihr folgenden des 19. und 20. Jahrhunderts liegt zum einen im neuen kritischen Umgang mit der schriftlichen Überlieferung und zum anderen in der Frage nach Entwicklungsmodellen.
Die Geschichtswissenschaft des 17. Jahrhunderts ist in weiten Bereichen auf die Sammlung von Daten ausgerichtet. Das Kuriose und das Wunderbare gewinnen hier einen ähnlichen Stellenwert wie in den Wunderkammern. Die Kritik setzt hier gleichzeitig ein wie in den Naturwissenschaften. Man sucht ab den 1670er Jahren zunehmend nach einer Geschichtswissenschaft, die die Dokumentenlage rational erklärt und das Fiktionale aussondert. Mit der Diskussion um den Historischen Pyrrhonismus setzt in den 1680er Jahren eine Fundamentalkritik an allen schlicht Sammelnden und zusammenschreibenden Geschichtswerken ein. Autoren wie Pierre Bayle versuchen Kriterien zu etablieren, nach denen sich irrige und fiktionale Überlieferungen aus der Geschichtsschreibung ausschließen lassen (hier besteht keine Möglichkeit des Experiments, mit der man etwa einen König Artus als Helden mittelalterlicher Epen entlarven und aus der Geschichtsschreibung ausschließen kann). Das erkenntnistheoretische Problem wird am Ende nicht gelöst, die Geschichtsschreibung als ganze jedoch umgeformt von einem Projekt, das moralisch belehren soll zu einer Wissenschaft, die die Bedeutung von Dokumenten befragen soll.

#### Kulturgeschichte
Einen zweiten Schritt tut die Geschichtsschreibung Mitte des 18. Jahrhunderts mit der Suche nach Modellen kultureller Entwicklung. Das alte Modell, nachdem jeder Mensch theoretisch eine Kultur erfinden kann wie die ersten Menschen dies kurz nach der Schöpfung taten, weicht neuen Modellen, die nach Faktoren kultureller Entwicklungen suchen. Klima und Rasse werden hier im 18. Jahrhundert zunehmend diskutiert. Entwicklungsverläufe interessieren in Werken wie Isaak Iselins Die Philosophischen Muthmaßungen über die Geschichte der Menschheit (1764), Henry Home Kames’ Sketches of the History of Man (1774) und Edward Gibbons religions- und kulturkritischer Studie Verfall und Untergang des Römischen Imperiums (1776). Die Geschichte wird in den 1760er Jahren zum Ort gesellschaftstheoretischer Diskussionen – bahnbrechend etwa mit Adam Fergusons Abhandlung über die Geschichte der bürgerlichen Gesellschaft (1767) und in John Millars Vom Ursprung des Unterschieds in den Rangordnungen und Ständen der Gesellschaft (1771). Eine eigene Theoriedebatte eröffnet mit den neuen Ansätzen. Bekannt ist hier nach wie vor Friedrich Schillers Vorlesung Was heißt und zu welchem Ende studiert man Universalgeschichte? (1790).
Vorbereitet fand sich hier am Ende die moderne Geschichtsdiskussion, die von den Nationen des 19. und 20. Jahrhunderts als Plattform genutzt wird, auf der öffentliche Kontroversen über die historische Verortung und historische Verantwortung ausgetragen werden.

## Kunst
Gegenüber den Wissenschaften (französisch den „lettres“, lateinisch der „Literatur“) und den Künsten (den „artes“ als dem Bereich technischer Erfindungen) emanzipierten sich im Lauf des 17. Jahrhunderts die zwei komplementären Märkte und Bildungsgegenstände der „belles lettres“, wörtlich der „schönen Wissenschaften“ und der „beaux arts“, der „schönen Künste“.
Beide Felder zogen im Lauf des 17. Jahrhunderts noch erhebliche Kritik der wissenschaftlichen Beobachter auf sich als letztlich eher kommerzielle und von internationalen Moden regierte Bereiche. Im Lauf des 18. Jahrhunderts gewinnt diese wissenschaftliche, mit der Aufklärung argumentierende Kritik für die neuen Bereiche populärerer Bildungsgegenstände – für Romane, Dramen und Gedichte, Bilder und Kompositionen – zunehmend an Bedeutung, das zeigt sich vor allem in den wissenschaftlichen Rezensionsorganen, die sich im 18. Jahrhundert speziell auf die schöne Literatur und die schönen Künste ausrichten. Autoren und Künstler, die Romane, Dramen, Memoires, Musik, Gemälde, Architektur hervorbringen, zeigen sich unter der neuen Kritik im 18. Jahrhundert zunehmend bereit, auf sie einzugehen. Eine eigene, sich neuen Diskussionen stellende Kunst entsteht dabei auf all diesen Gebieten.
Aus den belles lettres, den Bildungsgegenständen des internationalen eleganten Buchmarkts, wird am Ende des Reformprozesses die Literatur im heutigen Wortsinn als Feld der kunstvoll verfassten Schriften. Dabei spielen Roman und Essay eine besondere Rolle. Aus den beaux arts, den schönen Künsten werden die heutige bildende Kunst und die Bereiche der Kunst in Musik und Tanz. Im kritischen Prozess verändern dabei vor allem die Oper und der Roman ihren Ort: Die Oper wird ab den 1730er Jahren aus der Poesie ausgegliedert und primär der Musik zugeordnet. Der Roman wird auf der anderen Seite aus dem Feld der Historien in das Feld der poetischen Gattungen überführt und auf Qualitäten von Kunst verpflichtet.
Die Diskussionsschübe, die die belles lettres und die schönen Künste erfassen, gewinnen in den 1690er Jahren eine deutliche auf die Moral ausgerichtete Komponente. Im Lauf des 18. Jahrhunderts drängt sich eine Diskussion, um die Kunst in der Vordergrund, aus der in den 1760er Jahren die Debatte um die Ästhetik hervorgeht, die in der modernen Literatur- und Kunsttheorie fortbesteht.

### Theater

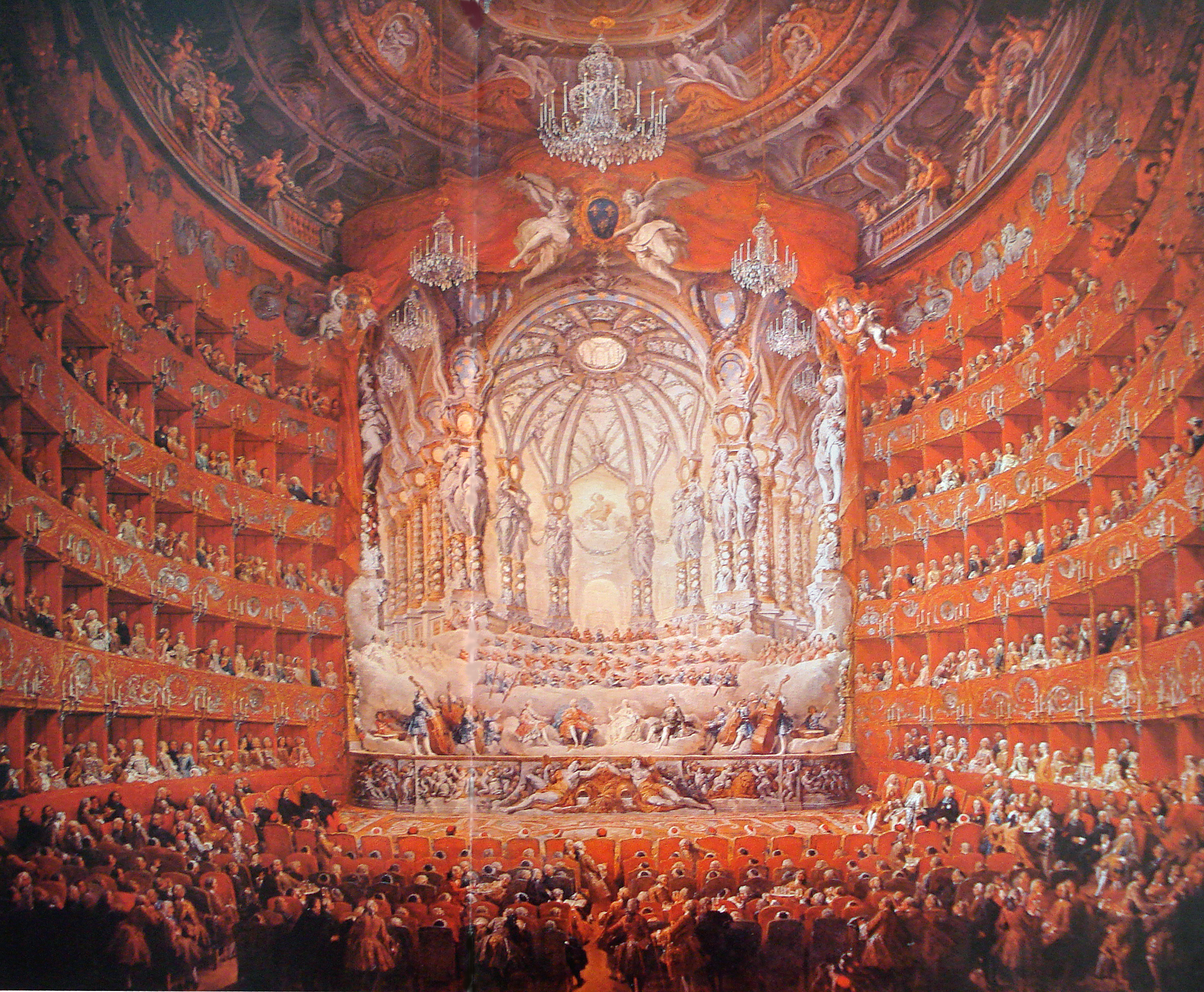
Italienische Opernaufführung anlässlich der Heirat des Dauphins mit Maria Josepha von Sachsen (1731–1767) in Rom 1747

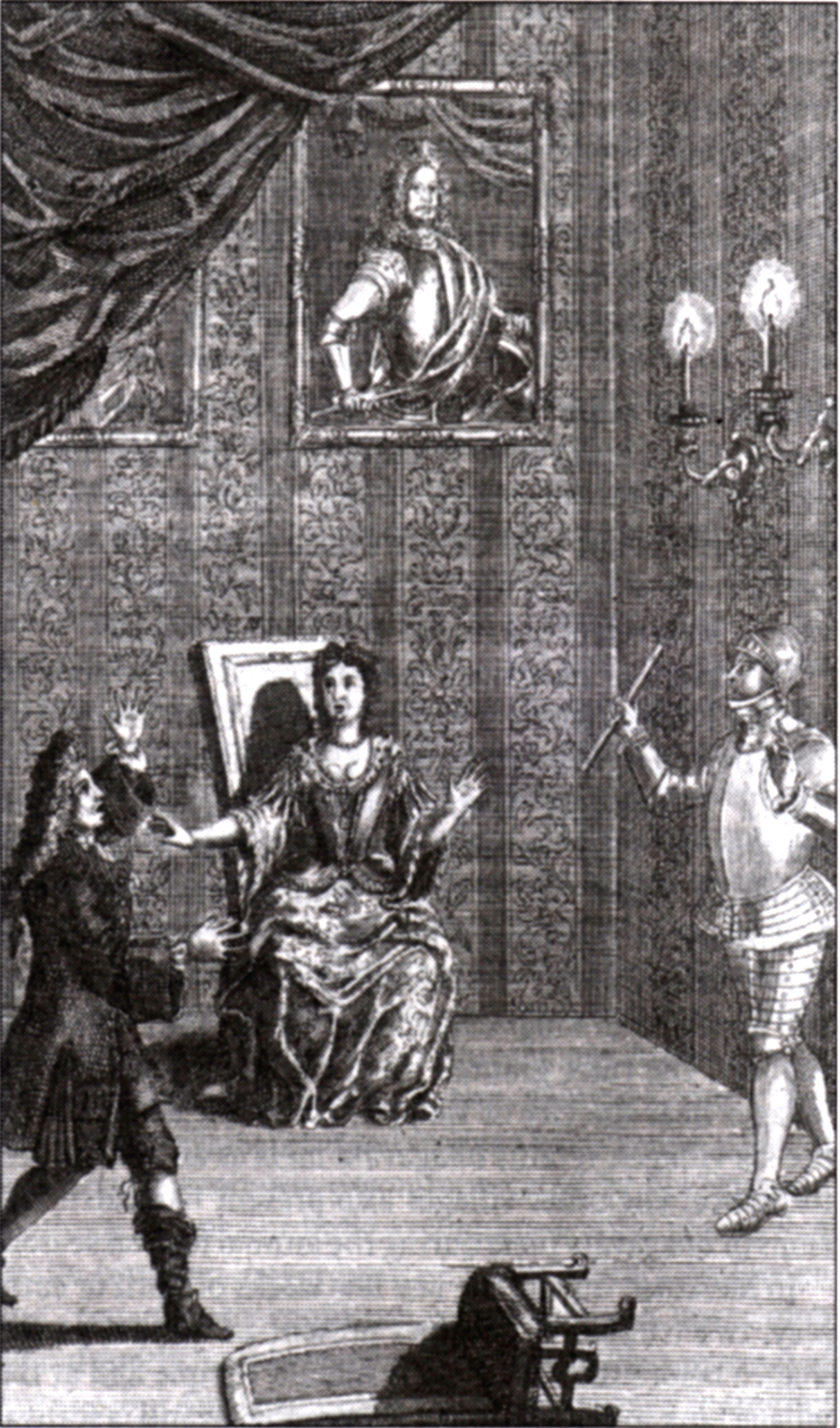
Shakespeares Hamlet, 1709 aufgeführt, obwohl die Wiederentdeckung Shakespeares gewöhnlich erst dem späteren 18. Jahrhundert zugeschrieben wird.

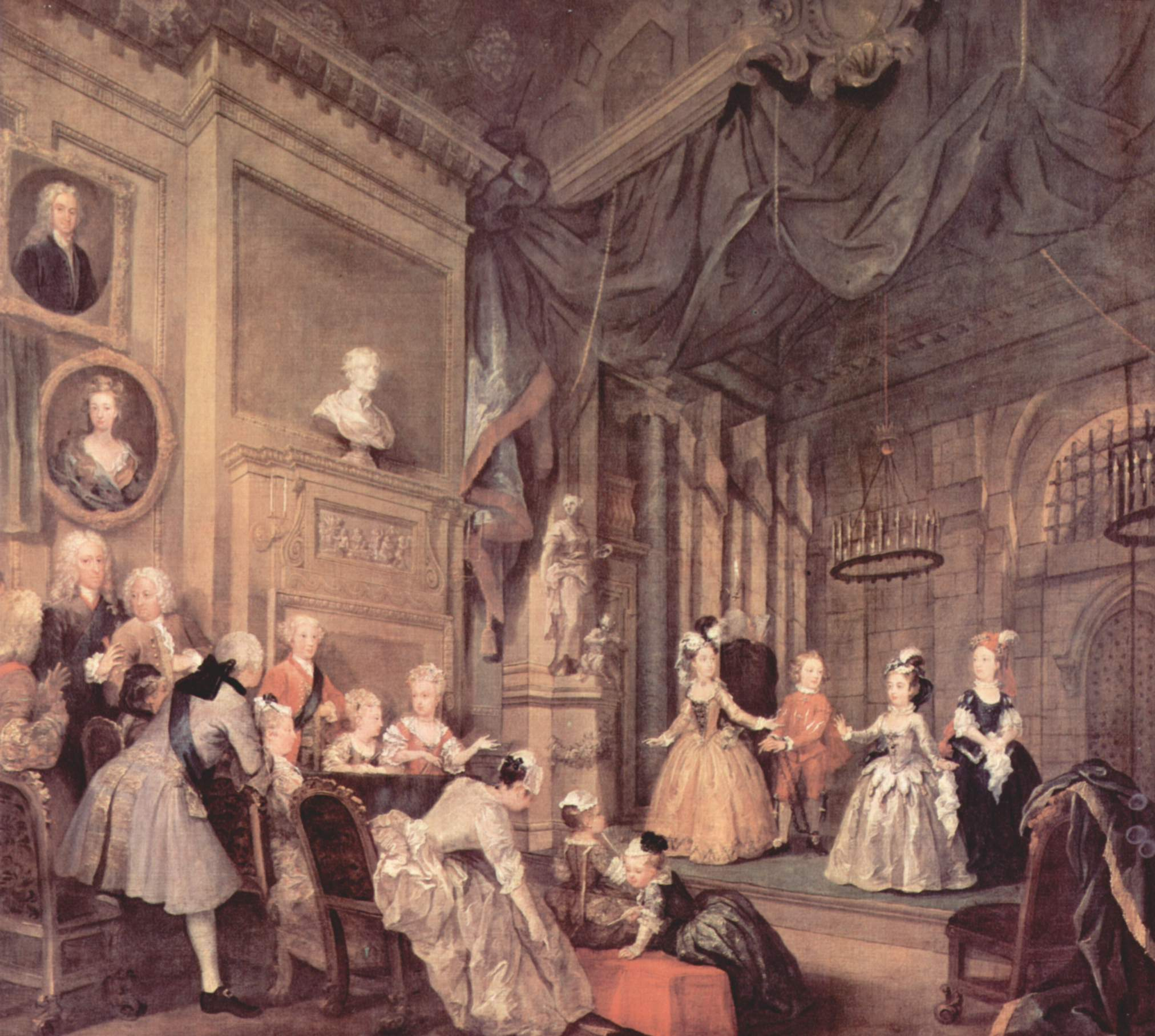
Aristokratische Erziehung: Kinder eines adligen Haushalts in England spielen eine Szene aus Drydens Kaiser der Indianer oder die Eroberung Mexikos (1731–1732)

Der neuzeitliche Theaterbetrieb, der im 16. Jahrhundert einsetzte, nahm nur zum Teil Vorgaben der Antike auf. Von Frankreich ging daraufhin eine starke Disziplinierung aus, die eine Neuorientierung der Dramatik an der Antike forderte. Das sehr erfolgreiche Renaissancetheater von Alexandre Hardy ging dabei ebenso unter wie die ähnlichen (später allerdings neu belebten) Werke William Shakespeares.
Im Lauf des 17. Jahrhunderts waren die Oper und die Komödie die populärsten Formen des modernen Theaterlebens. Tragödien haben als eher gelehrte Projekte geringere praktische Bedeutung. In der Theaterkritik gewinnen sie dagegen als das theoretisch „reinere“ Drama umso größere Aufmerksamkeit. An Europas Höfen und in den kommerziellen städtischen Häusern (etwa in London und Hamburg) wurden ab den 1660er Jahren vorrangig Opern inszeniert. Sie dienen zur Prachtentfaltung und münden in aller Regel in eine Festivität. Die Tragödie sollte von Fall und Katastrophe eines hohen Helden handeln und die banale Komödie von derben Scherzen leben. Die beiden rivalisierenden Strömungen der Oper waren dabei der italienische und der französische Stil. Stofflich nutzten die Opern die ganze Bandbreite zwischen dem Komischen und einer Mitleid einfordernden Form der Tragédie lyrique, die ein versöhnliches Ende haben durfte. Mit internationalen Stars unter Sängerinnen und Kastraten gewann die italienische Oper europäische Verbreitung. Die französische Oper war ein vom französischen Hof protegiertes Prestigeprojekt, das der italienischen Kultur ihren seit der Renaissance errungenen Vorrang streitig machen wollte. Mischungen mit dem italienischen Stil waren dagegen zu jeder Zeit üblich.
Effektiv wurden die Tragödien von der Oper im 17. Jahrhundert an den Rand gedrängt. In Frankreich genossen sie einigen Schutz durch den gelehrten Wettstreit, der auf einen Wettbewerb des modernen Frankreich mit der Antike dringt. Waren in England Musik- und Theateraufführungen nach der Revolution von 1641/42 aus religiösen und sittlichen Gründen untersagt, so führte Karl II. nach der Restauration 1660 in London einen französischen Vorbildern folgenden Theaterbetrieb ein. Anfänglich wurden hier Tragödien, Komödien und Opern nebeneinander gegeben. Alle drei Gattungen sind dabei von Musik und Tanzdarbietungen durchdrungen. Die Tragödie setzte sich jedoch zu Beginn der 1670er Jahre herber Satiren wegen ihres pathetischen Stils und ihrer unwahrscheinlichen bis grotesken Handlungen aus. Spannend mit einer Mise en abyme, einem Stück im Stück, wurde George Villiers, des 2. Duke of Buckingham The Rehearsal (1672), eine Satire auf John Drydens The Conquest of Granada (1671). Opern und Komödien wurden danach die beiden modischen Alternativen. In Deutschland gewannen Tragödien eine isolierte Bedeutung im Schultheater. Die heute von der Germanistik als Barocktragödien eingestuften Werke stammten aus Breslaus Schulbetrieb; die heute von ihr der Frühaufklärung zugerechneten Tragödien Christian Weises stammten aus seinen Schulaufführungen in Zittau. Beide Produktionen gewannen außerhalb der gelehrten Rezeption wenig Bedeutung. Die Oper übernahm hier ab den 1620er Jahren das Feld bei festlichen Aufführungen.
Als Gegenpol zur Oper und zur (marginalisierten) Tragödie behauptete sich im 17. Jahrhundert die Komödie als satirische Gattung. Eine hoch artifizielle Produktion entfaltete sich in Paris. Die Komödien Molières wurden hier mit ihren Charakterstudien berühmt. Der sich in London ausbildende Komödientypus fand nach Verachtung des 19. Jahrhunderts heute unter dem Begriff Restaurationskomödie Anhänger: Unter dem Schutz Karls II. waren hier Komödien entstanden, die den modischen Adel der Stadt gegen das städtische Bürgertum ausspielten und Libertinage und Witz auf Kosten der älteren Generation feierten. Auf dem Kontinent kam ein eigener von Wandertruppen bestimmter Theaterbetrieb hinzu, in den komische Figuren der Commedia dell’arte eindrangen. Für den mittel- und nordeuropäischen, von deutschen Wandertruppen versorgten Markt wurde hier die Rolle des Harlekins symptomatisch, der während des als Tragödie angelegten Stücks mit den Zuschauern über das Stück kommuniziert und es gegebenenfalls lächerlich macht.
Bestrebungen, die Bühnenangebote zu reformieren, durchzogen das 17. und 18. Jahrhundert. Im Zentrum der Reformbestrebungen standen zunächst die Wiederbelebung der Tragödie und die moralische Reform der Komödie und erst im Verlauf eine Reform der Oper, die im 17. Jahrhundert vor allem im protestantischen Europa von Gelehrten und Geistlichen diskreditiert worden war. Sie kritisierten die sinnlichen Ausschweifungen und die Prachtentfaltung der Oper, welche im katholischen Raum den Schutz der Gegenreformation genoss, und forderten deren Abschaffung, während Propagandisten der Oper sie als die Neuauflage der antiken Tragödie gefeiert hatten, von der man wusste, dass sie Chöre kannte. Zur aufklärerischen Arbeit an einer eigenständigen Tragödie gehörten in Frankreich die Anstrengungen Jean Chapelains und anderer, die theoretischen Grundlagen eines „Regeldramas“ zu entwickeln, das erheblich strenger strukturiert sein sollte als seine antiken Vorbilder. Pierre Corneille und Jean Racine wurden im ausgehenden 17. Jahrhundert für ihre Realisierungen gefeiert und schafften dabei eine eigene Klassik. In England gewann eine auf die puritanische Theaterkritik zurückgreifende generelle Theater- und Sittenkritik ab den 1690er Jahren zunehmend an medialer Öffentlichkeit. Gefordert wurde hier eine moralische Abkehr und ein Gemeinwesen, das sich der Verbesserung der Sitten verschreibt. Mit Joseph Addison und Richard Steele gewann diese Kritik erste Autoren, die sich nicht vom Theater distanzierten, sondern Reformstücke vorlegten. Ein bahnbrechender Erfolg wurde hier 1713 Addisons Cato 1713, eine Tragödie, der beide politische Parteien zwingt, sich gemeinsam mit dem moralischeren London hinter sie zu stellen. Neue Komödien ließen ab Steetel Conscious Lovers (1722) bürgerliche Protagonisten der älteren Generation an Achtung gegenüber der Jugend wie dem Adel gewinnen – den beiden Gruppen, die in den Restaurationskomödien die Sympathien trugen. Konflikte um Verständnis lösten die Intrigenhandlungen ab.
Die Reformbestrebungen gewannen ab den 1720er Jahren europäischen Einfluss. Ihnen entsprangen mit deutlichen Anknüpfungen an Diskussionen der Aufklärung wie an die Theaterkritik des 17. Jahrhunderts im Wesentlichen drei Reformprojekte
- das empfindsame Rührstück, die comédie larmoyante, die sentimental comedy, eine in ihren Konflikten auf der einen Seite und in ihrer glücklichen Konfliktlösung auf der anderen zwischen Tragödie und Komödie spielendem Form, in der es modern wurde, Gefühle zu zeigen, sich selbst und anderen Schwächen einzugestehen, öffentlich zu weinen.
- die moderne klassische Tragödie, die in Deutschland namentlich von Johann Christoph Gottscheds propagiert wurde,
- das bürgerliche Trauerspiel, das Protagonisten aus dem Stand des Bürgertums oder niederen Adels die innere Größe zu einem neuen privaten Heldentum samt Optionen der Katastrophe zugesteht – im Deutschen wurde Gotthold Ephraim Lessing Propagandist dieser Reform, in England war George Lillos The London Merchant (1731) ein frühes Stück in diese Richtung.

Namentlich das bürgerliche Trauerspiel wird in seinen Reformangeboten heute der Aufklärung zugerechnet, zum einen, da es die klassische Poetik revitalisiert mit Konflikten, in denen Individuen tragisch scheitern, zweitens, da es das Bürgertum gegenüber dem Adel als aufgeklärte Schicht etabliert, drittens, da es sich der modernen Literaturkritik der Aufklärung öffnet und deren Themen wie etwa die Idee religiöser Toleranz im Falle von Lessings Nathan der Weise (1779) aufnimmt.
Gegenstand eigener Reformanstrengungen wurde schließlich die Oper, wobei die Forschung diese Reformanstrengungen nur zum Teil mit der Aufklärungsdebatte in Verbindung brachte. In Wien gestaltete Metastasio in den 1730er Jahren Reformopern, in England siegte mit der Aufführung von John Gays The Beggar’s Opera eine Gegenbewegung der Satire; das Oratorium übernahm hier in den 1730er Jahren das Feld. In Frankreich gewann die Opéra comique größeren Stellenwert. Das Pariser Jahrmarktstheater wird dabei zum Experimentierfeld neuer populärerer Opernformen. In Deutschland wurden die Opern Christoph Willibald Glucks Teil einer aufgeklärten Reformdebatte.
Wesentliche Errungenschaften des aufgeklärten Dramas führten am Ende zu dessen eigener Überwindung: Mit dem Interesse an den Bühnen und deren Rechtfertigung vor der Kritik wurden im 19. Jahrhundert die Stücke Shakespeares zunehmend wieder in ihren tragischen Originalfassungen aufgeführt und als realistisches, natürliches zukunftsweisenden Drama von der Kritik gefeiert. In Kritik an den empfindsamen Helden der Rührstücke kamen, an Shakespeares Helden geschult, in den 1770er Jahren Helden auf die Bühnen, die an der bürgerlichen Welt zerbrechen. Romantik und Sturm und Drang und ein neues Interesse an der Klassik konkurrierten ab den 1760er Jahren mit der dezidiert aufgeklärten Produktion und führten am Ende ins 19. Jahrhundert.

### Roman

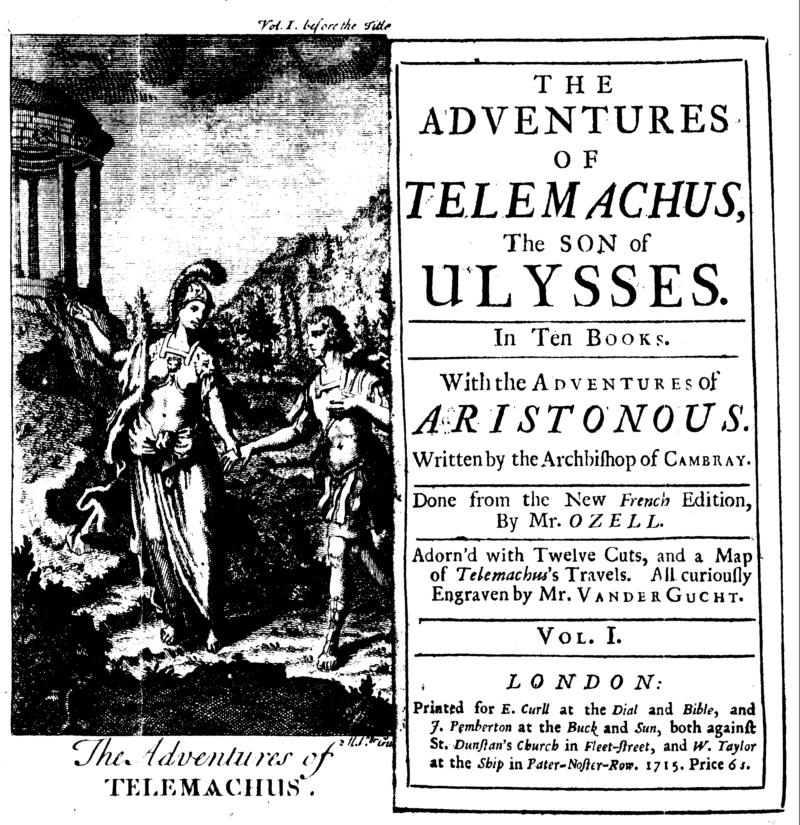
Englische Ausgabe von Fenelons Telemach (1715): Die Göttin der Weisheit, Pallas Athene, hat sich dem Helden offenbart und führt ihn zu ihrem Tempel

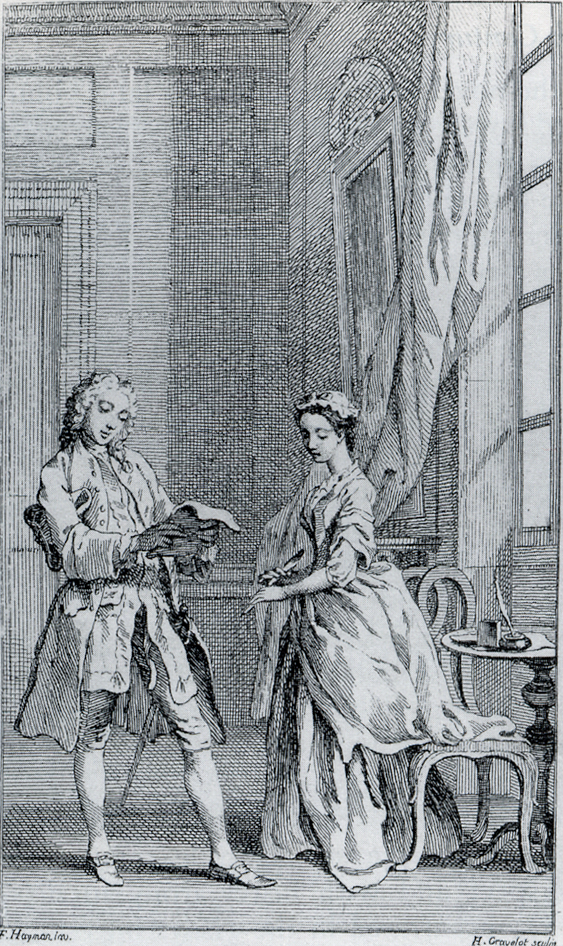
Kupfer aus der Luxusausgabe von Richardsons Pamela (1742). Der Roman wird zur modernen Lebensschule.

Der Roman bereitete der wissenschaftlichen Kritik des 16. und 17. Jahrhunderts immense Probleme als fiktionale Gattung, die Historien imitiert und sich dabei primär an Liebeshandlungen hoher Standespersonen in der heroischen Varianten und an „Schelmen“ in der komischen niederen interessiert zeigt. Auf der einen Seite konkurriert der Roman dabei mit wahren Historien, auf der anderen mit dem Epos als der eigentlichen Gattung poetischer und fiktionaler Kunst.
In einem ersten Reformschub wird im 17. Jahrhundert die Novellistik als realistischere Kunst zunehmend akzeptabel – eine Linie verläuft hier von den Novelas Exemplares (1613) zu den Romanen Marie-Madeleine de La Fayettes, die dem psychologischen Roman der Aufklärung die Bahn brechen. Vertreter der Aufklärung wie Christian Thomasius würdigen im selben Moment Madeleine de Scudéry als die Autorin, mit der die moderne, feinfühlige Charakterbeobachtung aufkam. Den satirischen Roman akzeptiert ein Teil der gelehrten Kritik als potentiell aufgeklärte Sittensatire sowie als effektive Kritik am hohen Roman – Miguel de Cervantes’ Don Quixote setzt hier den Maßstab. Der Reformschub der Integration der Novellistik in das Gebiet des epischen Romans führte noch in den 1680er Jahren zu einer ungeniert skandalträchtigen Romanproduktion mit politischen Skandalromanen und einer weiteren Produktion privater Offenbarungen, die beide von der neuen Charakterkunst und der Intrige als zentralem Handlungsmuster lebten und zwischen 1680 und 1720 die europäische Mode bestimmten. Aufgeklärt schien hier den Kritikern, die es wagten sich zum Roman zu bekennen, die Abkehr vom Heldentum mittelalterlicher Epik, die Abkehr von einfachen Schelmenromanen wie Till Eulenspiegel, die Auseinandersetzung mit aktuellen Sitten, die Schulung in Intrigen (als Schulung in „politischer Klugheit“), die Offenheit gegenüber aktuellen politischen Skandalen, der Realismus der neuen Romane gegenüber den Heldenwundern der Vergangenheit.
Ein zweiter Reformschub setzt mit François Fénelons Telemach (1699/1700) ein, mit dem Roman, der als erster erfolgreich als Epos der Moderne diskutiert wurde. Die kritische Diskussion forderte hier im Verlauf einen vergleichbar kunstvollen Roman, der sich am hohen Epos und seiner Fiktionalität orientierte, und persönliche Skandale mied.
Ein dritter Reformschub setzte mit Daniel Defoes Robinson Crusoe (1719) ein, einem Roman, der nicht in das Feld der Novelle mit ihren Intrigenhandlungen abglitt, die novellistischen Skandale mied, den Einzelnen im heroischen Kampf um sein Leben feierte und dabei – anders als Fénelons Roman – bürgerliche Werte diskutierbar machte, ohne sie der Lächerlichkeit der komischen Romane preiszugeben.
Von Pierre Daniel Huets Traktat über den Ursprung der Romane über die Fénelon und Defoe-Diskussion vollzieht sich eine Debatte, die dem Roman als fiktionale Kunst Anerkennung einbringt – und die ihn gleichzeitig aus dem Feld skandalöser Historien heraus bewegt. Gute Romane nutzen die Fiktionalität philosophisch und moralisch, schlechte zur puren Befriedigung der Leselust, so die neue Kritik, die den Roman im 18. Jahrhundert als Raum philosophischer Konstruktionen spannend macht. Aus Fénelons und Defoes Romanen entwickeln Autoren wie Rousseau und Goethe im Verlauf des Jahrhunderts den Erziehungsroman und den Bildungsroman. Aus den novellistischen Romanen des 17. Jahrhunderts entwickeln Samuel Richardson und Christian Fürchtegott Gellert Romane einer neuen Moraldiskussion. Philosophische Experimente kommen mit Montesquieus Lettres Persanes (1721), Jonathan Swifts Gulliver’s Travels (1726), Voltaires Candide ou l'optimisme (1758 verfasst, 1759 veröffentlicht) und Jean-Jacques Rousseaus Romanen Julie ou la Nouvelle Héloïse (1761) und Émile, ou De l'éducation (1762) auf den Markt.
Auch Diderot arbeitete an Romanen und Erzählungen, so verfasste er 1760 und 1761 den kirchenkritischen, empfindsamen Roman La Religieuse („Die Nonne“). Diderot war ein Bewunderer der Werke von Samuel Richardson und vieles aus dem Sujet des Romans The History of a Young Lady Clarissa or (1748) fand seinen Weg in La Religieuse. Diderot kritisierte nicht nur geistliche Autoritäten, sondern auch das eigene Projekt der Aufklärung mit seiner Satire Le Neveu de Rameau (ab 1760), die unpubliziert blieb.
Der Roman wird im Wechselspiel zwischen neuen Reformen und Kritik am Roman zum Medium, in dem Aufklärer zentrale Diskussionen mit größtem Publikumszuspruch inszenieren können. Als neue Projektionsfläche wird das bürgerliche Leben entdeckt, das private Empfinden und schließlich die Zukunft. Waren die Zukunftsszenarien von Samuel Maddens Memoires of the Twentieth Century (1733) noch Gegenwartssatire, so ist Louis-Sébastien Merciers L'An 2440 (1771) ein Propagandawerk der Aufklärung, das alle Lebensbereiche unter dem Aspekt ihrer möglichen Entwicklung betrachtet. Abbé Prévost, der Richardsons Romane ins Französische übersetzt, schildert in seinem Roman Manon Lescaut (1731) pubertäre Gefühlsregungen zweier junger Leute, denen sich alles andere unterordnet, die sie aber ruinieren, und drückt damit bereits Stimmungen der Vorromantik aus.
Seit 1770 nimmt die Romanproduktion stark zu. In England werden seither 300 bis 500 Romane pro Jahr produziert, das sechs- bis zehnfache wie 100 Jahre zuvor. Das Spiel mit Tabus und gezielten Grenzverletzungen sowie die Provokation von Verboten greifen im Gefolge der neuen moralischen Romane in einer subversiven Strömung mit Werken von Diderots Die geschwätzigen Kleinode (1748) bis zu de Sades Justine (1787) um sich. Auch experimentelle Romane kommen mit der Rechtfertigung der Gattung auf, so zum Beispiel Lawrence Sternes Leben und Ansichten von Tristram Shandy, Gentleman (1759–1767). Die Romanproduktion teilt sich im Verlauf der Aufklärung in einen trivialen Bereich und einen „hohen“, dessen Beiträger sich darauf ausrichten, dass man ihre Werke kritisch diskutiert und als Literatur ernst nimmt. Ein eigenes Rezensionswesen ist das Ergebnis dieses Prozesses am Ende der Aufklärung, eine gesellschaftsweite Interaktion, die in den 1670er Jahren noch kein Pendant hatte.

### Poesie
Enorme Mühen bereitete den Poetologen des 17. Jahrhunderts eine Regulierung der Poesie. Die Autoren von Gedichten schrieben primär für einen kommerziellen Markt: Casuallyrik – Gedichte für Jubiläen, Eheschlüssen, Ehrungen und Todesfällen. Das heroische Epos erschien vom Herrscherlob und politischer Parteilichkeit bedroht, das komische dagegen als niedere Gattung prekär. Hier ändert sich die Positionen der Poesie um 1700 mit der Reform des Romans und des Dramas. Eine eigene Produktion an philosophischer Dichtung kommt im 18. Jahrhundert auf. Alexander Popes Essay on Man (1734) und Friedrich Gottlieb Klopstocks Der Messias (1748/1772–1798) setzten hier Maßstäbe. Die zu privaten wie zu politischen Anlässen bestellte, ad hoc produzierte, also oft innerhalb weniger Stunden druckfertige Gelegenheitsdichtung wird diskreditiert, das bürgerliche Drama und der Roman dagegen werden Mitte des 18. Jahrhunderts als vollgültige poetische Gattungen angenommen. Das Ergebnis ist ein neues Selbstverständnis der Gegenwart als einer Epoche, die wie die Antike alle drei Gattungen Epos, Drama und Lyrik kennt, jedoch neu besetzt hat.

### Ästhetik
Von „Malerei der Aufklärung“ wird in der Regel so wenig gesprochen wie von „Musik der Aufklärung“. Das Projekt der Aufklärung wird von der Forschung eher in kunstkritischen Diskussionen als in eigenen Kunststilen verortet. Vom Standpunkt eines Konflikts zwischen Barock und Aufklärung mag dies so erscheinen, indem der Aufklärung Kritik und Vernunft zugeschrieben werden und dem Barock die Betörung der Sinne, unter anderem durch Musik und Malerei.
Im Einzelfall erweisen sich die gängigen Epochenzuweisungen in der Regel als problematisch. Alexander Pope wird mit seinem Essay on Man (1734) der Aufklärung zugerechnet, das Vanitas-Bild, das er seinem Lehrgedicht voranstellt, würde heute eher dem Barock zugerechnet werden – aus Popes Perspektive war es adäquat. Georg Friedrich Händel wird heute als Komponist dem Barock zugerechnet. In das ihm von Thomas Morell ausgestaltete Libretto seines Oratoriums Jephta (1751) fügte er jedoch eigenhändig aus Popes Essay on Man die Zeile „Whatever is, is good“ für einen großen Chor ein – eine Passage, die Philosophiehistoriker mit ihrem Verweis auf Leibniz und Shaftesbury der Aufklärung zuordnen. Der Barockkomponist selbst wird sich als Musiker der Aufklärung angesehen haben, die Epochenzuteilung Barock ist dazu angelegt, von heute aus seine Kunst als die einer untergehenden Epoche zu werten.

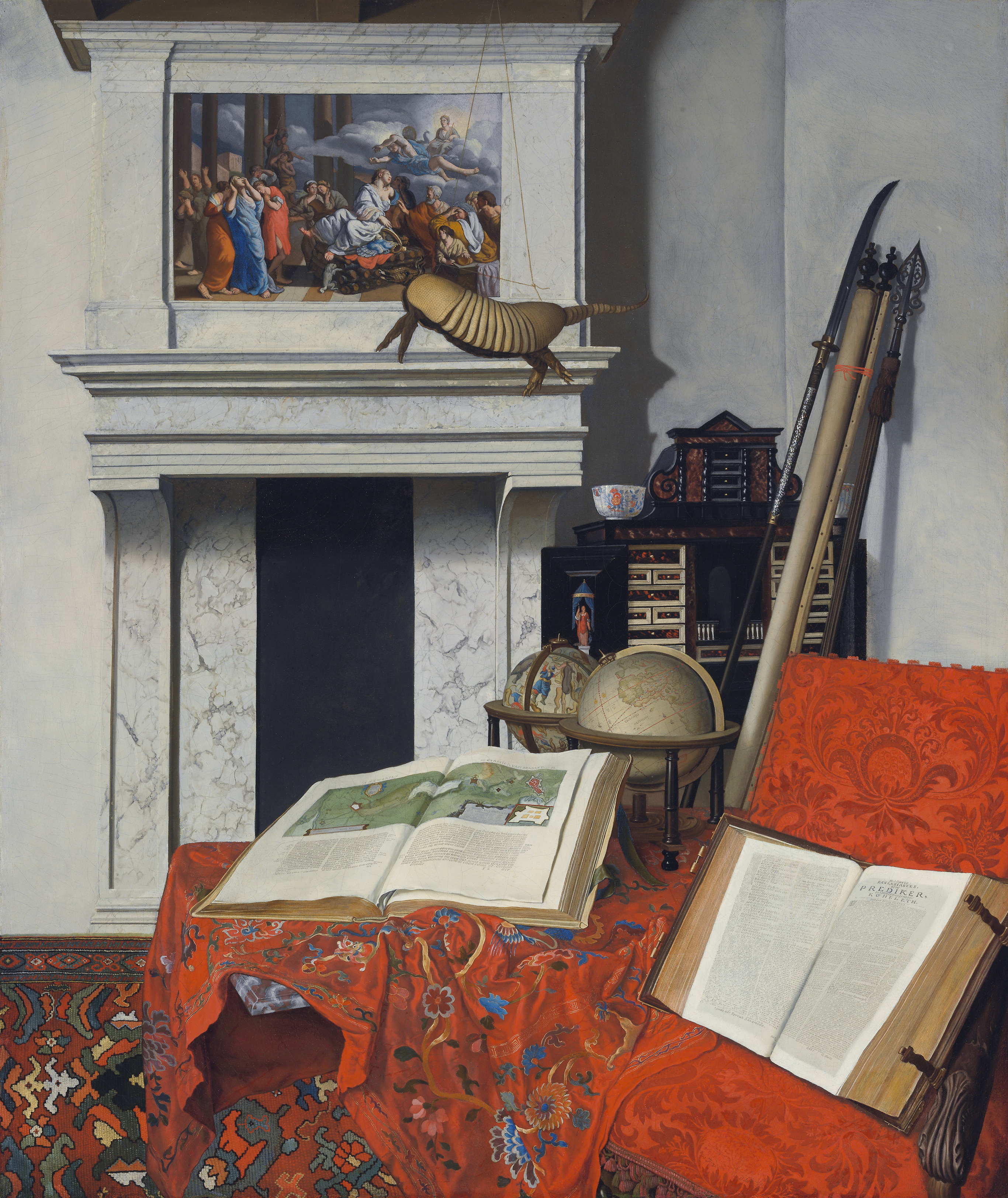
Stillleben Jan van der Heydens, der Amsterdam die erste Straßenbeleuchtung brachte. Barockes Vanitas-Ensemble oder Zeichen der Aufgeschlossenheit gegenüber der Welt?

Sucht man nach Debatten, die spezifische Berührungspunkte zur philosophischen Diskussion der Aufklärung aufweisen, kann man diese in den Kontroverse um Malerei, Skulptur und Architektur bis weit ins 17. Jahrhundert hinabverfolgen: Der klassizistische Barock weist mit seinen strengen Symmetrien Zivilisationsideale der Aufklärung, die Hoffnung auf eine zentral und vernünftig geordnete Welt auf. Historienmalerei wird in Frankreich im 17. Jahrhundert zur akademischen Disziplin. Die Autoren, die im frühen 18. Jahrhundert mehr Freiheit des Gefühls denn Regelbefolgung fordern, argumentieren ihrerseits als Aufklärer: Natürlichkeit wird hier der Regelbefolgung entgegengesetzt.
Auf einer anderen Ebene bedient sich die protestantisch-calvinistische Auseinandersetzung mit der Kunst des katholischen Raums, dem italienischen Stil, seinen theatralischen Inszenierungen, seinem Gefallen am Irregulären spezifischer Argumentationen der aufklärerischen Diskussion: der Forderung nach einer Schlichtheit, die der Vernunft Rechnung trägt. Die Reformatorischen Bilderstürme setzten eine Diskussion um den „vernünftigen“ Einsatz von Bildern in Gang. Der calvinistische Kunstkritiker Jacob Cats polemisierte zum Beispiel gegen das Sinnliche der katholischen Kunst. In der niederländischen Malerei des 17. Jahrhunderts bildete sich ein neuartiges Interesse an realistischen Landschaftsabbildungen und mit wissenschaftlicher Akribie bewältigten Auseinandersetzungen mit der Realität im Feld der Stillleben heraus. Bürgerliche Sujets gelangen in die Bildsprache, bevor sie Ende des Jahrhunderts den europäischen Roman und Mitte des 18. Jahrhunderts die Bühnen erobern.
Strebte die Poesiekritik des 18. Jahrhunderts nach einer Dichtung, die „Sprachbombast“ wie etwa Allegorien meidet, so zeigen sich ähnliche Bestrebungen in den Bereichen der Skulptur, der Architektur und des Kunsthandwerks. Das heute so genannte Barock setzt Mitte des 17. Jahrhunderts auf Hell-Dunkel-Kontraste und monumentale theatralische Effekte. Mit den Strömungen „galanter“ Malerei und Baukunst, die heute als Rokoko bezeichnet werden, siegt ein Interesse am kleinen charmanten Detail und an Zurückhaltung. Man sucht eine „annehmliche“, „bezaubernde“ Gestaltung statt üppiger Prunkentfaltung. Pastellfarben und lockere Girlanden verdrängen großartige Farbeffekte und üppige Staffagen. Man findet die neue Kunst im selben Moment in den Illustrationen aufklärerischer Schriften wieder.
Die Anakreontik war ein Raum, in dem sich antike und moderne Vorbilder trafen. In einem modernisierten Schäferspiel, wie es Antoine Watteau abbildete, ersetzten realistisches Landleben, touristische Schaulust, Sehnsucht nach Ungezwungenheit und Idealbilder von einer unberührten Natur die religiösen Vorstellungen vom Paradies.
Nach 1700 bahnen sich zwei Entwicklungen den Weg: die Abkehr von den (französischen) Symmetrien und die Auffassung, dass nicht künstlerische, sondern natürliche Vorbilder nachgeahmt werden sollten. Der englische Landschaftsgarten im Unterschied zum Barockgarten ist sinnfällig für diesen Wandel. Die aristotelische Nachahmung wurde nach wie vor als zentrale Forderung betrachtet, bloß die Vorbilder wechselten. Ein wichtiger Theoretiker in diesem Zusammenhang war Charles Batteux (Les Beaux Arts réduits à un même principe, 1746). Mit der „realistischen“ Abbildung als gesellschaftskritischem Kommentar übertrug William Hogarth Eigenschaften der Aufklärungssatire auf Malerei und Grafik.
Die Neuorientierung der Kunst an Natur an Stelle von vorgegebener Kunst bezog sich nicht zuletzt auf die Antike, deren Motive nach wie vor als Vorbilder galten, bis sie gegen Ende des 18. Jahrhunderts von realistischen und märchenhaften Motiven verdrängt wurden. Reisen zu antiken Stätten wurden seit Johann Joachim Winckelmann üblich, der den Maler Anton Raphael Mengs beeinflusste. Mit seiner These, das allgemeine Kennzeichen der griechischen Meisterstücke sei „eine edle Einfalt, und eine stille Größe“, prägte Winckelmann eine Ästhetik des Schlichten. Im deutschsprachigen Raum entstand so die Vorstellung einer „besseren“, originalgetreueren Klassik, als es die französische gewesen sei. In Italien beschäftigte sich der Künstler Giovanni Battista Piranesi mit der Vermessung originaler Altertümer.
Zum Begründer einer modernen Kunstkritik wird Denis Diderot mit seinen Salons 1759–1781 über die Kunstausstellungen der Académie Royale. Seine Fähigkeit, bildende Kunst literarisch zu vermitteln, als den meisten Lesern weder ein Ausstellungsbesuch noch den Druckern eine adäquate Abbildung der besprochenen Kunstwerke möglich waren, wurde europaweit bewundert.

### Musik

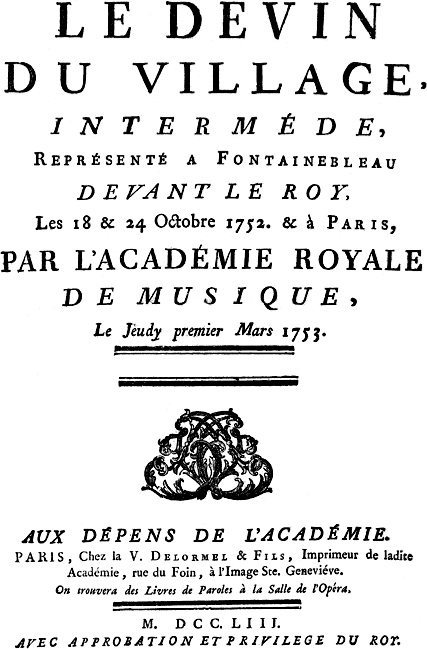
Rousseaus Oper „Der Dorfwahrsager“ über die moralische Überlegenheit der Landleute wurde 1752 bei Hof uraufgeführt und fand dort großen Anklang.

Von Aufklärung als einer musikalischen Epoche zu sprechen, ist im deutschen Sprachgebiet nicht üblich. In Paris befand sich die Musik jedoch im Zentrum der Diskussionen. Ein Stein des Anstoßes war Jean Philippe Rameaus Harmonielehre (1722): Statt unabhängiger Stimmen wie bisher sollten Akkorde den musikalischen Zusammenhalt bilden, die nach seiner Behauptung die „natürlichen Prinzipien“ der Musik seien. Dies rief Gegner wie Jean-Jacques Rousseau auf den Plan, die in Rameaus Deutungsmuster ein Symbol des Rationalismus und des Absolutismus erblickten und diesem Ordnungssystem die befreite Melodie entgegenhielten. Die selbstständig gewordene Opera buffa mit dem bewunderten Vorbild La serva padrona (1733) begann sich mit einer federnden Rhythmik vom gewohnten stolzen Schreiten des Generalbasses zu lösen und wurde nicht nur wegen ihrer musikalischen Struktur, sondern auch aufgrund ihrer bürgerlichen Handlungen als neues Vorbild betrachtet. Rousseaus Kurzoper Le devin du village (1752) verband dieses Vorbild erfolgreich mit dem populären Schlager französischer Tradition, dem Vaudeville. Der darauf folgende Buffonistenstreit in Paris 1752–1754 veranlasste zahlreiche Aufklärer zu musikalischen Stellungnahmen. Dabei überlagerte die kulturelle Rivalität zwischen Italien und Frankreich diejenige zwischen Bürgertum und Adel. Als Nachklang des Buffonistenstreits wird die Auseinandersetzung um Niccolò Piccinni und Christoph Willibald Gluck (Piccinnistenstreit) 1779–1781 betrachtet. Anders als Rousseau nahm Gluck nicht für die italienische, sondern für die französische Oper Partei. Für das Wiener Burgtheater machte er hingegen seine Oper Iphigenie auf Tauris 1781 gemeinsam mit Johann Baptist von Alxinger zum „deutschen“ Singspiel. Ein Bekenntnis zu einem nationalen Hintergrund war ihm noch fremd.
Da im späten 19. Jahrhundert die Rivalitäten zwischen Adel und Bürgertum weitgehend tabu waren, konnte sich ein Aufklärungsbegriff, der Adel und Bürgertum spaltete, in der Geschichtsschreibung weniger durchsetzen als die Vorstellung einer solidarisierenden nationalen Emanzipation, in der die Durchsetzung einer französischen Kultur gegenüber einer italienischen (oder einer deutschen gegenüber einer französischen) die Hauptrolle spielte. Daher zeigt sich etwa in der frühen deutschsprachigen Musikwissenschaft die Bemühung, Gluck oder Händel für eine nationale „deutsche“ Tradition zu vereinnahmen und die „Kunstwerke als Urkunden“ aufzufassen, die andere Konfliktfelder in den Hintergrund treten lässt. Als sich Wilhelm Dilthey Ende des 19. Jahrhunderts an der Berliner Universität um eine Definition der Geisteswissenschaften bemühte, wurde das Menuett ins Hofzeremoniell des neuen Kaiserreichs eingeführt. Bürgerliches Wissen und aristokratisches Benehmen konkurrierten nach wie vor als Bildungskonzepte.
Instrumentalmusik war stets als bloßer Ersatz der Menschenstimme betrachtet worden und wird selbst von Rousseau noch verworfen. In der puritanischen Atmosphäre des englischen Bürgertums seit Ende des 17. Jahrhunderts wird jedoch gerade ihre eingeschränkte Sinnlichkeit und Unabhängigkeit von verfänglichen Texten geschätzt. Das Hören von Strukturen an Stelle eines Bewunderns attraktiver Solistinnen und Solisten kam einer rationalistischen Grundhaltung entgegen. Privatwirtschaftliche Konzerte haben in England zunehmenden Erfolg. Große Orchesterkonzerte sind Mitte des Jahrhunderts üblich in London, das Pariser Concert spirituel bietet eine eingeschränktere, aber weitherum beachtete Plattform. Wien wird zu einem Zentrum bürgerlicher musikalischer Entfaltung, doch selbst Wolfgang Amadeus Mozart versucht, in Paris Fuß zu fassen.
Konzertvereinigungen mehren sich, die ihren Mitgliedern oft noch das Mitmusizieren vorschreiben. Sie gebärden sich „anti-feudal und anti-plebejisch“. Die Triosonaten Arcangelo Corellis werden zu Beginn des 18. Jahrhunderts Verkaufsschlager in den Zentren der Aufklärung, weisen also auf den Aufstieg der Hausmusik hin. Die Entwicklung des Streichquartetts als neuer Kunstgattung steht im ausgehenden 18. Jahrhundert für neue Formen einer bürgerlichen Musik, wie es in Johann Wolfgang von Goethes Würdigung nachklingt: „man hört vier vernünftige Leute sich unterhalten“.

### Tanz

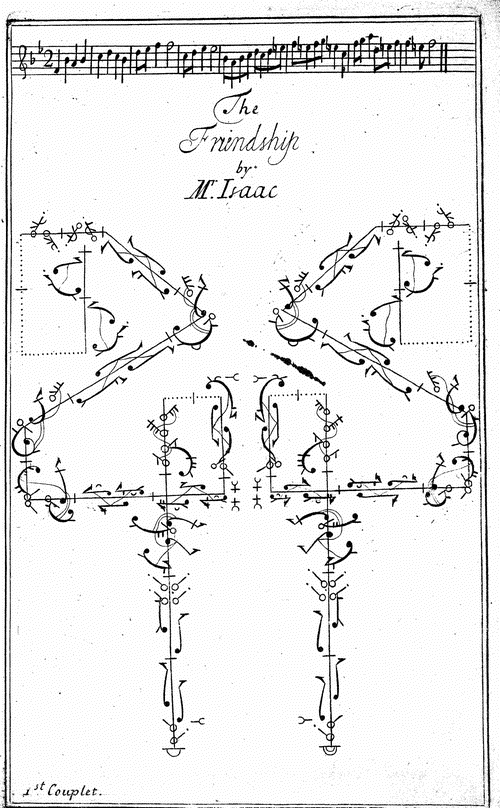
Modischer Druck einer Tanzschrittfolge „The friendship: Mr. Isaac's new dance for the year 1715“

Der Gesellschaftstanz hatte seine mittelalterliche Verurteilung überwunden und im 14. und 15. Jahrhundert vor allem in Italien großen Aufschwung genommen. Im erstarkenden Absolutismus hatte er neben der geselligen auch eine disziplinierende Funktion, vor allem für den in zentrale Hofgesellschaften zusammengezogenen Adel, wie es Norbert Elias als „Verhöflichung des Adels“ beschrieben hat. 1653, nach Niederschlagung der Fronde, einer Reihe von Aufständen in seinem Reich, tanzt der „Sonnenkönig“ Ludwig XIV. ein Ballett, in dem er die aufgehende Sonne darstellt, umkreist von seinen Hofbeamten als Planeten. Dies wird zum Programm seiner Herrschaft. Als Nebenprodukt des Gesellschaftstanzes entwickelt sich das militärische Exerzieren, das in Exerzierreglementen festgelegt wird. Das Menuett, das Ludwig 1660 angeblich als erster getanzt hat, verbreitet sich mit beispielloser Geschwindigkeit in der ganzen westlichen Welt und bleibt bis zum Beginn des 19. Jahrhunderts eine Schule des Verhaltens. Tanz bedeutete Ordnung, und Ordnung war im zersplitterten und von Kriegen heimgesuchten Europa attraktiv. Mit dem höfischen Tanz konnte ein großer Teil der Bevölkerung demonstrieren, dass man die gesellschaftlichen Regeln kannte und diese Regeln beherrschte.
Einstudiert wird eine hochartifizielle Tanzkultur, die von komplizierten Schrittfolgen und komplexen Mustern lebt. In London und Paris kann man angesagte Tänze zu modischen Anlässen im Druck erwerben, um sich die Schrittfolgen anzusehen. Aus bürgerlichen Romanen des frühen 18. Jahrhunderts wird ersichtlich, dass der Tanz ein Bereich immensen Wettbewerbs war: Mit ihm konnte die Fähigkeit zu friedlicher, geregelter Konkurrenz demonstriert werden, bevor der Sport aufkam. Die Handbücher zum Tanz gelten im frühen 18. Jahrhundert einer Kunstform, die enorme Körper- und Affektkontrolle verlangt. Der tänzerische Ausdruck Aplomb bezeichnet auch eine generelle Qualität des öffentlichen Auftretens.
Die Tanzformen, die in der zweiten Hälfte des 18. Jahrhunderts den Markt erobern, streben nach einer „schlichten“ Natürlichkeit: eine Erfüllung aufklärerischer Vorstellungen. Bald jedoch wird die Schlichtheit durch spektakuläre, sinnliche und sportliche Formen überwunden. Symptomatisch sind die Passagen in Goethes Die Leiden des jungen Werthers (1774), in denen Walzer getanzt wird – gezielt, um in einen Sinnentaumel zu geraten. Man kann hier den Aufstieg einer bürgerlichen Kultur beobachten, die sich von Vorgaben der Adelskultur des 17. Jahrhunderts distanziert. Gleichzeitig sind Vernunft und Ordnung nicht mehr die zentralen Ideale.
Deutlich sind die Bemühungen im Lauf des Jahrhunderts, den Tanz unabhängig von höfischen Verhaltensregeln zu einer allgemein verbindlichen Sprache der Ausdrucksgesten zu erklären. Louis de Cahusac, Hauptautor der Tanzartikel für die Encyclopédie, sah den Ursprung des Tanzes 1754 in einer „Universalsprache“, die „alle Nationen und sogar die Tiere“ vereine.

## Länderspezifische Besonderheiten

### Niederlande
Angesichts der im Folgenden näher zu behandelnden maßgeblichen Aspekte neuer Regierungsorganisation im Zeitalter der Aufklärung sollte nicht übersehen werden, dass der Freiheitskampf der Niederländer und dass ihre Republikgründung für die Aufklärungsepoche bereits im Vorlauf wichtige Impulse gesetzt hatten. Grotius’ Buch De iure belli ac pacis spielte in der deutschen Frühaufklärung eine große Rolle und wurde von ihren Vertretern in der Auseinandersetzung mit der lutheranischen Orthodoxie verwendet; es beeinflusste auch Christian Thomasius und Samuel von Pufendorf.
Bis ins 18. Jahrhundert waren die in den Niederlanden angesiedelten Verlage wie Elsevier die wichtigsten Lieferanten volkssprachlicher (vor allem französischer) Aufklärungs- und Wissenschaftsliteratur. Der föderale Charakter der Republik begünstigte die religiöse Toleranz und die Duldung von Minderheiten, die auch als in anderen Staaten Verfolgte hier Zuflucht fanden. Auch fehlte ein Geburtsadel fast völlig, was die politische Beteiligung des Bürgertums erleichterte.

### Vereinigtes Königreich

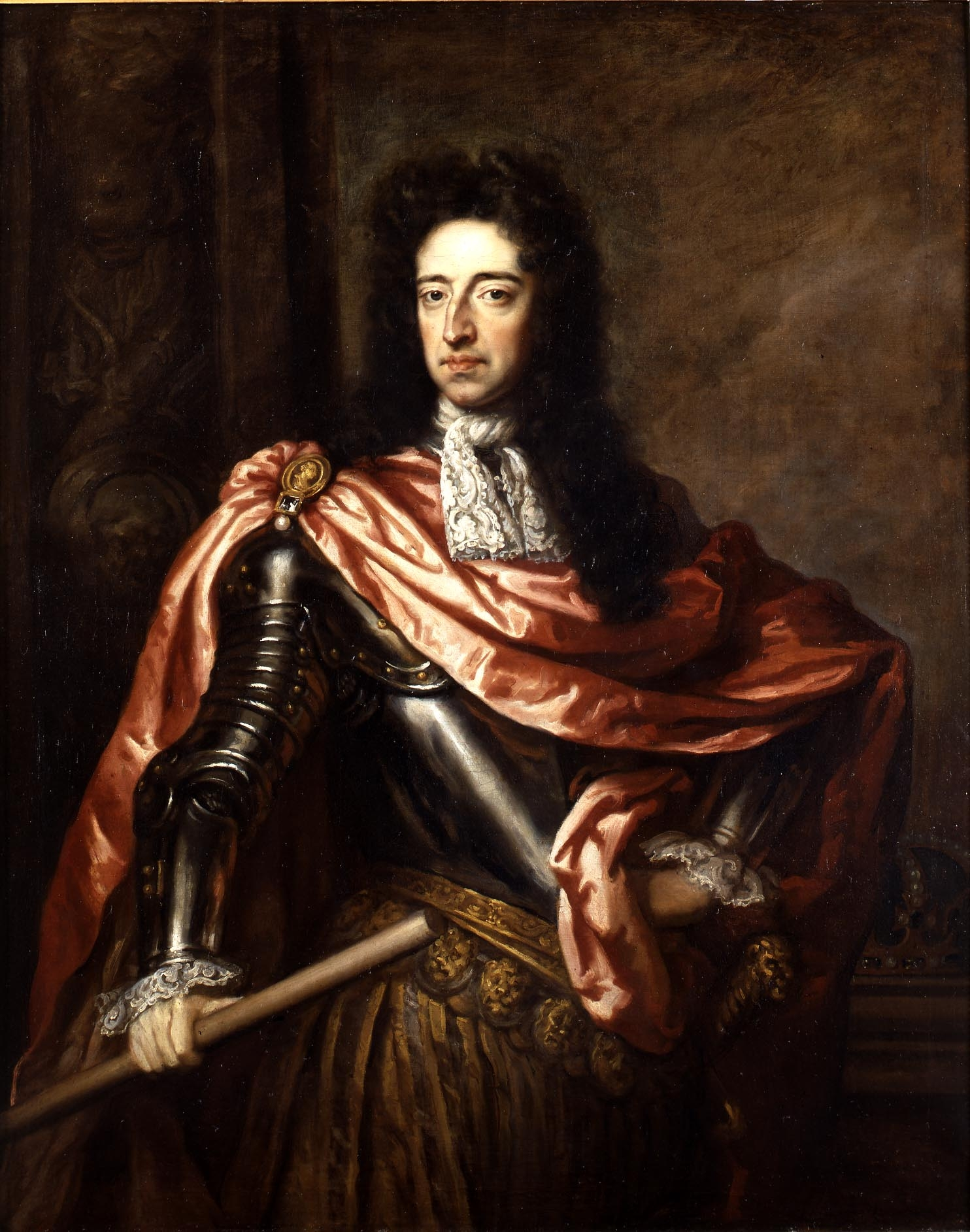
Wilhelm III. von Oranien-Nassau, Statthalter der Niederlande und ab 1689 zugleich König von England

Als Motor von politischen Entwicklungen, die Aufklärungsimpulse aufgriffen, ist England anzusehen, das im 17. Jahrhundert nach turbulenten Bürgerkriegsphasen mit der Glorious Revolution als europäische Großmacht neuen Standards den Weg bereitete.
Das britische Inselreich mit England, Schottland und Irland war im Verlauf des 17. Jahrhunderts mehrfach von Konflikten politischer, religiöser und sozialer Art durchgeschüttelt worden. Als Vertreter der frühen Aufklärung kann John Milton gelten, der streitbar für Presse- und Religionsfreiheit eintrat und sich bereits in den frühen 1640er Jahren gegen die Rekatholisierungstendenzen der Anglikanischen Kirche wandte. Charakteristisch für die englische Frühaufklärung war, dass sie nicht universalistisch und unter Bezugnahme auf ein allgemeines Menschenrecht argumentierte, sondern sich pragmatisch an konkreten, historisch gewachsenen Bürgerfreiheiten, am Common Law und am Maßstab der Zweckmäßigkeit orientierte. So stellte es für Milton keinen Widerspruch dar, wenn er die Katholiken aus seiner Toleranzforderung ausschloss.
1689 brachte die unblutige Glorious Revolution die Grundlagen für einen relativ stabilen politisch-sozialen Entwicklungsprozess hervor. Dem Absolutismus wurde verfassungsrechtlich endgültig der Boden entzogen, ein toleranzgemilderter Anglikanismus als religiöse Hauptströmung im öffentlichen Raum gefestigt und die Stellung des Parlaments als politisch maßgebliche Interessenvertretung der wahlberechtigten Bürger unwiderruflich verankert.
Der vom Parlament parteiübergreifend gegen die Rekatholisierungsbestrebungen Jakobs II. zu Hilfe gerufene und als neuer König inthronisierte Wilhelm von Oranien stimmte der am 13. Februar 1689 im Parlament verabschiedeten Declaration of Rights zu, die mit der Garantie verbunden war, dass der Monarch weder ohne Zustimmung des Parlaments Gesetze außer Kraft setzen, noch Abgaben erheben oder in Friedenszeiten ein stehendes Heer unterhalten würde. Die neue politische Ordnung entsprach damit im Wesentlichen der von John Locke im Second Treatise on Government entworfenen Staatstheorie.
Gesellschaftspolitisch stärkte die Glorious Revolution den grundbesitzenden Adel, die Gentry, wie auch das aufstrebende Wirtschaftsbürgertum der Städte. Beide gesellschaftlichen Gruppen entwickelten sich mehr als irgendwo sonst in Europa zu einer annähernd homogenen Schicht mit gemeinsamen Interessenlagen. Indem die Weichen 1688/89 zugunsten einer Erweiterung der politischen Spielräume dieser dynamischen Kräfte in der englischen Gesellschaft gestellt wurden, waren auch Voraussetzungen angelegt für ihre gestaltende Rolle in der sich anschließenden industriellen Revolution.
In philosophisch-erkenntnistheoretischer Hinsicht ist die britische Aufklärung durch drei Tendenzen gekennzeichnet: durch den erkenntnistheoretischen Empirismus John Lockes (An Essay Concerning Humane Understanding 1690), der später von Kant weiterentwickelt wurde, durch den Skeptizismus David Humes (An Enquiry Concerning Human Understanding 1748) sowie durch die (im damaligen Vergleich nicht staats-, sondern) menschenorientierte Wirtschaftsethik und -theorie des Schotten Adam Smith (An Inquiry into the Nature and Causes of the Wealth of Nations 1776).
Zu den frühen Vertretern der Philosophie der Aufklärung in England gehörte der Earl of Shaftesbury mit seiner Affektenlehre und seinen moralphilosophischen Schriften, in denen er sowohl das pessimistische Menschenbild von Thomas Hobbes als auch das Streben nach Glück als Grundlage aller Werte verwarf. Vielmehr hob er die vernünftige Urteilskraft des Individuums sowie dessen natürlichen moralischen Sinn als letzte Instanz aller ethisch bedeutsamen Entscheidungen gegenüber den religiösen Lehren hervorhob. Joseph Butler und Francis Hutcheson entwickelten diese Position mit der Kritik an Hobbes Annahme über den natürlichen Egoismus des Menschen weiter. Hutcheson und David Hume bezweifelten jedoch, dass sich Moral auf Vernunft gründen könne. Danach erschöpfte sich die Debatte um eine vernünftige Begründung von Moral. Mit der Annahme entweder eine intuitionistischen, nicht rational begründbaren Moral und vor allem mit der Verbreitung utilitaristischer Tendenzen seit William Paley und Jeremy Bentham fiel die englische bzw. schottische Moralphilosophie wieder hinter die Positionen der frühen Aufklärung zurück.

### Frankreich

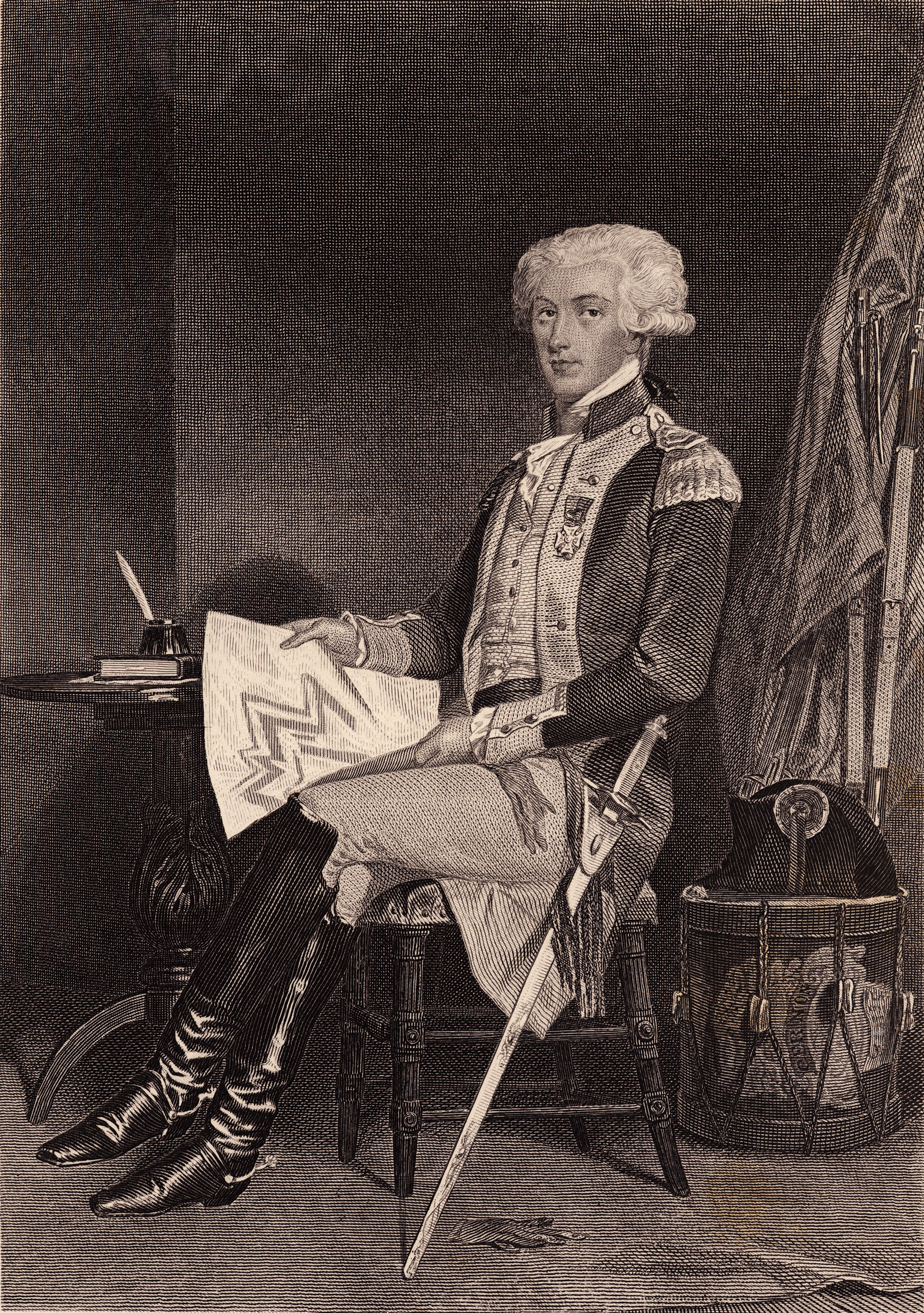
Marquis de La Fayette

Seit Mitte des 18. Jahrhunderts war Paris der Mittelpunkt der intellektuellen Diskussionen in Europa, während gleichzeitig der moralische und finanzielle Verfall des Ancien Régime deutlich wurde. Eine gravierende Krise der Staatsfinanzen war es, die den französischen Monarchen Ludwig XVI. schließlich nötigte, 1789 die Generalstände zwecks Finanzmittelbewilligung wieder einzuberufen – 175 Jahre nach ihrer letzten Tagung. Dabei spielten die Auseinandersetzungen um die Gründung der USA eine beachtliche Rolle, weil der noch absolutistisch herrschende französische König sich in einem kostspieligen Kriegseinsatz in Übersee an die Seite der amerikanischen Aufständischen gestellt hatte, um England als rivalisierende Großmacht zu schwächen. Als dann der Dritte Stand sich zur Nationalversammlung erklärte, die französische Ständegesellschaft mit den Privilegien für Klerus und Adel beseitigte und ihrerseits eine Erklärung der Menschen- und Bürgerrechte verabschiedete, ergaben sich weitere Rückkopplungseffekte zu den Entwicklungen in Nordamerika.
Eine wichtige Rolle in der ersten, der konstitutionellen Phase der Französischen Revolution spielte beispielsweise der Marquis de La Fayette, der als gelernter französischer Offizier nach der amerikanischen Unabhängigkeitserklärung aus eigenem Antrieb an der Seite der Kolonisten gegen die Briten gekämpft hatte und von 1789 bis 1791 in der Nationalversammlung wie auch an der Spitze der Nationalgarde Kurs auf ein konstitutionelles Staatssystem mit Gewaltenteilung und monarchischer Regierungsspitze hielt. Auch die überwältigende Mehrheit der ersten französischen Nationalversammlung strebte eine gewaltenteilende konstitutionelle Monarchie nach den Vorstellungen Montesquieus an. Die Verfassung von 1791 beließ dem König eine über Exekutivbefugnisse hinausgehende starke Stellung, auch indem er gegenüber dem alleinigen Legislativorgan, der Gesetzgebenden Nationalversammlung, ein aufschiebendes Veto von bis zu vier Jahren geltend machen konnte.

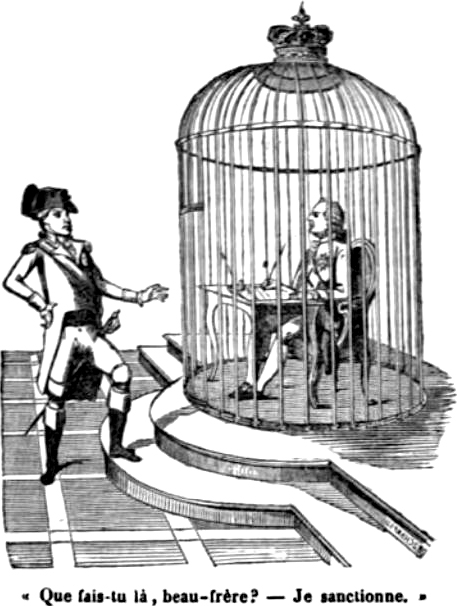
„Die freie Unterschrift“. Französische Karikatur aus dem Jahr 1792. Kaiser Leopold II.: „Was machst du da, Schwager?“ Ludwig XVI. (im Käfig): „Ich unterschreibe.“

Anders als Wilhelm von Oranien einhundert Jahre zuvor in England war Ludwig XVI. aber auf Dauer nicht bereit, die ihm von der Verfassung zugewiesene Funktion zu übernehmen. Er hatte sich nur vorübergehend und situationsbedingt dem Druck der Volksaktion gebeugt, blieb aber auf Wiederherstellung dessen bedacht, was er als sein angestammtes Recht als absolutistischer Herrscher betrachtete. Dafür suchte er auch die Unterstützung unter den ihm nahestehenden Monarchen im Ausland. Als sein ebenfalls darauf zielender Fluchtversuch in Varennes kurz vor dem Erreichen der Landesgrenze scheiterte, hielten die maßgeblichen politischen Kräfte in der Nationalversammlung dennoch an ihm als einem unverzichtbaren Kernelement ihrer Verfassungskonstruktion auch als Person fest, trafen Vorkehrungen gegen sein neuerliches Entweichen und ließen ihn den Eid auf die Verfassung von 1791 ablegen. An der Spitze der von ihm berufenen Regierung kooperierte Ludwig XVI. fortan notdürftig mit seinen ungeliebten Unterstützern unter den politischen Führungskräften der Zeit und machte bei den seine Interessen berührenden Gesetzen öfters Gebrauch von seinem suspensiven Veto.
Eine Stabilisierung des neuen politischen Systems in Frankreich gelang auch deshalb nicht, weil im Ausland, wie von der Königsfamilie erhofft, mit der Pillnitzer Deklaration tatsächlich eine gegenrevolutionäre Drohkulisse errichtet wurde. Dagegen wiederum erhob sich in der Nationalversammlung eine breite Strömung, die das Heil in der Vorwärtsverteidigung der Revolutionserrungenschaften sah und den Revolutionskrieg gegen das „aristokratische Komplott“ im In- und Ausland propagierte – auch gegen vereinzelte Warnungen wie die von Maximilien Robespierre, dass niemand die bewaffneten Missionare liebe. Die verfassungsbedingt nötige Zustimmung des Königs zum Kriegsbeschluss wurde von Ludwig XVI. gern gewährt: Er durfte hoffen, im Falle der erwarteten französischen Niederlage von den ihm wohlgesinnten und auf die eigene Stellung bedachten Monarchen in Wien und Berlin in seine alten Rechte wieder eingesetzt zu werden. Dazu kam es jedoch auch deshalb nicht, weil in militärisch äußerst bedrohlicher Lage 1792 bewaffnete Freiwilligenverbände aus ganz Frankreich die regulären Truppen verstärkten – „Allons enfants de la Patrie…“ – und die von dem Volkstribunen Georges Danton mobilisierten Pariser Volksmassen sich mit der Erstürmung der Tuilerien gegen den nun als Feind wahrgenommenen König wendeten. Tatsächlich hatte Ludwig XVI., wie der mit seinem Todesurteil endende Prozess gegen ihn aufdeckte, eine Geheimkorrespondenz mit den offiziellen Kriegsgegnern unterhalten.

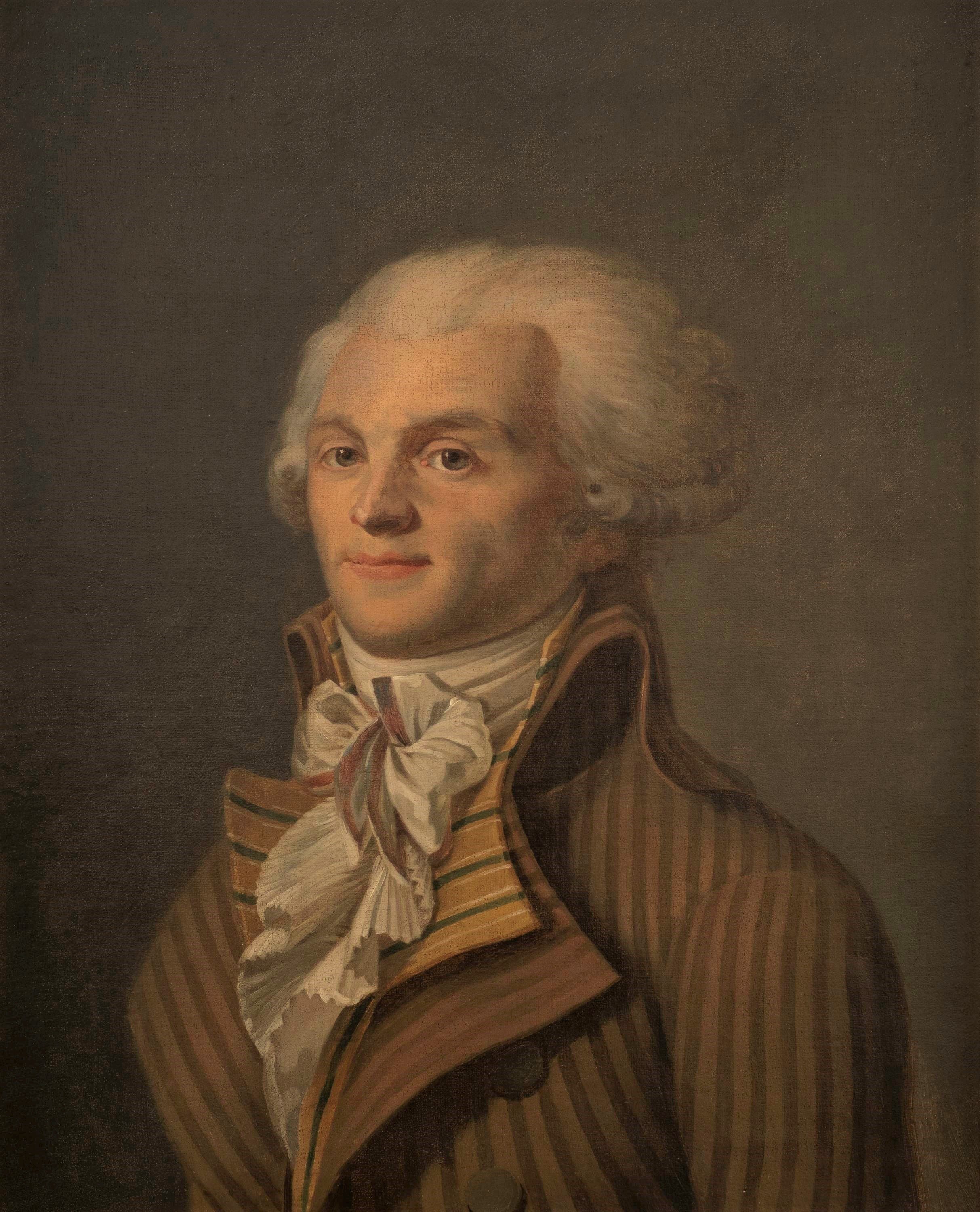
Maximilien Robespierre
(anonymes Porträt, um 1793, Musée Carnavalet)

Mit der Absetzung des Königs durch eine zunehmend radikalisierte Revolutionsbewegung war die Verfassung von 1791 hinfällig: In Frankreich begann 1792 das Jahr I der Republik. Die revolutionäre Entwicklung trat damit in ein Stadium, das den Vorstellungen und Absichten des Rousseau-Anhängers Robespierre weit entgegenkam. Noch Student der Rechtswissenschaft, hatte Robespierre den von ihm verehrten Rousseau in dessen Sterbejahr 1778 besucht und gesprochen. Schon bei den Verfassungsberatungen 1789 hatte Robespierre sich gegen jede Art von Vetorecht des Königs ausgesprochen und nach dessen gescheiterter Flucht für eine gerichtliche Untersuchung und Bestrafung. Nun aber eröffnete sich für ihn die Chance einer Republik im Zeichen des Allgemeinen Willens im Sinne Rousseaus.
Allerdings waren die Rahmenbedingungen mit der fortdauernden Bedrohung von außen, die in Wechselwirkung stand mit der revolutionären Gärung im Innern, für einen solchen Anlauf alles andere als stabil oder günstig. Die nicht in Kraft getretene republikanische Verfassung von 1793 proklamierte in Artikel 1: „Das Ziel der Gesellschaft ist das allgemeine Glück.“ Vorgesehen waren unter anderem ein allgemeines Wahlrecht mit jährlichen Wahlen zur Nationalrepräsentation, Volksabstimmungen über umstrittene Gesetze (Art. 19), ein anstelle einer Regierung an das Gesetzgebungsorgan angebundener Vollzugsrat (Art. 77), der die allgemeine Verwaltung leiten und überwachen sollte (Art. 65), Geschworenengerichte (Art. 96) und vom Volk gewählte Strafrichter (Art. 97).
Der Nationalkonvent trat phasenweise als bestimmendes Organ hinter den Initiativen und Maßnahmen des als Revolutionsregierung fungierenden Wohlfahrtsausschusses, des Sicherheitsausschusses und des Revolutionstribunals deutlich zurück. Anstelle von Volkssouveränität und demokratisch-rechtsstaatlicher Ordnung entwickelte sich eine Revolutionsdiktatur, die allen wirklichen und vermeintlichen Gegnern mit Verhaftung und Aburteilung nach dem Leben trachtete. In mehreren Wellen fraß die Revolution im sprichwörtlichen Sinn ihre Kinder, denn nach und nach wurden die führenden Köpfe der aufeinander folgenden Revolutionsphasen als nunmehrige Feinde des Volkes der Guillotine zugeführt. Mit den Mitteln des Terrors sollte der republikanischen Tugend der Weg bereitet werden. Robespierre selbst wurde 1794, wenige Wochen vor seinem Sturz und dem Ende unter dem Fallbeil, zum Propagandisten einer von Rousseau inspirierten Vernunftreligion und zur zentralen Figur bei einem eigens neu eingeführten „Nationalfest zu Ehren des höchsten Wesens.“.

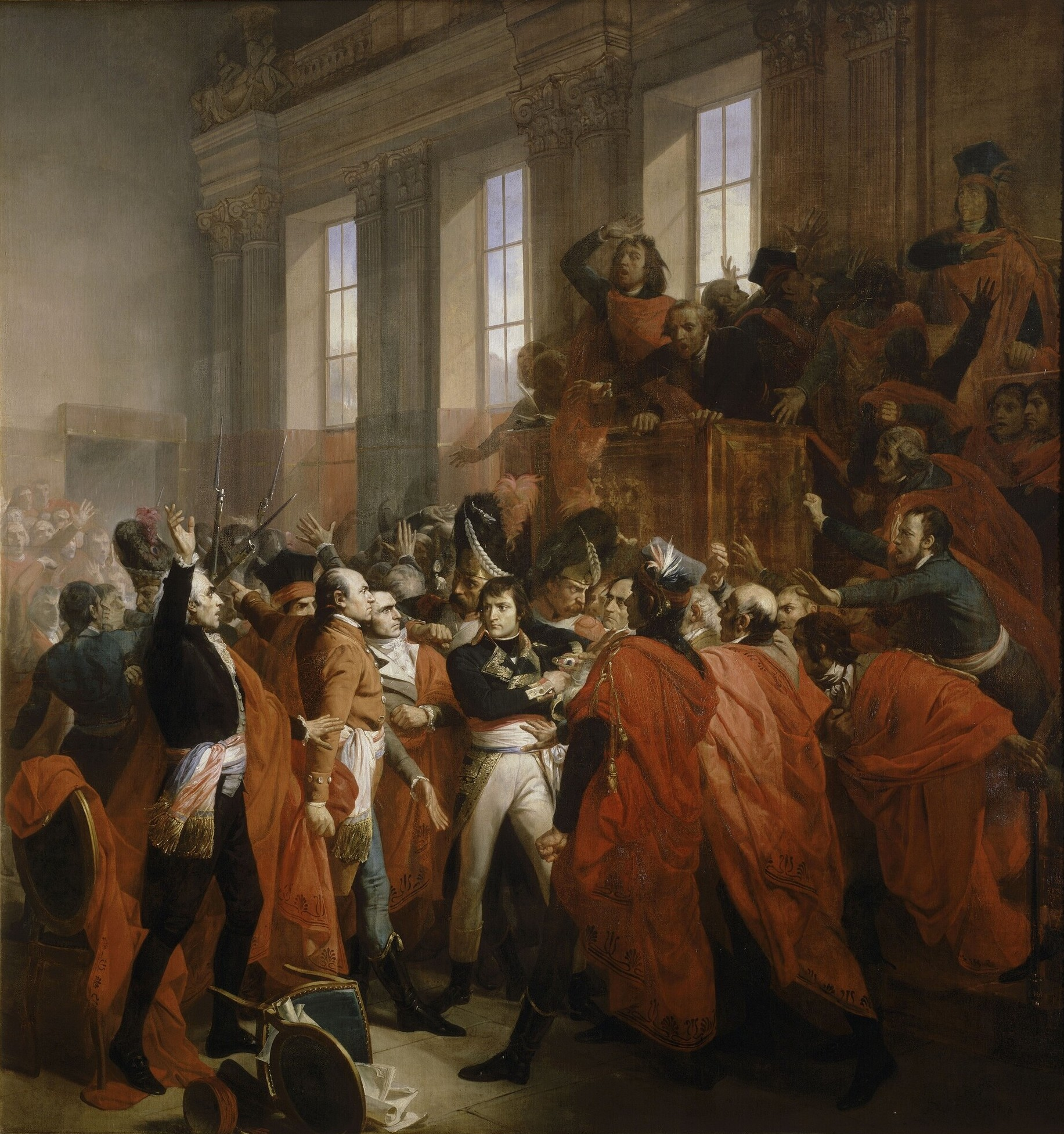
General Bonaparte vor dem Rat der Fünfhundert in Saint Cloud am 10. November 1799. (Gemälde von François Bouchot aus dem Jahr 1840)

Mit der Hinrichtung Robespierres und seiner Weggefährten endete nicht nur die Schreckensherrschaft der Revolutionsregierung, sondern auch die auf soziale Gleichheit aller Franzosen gerichtete radikale Phase der Französischen Revolution. In der von den Thermidorianern bestimmten Folgeentwicklung spielten neben der persönlichen Sicherheit auch der Schutz besitzbürgerlicher Eigentumsinteressen wieder eine zentrale Rolle. In der durch den Volksentscheid gebilligten dritten Verfassung vom August 1795 wurde der Gleichheitsbegriff neu gefasst und in dieser Form maßgeblich für alle künftigen Rechts- und Verfassungsstaaten: „Die Gleichheit besteht darin, daß das Gesetz für alle das gleiche ist.“ Neben die Erklärung der Rechte wurde nun eine Erklärung der Pflichten des Bürgers gestellt, mit Vorrang für die Respektierung der Gesetze. Die Zwangsmaßnahmen gegen Priester, Kirche und Christentum wurden beendet und Religionsfreiheit hergestellt. Anstelle der Unterwerfung der Kirche unter den Staat wurde mit der Trennung von Kirche und Staat eine neue Entwicklung eingeleitet.
Doch auch das gemäß Verfassung von 1795 regierende Direktorium gelangte nicht zu einer dauerhaften Stabilisierung der innenpolitischen Lage. So konnte der im Revolutionsheer aufgestiegene Napoleon Bonaparte sich schließlich in einem Staatsstreich zum angeblichen Retter der Republik aufschwingen. Als er 1799 erklärte, die Revolution sei auf ihre Grundsätze zurückgebracht und damit beendet, legte er faktisch den Grundstein für die Militärmonarchie eines aufgeklärten Diktators.
Die mit der Französischen Revolution einhergehenden vielfältigen Umwälzungen fanden am Ausgang des 18. Jahrhunderts statt und leiteten das Ende des Zeitalters der Aufklärung in der westlichen Staatenwelt ein. Von den einen als „Vollendung der Aufklärung“, von den anderen als deren „Desaster“ angesehen, wurde die Französische Revolution zu einem Wendepunkt, jenseits dessen der aufklärerische Elan zur Organisation eines zeitgemäßen Staatswesens von Impulsen restaurativer und romantischer Art teils überdeckt, teils abgelöst wurde.
Gleichwohl hat der „heiße revolutionäre Atem“ der Vorgänge in Frankreich, wie es bei Karl Griewank heißt, „immer erneut auf kommende Generationen gewirkt.“ Volksaufstände und Staatsstreiche, parlamentarische und kommissarische Regierungen, Gewaltenteilung und souveräne Volksvertretung waren und sind mit der Französischen Revolution als Vorlage oder beispielhafte Orientierungsgröße mal in positiver, mal in negativer Auslegung verknüpft. „Die erlebnishafte, gleichsam moralische Wirkung der Revolution übertrifft vielleicht ihre unmittelbar in den Tatsachen nachweisbaren Folgen“. In der Geschichte Frankreichs bot sie Bezugspunkte für das Bürgerkönigtum von Louis-Philippe I. ab 1830, für die Februarrevolution und die Republikgründung 1848, für die Pariser Kommune ebenso wie für die bürgerliche Dritte Französische Republik nach 1871. Die Tradition der „Großen“ Französischen Revolution lebt alljährlich mit dem Nationalfeiertag am 14. Juli wieder auf, dem Jahrestag des Sturms auf die Bastille 1789.

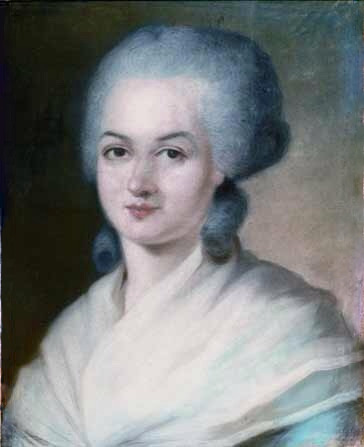
Olympe de Gouges

Zwar gab es in der Französischen Revolution etwa mit dem „Zug der Frauen nach Versailles“ auch politische Aktionen mit starker Frauenbeteiligung; doch in keiner der damaligen Volksvertretungen gab es Frauen. Olympe de Gouges fand für ihren Kampf um Frauenrechte, die sie 1791 in einer „Erklärung der Rechte der Frau und Bürgerin“ öffentlich einforderte, keine bedeutsame Unterstützung. Ihre in Artikel 10 erhobene Forderung, der Frau komme nicht nur das Recht zu, das Schafott zu besteigen, sondern auch die Rednertribüne, wurde wie die ganze Erklärung nicht aufgegriffen. Stattdessen fiel sie selbst dem Revolutionsterror zum Opfer und starb unter der Guillotine.
In England hatten das Königshaus und das Parlament stets einen Ausgleich der Interessen gefunden. In Preußen und in Österreich standen die Herrscher dem neuen Denken verhalten offen gegenüber und ermöglichten Reformen. In Frankreich jedoch, wo der Absolutismus von den neuen Gedanken kaum Notiz genommen hatte, kam es zur Explosion. Dabei beteiligte sich mit Ausnahme von Condorcet keiner der bekannten Aufklärer am gewaltsamen Aufstand. Die Ereignisse der Französischen Revolution gaben jedoch nur kurz zu Euphorie Anlass. Zeitzeugen notierten sie rasch mit Abscheu vor der Straße und Skepsis gegenüber den Intellektuellen, die den politischen Prozess bestimmten. So erging es auch Friedrich Schiller, der mit seinen Briefen Über die ästhetische Erziehung des Menschen (1795) einerseits die Subjektivität in der Ästhetik Kants kritisierte, andererseits betont, dass Wissen nicht die Rohheit des Menschen verhindert, sondern nur die in der Schönheit liegende Wahrheit. Nur wenn der Mensch beide Seiten seiner Bedürfnisse ausprägt, das sinnliche wie das vernünftige, kann er zur Harmonie finden. Die Diskussionen, die 1789 einsetzten, ließen wenig später weder den Aufgeklärten Absolutismus noch die Revolution als Mittel der Aufklärung übrig. Der sich modernisierende Nationalstaat wurde die Option des 19. Jahrhunderts unter Diskussionen, die nur noch partiell auf die Aufklärung zurückgriffen. Ab den 1790er Jahren mehren sich Stimmen, die das gesamte politische Projekt der Aufklärung als naiv angedachtes ablegen. Die neuen Geschichtsmodelle, die im 19. Jahrhundert diskutiert werden, setzen auf die Macht irreversibler historischer Prozesse und drängen dabei Vorstellungen einer Entfaltung der Vernunft zurück.

### Deutschland

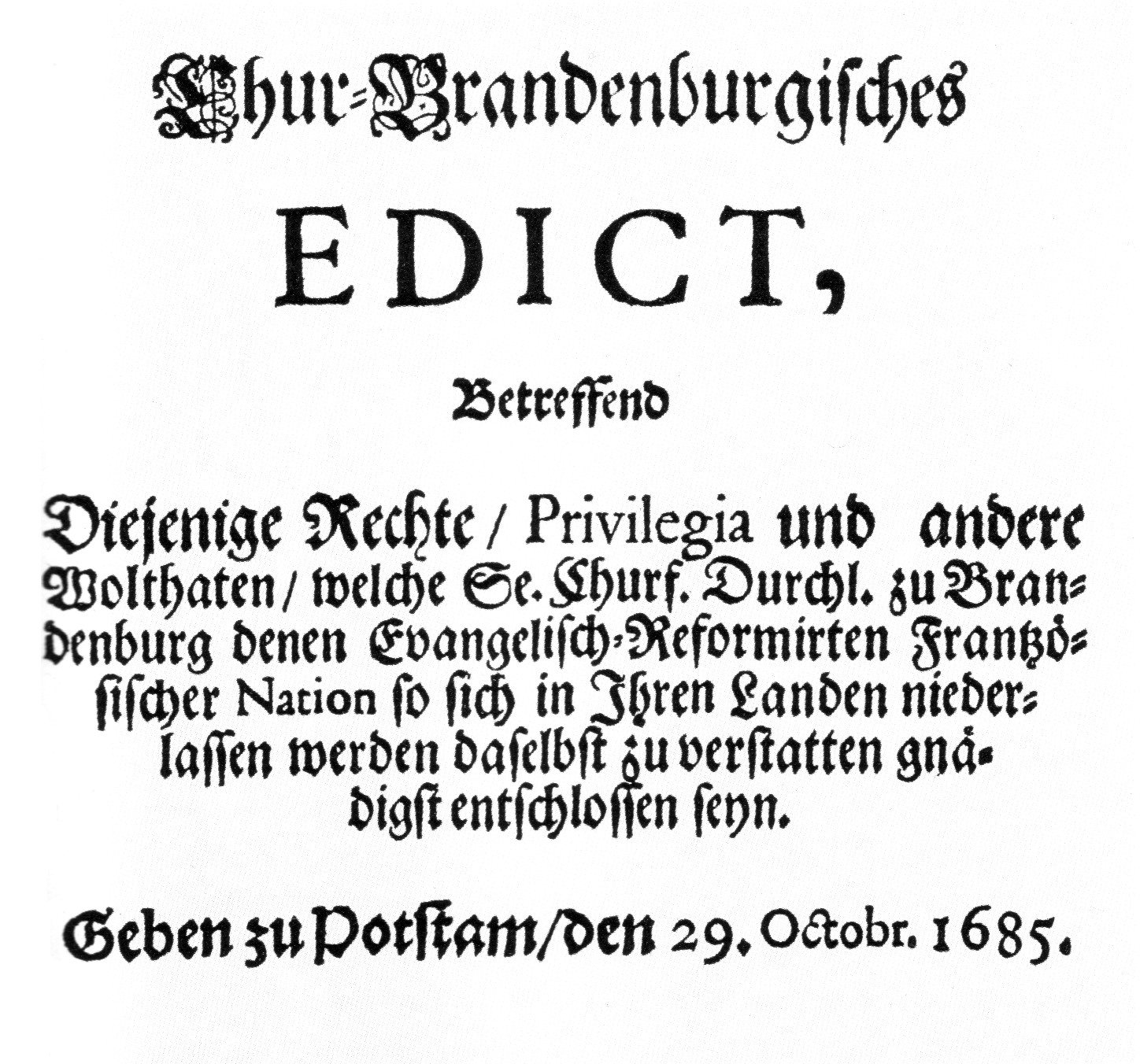
Das Edikt von Potsdam, Titelseite

Als 1685 (am 18. Okt.) mit der Rücknahme des Edikts von Nantes die Religionsfreiheit der Protestanten in Frankreich widerrufen wurde, hatte dies nicht nur in England historisch bedeutsame Folgen. Der brandenburgische Kurfürst Friedrich Wilhelm (Der große Kurfürst) stellte mit dem Edikt von Potsdam die Weichen in seinem Herrschaftsbereich nunmehr nachhaltig in Richtung auf eine tolerante Religionspolitik. Seine einladende Toleranzzusicherung bewirkte unmittelbar den Zuzug von bis zu 20.000 aus Frankreich geflüchteten Hugenotten in seinen Herrschaftsbereich, von denen allein 40 Prozent sich in der Residenzstadt Berlin niederließen, sodass um 1700 nahezu jeder fünfte Berliner ein Hugenotte war. Diese Réfugiés verhalfen dem vom Dreißigjährigen Krieg gebeutelten Brandenburg-Preußen zu einem beachtlichen Wirtschaftsaufschwung und wirkten zudem kulturell bereichernd. Bereits 1689 wurde in Berlin das noch immer bestehende Französische Gymnasium gegründet. Indem Französisch als Sprache der internationalen Diplomatie in der zweiten Hälfte des 17. Jahrhunderts Latein ablöste, wurde es in der gebildeten Öffentlichkeit überhaupt gängig und wurde die französische Kultur vorbildhaft. Dabei wirkten die Hugenotten in den Gastländern als Vermittler und trugen beispielsweise zu verfeinerten Umgangsformen und neuen Essgewohnheiten bei.
Die Entwicklung Berlins und Potsdams zu Zentren der europäischen Aufklärung ist anteilig auch auf die Anwesenheit französischer Intellektueller zurückzuführen: Die Mitglieder der Königlich-preußischen Akademie der Wissenschaften bestanden zu gut einem Drittel aus Hugenotten. Kulturtransfers gab es auch in umgekehrter Richtung: So machte Isaac de Beausobre von Berlin aus Schriften Samuel Pufendorfs in Frankreich bekannt. Pufendorf, der an das naturrechtliche Denken von Hugo Grotius anknüpfte, wechselte 1688 vom Stockholmer an den Berliner Hof, wo er für den Großen Kurfürsten als Ratgeber und Verfasser einer brandenburgischen Geschichte tätig war. Die von seinem Auftraggeber erfolgreich betriebene Ausweitung der staatlichen Autorität in den verstreuten preußischen Territorien rechtfertigte er, indem er der Freiheit der Stände die notwendige Mittelausstattung des Staates als zwingendes Erfordernis entgegenhielt.

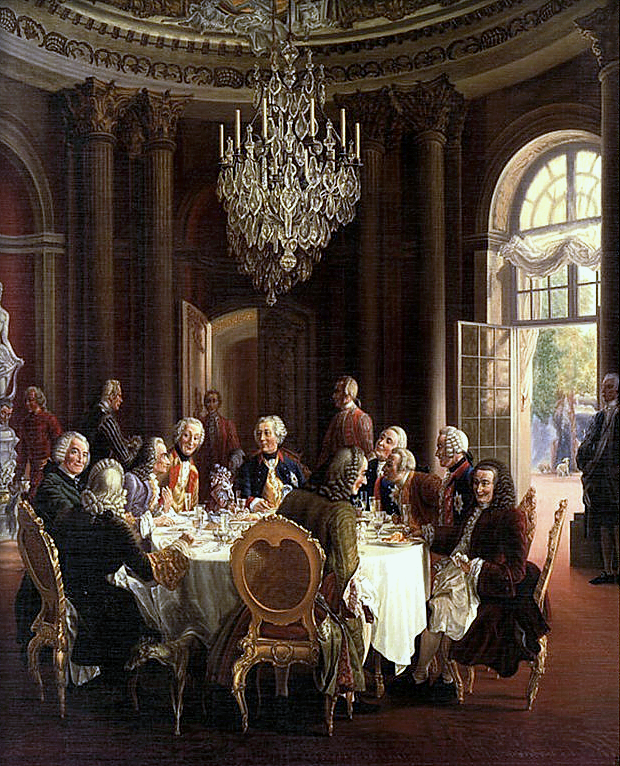
Adolph von Menzel: Die Tafelrunde von Sanssouci zeigt Friedrich den Großen (Mitte) mit Voltaire (links) und den führenden Köpfen der Preußischen Akademie der Wissenschaften im Schloss Sanssouci. (Gemälde von 1850)

Herrschaftsausbau im Sinne der Staatsraison und Ansätze zu einer aufklärerischen Herrschaftspraxis lagen also in Brandenburg-Preußen bereits beieinander, lange bevor Friedrich II. (der Große) als Urenkel des Großen Kurfürsten sich anschickte, zu einem Sinnbild des aufgeklärten Monarchen zu werden. In seiner Persönlichkeit kontrastierte Friedrich gegenüber dem eigenen Vater, dem Soldatenkönig Friedrich Wilhelm I., beträchtlich. Als musisch begabter Querflöten-Virtuose und Komponist eigener Musikstücke sowie als dem literarischen Interesse ausgiebig frönender Intellektueller mit großer Gewandtheit in der französischen Sprache hatte Friedrich II. bereits vor seinem Herrschaftsantritt 1740 das Interesse Voltaires geweckt und korrespondierte mit ihm. Sogar auf Feldzügen war im Lager häufig sein Flötenspiel zu hören, und für ruhige Stunden ließ er eine mobile „Feldbibliothek“ mitführen. Hatte der Große Kurfürst noch Pufendorf für die brandenburgische Geschichtsschreibung berufen, so erwies sich Friedrich II. laut Christopher Clark selbst „als fabelhafter und höchst origineller Schriftsteller“.
Den Ruf des Aufklärers auf dem Thron erwarb er sich aber hauptsächlich als religiös ungebundener Freigeist, der jedem Menschen ausdrücklich zugestand, „nach seiner Façon“ (oder Konfession) selig zu werden, und durch das die eigene Vorrangstellung relativierende Bekenntnis, mit dem er sich als König zum „Ersten Diener des Staates“ erklärte. Mit seiner Wendung gegen die Folter, der angeordneten Milderung des Strafenregimes und der Zurückdrängung der Todesstrafe setzte er gleich zu Beginn seiner Herrschaft menschenrechtliche Achtungszeichen. Für das Rechtswesen ließ er eine neue, grundlegende Ordnung entwerfen; das von ihm auf den Weg gebrachte Allgemeine Landrecht für die Preußischen Staaten trat erst nach seinem Tod († 17. August 1786) in Kraft.
In wichtigen Bereichen des preußischen Staatswesens zeigten sich die Grenzen seines aufklärerischen Wirkens und Wollens. Die adligen Gutsbesitzer wurden in ihrer bevorrechtigten gesellschaftlichen Stellung noch gestärkt: Das Patrimonialgericht blieb ihnen erhalten; die militärischen und amtlichen Führungsstellen wurden im Wesentlichen unter ihnen aufgeteilt. Friedrichs II. außenpolitischer Expansionskurs war allein von machtpolitischen Motiven im Sinne der Staatsraison bestimmt.

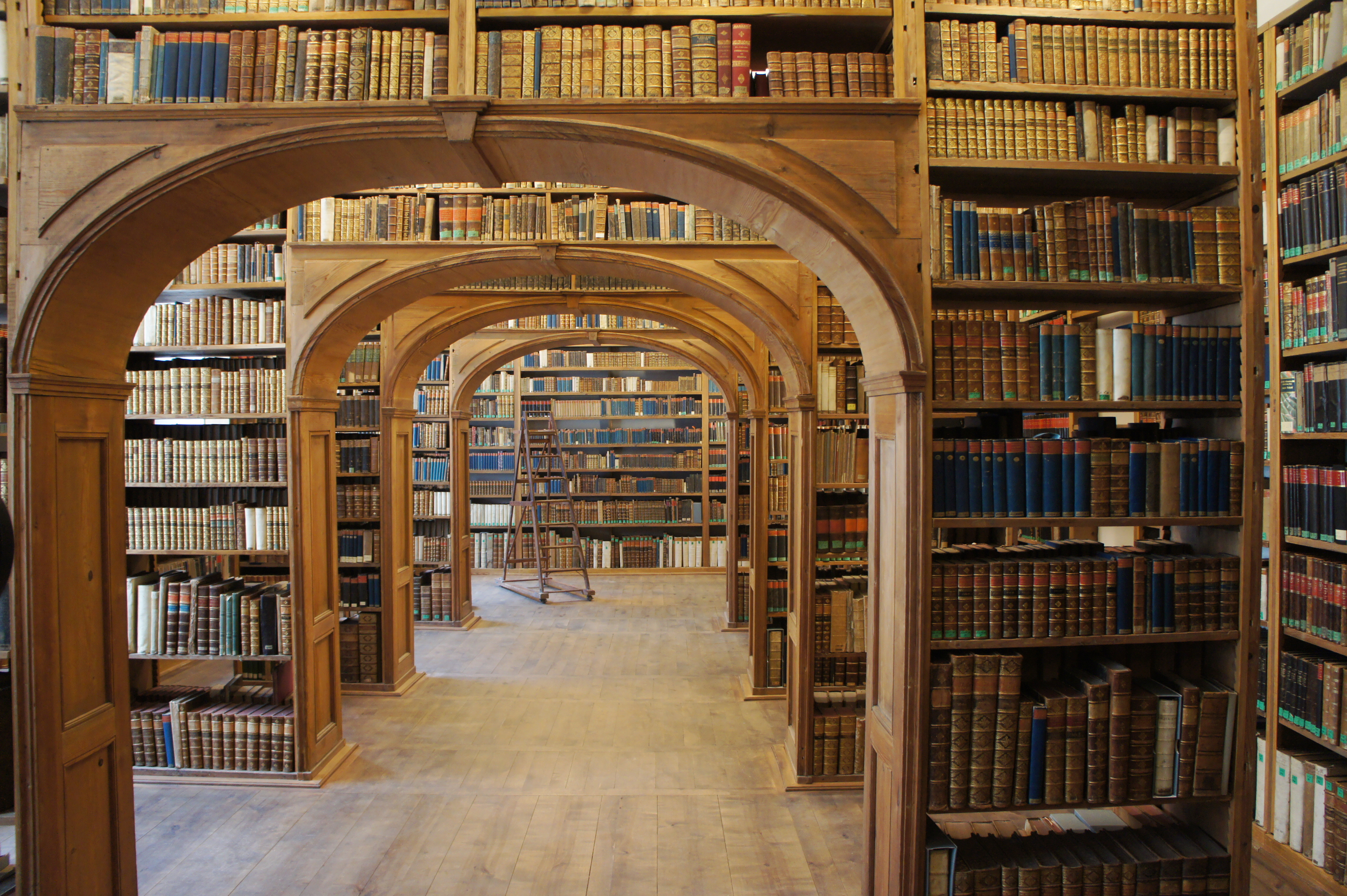
Oberlausitzische Gesellschaft der Wissenschaften: Bibliothek

Dennoch repräsentierte Friedrich der Große unter den Monarchen des 18. Jahrhunderts die Ideen der Aufklärung in seiner Person am deutlichsten. Ansätze aufklärerischer Herrschaftspraxis zeigten sich aber auch in anderen deutschen Territorien und in Österreich unter Kaiser Joseph II., einem Bewunderer des preußischen roi philosophe. Wie sein Vorbild sorgte er für die Abschaffung der Folter und für Strafmilderung. Durch Toleranzedikte erhielten Nichtkatholiken das volle Staatsbürgerrecht und das Recht der privaten Religionsausübung. Die bäuerliche Leibeigenschaft in Form der Erbuntertänigkeit wurde in den österreichischen und böhmischen Landen aufgehoben. Damit ging die Donau-Monarchie hinsichtlich gesellschaftspolitischer aufklärerischer Maßnahmen weiter als der Alte von Sanssouci.
In Deutschland, wo Immanuel Kant 1784 im ostpreußischen Königsberg in der Schrift Beantwortung der Frage: Was ist Aufklärung? den Begriff auf klassische Weise bestimmt hatte und 1795 in Zum ewigen Frieden die zukunftsgerichteten eigenen Vorstellungen bezüglich Staatstheorie und Völkerrecht entwickelt hatte, zeitigte die napoleonische Ära – in der Verbindung militärischer Expansion mit dem Export revolutionärer Errungenschaften – auf der Ebene staatlicher Reorganisation nicht nur die Auflösung des Heiligen Römischen Reiches und die Bildung des Rheinbunds, sondern auch die Preußischen Reformen. Damit gelangten von aufklärerischem staatstheoretischen Denken beeinflusste Persönlichkeiten wie der Freiherr vom Stein, Karl August von Hardenberg und Wilhelm von Humboldt in politische Führungsstellen. Die vielfältigen aufklärerisch-liberal angelegten gesellschaftlichen und wirtschaftlichen Reformmaßnahmen wurden mitgetragen und unterstützt von einem vor allem juristisch vorgebildeten Beamtentum, das sich seit den Zeiten des Großen Kurfürsten mehr und mehr als „weltliche Funktionselite“ etabliert hatte und von dem es bei Stolleis heißt: „es schuf sich Ausbildungsstandards, Laufbahnen, differenzierte Hierarchien, geordnete Versorgung und eine eigene Ethik. Sein Wachstum begleitete das Wachstum des modernen Staates, und es bildete langfristig jenen bürokratischen Unterbau, auf dem die neuzeitliche Staatssouveränität ruht und dessen sie sich als ‚Apparat‘ bedient, um die Befehlsimpulse bis in den letzten Winkel des Territoriums zu übermitteln und durchzusetzen.“

### Italien
Italien war ein Experimentierfeld für aufklärerische Ideen im Europa des 18. Jahrhunderts, die zum großen Teil aus dem Widerstand gegen eine tyrannische Herrschaft entwickelt wurden. Großen Einfluss auf die europäische – vor allem französische – Aufklärung des 18. Jahrhunderts hatten außer Cesare Beccaria, der erstmals die Abschaffung der Todesstrafe forderte, italienische Juristen und Historiker wie Pietro Giannone und Carlo Antonio Pilati (Carlantonio Pilati); doch litten sie im eigenen Land besonders unter Zensur und Verfolgung wegen ihrer antiklerikalen Orientierung, ihrer Forderung nach Abschaffung von Kirchenrecht und Kirchengütern und der teils von ihnen ausgelösten Diskurse über das Widerstandsrecht gegen Tyrannen.
Nicht nur der Kirchenstaat, der um 1700 seine größte Ausdehnung erreicht hatte, nutzte die Inquisition, um unliebsame Kritiker zum Schweigen zu bringen und verfolgte Freimaurer und andere Freidenker; auch im Königreich Neapel – obwohl zunächst Zentrum der Aufklärungsbewegung – scheiterten alle Reformabsichten, und auch im Großherzogtum Toskana, dem einstigen Musterstaat der Aufklärung, gab es nach der Französischen Revolution eine massive Gegenbewegung zu den Reformen des „Philosophenfürsten“ Pietro Leopoldo, dem späteren Kaiser Leopold II. Giannone, der wohl schärfste Kritiker des italienischen Klerus, floh aus Neapel und erhielt zunächst am Hof Karl VI., dann in Venedig und schließlich in Genf Asyl.
Wegen der geringen Zahl von Übersetzungen ihrer Texte ins Deutsche ist der Einfluss der besonders militant-antiklerikalen italienischen Aufklärung in Europa wenig untersucht und wird leicht unterschätzt. Es gibt allerdings neuere deutschsprachige Arbeiten zum Einfluss der Philosophie der italienischen Aufklärung.
Jedoch wurden in vielen Ländern Cesare Beccarias Beiträge zum Strafrecht rezipiert und seine Forderung nach Abschaffung der Todesstrafe teilweise übernommen. Sein Buch Dei delitti e delle pene (1764) wurde schon 1766 ins Deutsche und 1767 ins Englische übersetzt (On Crimes and Punishments). Es fand große Resonanz bei den amerikanischen Revolutionären und den Vätern der amerikanischen Verfassung, auch wenn diese Tatsache schnell in Vergessenheit geriet. Beccaria gilt auch als einer der Begründer der modernen politischen Ökonomie und Kameralistik.

### Spanien
In Spanien gilt der Zeitraum von 1700 bis 1808 als das „Jahrhundert der Aufklärung“, das siglo de las luces. Der prominenteste Vertreter der Frühaufklärung war Benito Jerónimo Feijoo, der in enzyklopädischer Manier und aufklärerischer Absicht zahlreiche Themen behandelte, die Wissenschaften förderte und sich gegen Aberglauben aller Art wendete. Mit seinem Werk Teatro critico universal (1726–1740), in dem er das aktuelle französische Denken repräsentierte, soweit es ihm als Benediktinermönch möglich war, setzte die Aufklärungsperiode fast schlagartig ein; sie dauerte bis ins 19. Jahrhundert fort. Feijoo rezipiert auch die Ergebnisse der experimentellen Wissenschaften und kritisiert den Allwissenheitsanspruch einer deduktiven Theologie. Klerikale Kritik an seinem Werk wurde durch den König Ferdinand VI. verboten.

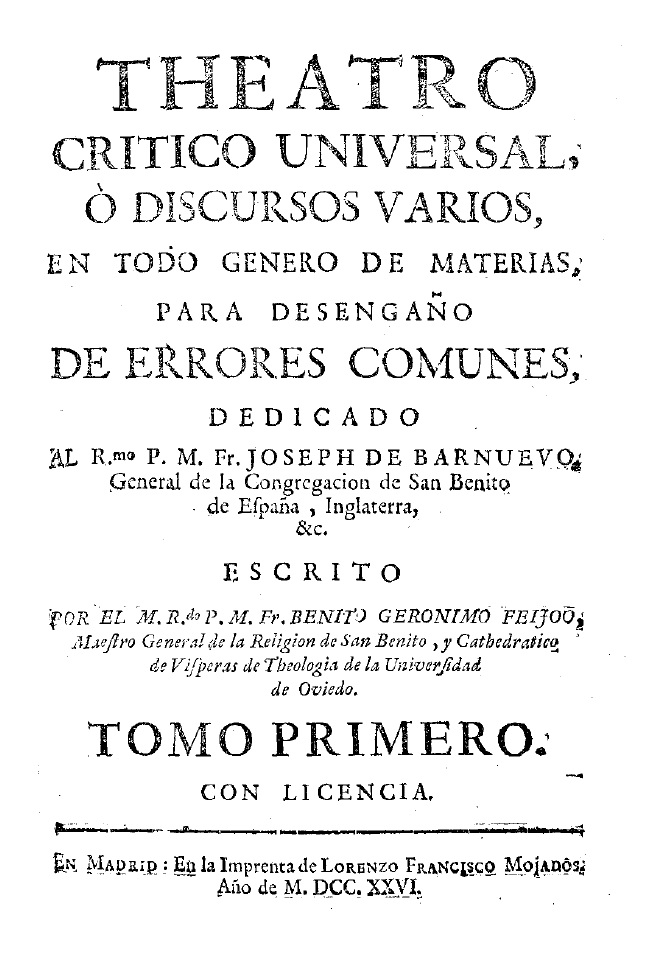
Mit dem Theatro crítico universal wollte Benito Jerónimo Feijoo in aufklärerischer Absicht „allgemein verbreitete Irrtümer“ widerlegen

In der Zeit des Erstarkens der bourbonischen Königsmacht (regalismo) seit 1700 kam es zu einer Schwächung der Autonomie der Provinzen und Kolonien zugunsten Madrids und vor allem zu einer Einschränkung der Macht der katholischen Kirche durch verschiedene Konkordate. Die bekannteste antiklerikale Maßnahme des Regalismus war die Ausweisung der Jesuiten aus allen Gebieten der spanischen Monarchie im Jahr 1767. Als Vorwand diente der sogenannte Madrider Hutaufstand, also die Proteste, die sich gegen den aus Italien stammenden Reformminister Leopoldo de Gregorio, Marqués de Esquilache richtete, der die als rückständig empfundene traditionelle Kleidung verboten hatte. Die Jesuiten hatten mit den Unruhen allerdings wenig zu tun; ihre Bildungseinrichtungen waren keineswegs Bollwerke der Gegenaufklärung.
Die nicht zuletzt im erneuten wirtschaftlichen Aufschwung nach langer Stagnation sichtbaren Erfolge der bourbonischen Reformpolitik unter Karl III. (z. B. infolge der Liberalisierung des Seehandels, der Verwaltungsreform auch in den Kolonien und der Förderung der Wissenschaften) wurden von der franquistischen Geschichtsschreibung lange denunziert und als Werk von Afrancesados abgetan; heute sieht man nicht mehr den Hof der Bourbonen, sondern jenen Raum, den man heute als Zivilgesellschaft beschreiben würden, also die Literaten und Wissenschaftler, als Träger der Aufklärung an. Eine Symbolfigur der Epoche Karl III. war der in Peru geborene Jurist, Landreformer, Theaterdichter und Lyriker Pablo de Olavide, dem 1778 ein Prozess gemacht wurde, durch den er ins Kloster verbannt wurde. Endgültig abgeschafft wurde die von den Aufklärern heftig kritisierte Inquisition erst 1834.
Aufklärungstendenzen artikulierten sich auch in den Regionalsprachen. Zu den (neben Jerónimo Feijoo, der auch in galicischer Sprache schrieb) bedeutendsten Aufklärern gehörte Gaspar Melchor de Jovellanos, der in den 1740er Jahren Schriften über den historischen und kulturellen Wert Asturiens und der asturischen Sprache verfasste und sich – allerdings erfolglos – um die Erstellung eines asturischen Wörterbuchs und einer Grammatik sowie die Einrichtung einer asturischen Sprachakademie bemühte.
Die spanische Aufklärung war lange Zeit relativ schlecht erforscht, da in konservativen und klerikalen Kreisen keinerlei Interesse daran bestand. Erst nach der Franco-Diktatur setzte eine gründliche Aufarbeitung des spanischen Beitrags zur europäischen Aufklärung ein.

### Russland

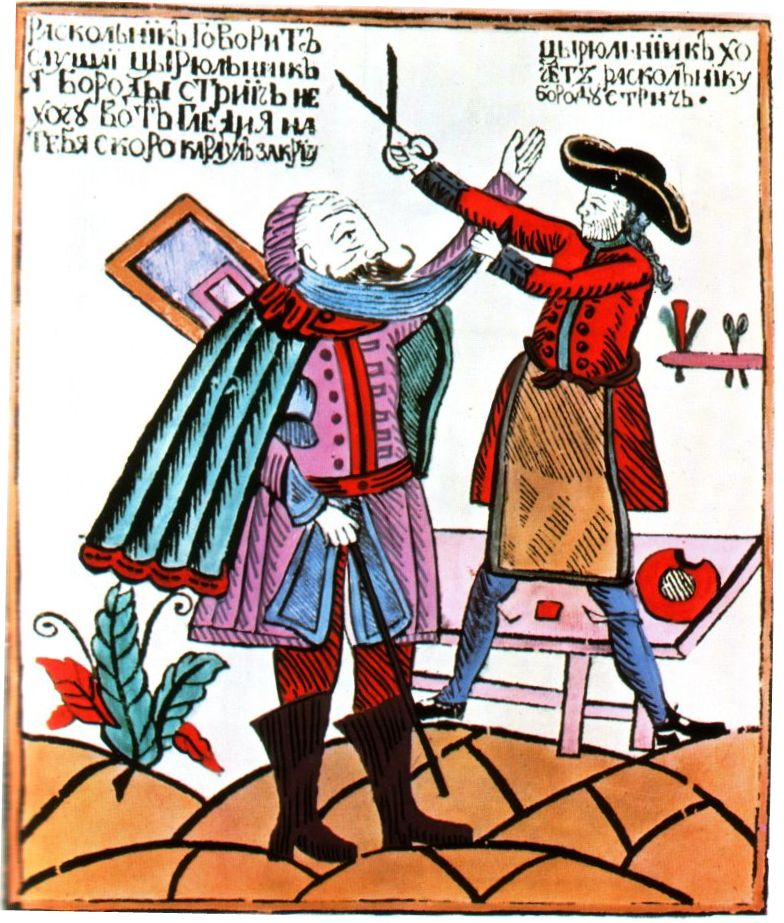
Karikatur auf die Reformen Peters des Großen: Einem altgläubigen Russen wird der Bart abgeschnitten. Holzschnitt für ein Flugblatt, Ende 17. Jahrhundert

Der schon im Mittelalter nachgewiesene Begriff просвеще́ние (Aufklärung) meinte im Russischen die göttliche Erleuchtung des Menschen (mit dem Nebensinn seiner „Durchleuchtung“ bis ins Innerste). Bereits der „Reformzar“ Peter I. förderte die frühe Aufklärung und knüpfte an das lateinische Bildungsideal seiner Vorgänger an. Allerdings führten der Aufbau eines stehenden Heeres und das Fehlen einer Verwaltung auf dem Lande zur Verschlechterung der Lage der Bauern und zur Ausweitung der Leibeigenschaft, da nur der Adel diese Aufgaben erfüllen konnte und dafür Zugeständnisse verlangte. Außerdem wurden beim Aufbau von St. Petersburg Zwangsarbeiter in großem Umfang eingesetzt.
Peter III. hatte weitreichende Reformen angekündigt, war jedoch gestürzt worden. Unter seiner Nachfolgerin Katharina II., die seit 1762 herrschte, erhielt der Begriff der Aufklärung im Rahmen ihrer Politik der Modernisierung Russlands eine neue Bedeutung. Westliche Ideen und Bildungsvorstellungen wurden entsprechend den Bedürfnissen des autokratischen Landes umgeformt. Katharina korrespondierte mit westeuropäischen Aufklärern wie Voltaire und d'Alembert. Denis Diderot half sie großzügig über seine wirtschaftlichen Schwierigkeiten hinweg und lud ihn zu einem längeren Aufenthalt nach Sankt Petersburg ein.
Mit ihrer Großen Instruktion legte Katharina II. ein wichtiges Dokument des Aufgeklärten Absolutismus vor, in dem sie sich auf staats- und rechtsphilosophische Werke von Charles Montesquieu, Cesare Beccaria, Jakob Friedrich von Bielfeld und Johann Heinrich Gottlob von Justi stützte. Diese Instruktion, als Richtlinie und Handlungsrahmen für die 1766 einberufene Gesetzbuch-Kommission geschaffen, formuliert die Grundprinzipien und Ziele der kaiserlichen Politik. Die Gesetzbuch-Kommission beendete zwar 1768 ihre Arbeit, ohne ein neues Gesetzbuch geschaffen zu haben, aber sie erbrachte mit ihrer Arbeit wesentliche Grundlagen für die späteren Reformen im Geist der Aufklärung, wie z. B. Verbesserungen im Gesundheitswesen der Städte, im Schulwesen und hinsichtlich der Gewährung von Pressefreiheit, für die es allerdings noch wenig Nutznießer gab. Zahlreiche höhere Bildungseinrichtungen wurden unter staatlicher Lenkung („ministeriale Aufklärung“) nach westeuropäischem Vorbild geschaffen, Kunst und Literatur gefördert, die Oberschichten sprachlich „französisiert“. Ein Zentrum der russischen Aufklärung war neben Sankt Petersburg vor allem das vom preußischen Königsberg beeinflusste Riga, wo u. a. Johann Christoph Berens und Herder wirkten. Allersdings traf die deutschsprachige gelehrte Aufklärung, deren Hauptträger Pastoren waren, auf die ungebildeten „Undeutschen“, d. h. Esten und Letten, und erhielt dadurch ein koloniales Element. 
Die Französische Revolution bewirkte ein Umdenken, Revolution war für Katharina II. Anarchie, die das Licht der Aufklärung ad absurdum führte. Endgültig und abrupt wurde die russische Aufklärung unter Paul I. beendet; doch blieb die 1755 gegründete Moskauer Universität ein Zentrum aufgeklärten Denkens. Auch in der Provinz, so z. B. in der Handelsstadt Twer, entstanden Zentren einer Aufklärung von unten.
Erst mit der Aufklärung, also später als bei anderen Kolonialmächten, entstand in Russland die Idee, anderen Völkern Fortschritt und Vernunft zu bringen. Diese sogenannte Zivilisierungsmission führte im Kaukasus seit 1817 zu einem blutigen Krieg gegen die Bergvölker, die erst 1864 befriedet wurden.

### Polen

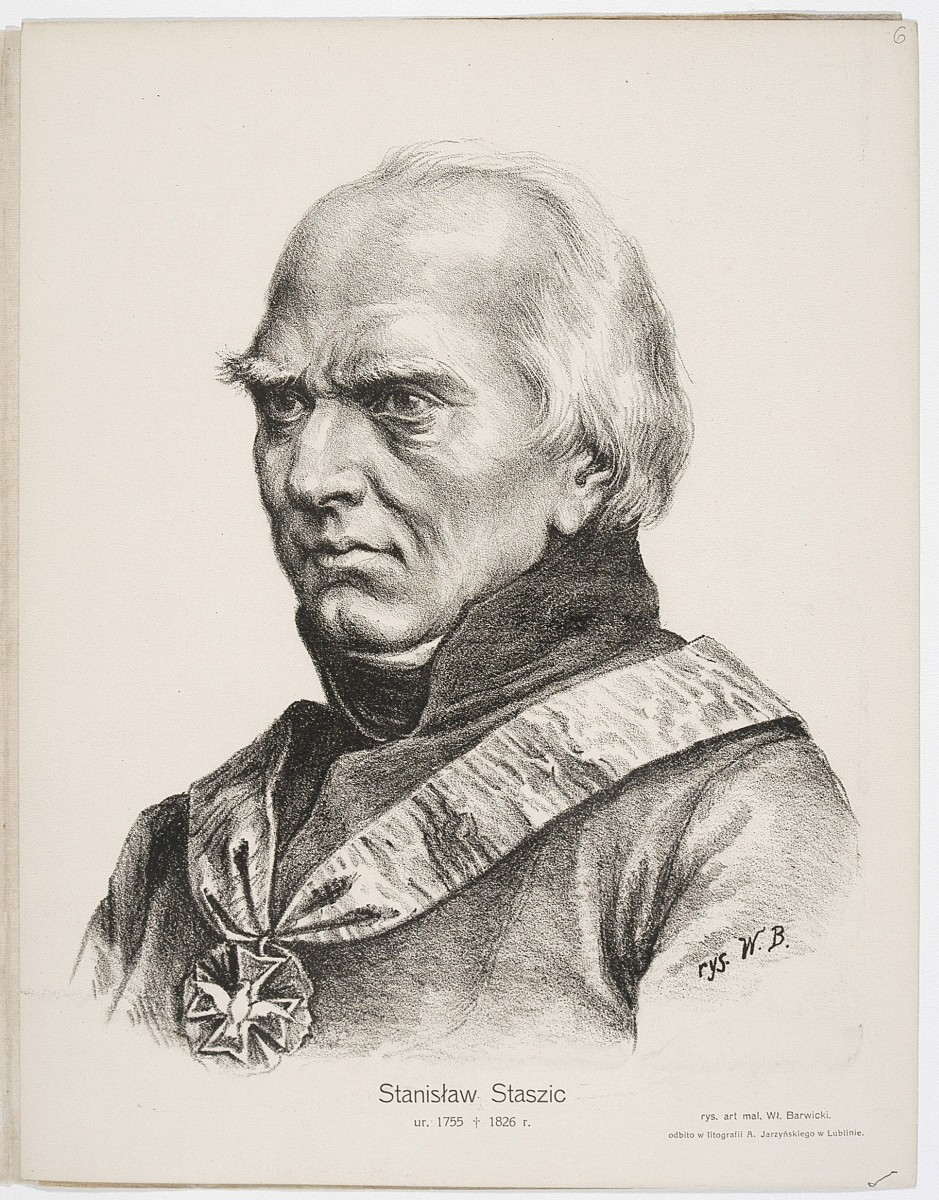
Stanisław Staszic (Lithographie von W. Barwicki)

Die relativ spät einsetzende polnische Aufklärung zeichnete sich durch zwei wesentliche Merkmale aus: zum einen durch die lange Koexistenz der alten sarmatischen Adelskultur und der neuen aufklärerischen Weltanschauung; zum anderen durch den Einfluss tiefgreifender innerer und äußerer politischer Entwicklungen auf alle Gesellschaftsbereiche. Die Eigenheit der polnischen Aufklärung ist auch auf die eigentümliche Regierungsform zurückzuführen: Umgeben von Monarchien bildete Polen mit seiner sogenannten Adelsdemokratie eine Insel. So hatte die in den 1740er Jahren einsetzende polnische Aufklärung nicht eine Despotie, sondern den ausufernden Parlamentarismus der Adelsdemokratie zum Hauptgegner. Der Ruf nach politischen und Verfassungsreformen wurden vor allem in der von dem in Preußen geborenen Priester Stanisław Staszic verfassten, anonym herausgegebenen Schrift Uwagi nad życiem Jana Zamoyskiego („Bemerkungen über das Leben von Jan Zamoyski“, 1787) und in seiner Przestrogi dla Polski („Warnung an Polen“, 1790) artikuliert. Staszic, der in Leipzig, Göttingen und Paris studiert hatte, gründete auch die Vorläuferinstitution der Polnischen Akademie der Wissenschaften.
Der klassizistische Hofdichter und Übersetzer Stanisław Poniatowskis und Bischof von Luzk Adam Naruszewicz war der erste moderne polnische Historiker. Ein weiterer wichtiger Vertreter der literarischen Aufklärung war der mit Friedrich dem Großen befreundete Erzbischof Ignacy Krasicki, der für diesen seine Satire Monachomachia verfasste und 1781 die erste polnische Enzyklopädie herausgab. Die dreißigjährige Regierungszeit König Stanisław August Poniatowskis (1764–1795), der die Verfassung vom 3. Mai 1791 unterstützte, gilt als Blütezeit der polnischen Aufklärung. Sie endete 1795 mit der dritten Teilung des Landes, die Polens Existenz als souveräner Staat für 123 Jahre beendete.
Doch auch im von Napoleon gegründeten Herzogtum Warschau und im von Russland beherrschten Kongresspolen, das lange Zeit der liberalste Teil des Zarenreiches war, wirkten manche Aufklärer weiter im Sinne der Förderung von Bildung und Wissenschaften. Staszic, der die Wirkung der Napoleonischen Reformen in Frankreich studiert hatte und kurzzeitig Erziehungsminister in Kongresspolen wurde, förderte geologische, bergbautechnische, ethnographische, statistische und soziale Studien und gilt als Vorläufer der Evolutionstheorie und Begründer der modernen polnischen Wissenschaften sowie der Universität Warschau. Seit 1814/15 vertrat er aufgeklärt-panslawistische Ideen. Sein intellektuelles Werk wurde jedoch zunehmend von der zaristischen Zensur behindert. Staszic zog sich zunehmend auf seine Arbeit in einer Behörde Unterstützung der industriellen Entwicklung zurück und betätigte sich auch als Dichter und Homer-Übersetzer. 1824 teilte er seinen Grundbesitz unter den Bauern auf und gründete die erste polnische Landkooperative.

### Nordeuropa
Nordeuropa war kein Zentrum der Aufklärung; diese war durch Schriften aus dem Ausland oder durch heimkehrende Reisende importiert. Doch bereits zur Zeit des Absolutismus genoss die Presse in Dänemark eine weitgehende Freiheit. Als Förderer von Gelehrten der frühen Aufklärung kann Frederik V. gelten, der 1743–51 deutsche Schriftsteller und Theologen in einer Zeit an seinen Hof rief, als der preußische König Friedrich II. die deutsche Literatur noch gering schätzte. Dazu gehörten Johann Elias Schlegel, Johann Andreas Cramer, Friedrich Gottlieb Klopstock, Johann Bernhard Basedow und Heinrich Wilhelm von Gerstenberg. In Dänemark prägte der „Klopstock-Kreis“ für fast 20 Jahre das literarische Leben, wirkte aber auch auf die deutsche Literatur zurück.
Die Aufklärung nahm in Schweden und im dänischen Gesamtstaat einen unterschiedlichen Verlauf. In Schweden artikulierte sich die Aufklärung vor allem im Bereich der Naturwissenschaften. 1739 wurde die Königlich Schwedische Akademie der Wissenschaften gegründet. Der langjährige Sekretär der Akademie, der Astronom Pehr Wilhelm Wargentin, war Mitglied der Akademie der Wissenschaften zu Göttingen, der American Academy of Arts and Sciences und der Pariser Académie des sciences sowie Ehrenmitglied der Russischen Akademie der Wissenschaften in Sankt Petersburg. Er leistete einen wichtigen Beitrag zur Internationalisierung der Astronomie bei der Beobachtung der Marsopposition 1752 und der Venustransite 1761 und 1769.
Die Aufklärung im dänischen Gesamtstaat, der damals auch Norwegen sowie die Herzogtümer Schleswig und Holstein mit der Universität Kiel sowie das damals selbstständige Altona einschloss, setzte jedoch umfassend erst mit dem Aufstieg des deutschstämmigen Leibarztes von König Christian VII. (Dänemark und Norwegen), Johann Friedrich Struensee, ein. Dieser konnte zunächst wichtige medizinische Reformen erfolgreich durchsetzen, bevor der geistesschwache König 1770 eine Reihe von Struensee konzipierter Dekrete u. a. zur Meinungs- und Pressefreiheit erließ. Mit dieser Politik der königlichen Dekrete modernisierte Struensee in der Folge in kürzester Zeit das Steuerwesen, entließ viele Höflinge und schaffte viele Titel ab, straffte den Regierungsapparat, reorganisierte die Armee, die Justiz und die Hochschulen und beschnitt traditionelle Vorrechte des Adels. Mit Hilfe der gestärkten Macht des Königs verfasste Struensee so innerhalb von 16 Monaten über 600 Dekrete und setzte sie um. Zwar lockerte er erfolgreich die Frondienste der Bauern und schaffte den Sklavenhandel in den westindischen Kolonien sowie die Todesstrafe für Diebstahl ab; die Bauernbefreiung konnte er gegen den Widerstand des Adels allerdings nicht durchsetzen. Zudem litten die maroden Manufakturen unter der von ihm veranlassten Aufhebung der Schutzzollpolitik und dem Wegfall von Subventionen.

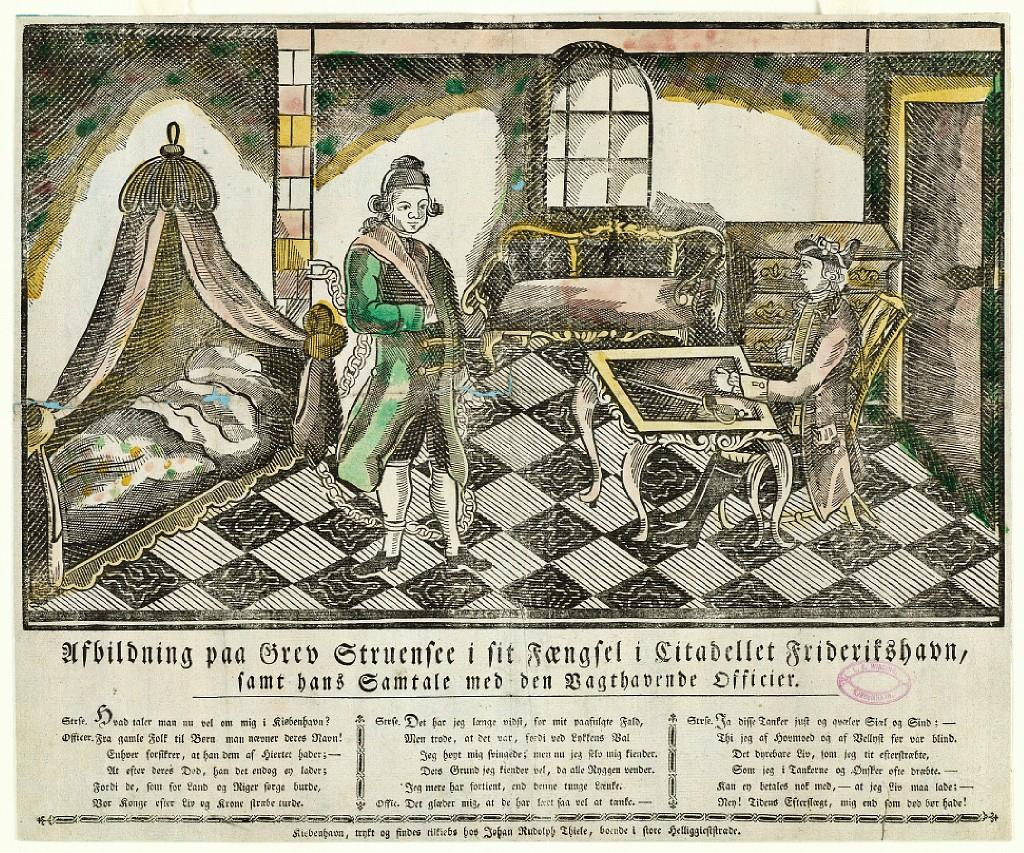
Struensee im Gefängnis. Zeitgenössisches Flugblatt

Schon 1772 wurde Struensee gestürzt und hingerichtet; viele seiner Modernisierungsmaßnahmen wurden widerrufen, doch für kurze Zeit war das mit Norwegen vereinigte Dänemark politisch-administrativ das modernste Land Europas. Da Struensee auch für einen überhand nehmenden deutschen Einfluss stand, wurde nach seinem Sturz die dänische Sprache verstärkt gefördert; Ausländer durften keine öffentlichen Ämter übernehmen.
Jedoch wirkten die Aufklärer teils in Deutschland weiter: Als Professor der Kieler Universität gründete J. A. Cramer 1781 das Schullehrerseminar, die erste Lehrerausbildungsstätte in den Herzogtümern Schleswig und Holstein. Ein wichtiger Vertreter der norwegischen Spätaufklärung und Sprachbewegung, die in die Zeit der Romantik reichte, war der Republikaner Henrik Arnold Wergeland.
In Schweden, zu dem bis 1743 auch Finnland und Estland gehörten, war schon bald nach der Reformation ein Großteil der Bürgerschaft des Lesens fähig, was für die Verbreitung der Aufklärung insgesamt von Bedeutung war. Dennoch herrschte relativ lange eine straffe Zensur. Obwohl schon seit der Zeit Königin Kristinas die Wissenschaften stark gefördert und Universitäten (auch im finnischen Turku und im estnischen Tartu) gegründet wurden, gab es in Schweden kein intellektuelles Projekt, das annähernd an das der französischen Enzyklopädisten herankam. Carl Christoffer Gjörwell (der Ältere) (1731–1811) versuchte eine schwedische Enzyklopädie nach französischem Vorbild zu erstellen, kam aber nicht über den Buchstaben „A“ hinaus. Auch gab es keine Salons und kaum unabhängige Autoren. Doch machte das relativ früh industrialisierte Schweden erhebliche Fortschritte im Bereich der Wissenschaften. Bekannt sind vor allem Carl von Linné, der die Grundlagen der modernen botanischen und zoologischen Taxonomie schuf, und Anders Celsius, der Mathematiker und Physiker, der das erste Observatorium in Schweden errichtete und eine Temperaturskala definierte, die sich in vielen Teilen der Welt gegenüber allen anderen durchsetzte. Weniger bekannt sind die Leistungen des Mineralogen und Chemikers Johan Gottschalk Wallerius, dessen Unterscheidung zwischen reiner und angewandter Wissenschaft den Boden für einen pragmatisch-bürgerlichen Wissenschaftsbegriff bereitete, welcher das Nützlichkeitsdenken in den Mittelpunkt rückte. 1739 wurde die Schwedische Akademie der Wissenschaften gegründet.
Anders Chydenius veranlasste 1766 die Einführung des Gesetzes über die Pressefreiheit, das die Zensur beendete und die Verbreitung einer Flut von Druckerzeugnissen nach sich zog, und begründete auch das Prinzip der Informationstransparenz in der schwedischen Verwaltung. Obwohl Schweden eine absolute Monarchie war, war der Ständereichstag, in dem Adel, Geistliche, Bürger und Bauern vertreten waren, höchstes gesetzgebendes Organ. Er ermöglichte diese Reformen, die in den kurz darauf gegründeten Zeitungen lebhaft diskutiert wurden. Diese waren mit den Fraktionen des Ständetags (Hattarna – die königstreuen „Hüte“ – und Mössarne – die bürgerlichen „Mützen“) eng verbunden. So entwickelte sich die Aufklärung in Schweden ohne die für andere Staaten typische Salonkultur, führte aber rasch zu einer stark polarisierten Diskussion über die Einführung einer Demokratie. Die Meinungsfreiheit wurde durch den Staatsstreich Gustav III. im Jahr 1772 wieder begrenzt, der die destruktiven Konsequenzen dieses Prozesses fürchtete und die Adelsoligarchie stürzte, um den Adel zu retten. Er führte jedoch die aufklärerischen Reformen zum Teil weiter, verbesserte die Lage der Bauern, verhängte nie die Todesstrafe und gründete die Schwedische Akademie. Seit den 1780er Jahren regierte er wieder zunehmend absolutistisch.

### Vereinigte Staaten
Die politischen Diskussionen veränderten sich, nachdem 1776 mit den Vereinigten Staaten von Amerika tatsächlich eine neue Nation nach den Modellen der Aufklärung geschaffen worden war – als demokratisches und republikanisches Gemeinwesen. Die Verfassung der Vereinigten Staaten, die 1787 unterzeichnet wurde, setzte wesentliche Erwägungen der staatstheoretischen Debatte um, die John Locke in den späten 1680er Jahren anstieß.
Anders als auf dem europäischen Kontinent waren die gesellschaftspolitischen Voraussetzungen in den englischen Kolonien Nordamerikas, als man dort den Weg in die Unabhängigkeit antrat und ein neues, von aufklärerischem Gedankengut inspiriertes Staatswesen gründete. Ein Großteil der frühen Kolonisten bestand aus Puritanern, also Anhängern calvinistischer Glaubensrichtungen, die sich in England seit der ersten Hälfte des 17. Jahrhunderts unter dem Eindruck religiöser Repression zur Auswanderung entschlossen hatten. In deutlicher Wendung gegen die politische und jurisdiktionelle Einflussnahme anglikanischer Würdenträger auf die gesellschaftspolitischen Verhältnisse in England setzten die freiheitsliebenden nordamerikanischen Kolonisten auf eine klare Abgrenzung von religiöser und staatlicher Sphäre: „Sie waren fromm, sie waren oft Eiferer; aber von Anfang an hatte ihnen daran gelegen, zwischen Religion und Kirche zu unterscheiden; sie wurden störrisch, wenn es darum ging den Geistlichen zu erlauben, sich mit anderen Geschäften als mit dem der Seelenrettung zu befassen.“ Die Puritaner verstanden die Gründung ihrer Kolonie Massachusetts durchaus als einen nicht-säkularen, heiligen Akt, ihr Staatswesen als City upon a Hill, und sich selbst als auserwählt, worauf z. T. der amerikanische Exzeptionalismus bis heute gründet. Das hinderte sie jedoch nicht daran, Moral und Kirchgang gesetzlich ebenso vorzuschreiben wie die harte Bestrafung von Sünderinnen und Sündern. So werden die frühen Puritaner im Werk eines ihrer bedeutenden Nachkommen, Nathaniel Hawthorne, wegen ihrer bis 1692 anhaltenden Verfolgung der Quäker und vermeintlichen Hexen als engstirnig, intolerant und grausam dargestellt. Sie öffneten sich erst allmählich dem Gedankengut der europäischen Aufklärung, nachdem sie das strenge Dogma der Prädestination, das letzten Endes die vollständige menschliche Ohnmacht und die Unrettbarkeit des Sünders aus der Sündhaftigkeit implizierte, im 18. Jahrhundert zugunsten des Glaubens an göttliche Vorsehung abgemildert hatten und damit teilweise in den protestantischen Mainstream eingemündet waren.

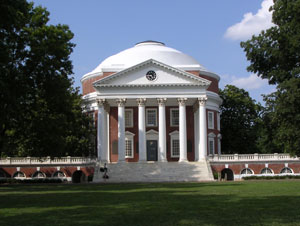
Rotunda der von Thomas Jefferson gegründeten Universität von Virginia

Ebenfalls charakteristisch für die in Nordamerika sich einrichtenden Neubewohner war die allgemeine Hochschätzung der Arbeit als religiös begründete Pflicht und als Prüfstein sozialer Anerkennung. Eine nach Ständen gegliederte Gesellschaft gab es von Anbeginn nicht; und die auf unterschiedlichem Besitz und Reichtum beruhenden Klassenunterschiede wurden durch das Arbeitsethos relativiert: „Der reiche Puritaner unterschied sich in seinem Aussehen kaum von seinem ärmeren Nachbarn. Beide arbeiteten schwer und lebten einfach, und beide waren stolz darauf.“ Hinzu kam eine Ausrichtung auf Lernen und Gelehrsamkeit, die ein breit entwickeltes Schulwesen und schon im 18. Jahrhundert eine Vielzahl gut unterrichteter Wähler hervorbrachte. Die Gewählten wiederum wurden von ihren Wählern als direkte Übermittler und Sprachrohre der ihnen aufgetragenen Botschaften betrachtet. Nahezu durchgängig hatten sich die frühen Siedler in den Gründungsverträgen das Recht gesichert, als freie Bürger einer Kolonie an ihrer Gesetzgebung mitzuwirken. Anders als die Londoner Parlamentsmitglieder, die sich auf eigene Deutungen des Allgemeinwohls verlegen konnten, waren die Delegierten der Kolonisten an Wähleraufträge weitgehend gebunden.
Als die nordamerikanischen Kolonien sich gegen das Mutterland zusammenschlossen und als Vereinigte Staaten 1776 ihre Unabhängigkeit erklärten, beriefen sie sich unter der Federführung von Thomas Jefferson auf menschenrechtliche Grundsätze und auf ein Widerstandsrecht, für das Locke als Vorlage dienen konnte. Das Recht auf Freiheit und individuelles menschliches Glücksstreben sowie auf kollektive Erhebung gegen eine fortgesetzt unrechtmäßig handelnde Regierung waren markante Grundsätze, die sie ihrer Loslösung zugrunde legten.

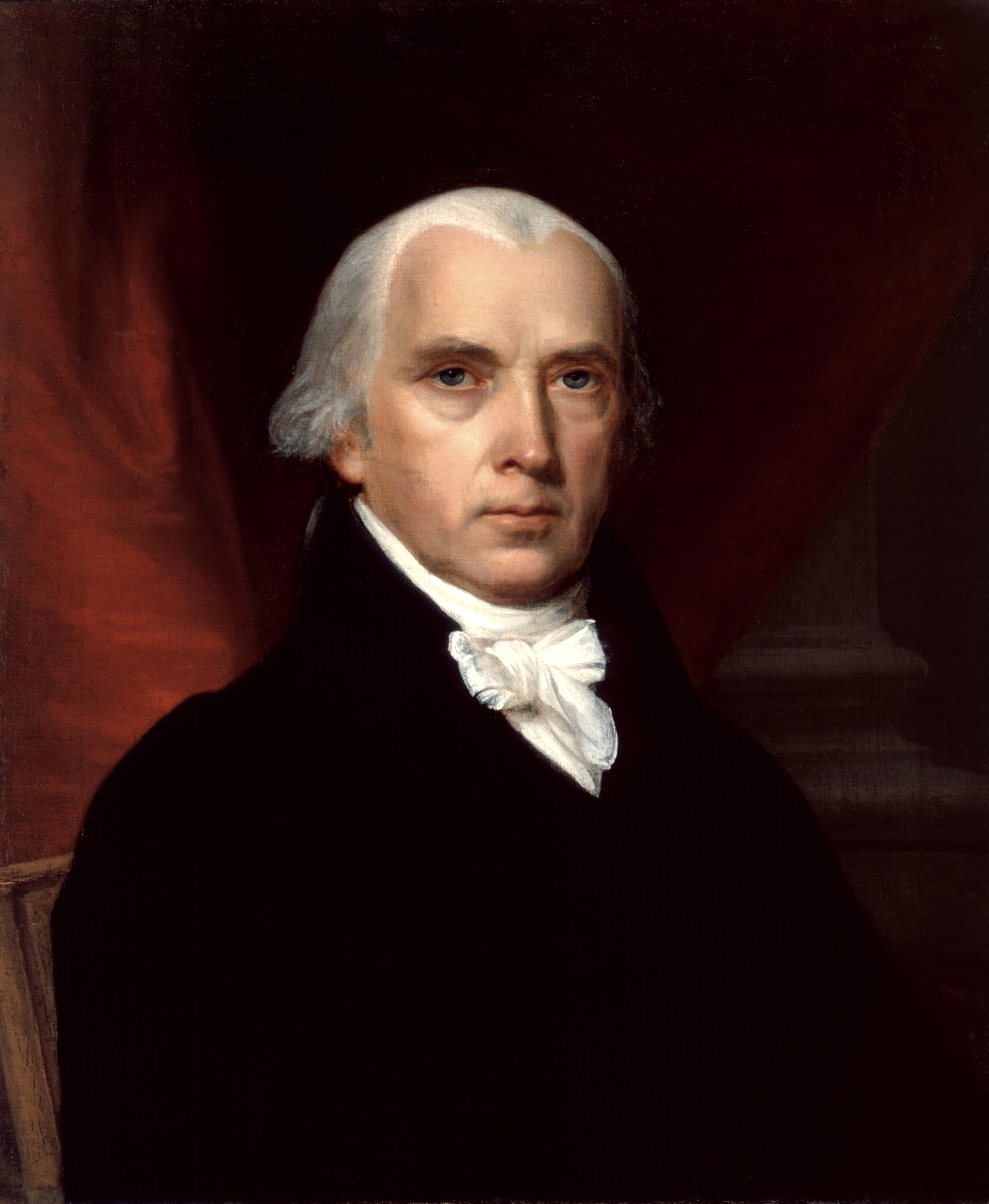
James Madison
(Porträt von John Vanderlyn, 1816)

Nicht nur wegen der Dauer des so begründeten Unabhängigkeitskriegs gegen das englische Mutterland, sondern auch wegen unterschiedlicher Vorstellungen über den Charakter des künftigen Staatsgebildes dauerte es bis zum Inkrafttreten der amerikanischen Verfassung aber noch 12 Jahre. Probleme ergaben sich auch im Zuge des Ratifizierungsprozesses 1788 vornehmlich daraus, dass man in manchen Einzelstaaten die Sicherung der errungenen Freiheit und Unabhängigkeit besser in einem losen Staatenbund aufgehoben sah als in einem zentralisierten Bundesstaat. In den Federalist Papers gingen die Autoren Alexander Hamilton, James Madison und John Jay unter dem gemeinsamen römisch-republikanischen Pseudonym Publius letztlich erfolgreich daran, die bundesstaatliche Verfassung gegen ihre Gegner zu rechtfertigen, so zum Beispiel Madison in seinem Plädoyer (Federalist No. 10) für ein ausgedehntes und vielköpfiges Staatswesen:

„Je kleiner die Gemeinschaft ist, desto geringer wird aller Wahrscheinlichkeit nach die Zahl der Parteien und Interessengruppen sein, in die sie zerfällt; und je geringer die Zahl der Parteien und Interessengruppen, desto leichter wird eine Partei die Majorität erreichen können; und je kleiner die Zahl der Einzelpersonen ist, aus denen sich eine Majorität zusammensetzt, und je enger diese benachbart sind, desto leichter werden sie sich miteinander verabreden und ihre Unterdrückungspläne ins Werk setzen können.“

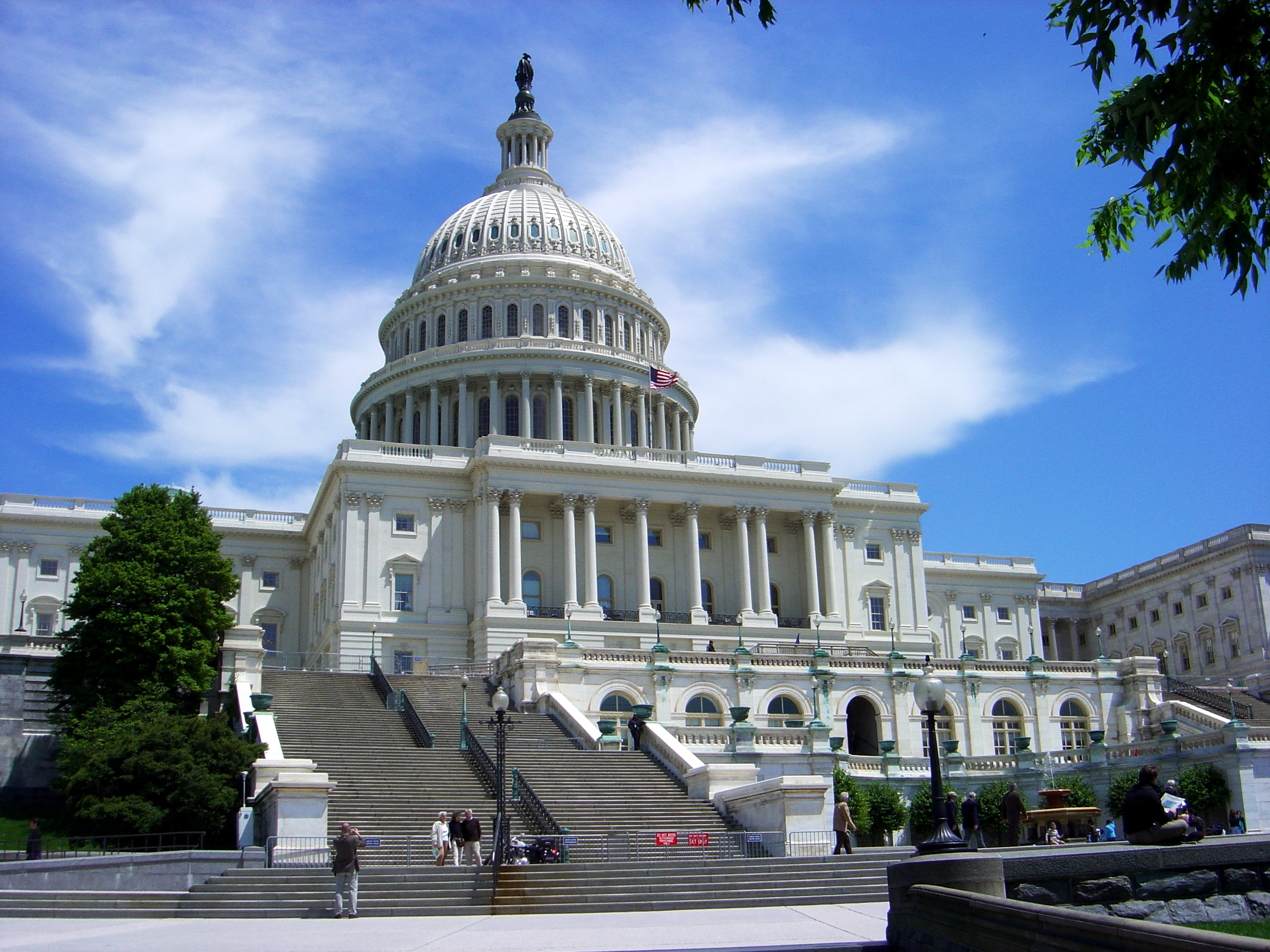
Das Kapitol in Washington – Sitz des Kongresses

Von direkter Demokratie hielten die zum Teil an Thukydides und seiner Darstellung der Attischen Demokratie geschulten amerikanischen Gründerväter durchweg gar nichts, sondern ließen einzig ein Repräsentativsystem als dem Gemeinwohl dienlich gelten. Ein Volk von Philosophen, hieß es, sei so wenig zu erwarten wie das von Platon ersehnte Geschlecht von Philosophenkönigen. Je größer aber die Auswahl an möglichen Repräsentanten, desto wahrscheinlicher ihre relative Unabhängigkeit von ortsgebundenen Rücksichten.
Die Vorbeugung missbräuchlicher Anwendung von Staatsgewalt stand im Zentrum der amerikanischen Verfassungskonzeption wie auch in ihrer staatstheoretischen Rechtfertigung in den Federalist Papers. Dabei begnügte man sich nicht mit der bloßen Übernahme der Gewaltenteilungslehre Montesquieus; man entwickelte vielmehr ein austariertes Konzept von Hemmungen und Gegengewichten in und zwischen den drei Gewalten: das System der Checks and Balances. Als größte und im republikanischen Staatswesen für die Bürger gleichsam bedrohlichste Macht erschien die gesetzgebende Gewalt, die durch Steuergesetzgebung Zugriff auf das Eigentum der Bürger hat. Auf bundesstaatlicher Ebene wurde dafür gesorgt, dass es zwei gesetzgebende Körperschaften im Kongress gibt: das Repräsentantenhaus, das die Gesamtbevölkerung des Landes gemäß Verhältniswahlrecht abbildet, und den Senat, in dem große wie kleine Staaten gleichermaßen mit je zwei gewählten Senatoren vertreten sind. War schon diese Regelung Ausdruck des Selbstbehauptungswillens der Einzelstaaten im Bund, so galt dies auch für die Separierung der Gesetzgebungszuständigkeiten zwischen der Bundes- und der einzelstaatlichen Ebene, auf der für jeden Staat eigene Volksvertretungen und Regierungen existieren.
Der auf Bundesebene gewählte und regierende amerikanische Präsident erhielt gegenüber der Gesetzgebung des Kongresses als weiteres Kontrollelement ein aufschiebendes Veto, das nur durch eine Zweidrittelmehrheit beider Häuser außer Kraft gesetzt werden kann. Der Präsident wiederum kann bei nachweislichem Amtsmissbrauch in Form von Gesetzesverstößen durch ein vom Kongress zu betreibendes Amtsenthebungsverfahren seines Amtes enthoben werden. Als letzte Sicherung gegen eine verfassungswidrige Gesetzgebung fungiert die Judikative in Gestalt des Supreme Court mit auf Lebenszeit vom Präsidenten im Zusammenwirken mit dem Senat ernannten unabhängigen Richtern.
Die Zustimmung der im Ratifizierungsprozess noch verbliebenen, widerstrebenden Einzelstaaten für die bundesstaatliche Verfassung konnte nur erreicht werden, indem mit der Bill of Rights auf Madisons Vorschlag ein Katalog staatsbürgerlicher Grundrechte und Freiheiten angefügt wurde. Davon ausgenommen blieben weiterhin die Sklaven, ein Fünftel der Gesamtbevölkerung in den Kolonien zum Zeitpunkt der Unabhängigkeitserklärung, in die wegen des Widerstands der Sklavenhalter im Süden keine Verurteilung der Sklaverei aufgenommen worden war. Hier standen Eigentumsansprüche gegen Menschenrechte. Nicht einmal der Sklavenhandel, an dem besonders South Carolina und Georgia festhielten, wurde durch die amerikanische Verfassung verboten. Nur um diesen Preis war, trotz des Eintretens der Nordstaaten für die Abschaffung der Sklaverei, die Union vorerst beieinander zu halten.
Unmittelbar dem Zeitalter der Aufklärung verbunden sind die Vereinigten Staaten von Amerika bis heute durch ihre Verfassung, die in den Grundzügen seit 1787 ungeschmälert fortbesteht. Dabei ist allerdings zu berücksichtigen, dass mit keiner der Menschenrechtserklärungen des Aufklärungszeitalters die Abschaffung der Sklaverei verbunden war und dass von Rechten für Frauen und Kinder darin nicht die Rede war. Auch kam es in den USA nicht wie in Europa zu einem Säkularisierungsschub. So blieb die Religiosität der Amerikaner im Vergleich zu den Europäern bis in die jüngste Zeit stark ausgeprägt. Diese religiösen Bindungen haben sich durch die für moderne Gesellschaften ungewöhnlich hohe existenzielle Unsicherheit und soziale Ungleichheit in den USA erhalten und wurden durch millionenfache Zuwanderung gläubiger Menschen aus hochkatholischen Ländern wie Irland, Italien und Lateinamerikas eher noch verstärkt. Ein weiterer Unterschied zur europäischen Aufklärung bestand darin, dass die Ideen Cesare Beccarias zur Reform des Strafrechts zwar direkt nach der Revolution viele Anhänger an der Ostküste fanden (so die ersten vier Präsidenten, ferner Benjamin Rush, James Wilson, Thomas Jefferson und John Quincy Adams), jedoch in den meisten später der Union beigetretenen Bundesstaaten die Todesstrafe bzw. ihre Anwendung auch bei Delikten außer Mord wie Raub, Münzfälschung, Sodomie usw. eingeführt wurde – auch dies wohl eine Folge existenzieller Unsicherheit und tendenzieller Gesetzlosigkeit.

### Lateinamerika
War schon der im Vizekönigreich Neuspanien, dem heutigen Mexiko wirkende barocke Frühaufklärer Carlos de Sigüenza y Góngora in seinem Kampf gegen den Aberglauben von der europäischen Wissenschaft, insbesondere der Astronomie, beeinflusst, so bezogen die Satiren des Alonso Carrió de la Vandera (Lazarillo de ciegos caminantes, Reiseroman 1775/76) und Eugenio Espejo (Dialoge, 1779–1785) bereits Position gegen die Oligarchie, gegen die Jesuiten und für eine Bildungsreform. Carrío versucht auch Pauschalurteile über die Indianer zu entkräften; Espejo stellt der Scholastik die „neue“, postcartesianische Philosophie und dem Schwulst des Gongorismus ein klassizistisches Stilideal entgegen. Die Reformversuche des Bourbonen Karl III. brachten weiteres französisches aufklärerisches Gedankengut nach Hispanoamerika, so dass die europäische Aufklärung durch ihre radikalen Utopien einen großen Einfluss auf die Vordenker der Unabhängigkeit und Revolutionäre der spanischen Kolonien in Amerika ausübte. Vor allem Simón Bolívar war durch die Ideen Rousseaus und den Utilitarismus Jeremy Benthams beeinflusst; doch konnten diese Utopien angesichts der feudalen Verhältnisse nicht greifen. Die aufklärerischen, antiklerikalen Traditionen flossen im 19. Jahrhundert – auch in Brasilien – in den staatstreuen, wissenschaftsgläubigen Positivismus ein und verloren so ihren kritischen Stachel.

### Osmanisches Reich

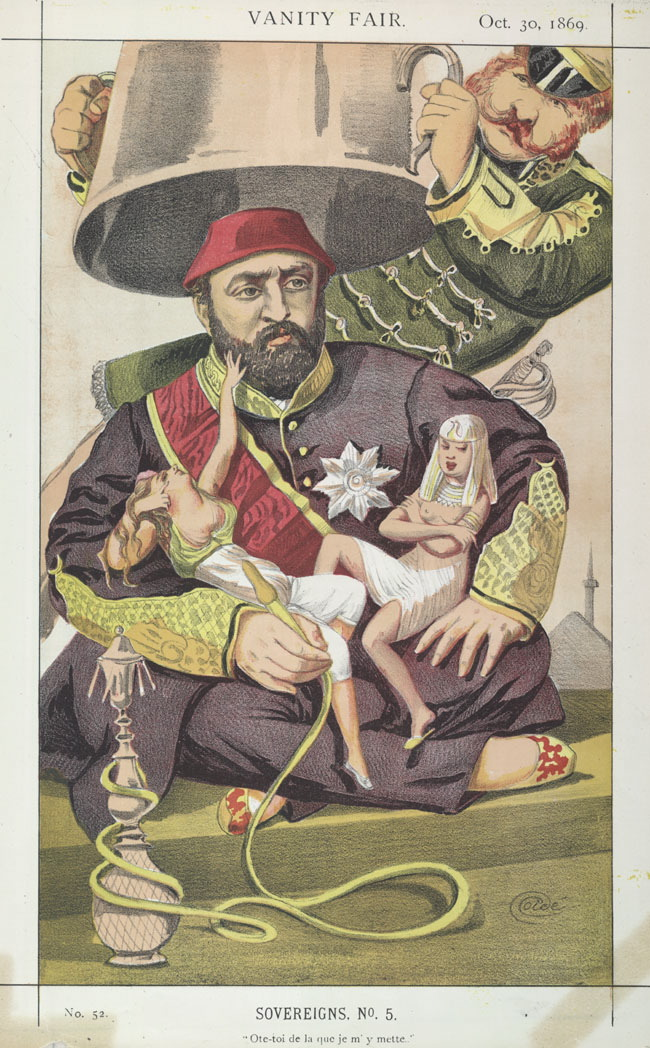
Eine Karikatur von Sultan Abdülaziz in Vanity Fair (1869) zeigt, wie er widerstrebend den Verlockungen Westeuropas, das er längere Zeit bereist hat, nachgibt.

Zahlreiche Autoren unterstellen, dass es eine Aufklärung in der islamischen Welt und daher auch im Osmanischen Reich nicht gegeben habe. So geht Bernard Lewis davon aus, dass die kulturelle Grenze zwischen dem Osmanischen Reich und dem Abendland in der Neuzeit dicht war. Es überwiegt ein Niedergangsparadigma, wonach das Osmanische Reich noch im 19. Jahrhundert trotz von Europa beeinflusster Reformen ein anachronistisches vormodernes Staatsgebilde war. Dagegen spricht zum Beispiel, dass die Figur des Herrschers im Osmanischen Reich nie sakralisiert wurde, was im Frankreich des 17. Jahrhunderts tendenziell der Fall war. Die Position der besonderen Rückständigkeit des Osmanischen Staatsgebildes wird seit den 1970er Jahren und verstärkt im 21. Jahrhundert in Frage gestellt, u. a. von dem Orientalisten Christopher de Bellaigue und dem Turkologen Christoph Herzog.
Mit der Liquidierung des Janitscharenkorps 1826, der Schaffung einer modernen Armee und den Versuchen des Sultans Mahmud II. in den 1830er Jahren, einen stärker zentralisierten modernen Staat mit einer umfassenden Bürokratie nach europäischem Vorbild zu schaffen, konnte dieser Christoph Herzog zufolge tiefer als je zuvor in die Lebensverhältnisse des Individuums und in die Religionssphäre eingreifen. Mahmud versicherte sich zwar zunächst der Unterstützung der Ulema, der Religionsgelehrten. Seine Reformen und die seiner Nachfolger Abdülmecit I. und Abdülaziz – seit den 1840er Jahren wurden Bildungs-, Gesundheitseinrichtungen und andere Instituteionen nach europäischem Vorbild gegründet – ließen jedoch eine neue säkulare Elite entstehen, die der Sprachen und politischen und gesellschaftlichen Bräuche Westeuropas kundig war und den Einfluss der Religionsgelehrten und der Medressen zurückdrängte. Zu den Vordenkern der auf eine Neuordnung des Staates zielenden Tanzimat-Bewegung gehörten der gelernte Chirurg, Diplomat und Großwesir Fuad Pascha, die Großwesire Mehmed Emin Ali Pascha und Mustafa Reschit Pascha sowie dessen Schützling, der naturwissenschaftlich und literarisch gebildete Altorientalist, Journalist, Freimaurer und Jungtürke Ibrahim Schinasi (1826–1871), der in Paris studiert hatte, im Erziehungsministerium ebenso wie in der Verwaltung der Geschützgießereien arbeitete und Mitglied der allerdings kurzlebigen Akademie der Wissenschaften war. Als wichtige Form der Öffentlichkeit fungierten auch im Osmanischen Reich die Kaffeehäuser (Kıraathâne: Zeitungscafés, Lesesäle), in denen jedoch bald Spiel und Musik dominierten.
Große Teile der Reformen spiegelten liberales europäisches Denken wider, doch das Sultanat verlor in vielerlei Hinsicht seinen besonderen Charakter, der auf dem Ausgleich zwischen verschiedenen Gruppen, Regionen und Religionen basierte. Die frühere Flexibilität der osmanischen Herrschaft und die Bereitschaft, autonome Bereiche darin zuzulassen, nahmen ab. Unter den europäisch beeinflussten, technikbegeisterten Intellektuellen gewannen nationalistische Ideen zunehmend an Bedeutung. Das galt auch für die vom Osmanischen Reich beherrschten Völker. So wurde die Evangelische Schule von Smyrna ein Zentrum der griechischen Aufklärung. Die Tanzimat-Periode (1839–1876) und die Verfassung von 1876 scheiterten offenbar nicht nur wegen des Staatsbankrotts und der Aufstände der Völker des Balkans, sondern wegen der Nichtexistenz eines klaren Konzepts eines Nationalstaats.

## Fortführung und Kritik des Aufklärungsprojekts
Während die Aufklärung als historische Bewegung und als Zeitalter zum Ende des 18. Jahrhunderts – nicht zuletzt aufgrund der Schrecken der Französischen Revolution – in der Geschichtsschreibung für abgeschlossen erklärt wurde, hat sich die Diskussion um die Aufklärung als Denkprozess bis in die Gegenwart fortgesetzt. Ein Leitmotiv der Aufklärungskritik ist, dass deren Universalismus und Kosmopolitismus die Identitätsbedürfnisse nicht befriedigen konnte, sondern im Gegenteil geradezu provozierte. Diese Kritik artikulierte sich im Sturm und Drang, aber vor allem in der romantischen Gegenbewegung gegen die „Kälte“ der Aufklärung ebenso wie in bürgerlichen Theorieentwürfen und den politischen Gegenkulturen der Arbeiterbewegung oder der neuen sozialen Bewegungen des 20. Jahrhunderts.

### Herder
Bereits zur Zeit der Aufklärung wurde die von ihren wichtigsten Vertretern angenommene enge Verschränkung von naturwissenschaftlich gesicherter Wahrheit und Allgemeinheit des Subjekts kritisiert. Die universalistische Idee der Gleichheit aller Menschen baut darauf auf, dass alle Menschen neutrale Subjekte mit demselben Erfahrungsschema, demselben Verstand und derselben Vernunft seien. Dagegen verweist Herder auf die Vielfalt gleichberechtigter Kulturen in der Einheit. Der Verstand sei zwar durch das universelle Kausalprinzip bestimmt, die Vernunft hingegen entwickle sich auf der Basis unterschiedlicher Erfahrungen: 

„Da die große Mutter auf unserer Erde kein ewiges Einerlei hervorbringen konnte noch mochte – so war kein anderes Mittel, als dass sie das ungeheuerste Vielerlei hervortrieb und den Menschen aus einem Stoff webte, dies große Vielerlei zu ertragen […] Unser Erdball ist eine große Werkstätte zur Organisation sehr verschiedenartiger Wesen […]“

 Zwar sei jeder Mensch prinzipiell zu Verschiedenstem fähig, aber Geographie, Klima und Geschichte bewirkten, dass von den Möglichkeiten nur wenige realisiert werden können. Die allen Menschen prinzipiell möglichen Lebensformen seien geprägt durch Zeit und Ort.

### Die Aufklärungskritik der Romantik
Durch die als chaotisch empfundenen politischen und gesellschaftlichen Umwälzungen, die in Deutschland und Österreich infolge der Französischen Revolution und der Napoleonischen Kriege ausgelöst wurden, wandten sich viele Zeitgenossen gegen den innerweltlichen Heilsanspruch und die politischen Implikationen der Aufklärung, ja gegen das Prinzip des Politischen überhaupt, und der Kunstkritik und Ästhetik zu. Vor allem Friedrich Schlegel entwickelte eine differenzierte Aufklärungskritik, in der die subjektive Produktivität, die „feurige“ Vernunft und Kraft des Künstlers an die Stelle des Rationalismus trat: „Was man gewöhnlich Vernunft nennt, ist nur eine Gattung derselben; nämlich die dünne und wäßrige.“ Der Umfang der Zerstörung des Überkommenen, die Ahistorizität des aufklärerischen Rationalismus wie auch die Tatsache, dass Deutschland zum Spielball fremder Mächte geworden war, rief hier starke bewahrende und nationalistische Impulse hervor, die sich gegen die Aufklärung und insbesondere gegen Frankreich richteten. Johann Gottlieb Fichte formulierte in seinen „Grundlagen des Naturrechts“ (1796) ein organisches Staatsmodell: der Staat galt ihm als „organisiertes Naturprodukt“. Auch der Staatsrechtler Adam Müller, ein vehementer Kritiker der Vertragstheorien und des Liberalismus, formulierte diesen Grundgedanken der Romantik: er forderte die Rückkehr zum organisch gewachsenen monarchischen Ständestaat. Und in England rückte Edmund Burke den Gedanken des Staates als sittlicher Gemeinschaft in den Mittelpunkt, einer Gemeinschaft, in deren Entwicklung nicht willkürlich eingegriffen werden dürfe. Die Aufklärungskritik der Romantik trug so zum Theorieninventar des politischen Konservatismus bei.

### Hegel
Georg Wilhelm Friedrich Hegel sah die Leistungen der Aufklärung durchaus positiv. Die positive Bewertung in moralischer Sicht wollte er jedoch nicht nachvollziehen. Er kommentierte: „Aufklärung des Verstands macht zwar klüger, aber nicht besser.“ Damit wandte er sich gegen die Überzeugung, dass durch Aufklärung auch eine moralische „Verbesserung“ des Menschen möglich sei. Allerdings identifiziert er wie schon Kant die Aufklärung im Wesentlichen mit der polemischen Religionskritik ihrer französischen Vertreter, wodurch das Bild der Aufklärung, das er in der Phänomenologie des Geistes zeichnet, verkürzt ist. Dort setzt er sich mit dem Verhältnis der Aufklärung zur Religion auseinander und meint, Aufklärung sei „lauter Lärm und gewaltsamer Kampf“ (404). In ihrem Kampf mit der Priesterschaft, die sich dem Despotismus verschrieben hat, erkläre die Aufklärung das, was dem Glauben heilig ist, zum „Steinstück, ein Holzblock, der Augen habe und nicht sehe“ […] (409). Die Aufklärer erkennen nicht, dass das Kritisierte aus Sicht des Glaubens gar kein sinnlicher Gegenstand ist. In ihrer Kritik machten Aufklärer wie Toland, Voltaire oder Robinet die Vorstellung von einem göttlichen Wesen zum „Vakuum“ (413) und blieben damit auf der Ebene der sinnlichen Wahrnehmung gefangen. „Der Glaube hat das göttliche Recht, das Recht der absoluten Selbstgleichheit des reinen Denkens, gegen die Aufklärung und erfährt von ihr durchaus Unrecht; denn sie verdreht ihn in allen seinen Momenten und macht sie zu etwas anderem als sie in ihm sind.“ (417) Wahrer Glaube verbindet die Welt der Herzen (das reine Bewusstsein) und die Welt der Erfahrung zu einer einheitlichen religiösen Weltdeutung. Indem die Aufklärung den Glauben negiert, ist sie nur die Negation des Glaubens, die nicht zur Einheit findet. Glaube und Erfahrung werden aber durch ihre Negation im Selbstbewusstsein vermittelt. „Die Aufklärung selbst aber, welche den Glauben an das Entgegengesetzte seiner abgesonderten Momente erinnert, ist ebenso wenig über sich selbst aufgeklärt. Sie verhält sich rein negativ gegen den Glauben, insofern sie ihren Inhalt aus ihrer Reinheit ausschließt und für das Negative ihrer selbst annimmt. Sie erkennt daher weder in diesem Negativen, in dem Inhalt des Glaubens an sich selbst, noch bringt sie aus diesem Grunde die beiden Gedanken zusammen, den, welchen sie hervorbringt, und den, gegen welchen sie ihn herbringt.“ (418) Man muss aber die beiden Ebenen gesondert denken, bevor sie im Selbstbewusstsein zur Einheit kommen. „Das glaubende Bewusstsein führt doppelt Maß und Gewicht, es hat zweierlei Augen, zweierlei Ohren, zweierlei Zungen und Sprache, es hat alle Vorstellungen verdoppelt, ohne diese Doppelsinnigkeit zu vergleichen.“ (423)
Als Ergebnis der nicht aufgelösten Negation von Aufklärung und Glauben sah Hegel das Abgleiten in die „absolute Freiheit“ (431), die die Aufklärung hervorgebracht hat. In dieser Freiheit gibt es keine Orientierung. Die Konsequenz sah Hegel in einer inhaltsleeren, gesetz- und schrankenlosen Ordnung, die letztlich zum Terror des Robespierre geführt hat. (436). Bei diesem Urteil ging Hegel allerdings darüber hinweg, dass seine eigene Philosophie ohne den in der Aufklärung geschaffenen Freiheitsbegriff erst gar nicht möglich geworden wäre.

### Nietzsche
Friedrich Nietzsches Beurteilung der Aufklärung war gespalten. Für ihn war Aufklärung zum einen mit einer Reduktion verbunden, die das Gefühlsleben des Menschen zu stark ausblendet. Erkenntnis und Wissen ermöglichen nur einen begrenzten Zugang zur Welt. Schon in seiner früheren, Cosima Wagner gewidmeten und nicht veröffentlichten Schrift Fünf Vorreden zu fünf ungeschriebenen Büchern (1872) schrieb er: „Die Kunst ist mächtiger als die Erkenntnis, denn s i e will das Leben, und jene erreicht als letztes Ziel nur – die Vernichtung –.“ In seiner ersten philosophischen Schrift (Die Geburt der Tragödie aus dem Geiste der Musik, 1872) beschrieb er bereits Sokrates und die Sophisten als diejenigen, die diesen Niedergang gegenüber der ganzheitlichen Wahrnehmung der Welt, wie er sie in der Tragödie verwirklicht sah, eingeleitet hätten. Die Aufklärung als solche bewertete Nietzsche positiv. Vor allem begrüßte er den Niedergang der Religion. „Der zum Strome angewachsene Reichthum des religiösen Gefühls bricht immer wieder aus und will sich neue Reiche erobern: aber die wachsende Aufklärung hat die Dogmen der Religion erschüttert und ein gründliches Misstrauen eingeflösst: so wirft sich das Gefühl, durch die Aufklärung aus der religiösen Sphäre hinausgedrängt, in die Kunst; in einzelnen Fällen auch auf das politische Leben, ja selbst direct auf die Wissenschaft.“ (Menschliches Allzumenschliches = MA 150) Die strenge Wissenschaft ist ein wichtiger Baustein für die Befreiung des Geistes: „Der Werth davon, dass man zeitweilig eine strenge Wissenschaft streng betrieben hat, beruht nicht gerade auf deren Ergebnissen: denn diese werden, im Verhältniss zum Meere des Wissenswerthen, ein verschwindend kleiner Tropfen sein. Aber es ergiebt einen Zuwachs an Energie, an Schlussvermögen, an Zähigkeit der Ausdauer; man hat gelernt, einen Zweck zweckmässig zu erreichen. Insofern ist es sehr schätzbar, in Hinsicht auf Alles, was man später treibt, einmal ein wissenschaftlicher Mensch gewesen zu sein.“ (MA 256)
Die Aufklärung, nicht zu Ende gedacht, ruft andererseits aber Irrtümer hervor. „Die „Aufklärung“ empört: der Sklave nämlich will Unbedingtes, er versteht nur das Tyrannische, auch in der Moral, er liebt wie er hasst, ohne Nuance, bis in die Tiefe, bis zum Schmerz, bis zur Krankheit, — sein vieles verborgenes Leiden empört sich gegen den vornehmen Geschmack, der das Leiden zu leugnen scheint. Die Skepsis gegen das Leiden, im Grunde nur eine Attitude der aristokratischen Moral, ist nicht am wenigsten auch an der Entstehung des letzten grossen Sklaven-Aufstandes betheiligt, welcher mit der französischen Revolution begonnen hat. (Jenseits von Gut und Böse, 46) Schuld daran sind Ideologen wie Rousseau, denen es nicht um eine Besserung der Bildung, wie Voltaire, ging, sondern um Veränderungen der Gesellschaft. Es giebt politische und sociale Phantasten, welche feurig und beredt zu einem Umsturz aller Ordnungen auffordern, in dem Glauben, dass dann sofort das stolzeste Tempelhaus schönen Menschenthums gleichsam von selbst sich erheben werde. In diesen gefährlichen Träumen klingt noch der Aberglaube Rousseau’s nach, welcher an eine wundergleiche, ursprüngliche, aber gleichsam verschüttete Güte der menschlichen Natur glaubt und den Institutionen der Cultur, in Gesellschaft, Staat, Erziehung, alle Schuld jener Verschüttung beimisst. Leider weiss man aus historischen Erfahrungen, dass jeder solche Umsturz die wildesten Energien als die längst begrabenen Furchtbarkeiten und Maasslosigkeiten fernster Zeitalter von Neuem zur Auferstehung bringt: dass also ein Umsturz wohl eine Kraftquelle in einer mattgewordenen Menschheit sein kann, nimmermehr aber ein Ordner, Baumeister, Künstler, Vollender der menschlichen Natur.“ (MA 463)
„Nietzsche hat wie wenige seit Hegel die Dialektik der Aufklärung erkannt. Er hat ihr zwiespältiges Verhältnis zur Herrschaft formuliert.“ Adorno spielt darauf an, dass anders als Hegel, bei dem die Vernunft zur Wirklichkeit wird, für Nietzsche aus der Aufklärung zwei Wege möglich scheinen, die Befreiung und der Nihilismus. In der einen Richtung sah Nietzsche Voltaire, in der anderen Rousseau.
Vor allem war die Aufklärung für Nietzsche auf halbem Wege stehen geblieben. Man hatte aus den eigenen Einsichten, selbst Kant, nicht die notwendigen Konsequenzen gezogen. Die Kritik an der Religion von Voltaire und Kant reicht nicht. Schlimmer noch hatte sich der deutsche Idealismus wieder bemüht, das Absolute zu bestimmen und war damit hinter die Aufklärung zurückgegangen. Romantik und Historismus war ihm gefolgt. „Und seltsam: gerade die Geister, welche von den Deutschen so beredt beschworen wurden, sind auf die Dauer den Absichten ihrer Beschwörer am schädlichsten geworden, — die Historie, das Verständniss des Ursprungs und der Entwickelung, die Mitempfindung für das Vergangene, die neu erregte Leidenschaft des Gefühls und der Erkenntniss, nachdem sie alle eine Zeit lang hülfreiche Gesellen des verdunkelnden, schwärmenden, zurückbildenden Geistes schienen, haben eines Tages eine andere Natur angenommen und fliegen nun mit den breitesten Flügeln an ihren alten Beschwörern vorüber und hinauf, als neue und stärkere Genien eben jener Aufklärung, wider welche sie beschworen waren. Diese Aufklärung haben wir jetzt weiterzuführen — unbekümmert darum, dass es eine „grosse Revolution“ und wiederum eine „grosse Reaction“ gegen dieselbe gegeben hat, ja dass es Beides noch giebt: es sind doch nur Wellenspiele, im Vergleiche mit der wahrhaft grossen Fluth, in welcher wir treiben und treiben wollen!“ (Morgenröthe 197)
Nietzsche verwarf die Aufklärung nicht, sondern wollte sie fortsetzen und radikalisieren. Seine Auffassung, dass Wahrheit und Moral keine festen Werte mehr sein können, führt in den Perspektivismus und Nihilismus. Der richtige Weg ist eine Umwertung aller Werte und eine Rückkehr zur vorsokratischen Weltsicht. „Man muß an der Kirche die Lüge empfinden, nicht nur die Unwahrheit: so weit die Aufklärung ins Volk treiben, daß die Priester alle mit schlechtem Gewissen Priester werden — ebenso muß man es mit dem Staate machen. Das ist Aufgabe der Aufklärung, den Fürsten und Staatsmännern ihr ganzes Gebahren zur absichtlichen Lüge zu machen, sie um das gute Gewissen zu bringen, und die unbewußte Tartüfferie aus dem Leibe des europäischen Menschen wieder herauszubringen.“

### Karl Marx und Friedrich Engels
Karl Marx und Friedrich Engels sahen sich zunächst in der Schrift „Die heilige Familie oder Kritik der kritischen Kritik“ in der Nachfolge der französischen Aufklärer, insbesondere der französischen Materialisten. Sie zeichneten einerseits eine Linie von Descartes bis Holbach und La Mettrie, andererseits von Bacon über Locke bis zum Sensualismus Condillacs. Sie zogen die Schlussfolgerung:

„Es bedarf keines großen Scharfsinnes, um aus den Lehren des Materialismus von der ursprünglichen Güte und gleichen intelligenten Begabung der Menschen, der Allmacht der Erfahrung, Gewohnheit, Erziehung, dem Einflusse der äußern Umgebung auf den Menschen, der hohen Bedeutung der Industrie, der Berechtigung des Genusses etc. seinen notwendigen Zusammenhang mit dem Kommunismus und Sozialismus einzusehen. Wenn der Mensch aus der Sinnenwelt und der Erfahrung in der Sinnenwelt alle Kenntnis, Empfindung etc. sich bildet, so kommt es also darauf an, die empirische Welt so einzurichten, daß er das wahrhaft Menschliche in ihr erfährt, sich angewöhnt, daß er sich als Mensch erfährt. Wenn das wohlverstandne Interesse das Prinzip aller Moral ist, so kommt es darauf an, daß das Privatinteresse des Menschen mit dem menschlichen Interesse zusammenfällt.“

Im Laufe der Zeit revidierten sie aber ihre Bewertung und bezeichneten die Aufklärung nunmehr als eine Entwicklung, die vorrangig im Interesse des Bürgertums gestanden habe. Sie kritisierten den egoistischen Utilitarismus Jeremy Benthams als eines der Ergebnisse der Aufklärung. Im Jahr 1879 resümierte Engels:

„Wir sahen, wie die französischen Philosophen des achtzehnten Jahrhunderts, die Vorbereiter der Revolution, an die Vernunft appellierten als einzige Richterin über alles, was bestand. Ein vernünftiger Staat, eine vernünftige Gesellschaft sollten hergestellt, alles, was der ewigen Vernunft widersprach, sollte ohne Barmherzigkeit beseitigt werden. Wir sahen ebenfalls, daß diese ewige Vernunft in Wirklichkeit nichts andres war als der idealisierte Verstand des eben damals zum Bourgeois sich fortentwickelnden Mittelbürgers. Als nun die Französische Revolution diese Vernunftgesellschaft und diesen Vernunftstaat verwirklicht hatte, stellten sich daher die neuen Einrichtungen, so rationell sie auch waren gegenüber den früheren Zuständen, keineswegs als absolut vernünftige heraus. Der Vernunftstaat war vollständig in die Brüche gegangen. Der Rousseausche Gesellschaftsvertrag hatte seine Verwirklichung gefunden in der Schreckenszeit, aus der das an seiner eignen politischen Befähigung irre gewordne Bürgertum sich geflüchtet hatte zuerst in die Korruption des Direktoriums und schließlich unter den Schutz des napoleonischen Despotismus. Der verheißne ewige Friede war umgeschlagen in einen endlosen Eroberungskrieg. Die Vernunftgesellschaft war nicht besser gefahren. Der Gegensatz von reich und arm, statt sich aufzulösen in allgemeinen Wohlergehn, war verschärft worden durch die Beseitigung der ihn überbrückenden zünftigen und andren Privilegien und der ihn mildernden kirchlichen Wohltätigkeitsanstalten; die jetzt zur Wahrheit gewordne „Freiheit des Eigentums“ von feudalen Fesseln stellte sich heraus, für den Kleinbürger und Kleinbauern, als die Freiheit, dies von der übermächtigen Konkurrenz des Großkapitals und des Großgrundbesitzes erdrückte kleine Eigentum an ebendiese großen Herren zu verkaufen und so für den Kleinbürger und Kleinbauern sich zu verwandeln in die Freiheit vom Eigentum; der Aufschwung der Industrie auf kapitalistischer Grundlage erhob Armut und Elend der arbeitenden Massen zu einer Lebensbedingung der Gesellschaft.“

### Max Weber
Der Soziologe Max Weber verwies darauf, dass die gesellschaftsgeschichtliche Entwicklung in der frühen Neuzeit vor allem zur Intellektualisierung beigetragen habe, die als solche ein Jahrtausende währender Entwicklungsprozess sei: „Die zunehmende Intellektualisierung und Rationalisierung bedeutet also nicht eine zunehmende allgemeine Kenntnis der Lebensbedingungen, unter denen man steht. Sondern sie bedeutet etwas anderes: das Wissen davon oder den Glauben daran: daß man, wenn man nur wollte, es jederzeit erfahren könnte, daß es also prinzipiell keine geheimnisvollen unberechenbaren Mächte gebe, die da hineinspielen, daß man vielmehr alle Dinge – im Prinzip – durch Berechnen beherrschen könne. Das aber bedeutet: die Entzauberung der Welt. Nicht mehr, wie der Wilde, für den es solche Mächte gab, muss man zu magischen Mitteln greifen, um die Geister zu beherrschen oder zu erbitten. Sondern technische Mittel und Berechnung leisten das. Dies vor allem bedeutet die Intellektualisierung als solche.“

### Carl Schmitt und Arnold Gehlen
Die deutsche Sozialphilosophie und Staatstheorie erfuhr im 20. Jahrhundert eine explizit antiaufklärerische Wendung durch den politischen Dezisionismus von Carl Schmitt und dessen Kritik am moralischen Weltbild und der Glücksverheißung des Liberalismus sowie durch die Institutionenlehre Arnold Gehlens. Beide Theorien fanden ihren (liberal-konservativen) Nachhall in den Grundsätzen der westdeutschen Staatsgründung, z. B. in der Institutionentheorie Joachim Ritters.
Gehlens Institutionentheorie baut auf einer pessimistischen Anthropologie auf, die ihre Vorläufer in der Antike hat. In ihrem Zentrum steht der Mensch in seiner biologischen Beschränktheit als Mängelwesen, bedingt durch seine geringe Spezialisierung und seinen Instinktmangel, jedoch ausgestattet mit einem hochentwickelten Bewusstsein. Indem er dieses Ungleichgewicht konstatiert, schließt Gehlen an die Dekadenztheorie Max Schelers an, die von der Hypertrophie des menschlichen Gehirnwesens ausgeht.
Einem Gedanken Herders zufolge müssen die biologischen Mängel des Menschen durch seine Vernunft und die Freiheit seiner Entscheidungen ausgeglichen werden. Schon Kant hatte an dieser These kritisiert, dass das menschliche Vernunftvermögen nicht aus der Natur bzw. gar aus deren Mängeln hergeleitet werden könne. Gehlen entwickelt nun die These des Mängelwesens in explizit antiaufklärerischer Absicht weiter, indem er postuliert, dass die biologischen Mängel nicht durch Vernunft und Selbstbestimmung, sondern nur durch Formierung („Zucht“), Disziplinierung und „geordnete Beanspruchung von oben“ ausgeglichen werden können. In der Formulierung von 1940 ist von den „obersten Führungssysteme[n]“ die Rede. Diese Ideenkomplexe dienen nach Gehlen, der sich dabei explizit auf Alfred Rosenbergs Begriff des „Zuchtbildes“ bezieht, einer umfassenden und abschließenden Weltdeutung sowie der Formierung und Lenkung der überschießenden Antriebe des Menschen und ihrer Handlungen; sie befriedigen die „Interessen der Ohnmacht“, indem sie Antworten auf Sinnfragen und metaphysischen Trost für Leid und Tod liefern. Von hier aus lässt sich ein Entwicklungsstrang zu subjektlosen Sozialtheorien ausmachen, die die Bedingungen des menschlichen oder organisatorischen Funktionierens in den Mittelpunkt ihrer Analysen stellen (z. B. zur Systemtheorie).

### Max Horkheimer und Theodor W. Adorno
Max Horkheimer und Theodor W. Adorno kritisieren in der Dialektik der Aufklärung die Einseitigkeit der Aufklärung. Ihre Aufklärungskritik „springt nicht aus der Vernunft heraus“, sondern entwirft „die Grundlage ihrer radikalen Selbstkritik“. Sie betreiben keine „Dekadenztheorie der Aufklärung“, nach der erst der Verfall der Aufklärung zu den Krisen der Moderne führt, sondern sie gehen von einem ursprünglichen „Doppelcharakter“ der Aufklärung aus. Ihre Kritik gilt der instrumentellen Vernunft, der Horkheimer ein anderes Werk gewidmet hat (Zur Kritik der instrumentellen Vernunft). Gleichwohl setzen sie deren Herausbildung historisch sehr früh an, sie verknüpfen sie mit der Urgeschichte der Zivilisation, mit der Geschichte der Naturbeherrschung und der Selbstbehauptung des Subjekts. „Die Menschen bezahlen die Vermehrung ihrer Macht mit der Entfremdung von dem, worüber sie Macht haben. Die Aufklärung verhält sich zu den Dingen wie der Diktator zu den Menschen. Er kennt sie, insofern er sie manipulieren kann.“ Mit der Erweiterung der menschlichen Möglichkeiten durch die Aufklärung geht demzufolge immer eine Verdinglichung einher, die Individualität und Freiheit bedroht.
„Im Siegeszug der Aufklärung erkennen Horkheimer und Adorno deren Gegenteil“, so Schweppenhäuser. Vernunft werde zum Herrschaftsmittel, wissenschaftliche Rationalität zum starren, geschlossenen System, dem alles subsumiert werden soll, egal ob es hineinpasst oder nicht.
In der Konsequenz habe die solcherart als instrumentelle Vernunft praktizierte Aufklärung nach ihrem Urteil in den Totalitarismus moderner Gesellschaften geführt.

### Hannah Arendt
Hannah Arendt wandte sich bereits kurz vor der nationalsozialistischen Machtübernahme in ihrem frühen Artikel Aufklärung und Judenfrage gegen das vernunftsgemäße ihrer Meinung nach unhistorische Gleichheitsideal der Aufklärung, wie es radikal Lessing verkörpert habe. Auch Vertreter der jüdischen Aufklärung, wie Moses Mendelssohn, der für die freie Religionsausübung von Juden eintrat, verneinten eine spezifische nationale Identität des Judentums und strebten die vollkommene Assimilation an die aufgeklärte Gesellschaft an. Sie dagegen setzte sich zwar für politische Gleichheit und den freien Austausch in der Öffentlichkeit ein – im Sinne der griechischen Polis und ihres Konzepts einer Rätedemokratie –, nicht aber für gesellschaftliche Angleichung. Sie sprach sich gegen den Gedanken vieler Aufklärer aus, dass der Mensch als höchstes Prinzip zu betrachten und das Gute durchzusetzen ist, wandte sich gegen den Fortschrittsoptimismus der Epoche und wies auf die Gefahren hin: Das absolut Gute im Zusammenleben der Menschen erweise sich als kaum weniger gefährlich als das absolut Böse, ein Begriff, der auf Kant zurückgeht.
Nach Kriegsende äußerte sie sich positiver über den Fortschrittsbegriff des 18. Jahrhunderts, den sie mit dem Streben nach Mündigkeit, Freiheit und Autonomie des Menschen verbunden sah. 1963 analysierte sie in ihrem politischen Werk Über die Revolution die zwei großen Revolutionen der Aufklärung und gab der früheren nordamerikanischen gegenüber der Französischen Revolution den Vorzug. Erstere bezeichnete sie als Beispiel einer gelungenen Revolution eines Bundes freier Bürger mit der Garantie von Bürgerrechten in der Verfassung der Vereinigten Staaten 1787. Letztere, die teilweise auf dem Gesellschaftsvertrag Rousseaus gründete, endete in der Terrorherrschaft Robespierres, von dem eine Linie zu Lenin und Stalin führe, weil alle drei das Eigeninteresse des einzelnen Bürgers in Feindschaft zum Gesamtinteresse sahen.
Von den Aufklärern schätzte sie besonders Montesquieu und Kant. Montesqieus politische Thesen gingen in ihr politisches Hauptwerk Elemente und Ursprünge totaler Herrschaft ein. Kant war durchgängig eine wichtige Bezugsgröße für Hannah Arendts Denken. Ihre Rede bei der Entgegennahme des Lessings-Preises 1959 stellte sie unter das Motto Menschlichkeit in finsteren Zeiten. Nicht die Aufklärung und die Humanität des 18. Jahrhunderts erschwerten den Zugang zu Lessing, sondern das 19. Jahrhundert mit seinen festgefügten Ideologien und seiner „Geschichtsbesessenheit“. Im Sinne Lessings sei Kritik stets das Begreifen und Beurteilen im Interesse der Welt aus mehr als einer Perspektive. Ziel sei das freie Denken ohne traditionelle Festlegungen, denn eine absolute Wahrheit gebe es nicht, weil sie sich im vielstimmigen Gespräch sofort in eine „Meinung unter Meinungen“ verwandle.

### Jürgen Habermas
Jürgen Habermas wendet sich gegen die Bewertung der Aufklärung durch seine Lehrer Adorno und Horkheimer als Verfallsprozess. Er spricht von dem „unvollendeten Projekt der Moderne“, das in einem Prozess kommunikativen Handelns stets nach rationaler Begründung fragt. Im 18. Jahrhundert entstand das Phänomen der Öffentlichkeit, das für Habermas in dieser Form in Antike und Mittelalter keine Entsprechung hatte. Die in der Aufklärung begründeten Zeitschriften und steigenden Buchauflagen fanden ihre Rezeption in Bibliotheken, Lesezirkeln, Salons, Kaffeehäusern und diversen Vereinigungen. Es bildeten sich Meinungen, zu denen Gegenpositionen entwickelt und wiederum veröffentlicht wurden. Dies geschah losgelöst von den Institutionen des Staates und der Staat musste diese Meinungen zur Kenntnis nehmen. Die kritische öffentliche Meinung entwickelte sich laut Habermas selbst zu einer neuen Institution, die die Politik- und Machtinteressen der Regierenden begrenzt und so zu einem der wesentlichen Grundpfeiler der Demokratie geworden ist. Während diese Öffentlichkeit im 18. Jahrhundert noch auf ein schmales Bürgertum begrenzt war, ist sie in der Moderne, gestützt auf die modernen Medien, zu einem Massenphänomen geworden. In einem Dialog mit Josef Ratzinger forderte Habermas, „die kulturelle und gesellschaftliche Säkularisierung als einen doppelten Lernprozeß zu verstehen, der die Traditionen der Aufklärung ebenso wie die religiösen Lehren zur Reflexion auf ihre jeweiligen Grenzen nötigt“. Ähnlich wie Kant setzt er auf ein republikanisches Verständnis im internationalen Rahmen und fordert einen europäischen Verfassungspatriotismus.

### Neue soziale Bewegungen
Klaus Eder vertritt die These, dass die neuen sozialen Bewegungen jenseits einer bloßen konservativen Reaktion auf die Aufklärung den von dieser unterdrückten Momenten – „ihrem unterdrückten Anderen“: der Körperlichkeit und dem Mythos – zu ihrem Recht verhelfen wollen. Die Körpersprache könne man als einen Faktor kommunikativer Verständigung jenseits bloß rationaler Argumentation ansehen, der mit der Rationalisierung und Bürokratisierung der modernen Welt zurückgedrängt worden sei. Es gehe der radikalen Rationalitätskritik darum, die Identität von Kopf und Bauch wiederherzustellen (durch das „sich einbringen“). Eine klassische „nationale Lösung“ wie die des „deutschen Sonderwegs“ bevorzugt Eder zufolge den „Bauch“, die permanente Identitätsdiskussion den „Kopf“. Weitere Varianten sind die Biologisierung der Bedürfnisse oder die Identitätsverankerung in der regionalen Lebenswelt, die für die Ökologiebewegung typisch seien. Während in den linken Bewegungen heute identitätspolitische Themen wie die unbedingte Gleichstellung ethnischer, religiöser oder sexueller Minderheiten in Verbindung mit einem „moralischen Universalismus“ (Rüdiger Safranski) dominierten, aber der Anspruch, alle Menschen (und insbesondere die „Neue Unterschicht“) zu vertreten, weitgehend aufgegeben und soziale Ungleichheit akzeptiert werde, satteln rechte Bewegungen auf der Identitätsdiskussion auf, so Anne Löchte, indem sie sich wie die unteren Stände 1789 als Repräsentanz der gesamten Nation oder des „Volkes“ in Opposition zu den „Eliten“, mithin als Vertreter einer zunehmend fiktiven, aber weitgehend noch als real empfundenen Universalität darstellen. Auch Herders Volksbegriff habe schon – jenseits aller biologistischen Konnotationen – auf die Aufwertung der vom aufgeklärten, stubengelehrten Bürgertum als „Pöbel“ und „Canaille“ denunzierten unteren Schichten gezielt.

### Kritik aus religionsphilosophischer Richtung
Der Religionsphilosoph Daniel von Wachter bezeichnet den Begriff „Aufklärung“ als Erfindung von Gegnern des Christentums, der erfunden wurde, „um den Eindruck zu erwecken, die Christen seien naiv und intolerant“. Die Aufklärer hätten sich nur „als epochemachend stilisieren“ wollen, während „die angeblichen Errungenschaften der Aufklärung ... größtenteils von anderen errungen“ worden seien. Abgesehen von Kant, den er aber auch nicht für überzeugend halte, hätten „die Aufklärer keine ernstzunehmenden Argumente vorgetragen“.

### Aufklärung im 21. Jahrhundert
Die 2004 gegründete Giordano-Bruno-Stiftung versteht sich als „Denkfabrik für Humanismus und Aufklärung“. Sie vertritt die Position des evolutionären Humanismus und setzt sich für die Werte der Aufklärung ein, zu denen sie laut ihres Leitbildes kritische Rationalität, Selbstbestimmung, Freiheit und soziale Gerechtigkeit zählt. Gemäß ihrem Motto „Aufklärung im 21. Jahrhundert“ betrachtet die Giordano-Bruno-Stiftung das Projekt der Aufklärung — ähnlich wie Habermas — als unvollendet und tritt für seine zeitgemäße Fortführung ein. Allerdings stellte der Vorstandssprecher der Stiftung, Michael Schmidt-Salomon, der Lesart einer Dialektik der Aufklärung im Sinne von Adorno und Habermas die Denkfigur einer „halbierten Aufklärung“ entgegen:

„Je genauer man das Verhältnis von Aufklärung und Totalitarismus untersucht, desto deutlicher wird, dass die Entstehung totalitärer Regimes nicht auf den vermeintlichen ‚Doppelcharakter der Aufklärung‘ zurückzuführen ist, sondern vielmehr auf das bis heute virulente Problem der ‚halbierten Aufklärung‘. Gesellschaftliche Wirkungen nämlich entfaltete über Jahrhunderte hinweg fast ausschließlich jener Aspekt der Aufklärung, den man mit dem Begriff der ‚instrumentellen Vernunft‘ umschreiben könnte, die praktisch-ethischen, weltanschaulich positiven Impulse der Aufklärung wurden hingegen weitgehend ignoriert.“

Anders als Horkheimer und Adorno meinten, hätten die Vertreterinnen und Vertreter der Aufklärungsbewegung keineswegs bloß althergebrachte Gewissheiten kritisiert, sondern vielmehr positive Gegenentwürfe an deren Stelle gesetzt:

„So diente Epikurs Kritik des angstbesetzten Götterglaubens der Implantierung einer weltlich-freundlichen Ethik, La Mettries materialistische Kritik des Idealismus einer unverkrampften Akzeptanz des Sinnlichen, Poppers Kritik des Historizismus der Verteidigung der Idee der ‚offenen Gesellschaft‘ usw.
Das maßgebliche Erbe der Aufklärung seien daher nicht die ‚Ruinen der überkommenen Traditionen, die dem Angriff aufklärerischer Vernunft nicht standhalten konnten‘, sondern die ‚reichhaltigen Skizzen zum Aufbau einer besseren Gesellschaft, die teils Eingang in die moderne Zivilisation gefunden haben, teils noch auf ihre Wiederentdeckung und Verwirklichung warten‘.“

## Werke (um 1750)
- David Hume: An Enquiry Concerning Human Understanding. 1748, dt. Eine Untersuchung über den menschlichen Verstand.
- Johann Joachim Spalding: Betrachtung über die Bestimmung des Menschen. 1748.
- Charles de Secondat, Baron de Montesquieu: De l’esprit des loix. 1748, dt. Vom Geist der Gesetze.
- Julien Offray de La Mettrie: L’Homme Machine. 1748 (anonym), dt. Der Mensch als Maschine.
- Denis Diderot: Lettre sur les aveugles à l’usage de ceux qui voient. 1749 (anonym), dt. Brief über die Blinden zum Gebrauch der Sehenden.
- Étienne Bonnot de Condillac: Traité des systèmes. 1749 dt. Abhandlung über die Systeme.
- Anne Robert Jacques Turgot, baron de l’Aulne: Tableau philosophique des progrés successifs de l’ésprit humain. 1750 dt. Über die Fortschritte des menschlichen Geistes.
- Pierre-Louis Moreau de Maupertuis: Essai de cosmologie. 1750, dt. Essay über Kosmologie; darin Das Prinzip der kleinsten Wirkung.
- Jean-Jacques Rousseau: Discours sur les sciences et les arts. 1750, dt. Abhandlung über die Wissenschaften und Künste.
- David Hume: An Enquiry Concerning the Principles of Morals. 1751, dt. Eine Untersuchung über die Prinzipien der Moral.
- Band 1 der Encyclopédie ou Dictionnaire raisonné des sciences, des arts et des métiers von Denis Diderot und Jean Baptiste le Rond d’Alembert. 1751.
- Gotthold Ephraim Lessing: Emilia Galotti, Bürgerliches Trauerspiel. 1772.
  - Nathan der Weise, Dramatisches Gedicht. 1779.